# Élan sportif chalonnais
Vous lisez un « bon article » labellisé en 2011.
Pour les articles homonymes, voir Élan (homonymie).
Maillots
Actualités
| \| Chalon-sur-Saône \| Le club est basé à Chalon-sur-Saône, en France. |
| Chalon-sur-Saône                                                       |

L'Élan sportif chalonnais connue aujourd'hui sous le nom de "L'Elan Chalon", est un club professionnel français de basket-ball appartenant à la BetClic Élite (première actuellement au Colisée, une salle d'une capacité de 4 000 places assises depuis 2001 puis 5 000 places assises en 2012 puis 4 948 places en 2015 et finalement 4 540 places en 2017. Auparavant, l'Élan chalonnais jouait à la Maison des sports (1 200, puis 1 500 et pour finir 2 200 places assises) depuis 1970.
Fondé en 1955, le club fusionne avec le club de football de Mercurey en 1970. Après trois montées successives au milieu des années 1970, l'Élan chalonnais connaît la Nationale 2 dans la deuxième moitié des années 1970 et au tout début des années 1980. Après être retombé au plus bas du niveau national à la fin des années 1980, le club remonte de Nationale 4 en Nationale 2 en deux ans (de 1988 à 1990) puis patiente quatre ans pour accéder en Pro B (de 1990 à 1994). Arrivé dans le monde professionnel du basket français, l'Élan Chalon rejoint ensuite la Pro A en 1996, division dans laquelle le club évolue jusqu'en 2021 à la suite d'une descente en Pro B.
Les meilleurs résultats du club sont deux titres de Champion de France en 2012 et en 2017, deux victoires en Coupe de France en 2011 et 2012 ; une victoire en Semaine des As en 2012 ; cinq deuxièmes places dont trois fois finalistes : en saison régulière de Pro A (2012 et 2017), finalistes en Coupe d'Europe FIBA (2017), en EuroChallenge (2012) et en Coupe Saporta (2001) ; quatre troisièmes places en Pro A (2004, 2007 et 2011) et Coupe d'Europe FIBA (2016) et des titres de champions de France de Nationale 4 (1989), Nationale 3 (1978) et Nationale 2 (1994).
L'Élan Chalon est depuis 1994 structuré pour l'équipe professionnelle en Société d'économie mixte (SEM). Son président est Vincent Bergeret depuis 2021. Dominique Juillot fut président de 1993 à 2021 et qui avait remplacé Gabriel Bernard, président de 1970 à 1993.

## Historique

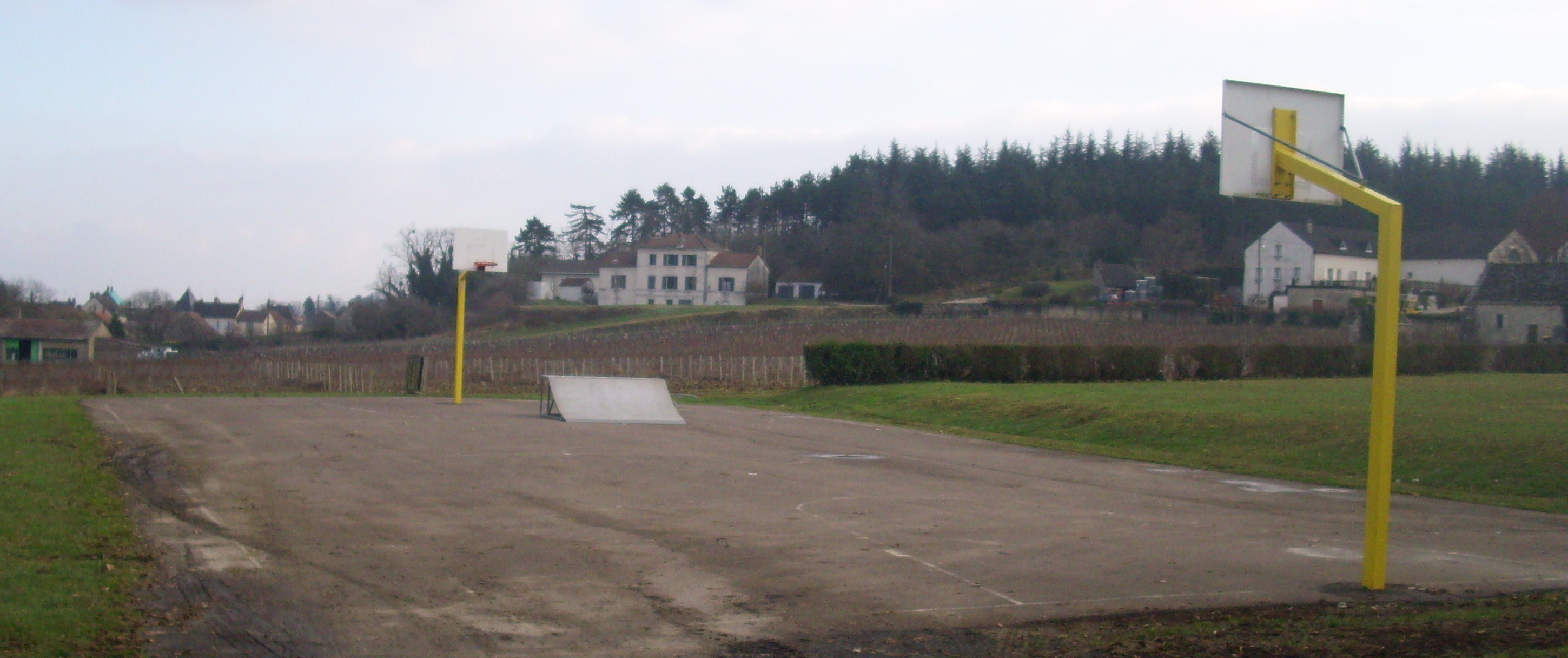
Le terrain de basket-ball à Mercurey ou évoluait le Football Club de Bourgneuf Val d'Or Mercurey avant la fusion avec l'Élan sportif chalonnais

### Les débuts et la Nationale 2
L'Élan sportif chalonnais est fondé en 1955, par la fusion de deux clubs nés avant et pendant la guerre : l'« Association Sportive Chalonnaise » (créée en 1935) et l'« Élan de Saint-Jean des Vignes » (créé en 1942). La nouvelle structure ne joue cependant que dans les divisions inférieures du niveau régional. À la fin des années 1960, il n'y a même plus de catégorie « senior » garçon mais Gabriel Bernard prend alors la présidence du club en 1969. Le réveil du club provient du football. En effet, c'est en fusionnant le 10 avril 1970, avec le « Football Club de Bourgneuf Val d'Or Mercurey » (club de basket-ball crée en 1947 et basé à Mercurey, qui évolue en catégorie jeunes et senior au niveau régional) que l'Élan repart de l'avant,,, ; Gabriel Bernard est le président du club à la suite de cette fusion, qui emménage la même année à la Maison des sports.
L'Élan monte en quelques années de la division Régionale à la Nationale 2 (2e division nationale) et y effectue cinq saisons sur sept (années 1976-1983). Pendant cette période, s'ajoute à son palmarès un titre de champion de France de Nationale 3 (3e division nationale) en 1978 et de vice-champion de France de cette même division en 1982 . Le club s'est appuyé sur des joueurs du cru, avec un renfort de joueurs polonais (Stephan Szczecinski, Waldemar Kozak, Mieczysław Łopatka) lors des saisons 1974-1975 (montée de Nationale 4 en Nationale 3) et 1975-1976 (montée de Nationale 3 en Nationale 2). Durant la première saison en 2e division, il redescend en  Nationale 3, malgré d'une part les renforts de Grzegorz Korcz et du premier Américain, Phil Carlile. L'Élan remonte peu après en « Nationale 2 », dès 1978.
Les deux meilleures saisons en Nationale 2 se déroulent en 1978-1979, avec une 7e place mais surtout une 5e place l'année suivante,. L'équipe compte alors dans ses rangs des joueurs tels que Larry Gray (meilleur marqueur de la division avec 39,7 points par match à 69 % de réussite), Bruno Recoura ou encore Dominique Juillot, Yves Duvernois, Éric Minard, Bernard Sangouard et Jean-François Chaumard arrivés à pleine maturité ; la montée en Nationale 1 est manquée de peu cette année-là. L'année suivante (1980-1981), malgré un départ en trombe (1er avec cinq victoires et un nul), l'Élan Chalon, qui perd son Américain sur blessure (Larry Paige), finit mal le reste de la saison pour aboutir à une descente en Nationale 3. Le club remonte l'année suivante après un titre de vice-champion de France de Nationale 3 (avec l'Américain John Dearman), mais n'y fait pas d'étincelles (10e sur 11) et redescend pour longtemps en Nationale 3.

### Le déclin et le renouveau
L'Élan Chalon commence son déclin en termes de résultats car après deux saisons de suite (de 1983 à 1985) en Nationale 3 ou le club obtient son maintien, le club chalonnais fait une mauvaise saison en Nationale 3 en 1985-1986, ce qui le conduit en Nationale 4 en 1986. Après deux maintiens en Nationale 4 de 1986 à 1988, l'Élan reprend ensuite une belle ascension et monte en Nationale 3 en 1989, avec un titre de Champion de France de Nationale 4 a la clé et un quart de finale de Coupe de France amateure cette année-là. L'équipe continue son ascension puisqu'elle ne reste qu'une saison de Nationale 3 (1989-1990) et monte en Nationale 2 en 1990.

#### En Nationale 2 (1990-1994)
Lors de la première saison du club en Nationale 2, en 1990-1991, avec l'arrivée de Philippe Hervé et Calvin Thompson en tant que recrues, mais la saison est difficile, l'Élan n'obtenant son maintien qu'en étant repêché le 24 juin 1991 (11e sur 13 avec 10 victoires pour 14 défaites). Lors des deuxième (avec Trevor Powell comme américain) et troisième saisons (Mark Mc Swain et Germain Castano en recrues) dans cette division, il se classe en milieu de tableau – les deux fois 6e avec 13 victoires pour 13 défaites,. Le club est aussi finaliste de la Coupe de France amateur en 1993 en étant battu par Besançon 79 à 64 à Saint-Michel-de-Maurienne.
C'est au début de la saison de la montée (1993-1994 avec le titre de champion de France de Nationale 2) que Dominique Juillot reprend la présidence du club. L'Élan Chalon effectue alors une belle saison et bat presque tous ses adversaires cette année-là ne concédant seulement trois défaites en championnat et devançant les prétendants à la montée, Vichy (battu deux fois dont un match gagné 86 à 69 à Vichy) et Troyes (une victoire partout entre les deux clubs). Il monte en Pro B lors des barrages d'accession contre Blois avec deux victoires : 83 à 60 à Blois puis 90 à 68 à domicile. Mark Mc Swain, Kent Hill, Germain Castano, Philippe Hervé, Thierry Perriot et Pascal Bourgeois sont les six meilleurs joueurs de cette équipe.

#### En Pro B (1994-1996)
L'Élan sportif chalonnais devient une société d'économie mixte en aout 1994.
Le club continue sa montée dans la hiérarchie du basket-ball français et passe en seulement deux ans de la Pro B à la Pro A. La première année de Pro B est celle de l'apprentissage du monde professionnel, le club chalonnais recrute Emmanuel Schmitt, William Njoku (remplacé en cours de saison par Charles Pittman) et Alain Gratien. L'Élan Chalon pointe à la dernière place vers la mi-saison mais se redresse en deuxième partie de championnat comme prouvent par exemple deux victoires remarquables à domicile : sur le 1er de la saison, Évreux, par 73 à 71, et sur le champion de Pro B, Besançon, sur le score de 98 à 85. Le club se fait sortir au tour préliminaire des playoffs par Besançon.
Lors de la saison de la montée (1995-1996), Philippe Hervé met un terme à sa carrière de joueur et devient entraineur du club à part entière. Le club voit les départs de Mark Mc Swain, Germain Castano, Thierry Perriot, Alain Gratien, Pascal Bourgeois et les arrivées de James Voskuil, Youcef Ouldyassia, Franck Tchiloemba, Jean-Olivier Peloux et le retour au jeu après un an de blessure de Kent Hill. L'Élan est en concurrence avec l'équipe de Hyères Toulon pour conquérir la première place ; à dix journées de la fin du championnat, il bat son concurrent par 83 à 56 à la Maison des Sports, dans un duel qui constitue le choc de cette saison de Pro B. L'Élan obtient sa montée en Pro A contre Châlons-en-Champagne le 20 avril 1996 à une journée de la fin du championnat, sur le score de 92 à 77. Les joueurs, dont Charles Pittman, Kent Hill, Emmanuel Schmitt, ont montré un jeu et un collectif (sans leader attitré) très bien construits où chacun est dangereux. En revanche, le club échoue dans sa quête du titre national de Pro B : il est éliminé par les Spacer's de Toulouse en demi-finale des playoffs.

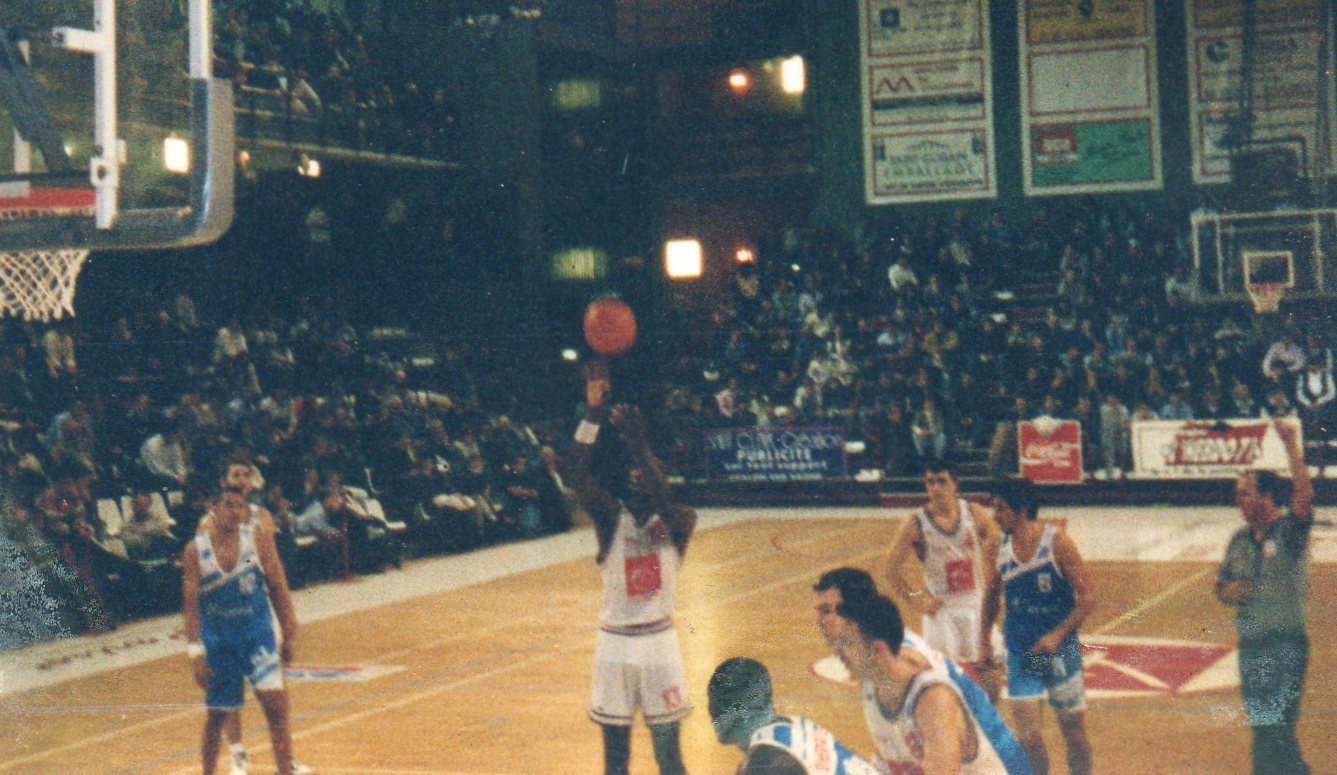
Match de Pro B entre l'Élan Chalon et La Rochelle en décembre 1994.
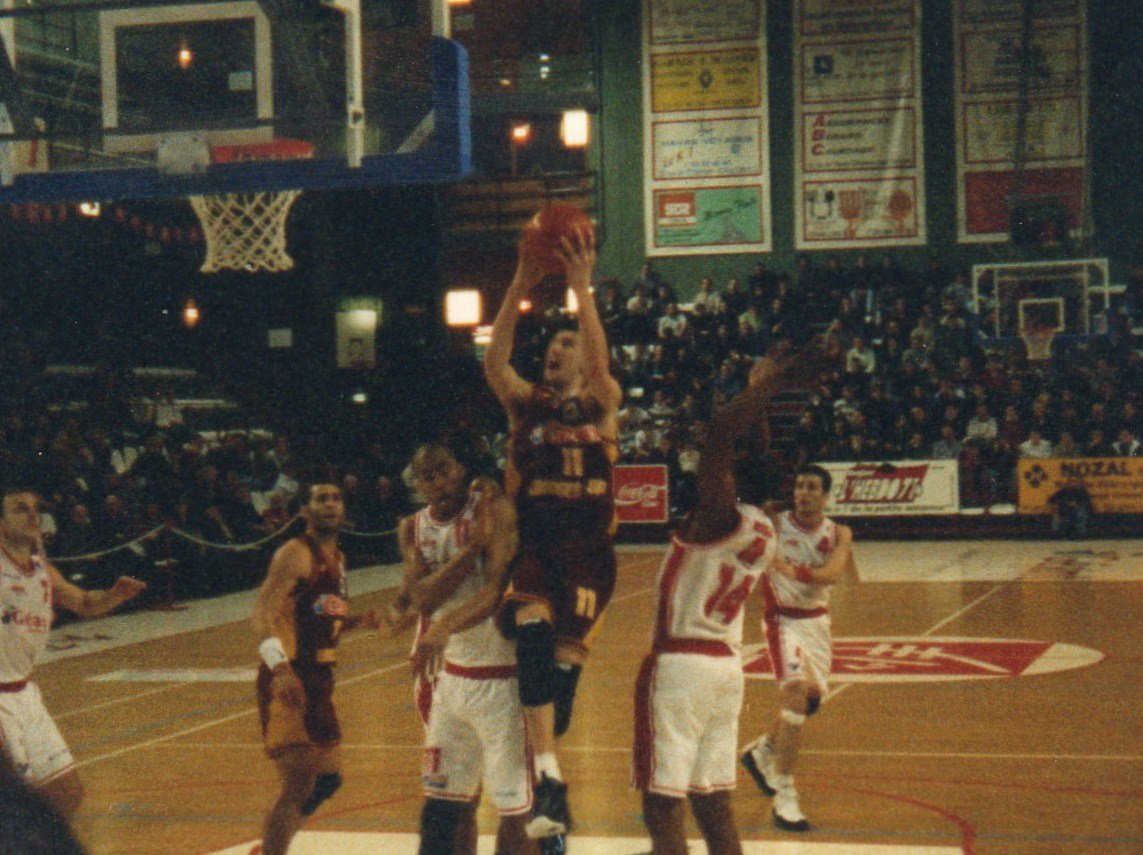
Match amical contre le CSP Limoges en 1996.
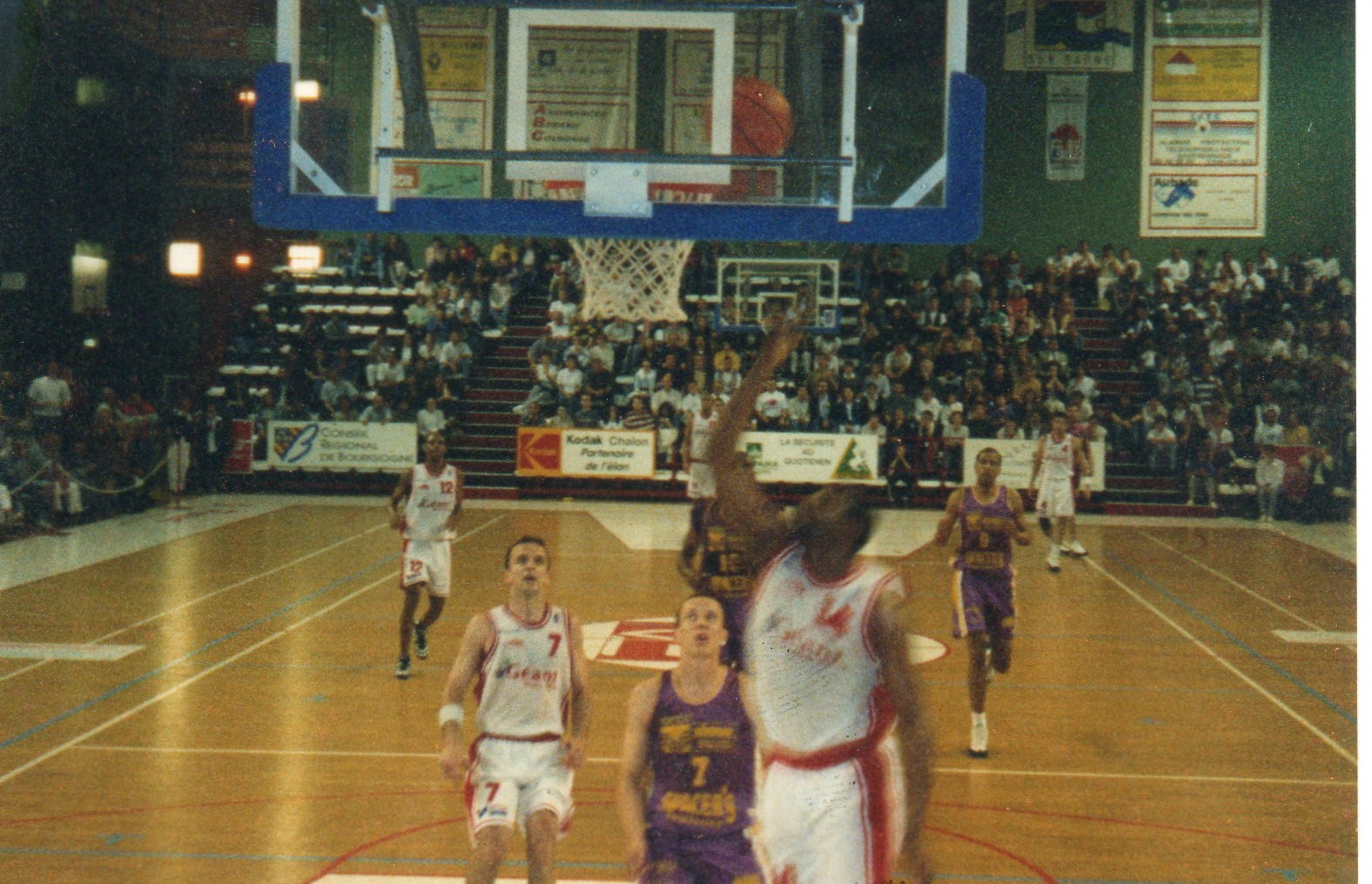
Match de Pro B (play-off) entre l'Élan Chalon et Toulouse en mai 1996.

### Dans l'élite

#### À la maison des sports avec Philippe Hervé (1996-2001)
Arrivé dans la plus haute division française en 1996, avec Philippe Hervé comme entraîneur. Le recrutement s'établit avec les recrues de Rimas Kurtinaitis, Scott Patterson, Germain Castano (de retour à Chalon) et Christian Garnier et les départs de James Voskuil, Franck Tchiloemba et Jean-Olivier Peloux. L'Élan Chalon se distingue dès la première année avec une 11e place (11 victoires et 19 défaites) plus qu'honorable pour un nouveau promu, une victoire de prestige à Limoges sur le grand CSP Limoges (77 à 75). Charles Pittman gère cette équipe, tant au niveau technique qu'humain, épaulé par Kent Hill, ainsi que la trouvaille de mi-saison de Damon Patterson (qui remplace Rimas Kurtinaitis). La saison suivante est plus décevante, la baisse de rendement et l'éviction (à l'amiable) de Charles Pittman en sont peut-être la cause. Cependant, la remise en question du groupe et les recrutements dans la deuxième partie de saison de Charlie Burke et « Mo » Smith permettent au club de finir assez bien ce deuxième acte en « Pro A » (12e avec 12 victoires pour 18 défaites à la fin de saison), comme l'illustre les victoires 81 à 73 sur Pau-Orthez et 77 à 71 contre Dijon à la Maison des sports.
La troisième année (1998-1999) est celle de l'ascension vers les hauteurs de la division avec l'obtention d'une 4e place (20 victoires et 10 défaites) ; l'équipe commence sa saison par une victoire 72 à 63 sur l'ASVEL sur son terrain ; elle possède l'une des meilleures paires d'étrangers de « Pro A » (Keith Gatlin et Andre Owens), mais aussi d'autres joueurs, tels Kent Hill, Emmanuel Schmitt, David Robinson, Maurice Beyina, etc. qui sont des éléments clés dans un collectif huilé avec une défense de fer. Mais le club chalonnais se fait éliminer deux manches à une en quart de finale des playoffs par le cinquième PSG Racing Basket.

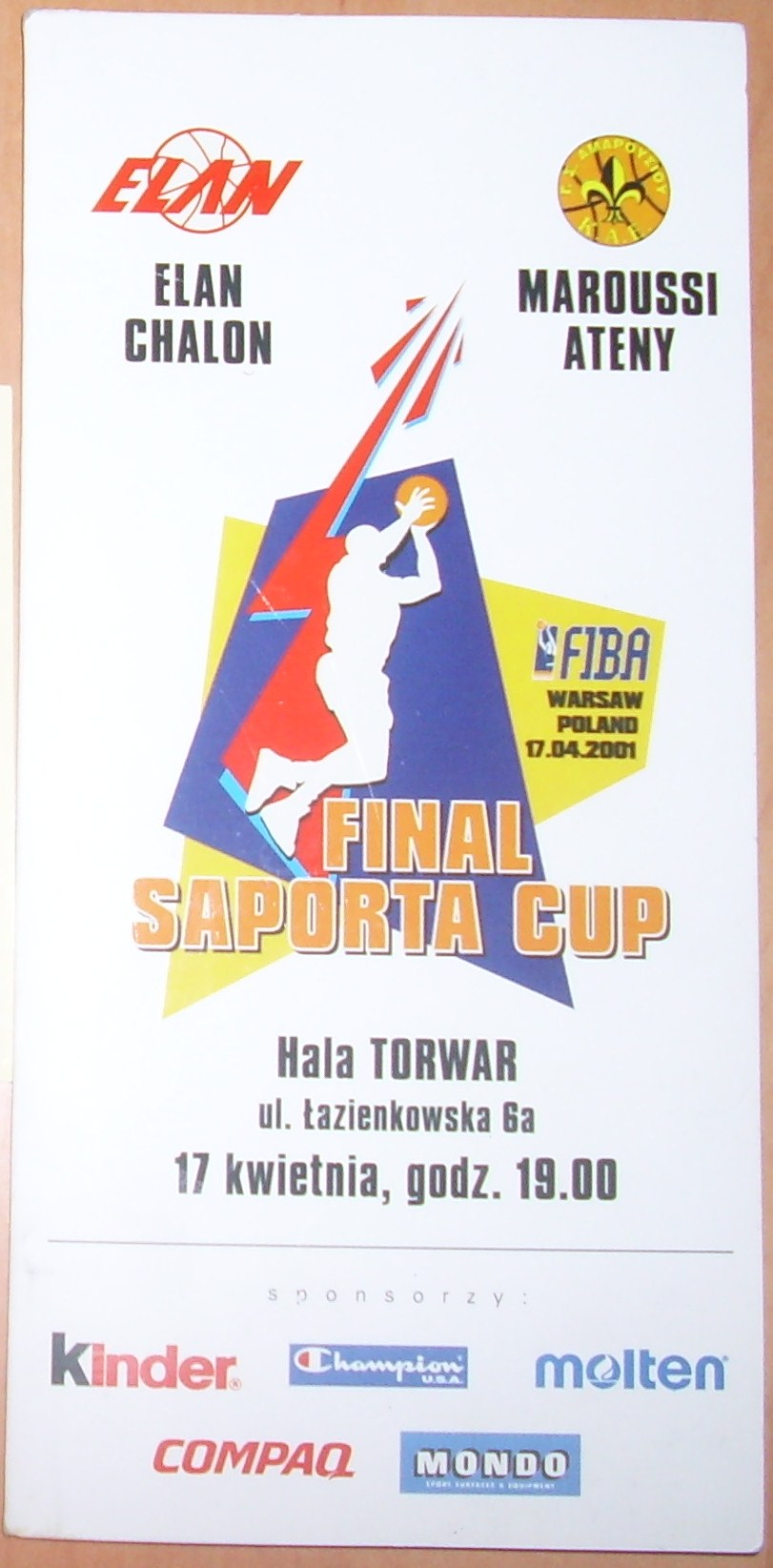
Pass de la finale de la Coupe Saporta 2001 à Varsovie.

Les deux saisons suivantes voient le budget et la notoriété du club croître avec les importantes recrues que sont Stéphane Ostrowski et Sacha Giffa pour la saison 1999-2000 ; Stanley Jackson et Robert Gulyas rejoignent l'équipe pour la saison 2000-2001. Le bilan sur les deux saisons est toutefois mitigé : l'Élan stagne en milieu de tableau (8e avec 16 victoires pour 14 défaites en 1999-2000 et 7e avec 18 victoires pour 12 défaites en 2000-2001). En résultat notable il peut être souligné une victoire importante à Villeurbanne 73 à 62 lors de la saison 1999-2000 et 89 à 80 à Pau lors du quart de finale aller des playoffs 2000-2001. En termes de playoffs, sur ces deux saisons, le club s'arrète au stade des quarts de finale contre Villeurbanne (2 manches à zéro) en 1999-2000 et Pau-Orthez en trois matchs en 2000-2001. Mais c'est surtout en coupe d'Europe (Coupe Saporta) que l'équipe s'affirme, avec, pour une première participation européenne, une élimination en 8e de finale par le Pamesa Valencia (1999-2000) ; malgré une victoire chalonnaise à domicile 83 à 75. Lors de la Coupe Saporta en 2001, le club finit 3e de sa poule (six victoires pour quatre défaites), élimine Porto (huitième de finale), Wloclawek (quart de finale et juste plus deux en termes de goal-avérage) et sort Valencia en demi-finale (2 victoires à zéro, 72 à 69 à Valencia et 66 à 63 à Chalon), mais échoue en finale 74 à 72 contre le Maroussi Athènes à Varsovie.

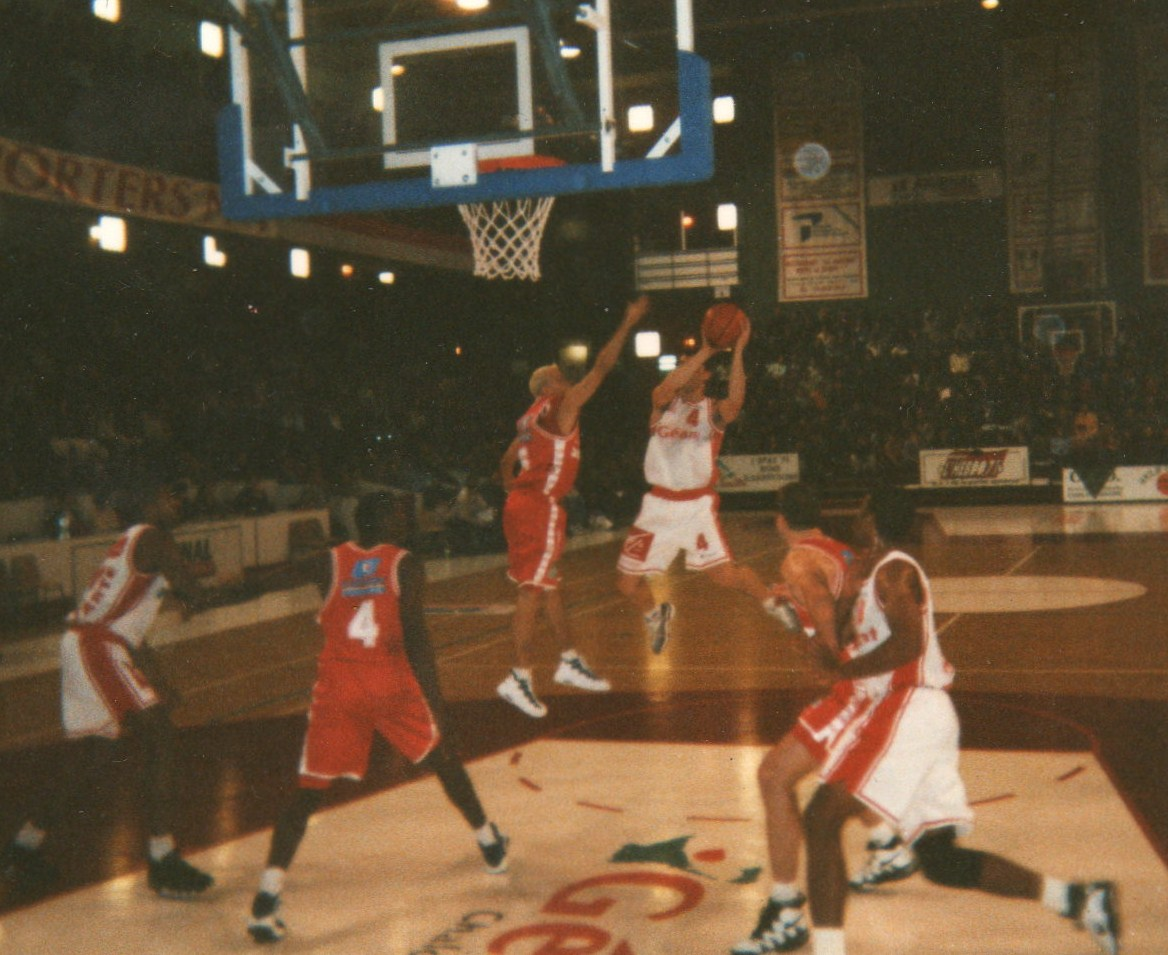
Match de Pro A en 1996.
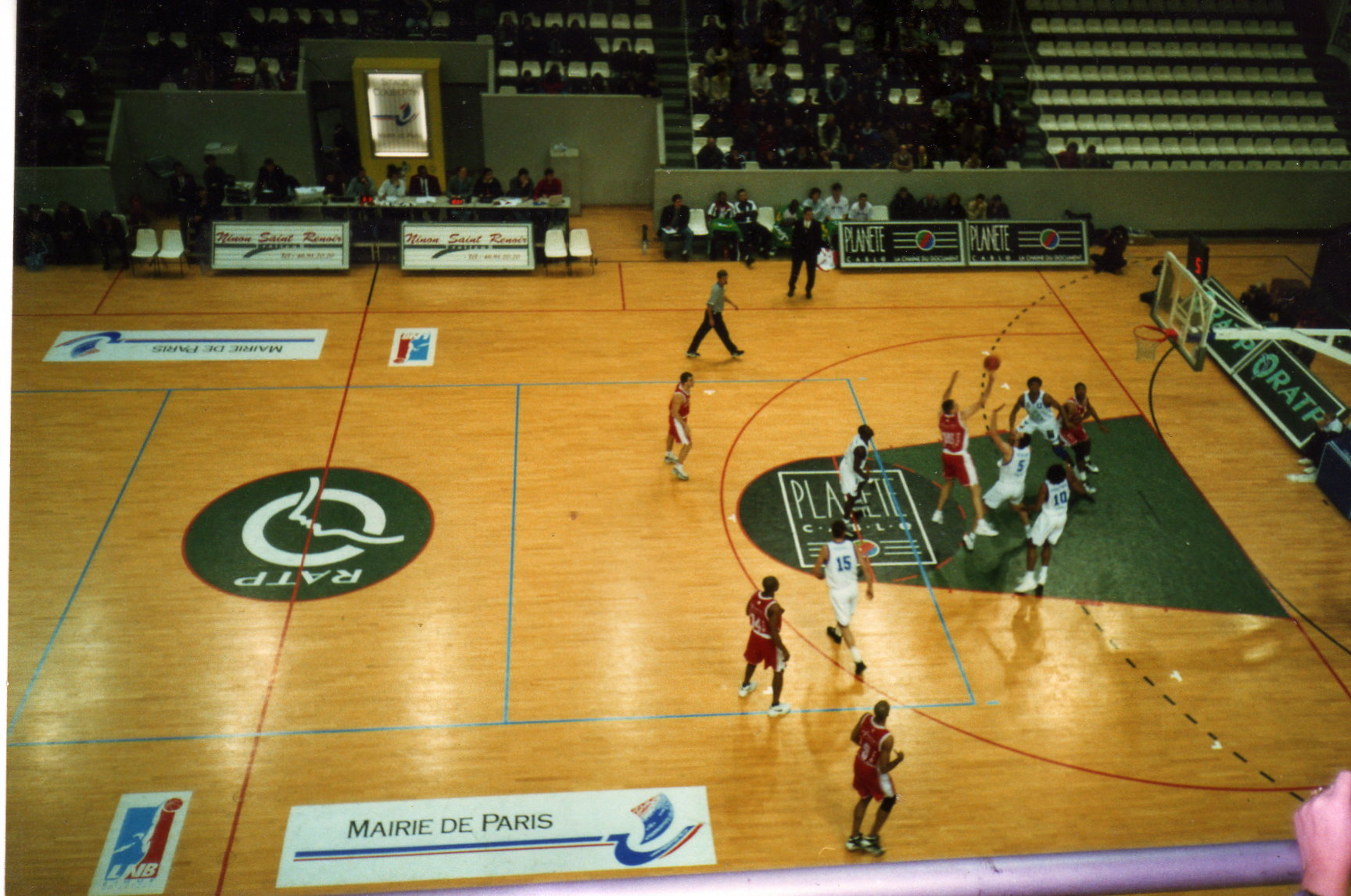
Match de Pro A en 1997.
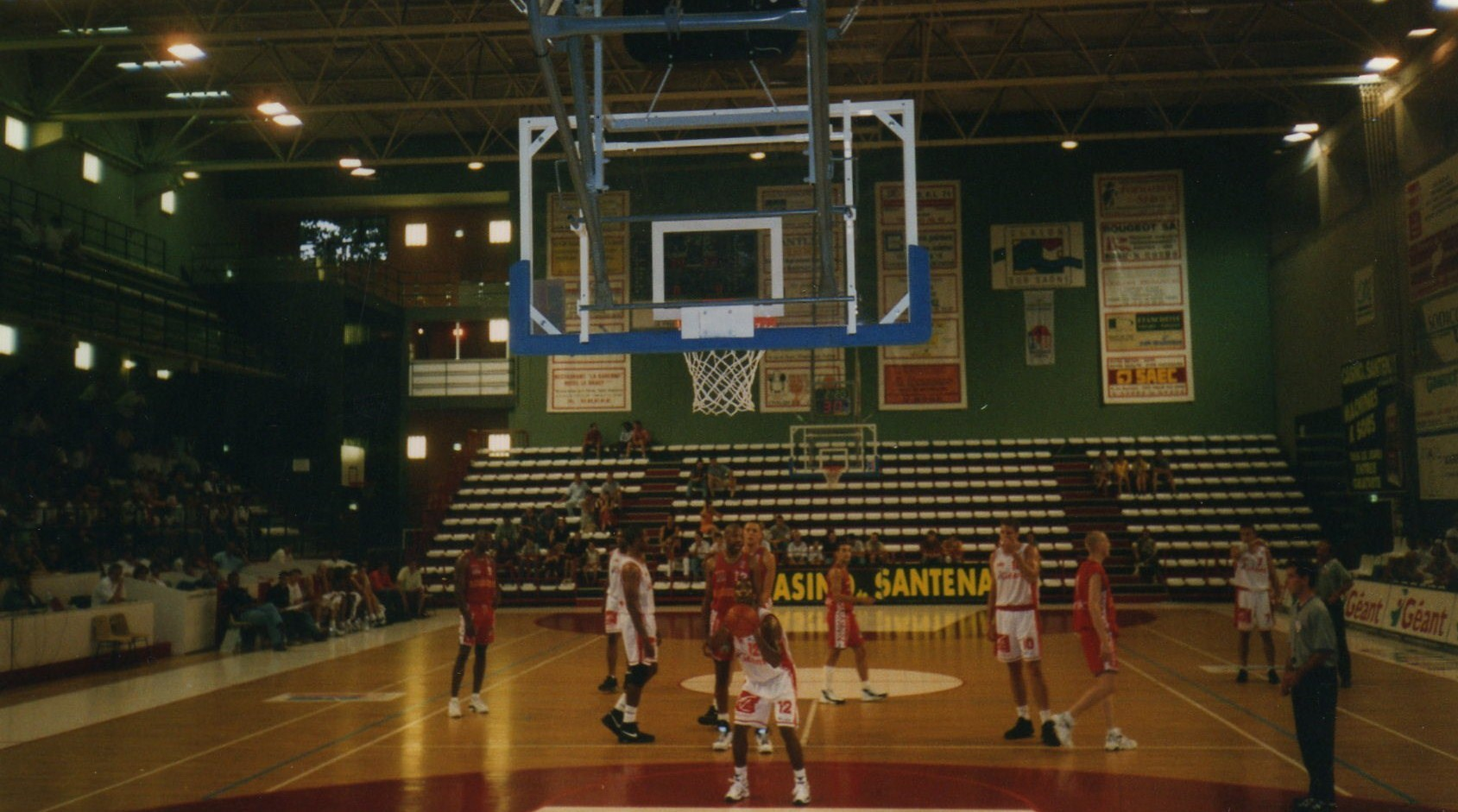
Match amical à la Maison des Sports en 1997.
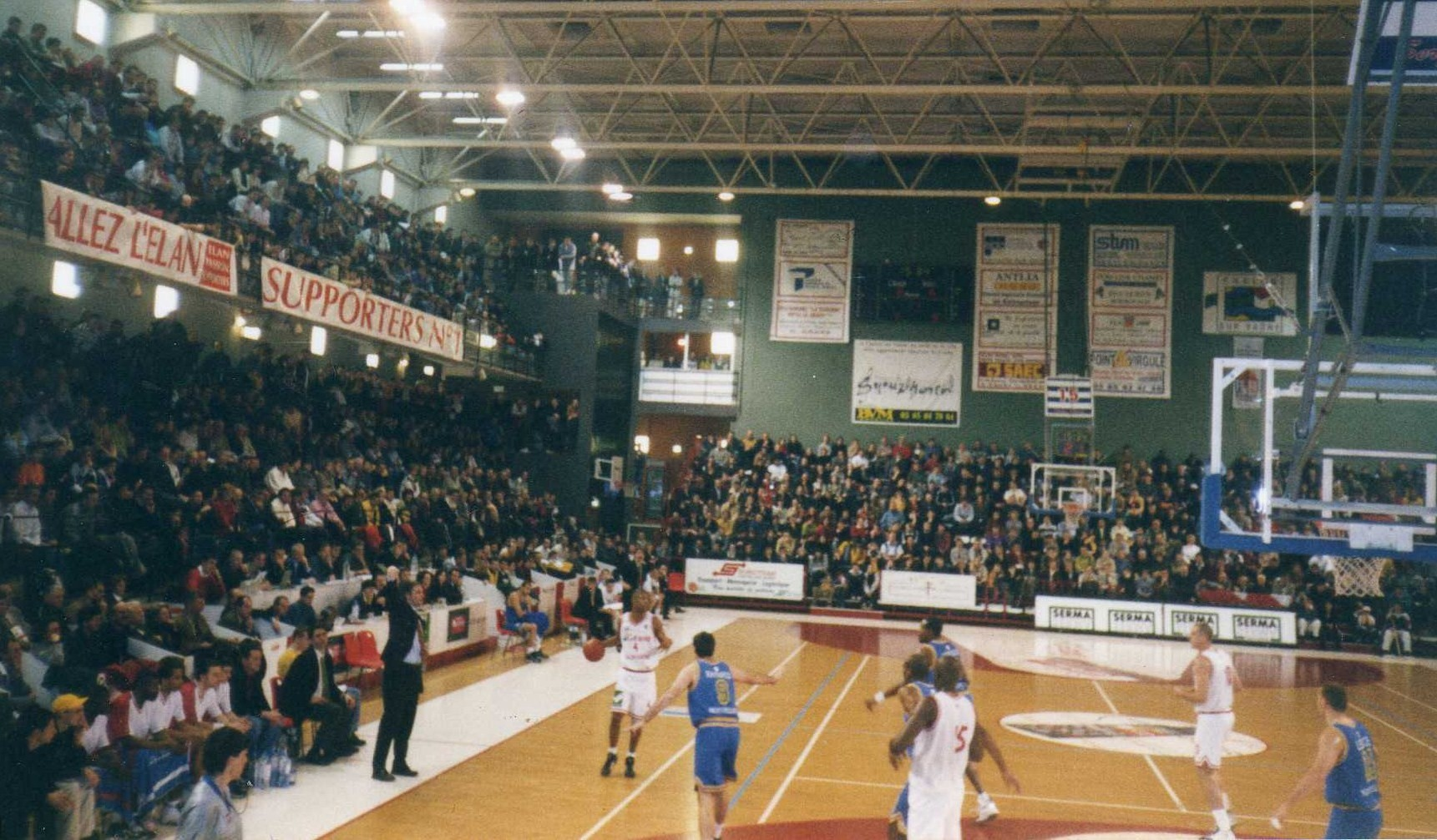
Match de Pro A à la Maison des Sports en 1999.

#### Inauguration du Colisée et début de l'ère Gregor Beugnot (2001-2007)
En 2001-2002, l'Élan emménage au Colisée (salle d'une capacité de 4 070 places) et réussit une belle saison (4e avec 20 victoires et 10 défaites) avec les recrutements importants de Brian Howard, de Corey Benjamin, de Willem Laure et un collectif très rodé. La qualité de l'équipe est mise en avant avec par exemple une victoire 77 à 73 à domicile sur Pau-Orthez (Champion de France en titre) lors de la dernière journée. En quart de finale des playoffs ils éliminent Gravelines deux manches à une et valident leur première participation en demi-finale, mais ils se feront éliminer face à l'équipe expérimentée qu'est Pau-Orthez. En Coupe Korać, l'Élan Chalon est éliminé en phase qualificative avec trois victoires et trois défaites. À la fin de saison 2001-2002, Philippe Hervé part du club. L'année suivante est catastrophique (malgré l'éclosion de Udonis Haslem), trois entraineurs utilisés (Emmanuel Schmitt, Erik Lehmann et Philippe Sudre), mais heureusement l'arrivée de Gregor Beugnot en fin de saison, avec 6 victoires en 9 matchs, sauve le club. En ULEB Cup, ce dernier est éliminé lors de la saison régulière en poule (4 victoires et 6 défaites).
L'année suivante 2003-2004 (recrues de Will McDonald, Uri Cohen-Mintz, Corey Benjamin et Jonas Larsson) est celle du renouveau avec une 3e place et surtout un très bon bilan avec 25 victoires pour 9 défaites, dont 13 victoires de suite : de la 22e à la 34e journée comprenant dans cette période une victoire notable contre Lyon Villeurbanne 84 à 80 à l'Astroballe. Dans la deuxième partie de saison, l'Élan Chalon voit l'éclosion de Thabo Sefolosha. La deuxième participation aux demi-finales des playoffs (élimination par Pau Orthez deux manches à une après avoir éliminé Le Havre en quart de finale). En 2004-2005, avec John Best, Thabo Sefolosha, Arthur Lee, Willem Laure et Stanley Jackson en leaders et les cinq autres joueurs professionnels, l'Élan Chalon réussit encore une belle saison en championnat (5e avec 21 victoires pour 13 défaites), avec une victoire sur le champion de France 2004 : Pau Orthez (84 à 77 à Chalon) ; si le bilan est mitigé en ULEB Cup (élimination en poule avec 5 victoires et 5 défaites). Le club élimine en playoff Hyères Toulon au tour préliminaire, Paris Basket Racing en quart de finale et atteint à nouveau les demi-finales, après avoir perdu 82 à 79 à Nancy, il manque son match retour à domicile contre Nancy se privant ainsi de la finale du championnat (défaite 83 à 102).
Pour la saison 2005-2006 le club obtient en recrues principales John Cox et Mamoutou Diarra, mais il voit partir Thabo Sefolosha et enregistre les arrêts de carrière de Stanley Jackson et Corey Crowder. Cette saison est plutôt décevante (10e avec 17 victoires pour 17 défaites)? malgré une victoire 68 à 55 chez le champion de France, Strasbourg, et une qualification pour les quarts de finale des play-offs contre Nancy : l'Élan élimine Le Havre en huitième de finale malgré le désavantage du terrain lors de la belle, l'Élan Chalon s'incline deux fois en demi-finale contre Nancy. En 2006-2007, l'Élan Chalon enregistre les recrues de Terrell Everett, Geoff Lear, Jermaine Guice, Mohamed Koné, Xavier Corosine et les départs de John Cox, Arthur Lee, Michael Mokongo, Uri Cohen-Mintz, MC Mazique et Stéphane Dondon. Cette saison-là le club déjoue les pronostics et reste toute la saison aux trois premières places du championnat, finissant 3e avec 23 victoires et 11 défaites. Il élimine le champion de France, Le Mans, en quart de finale des playoffs deux manches à une, et se fait éliminer en demi par la Chorale de Roanne après trois manches très disputées (une victoire chalonnaise 87 à 82 au match retour à Roanne avec un Terrell Everett très en forme dans les rangs chalonnais, 31 points et 37 d'évaluation).

#### Une seule participation en phase finale (2007-2010)

Match de Pro A au Colisée en 2008.

Pour la saison 2007-2008, l'Élan Chalon voit les départs de Mamoutou Diarra, John Best, Terrell Everett, Geoff Lear et Marcellus Sommerville et les arrivées de Shawnta Rogers, John Ford, Rowan Barrett, Bryan Bracey, Joachim Ekanga-Ehawa et Moussa Badiane. Cette saison 2007-2008 est une saison très moyenne avec une 10e place (13 victoires et 17 défaites), des erreurs de sélection au départ (Shawnta Rogers, remplacé par Darrel Mitchell) avec une fin de saison stressante avec l'imbroglio juridique de l'affaire Paris Levallois impliquant Mohamed Koné, contrôlé positif au cannabis en début de saison,. Mais paradoxalement, c'est une bonne saison en coupe européenne, puisque durant l'ULEB Cup, après avoir signé un bilan équilibré de cinq victoires pour cinq défaites en phase de poules, le club remporte une victoire à domicile par 93 à 85 en huitième de finale face à Gérone.
Pour la saison 2008-2009, le club veut repartir de l'avant et recrute Stéphane Risacher, Jérôme Schmitt, Brian Boddicker, Darnell Harris, DeWayne Jefferson et Zack Wright ; et le club se sépare de John Ford, Darrel Mitchell Rowan Barrett, Bryan Bracey, Joachim Ekanga-Ehawa, Xavier Corosine, Jermaine Guice et Rolan Roberts. Il finit 7e du championnat avec 16 victoires pour 14 défaites. Une victoire notable sur l'ASVEL 68 à 61 à domicile. Le club est éliminé en deux manches des quarts de finale des playoffs par Orléans. La saison 2009-2010 démarre mal et l'Élan pointe à la dernière place après 16 journées (trois victoires et treize défaites). Heureusement, avec les recrutements aux vacances de Noël de Terrell Everett (de retour à Chalon) et Taj Gray, ainsi que le très bon niveau de Blake Schilb et d'un collectif retrouvé, le club assure une deuxième partie de saison de meilleure facture pour finir à 12 victoires pour 18 défaites (12e sur 16). Le parcours du club en EuroChallenge est assez bon avec une première place lors de la saison régulière (quatre victoires, deux défaites) et une troisième place (éliminé) avec trois victoires et trois défaites lors du Last 16 (malgré une victoire 94 à 88 contre Pesaro à Chalon-sur-Saône lors de la dernière journée).

#### Premier titre du club (2010-2011)
En 2010-2011, l'Élan Chalon recrute Steed Tchicamboud (de retour au club), Marquez Haynes, Ilian Evtimov, Jean-Baptiste Adolphe, Alade Aminu et Bryant Smith, avec le maintien de Blake Schilb et l'éclosion des jeunes Joffrey Lauvergne et Nicolas Lang, le club chalonnais fait un très bon début de saison (2e ex æquo avec 11 victoires pour 4 défaites) à la moitié du championnat. Le club obtient une qualification pour la Semaine des As ou il atteint la finale en perdant contre Gravelines-Dunkerque (79 à 71) après avoir éliminé en quart de finale Hyères-Toulon et l'ASVEL en demi-finale. L'Élan confirme en deuxième partie de saison en accrochant une 3e place au classement avec 20 victoires pour 10 défaites. Le club obtient son premier titre dans l'ère professionnelle en remportant la Coupe de France 2011 sur le score de 79 à 71 contre le CSP Limoges à Bercy. L'Élan Chalon est éliminé en quart de finale des playoffs par l'ASVEL 2 manches à 1.

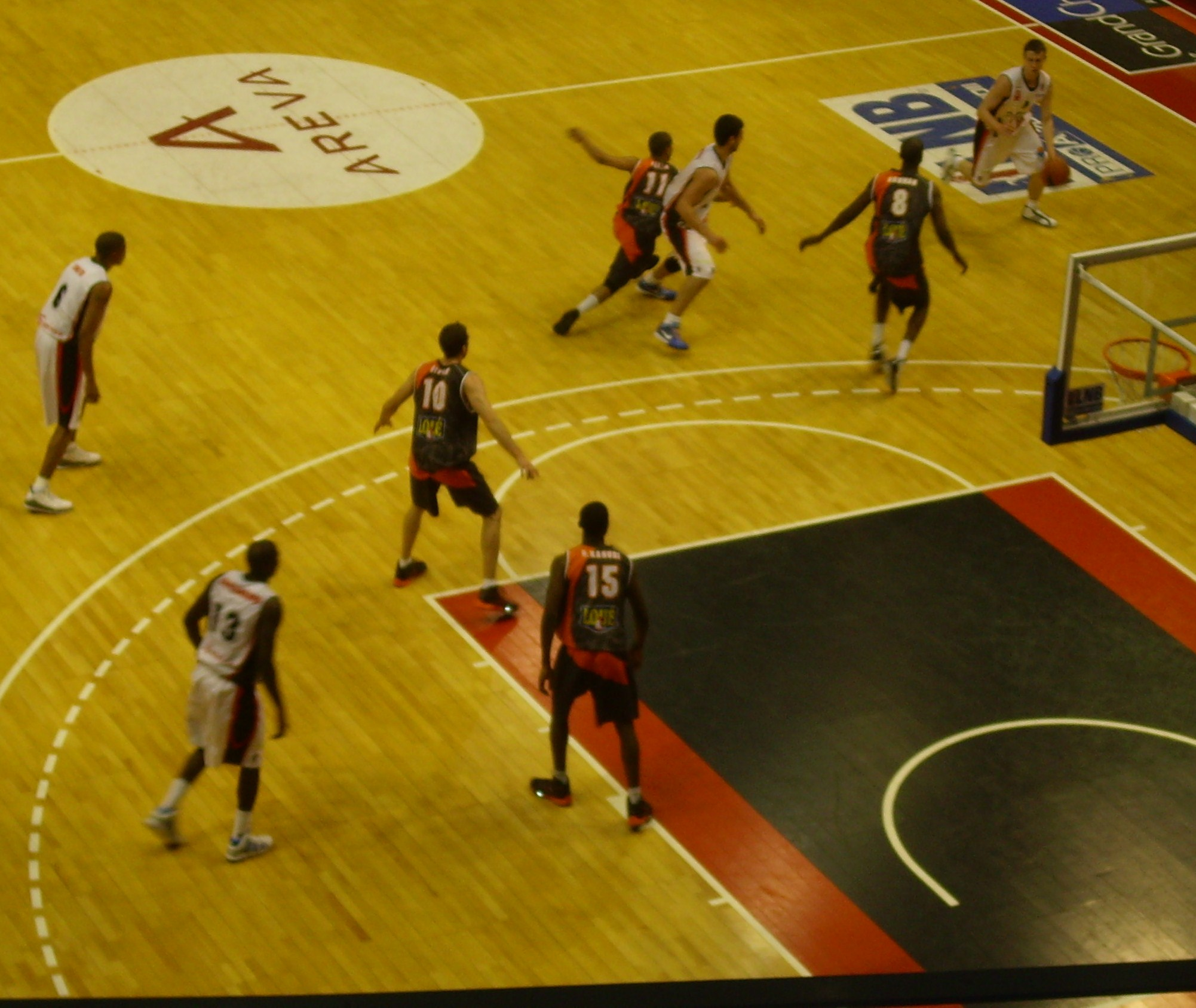
Match de Pro A au colisée en 2011 contre Le Mans.
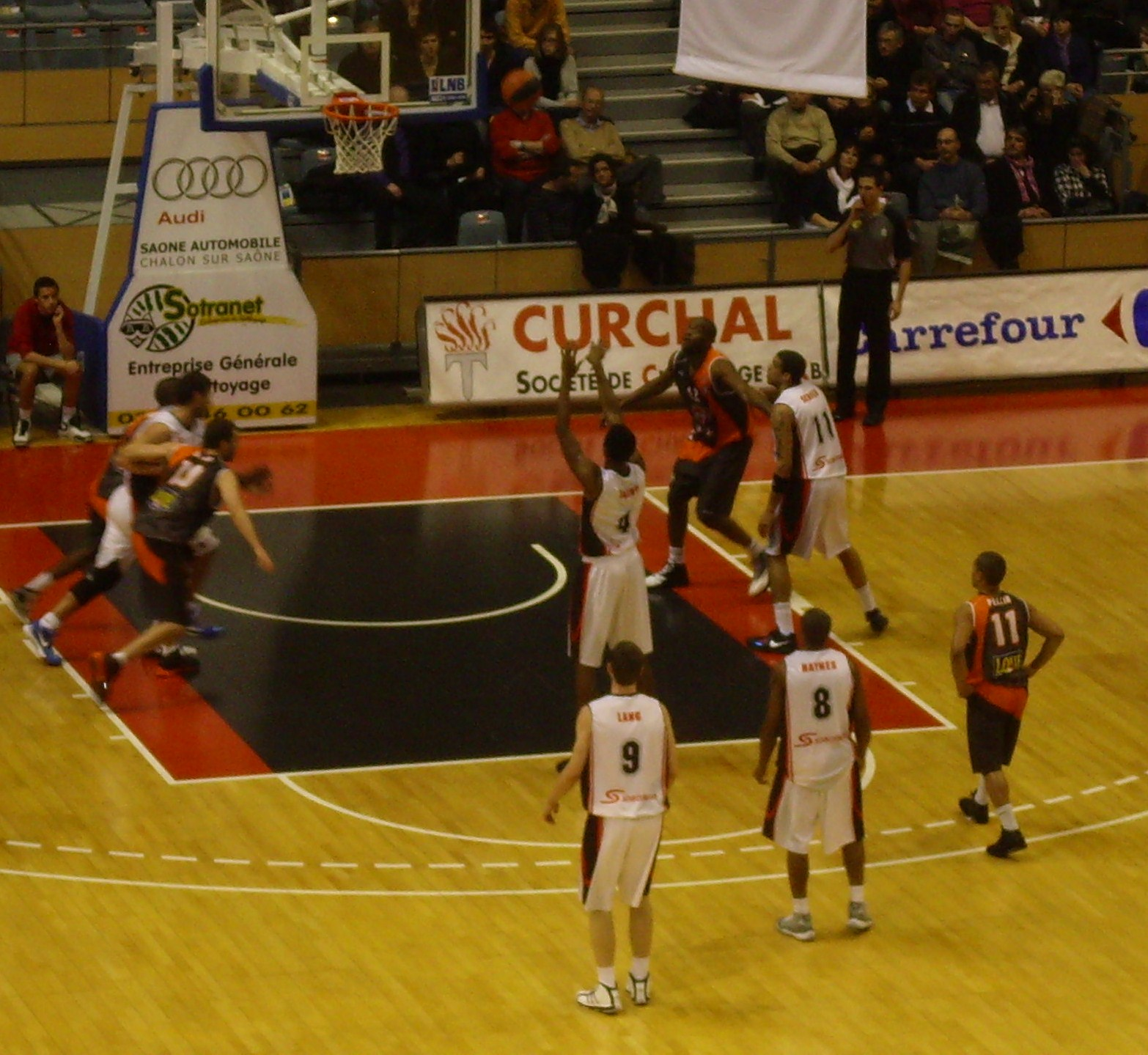
Match de Pro A en 2011 contre Le Mans.
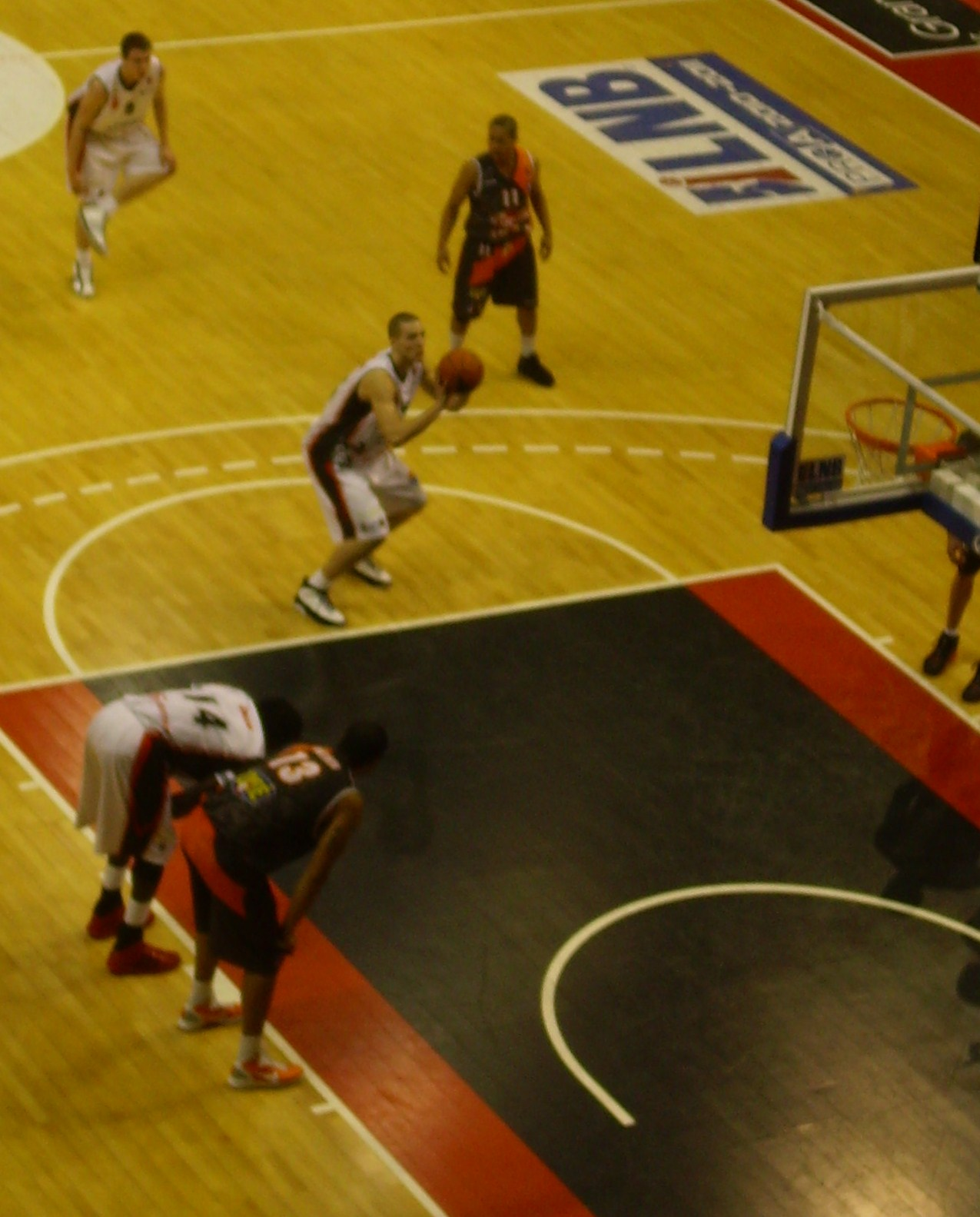
Match de Pro A en 2011 contre Le Mans.
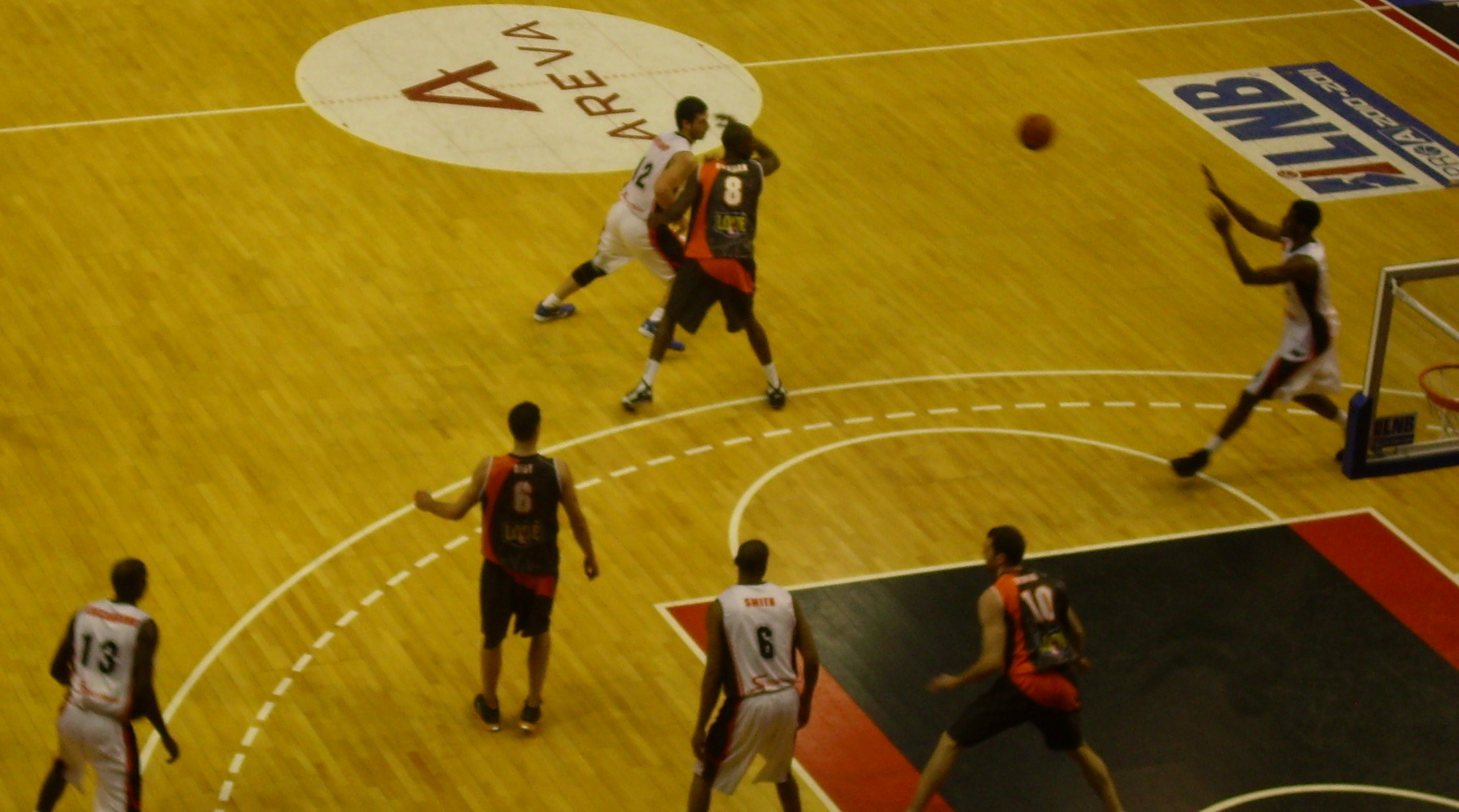
Match de Pro A en 2011 contre Le Mans.

#### L'apothéose avec le triplé en France (2011-2012)
L'Élan garde un effectif stable avec la recrue de Malcolm Delaney (à la suite du départ de Marquez Haynes) et premier contrat professionnel du jeune Jordan Aboudou. Le club continue sur sa lancée pour la première partie de saison (2011-2012), avec un bilan à la fin d'année 2011 de 11 victoires pour 2 défaites en Pro A (1er ex-æquo). Après une élimination contre le Cedevita Zagreb en EuroCoupe (Tour préliminaire), et ainsi reversé en EuroChallenge, l'Élan réussi aussi une belle année européenne, en terminant premier de son groupe (cinq victoires pour une défaite). Le club remporte son second trophée national, lors de la Semaine des As 2012, en battant en quart de finale Paris-Levallois, Nancy (106 à 66) en demi finale et Gravelines-Dunkerque en finale sur le score de 73 à 66. Dans la deuxième partie de saison, avec une première place de groupe en Last 16 (3 victoires et 3 défaites), une qualification pour le final four en éliminant Roanne deux victoires à zéro en quart de finale, les chalonnais perdent la finale de l'EuroChallenge contre le Besiktas Istanbul 91 à 86. Mais le club gagne sa deuxième Coupe de France en battant le CSP Limoges 83 à 75 à Bercy. L'Élan continue sur sa lancée en championnat, en finissant 2e de la saison régulière (23 victoires pour 7 défaites). Le club poursuit en playoff son ascension en accédant en finale après avoir éliminé Roanne en quart (deux victoires à zéro) puis Orléans en demi-finale, deux victoires à un avec un match décisif gagné 83 à 81 lors de la belle à Chalon. L'Élan chalon finit superbement sa saison en remportant le titre de Champion de France contre Le Mans sur le score de 95 à 76 à Bercy.

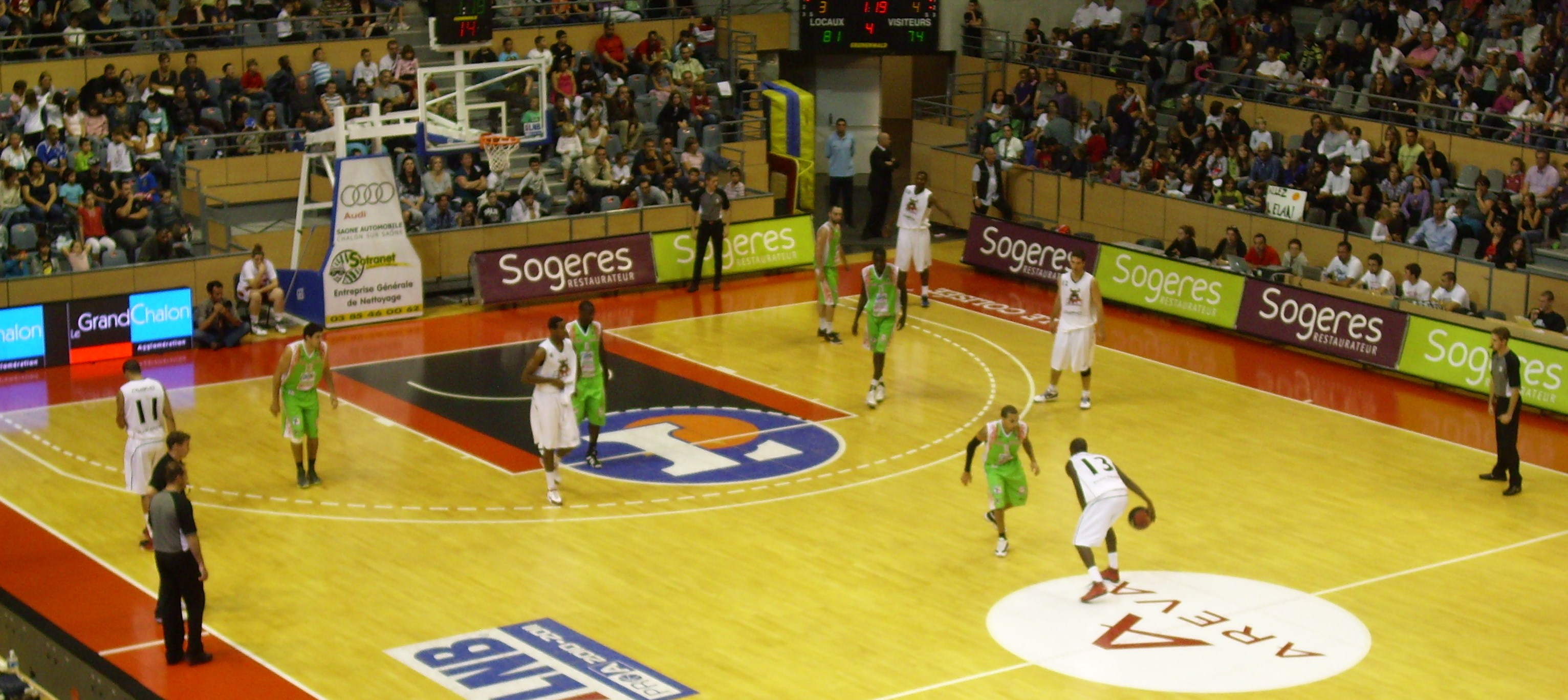
Match amical contre Bourg en 2011.
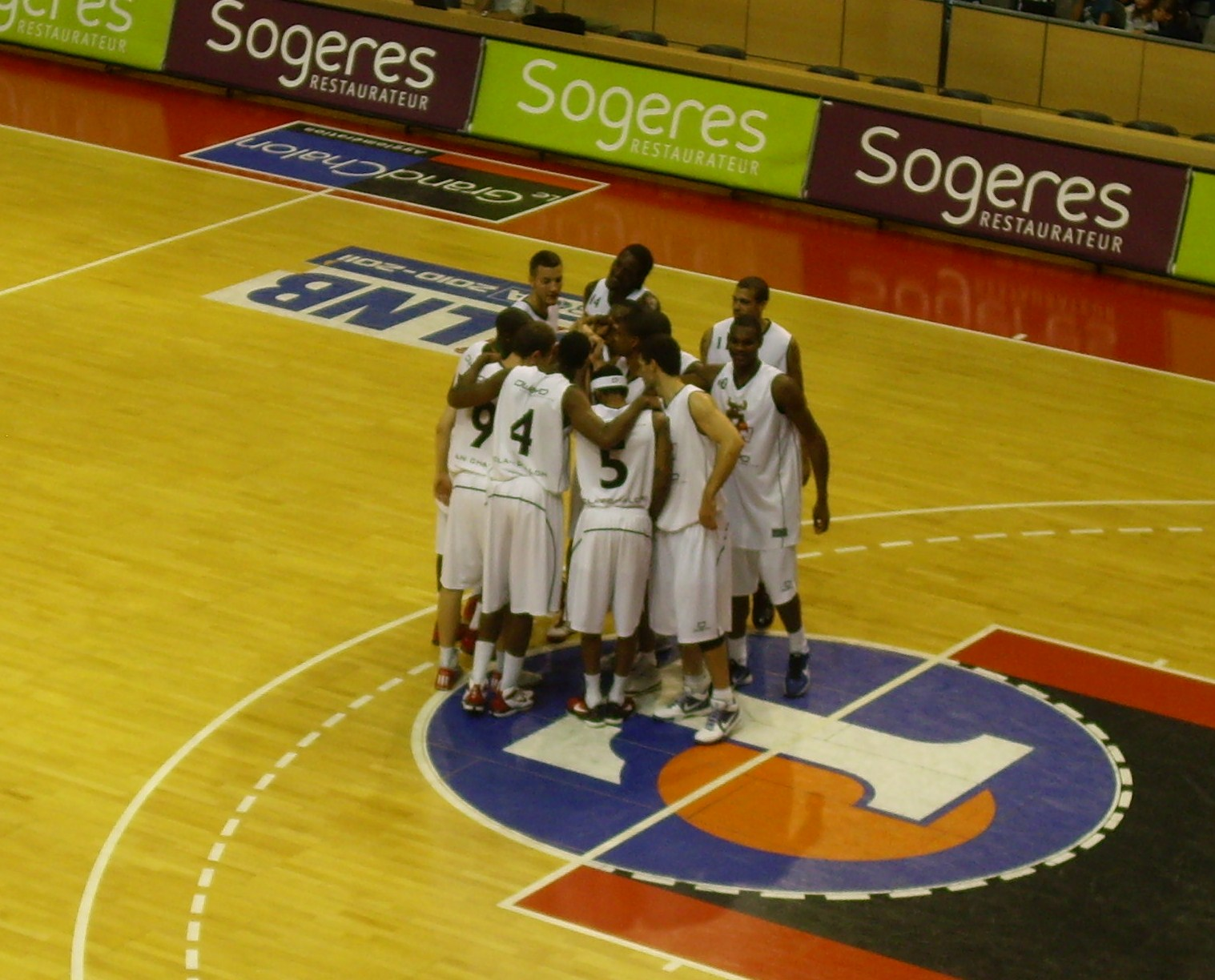
L'équipe lors de la saison 2011-2012.
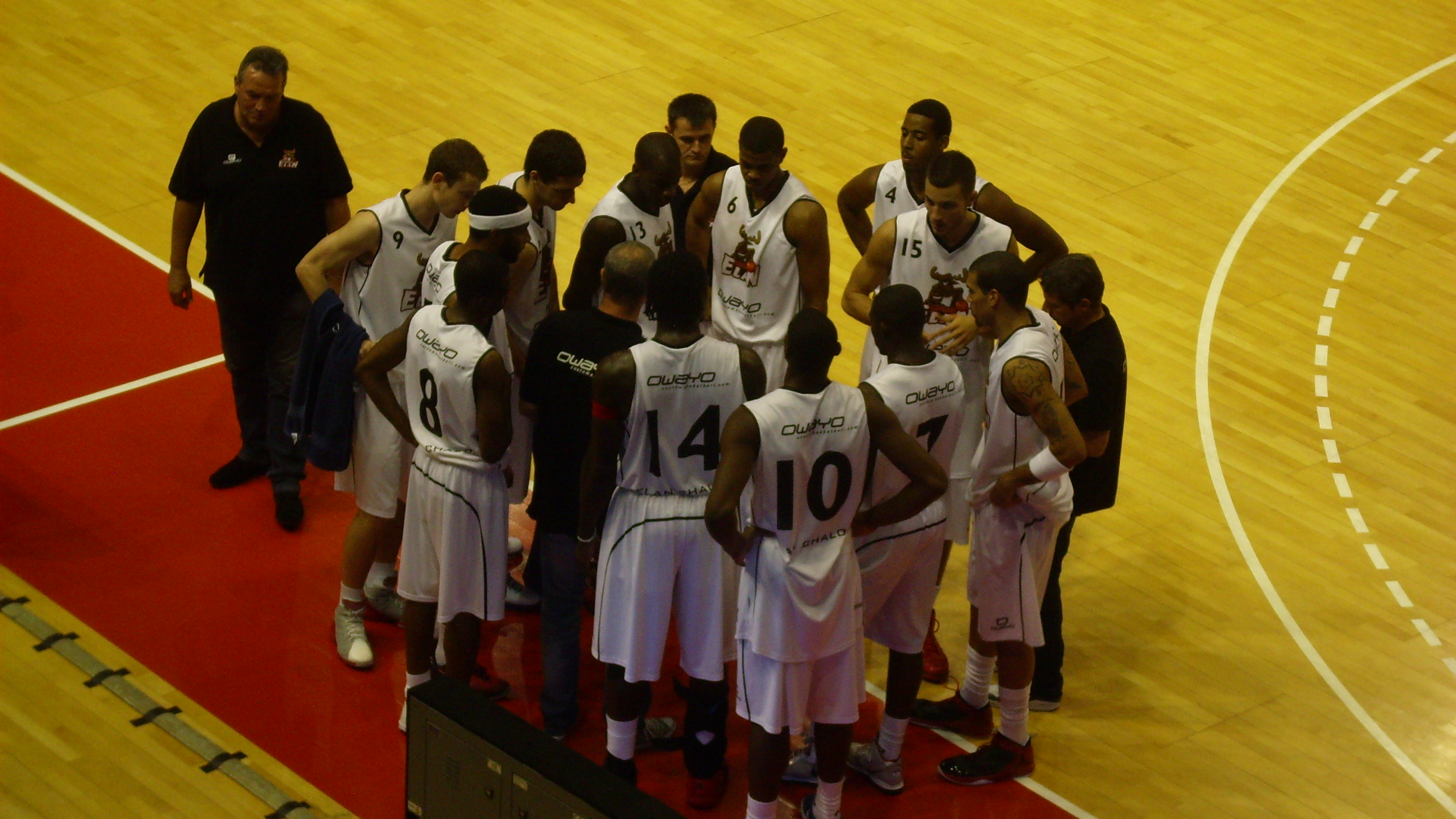
L'équipe lors de la saison 2011-2012.
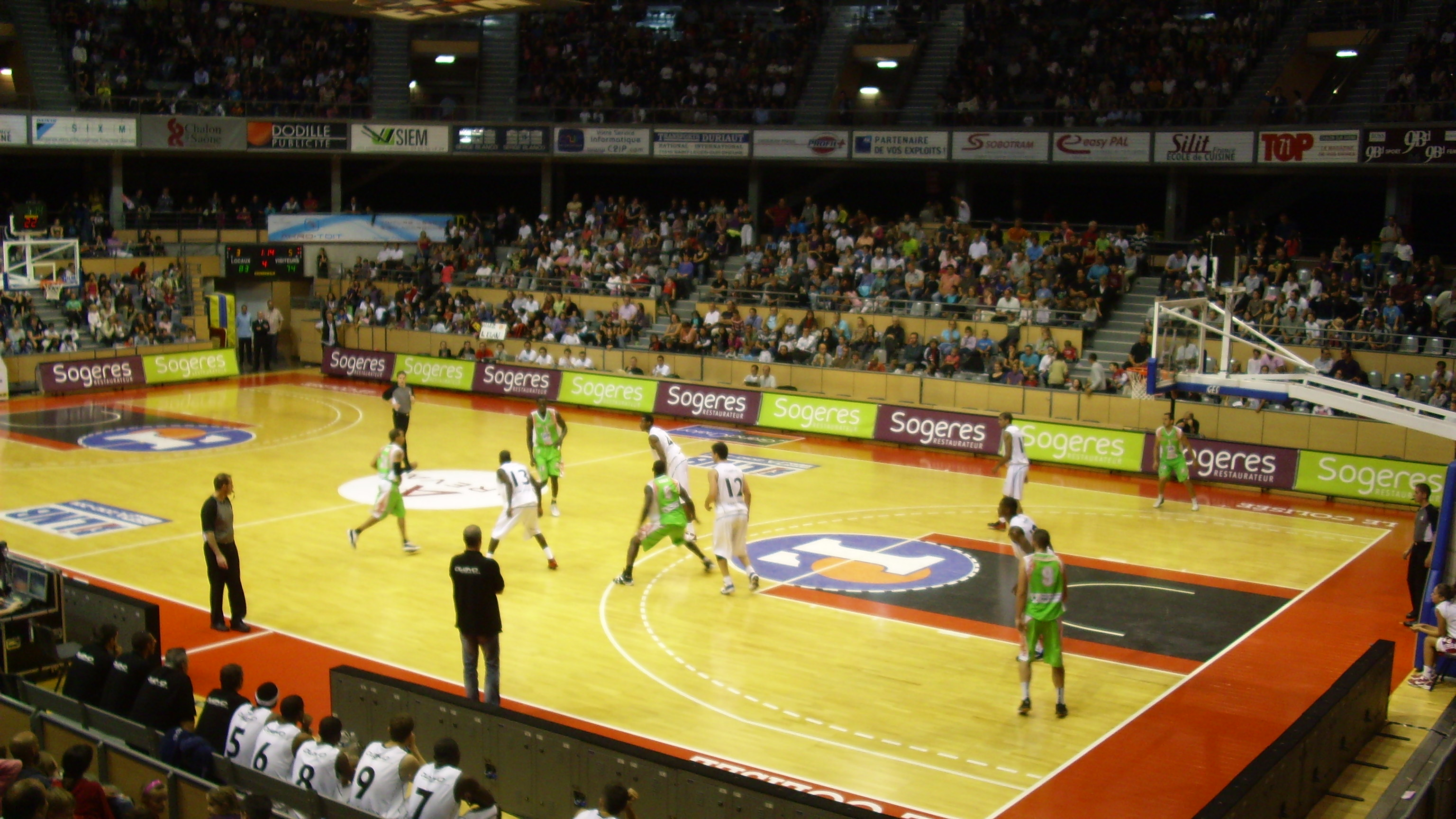
Match amical contre Bourg en 2011.

#### L'Euroligue et fin de l'ère Grégor Beugnot (2012-2013)
Agrandissement du Colisée à 5 000 places assises pour l'Euroligue 2012-2013. Le club compte trois départs (Malcolm Delaney, Bryant Smith et Alade Aminu) pour deux arrivées (Shelden Williams et Marcus Denmon). Le club fait une première partie de saison légèrement décevante : Défaite contre Limoges (76 à 78) lors du Match des champions ; une élimination au premier tour de l'Euroligue (3 victoires et 7 défaites), mais une belle victoire contre Sienne (108 à 103 au Colisée) ; une sixième place à la mi-saison en championnat (9 victoires pour 6 défaites), le départ fin novembre de Joffrey Lauvergne et la perte de la coupe de France avec une élimination contre Antibes. Le 15 février 2013, lors de la Leaders Cup, ils s'inclinent dès le premier tour contre Paris-Levallois. L'Élan Chalon finit la saison régulière à la 4e place (18 victoires pour 12 défaites), élimine Roanne en quart de finale des playoffs (deux victoires à un) mais perd son titre de champion de France en se faisant éliminer deux victoires à zéro en demi-finale contre Nanterre.
À l'issue de la fin de saison en 2013 (fin mai), Gregor Beugnot quitte en commun accord le club chalonnais, début juin c'est Mickaël Hay qui le remplace au poste d'entraîneur.

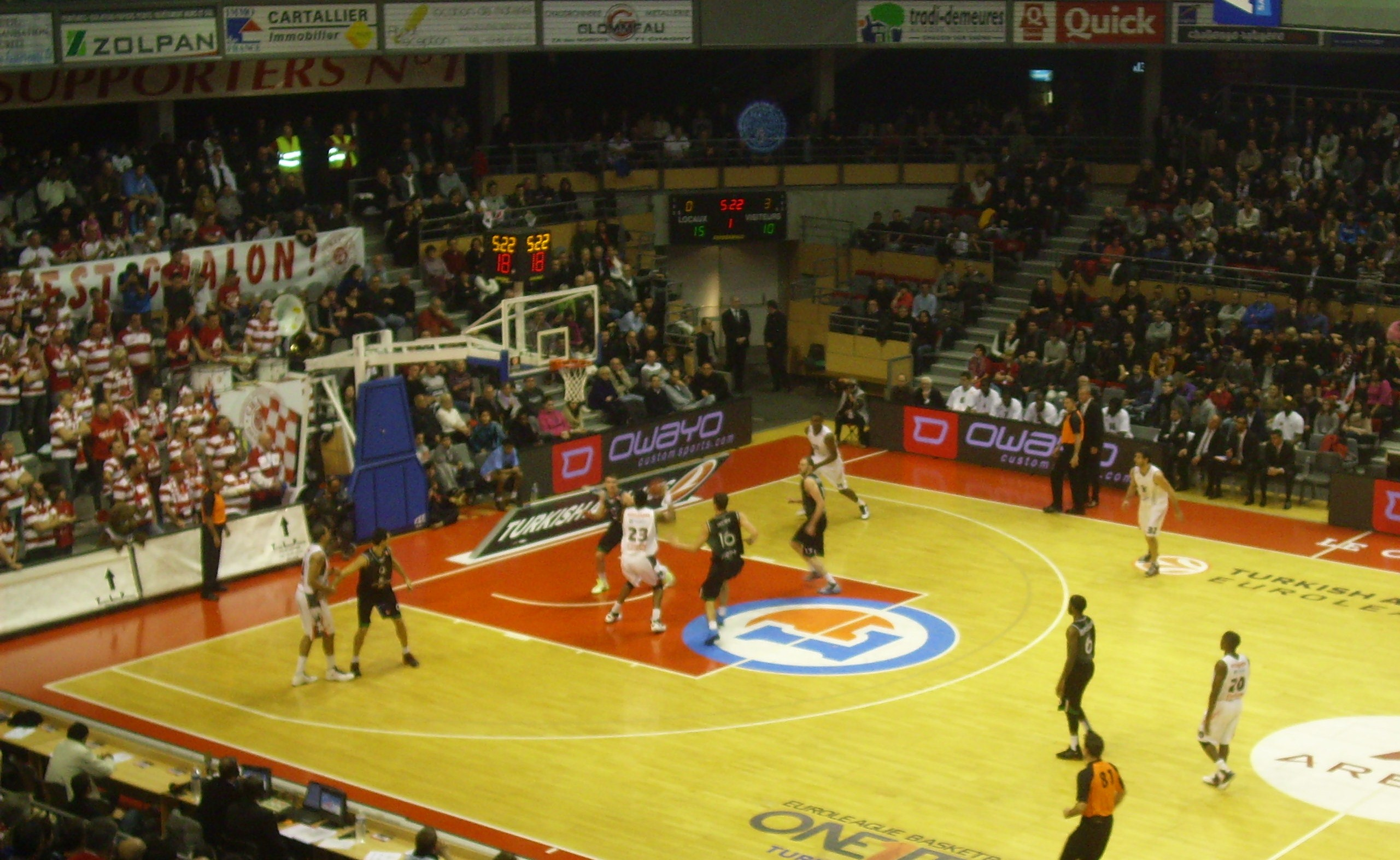
Élan Chalon - Sienne en Euroligue (2012).
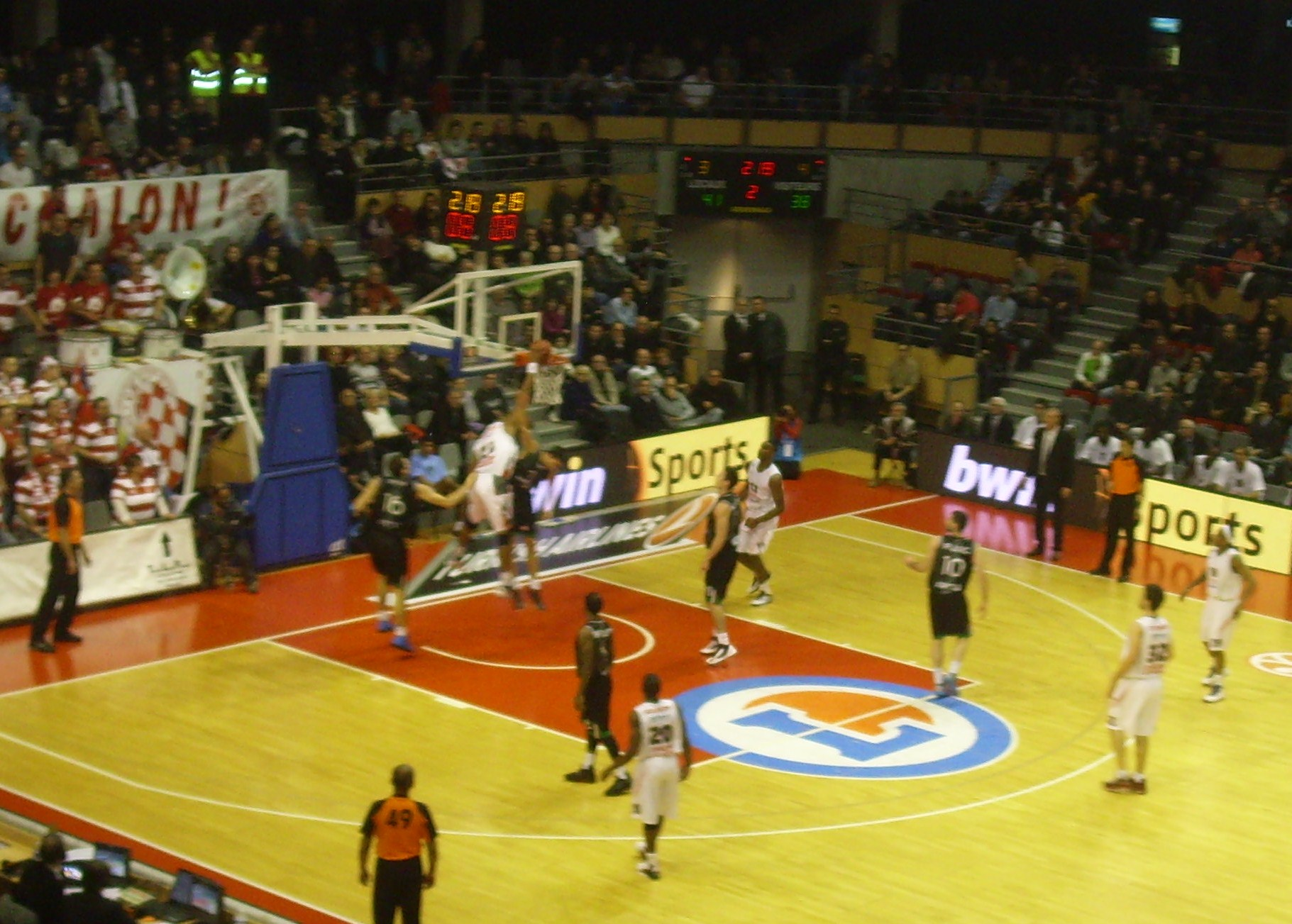
Match d'Euroligue en 2012.
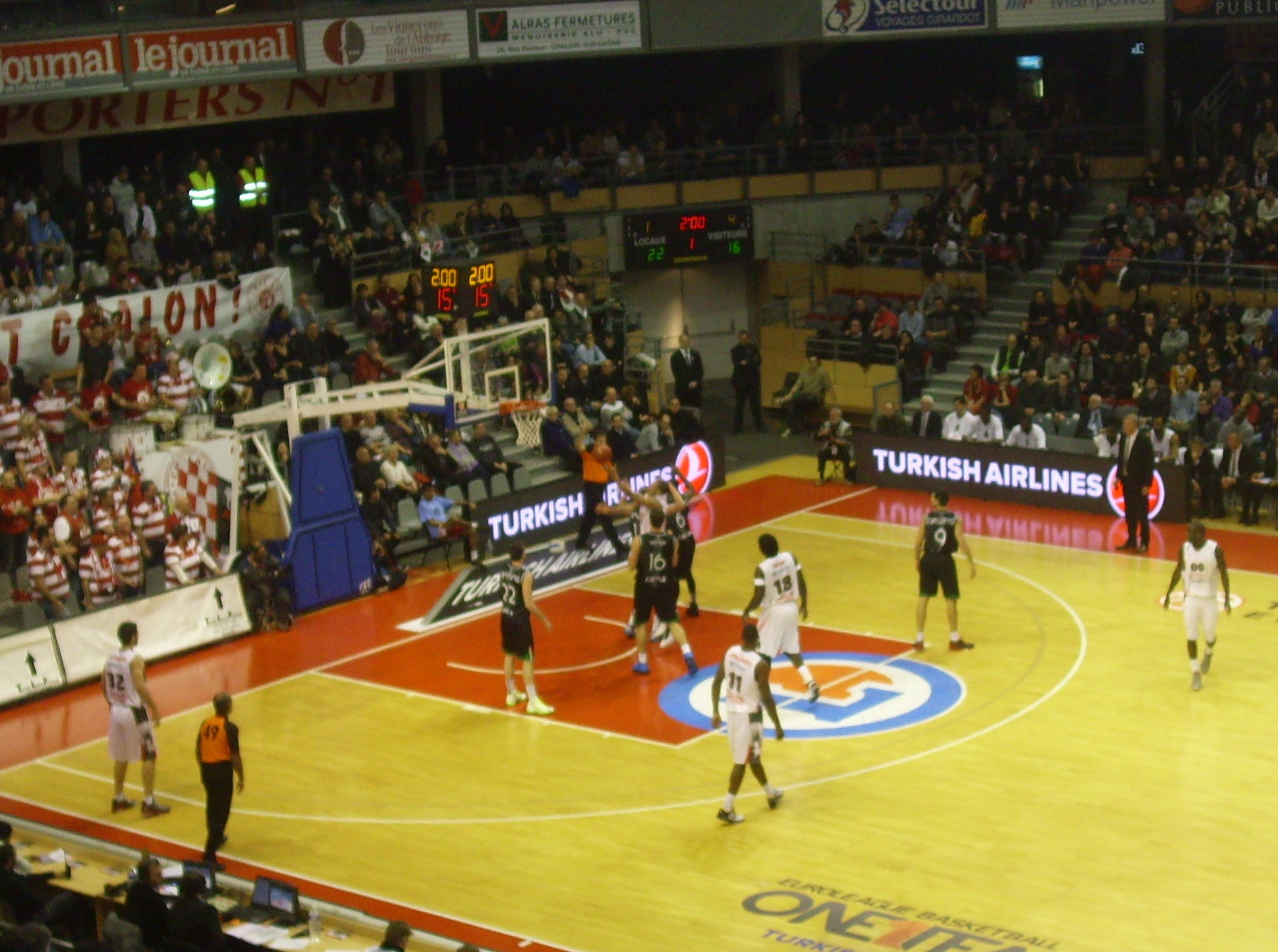
Match d'Euroligue en 2012.
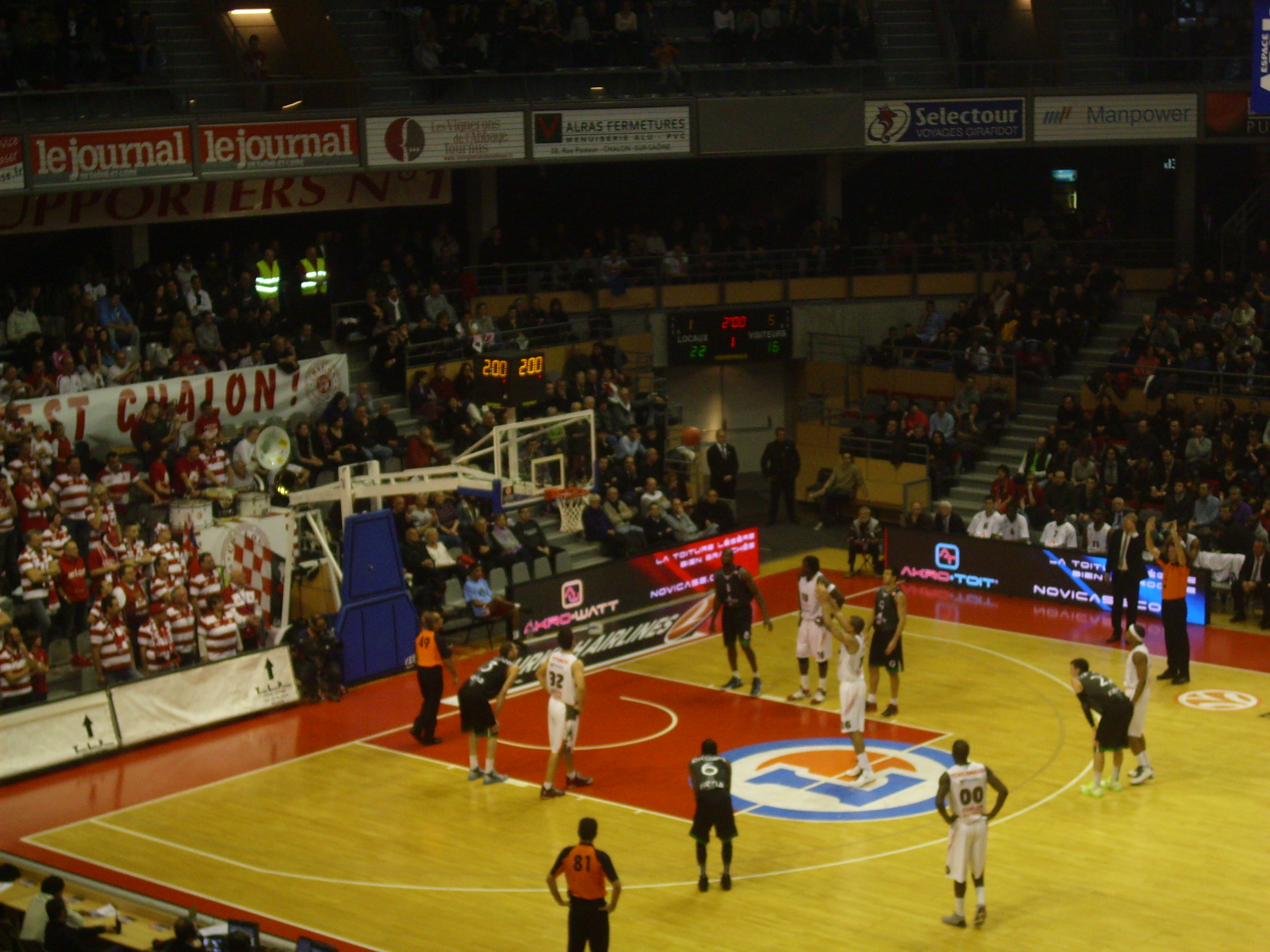
Match d'Euroligue en 2012.
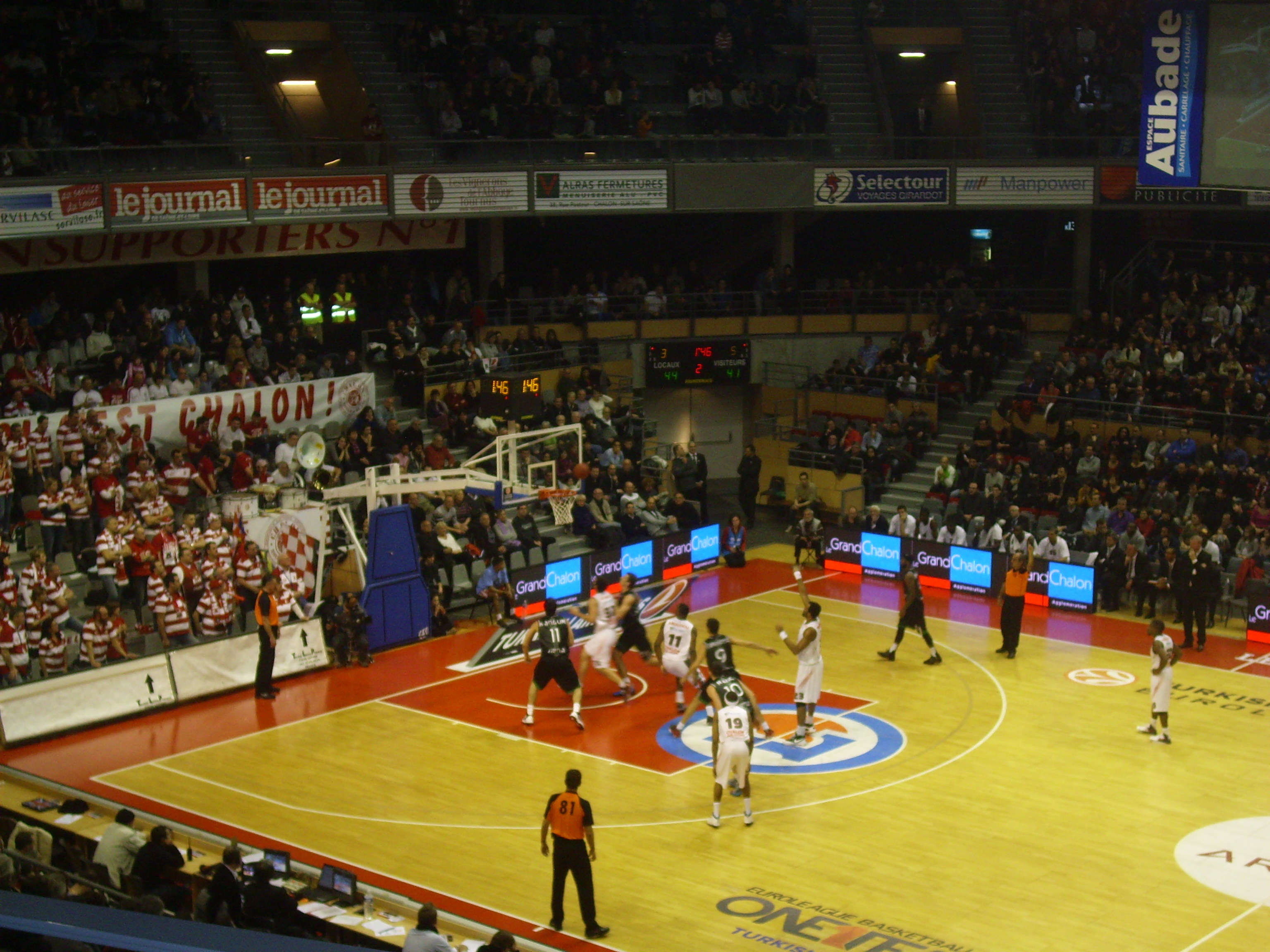
Match d'Euroligue en 2012.

#### L'après-Beugnot avec Jean-Denys Choulet

##### Deux fois8edu championnat (2013-2015)
Pour la saison 2013-2014 l'Élan Chalon comptabilise cinq arrivées (Jon Brockman, A. J. Slaughter, Wilbert Brown, Josh Bostic et Mareks Jurevičus) pour cinq départs (Blake Schilb, Shelden Williams, Kevin Houston, Nicolas Lang et Ulysse Adjagba). Wilbert Brown n'est pas conservé après le premier match de championnat. Mickael Hay est limogé fin octobre 2013 après un mauvais début de saison (trois défaites en quatre rencontres) et c'est Jean-Denys Choulet qui le remplace au poste d'entraineur, le 29 octobre 2013. Le 10 novembre 2013, Josh Bostic et Mareks Jurevičus partent du club, et Kris Joseph arrive à Chalon-sur-Saône. L'Élan Chalon est éliminé de l'EuroCoupe en première phase (cinquième sur six avec quatre victoires pour six défaites). Le club avec Jean-Denys Choulet redresse la barre et finit les matchs aller du championnat à la neuvième place avec un bilan de huit victoires pour sept défaites. Pendant cette période, une victoire notable au Colisée contre Nanterre, le champion de France en titre (105 à 63). Début février 2014, Erving Walker est recruté en tant que joker. L'Élan Chalon finit la saison à la 8e place (17 victoires pour 13 défaites) et se qualifie pour les playoffs, mais le club se fait éliminer en quart de finale par Strasbourg (une victoire pour deux défaites).

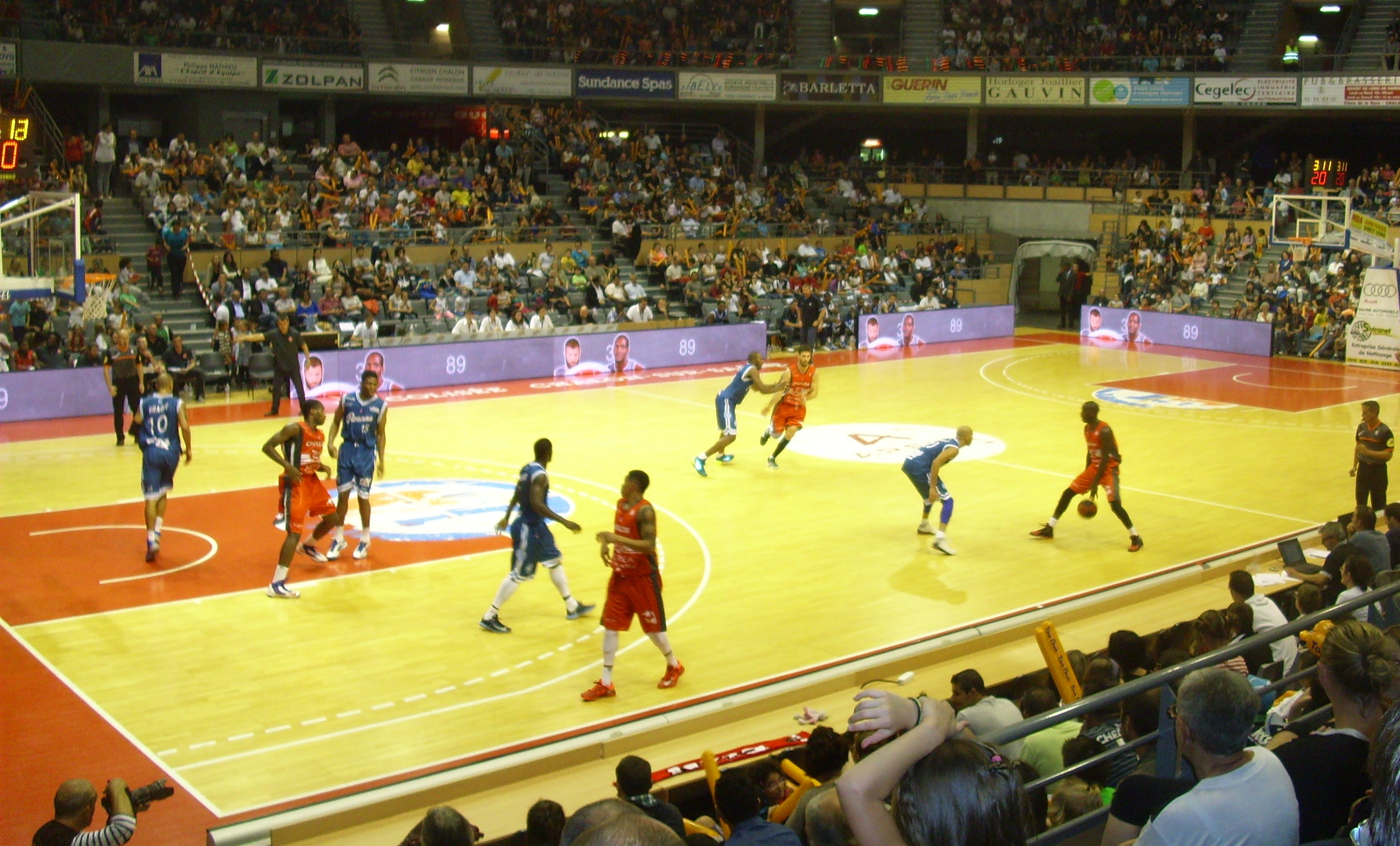
Match amical entre l'Élan Chalon et Roanne en 2013.
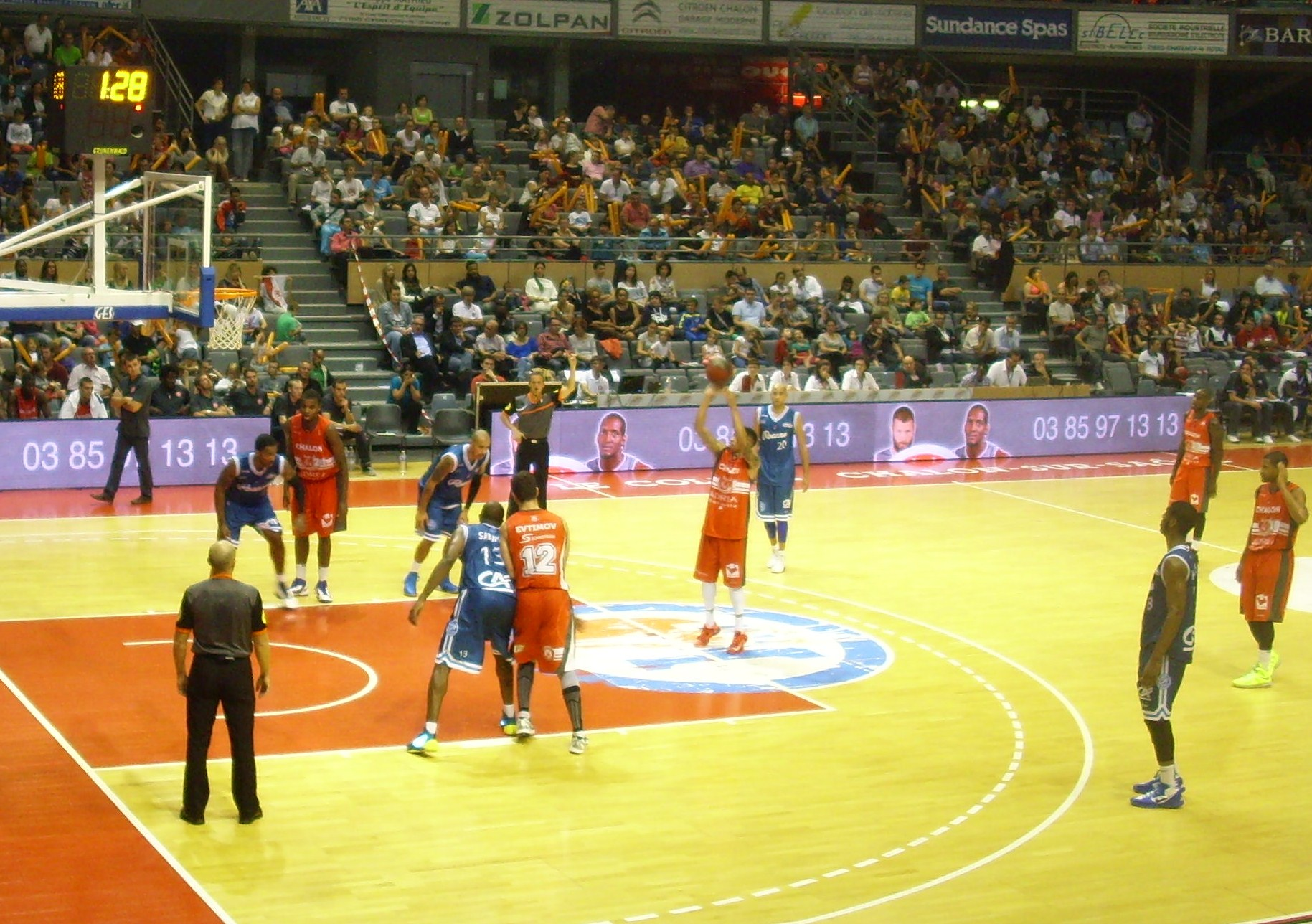
Match amical contre Roanne en 2013.
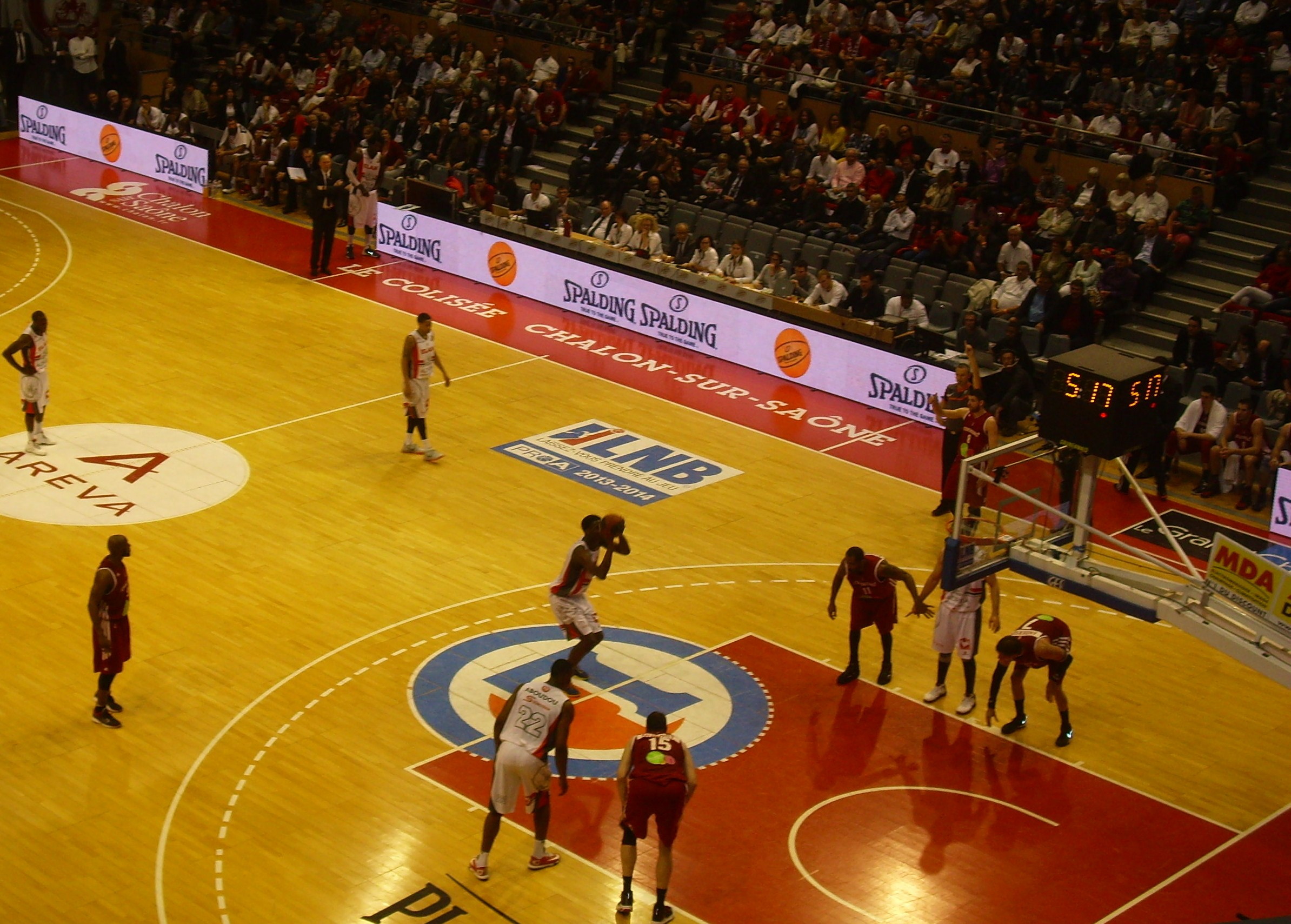
Match de play-off de Pro A en 2014 entre l'Élan Chalon et Strasbourg.
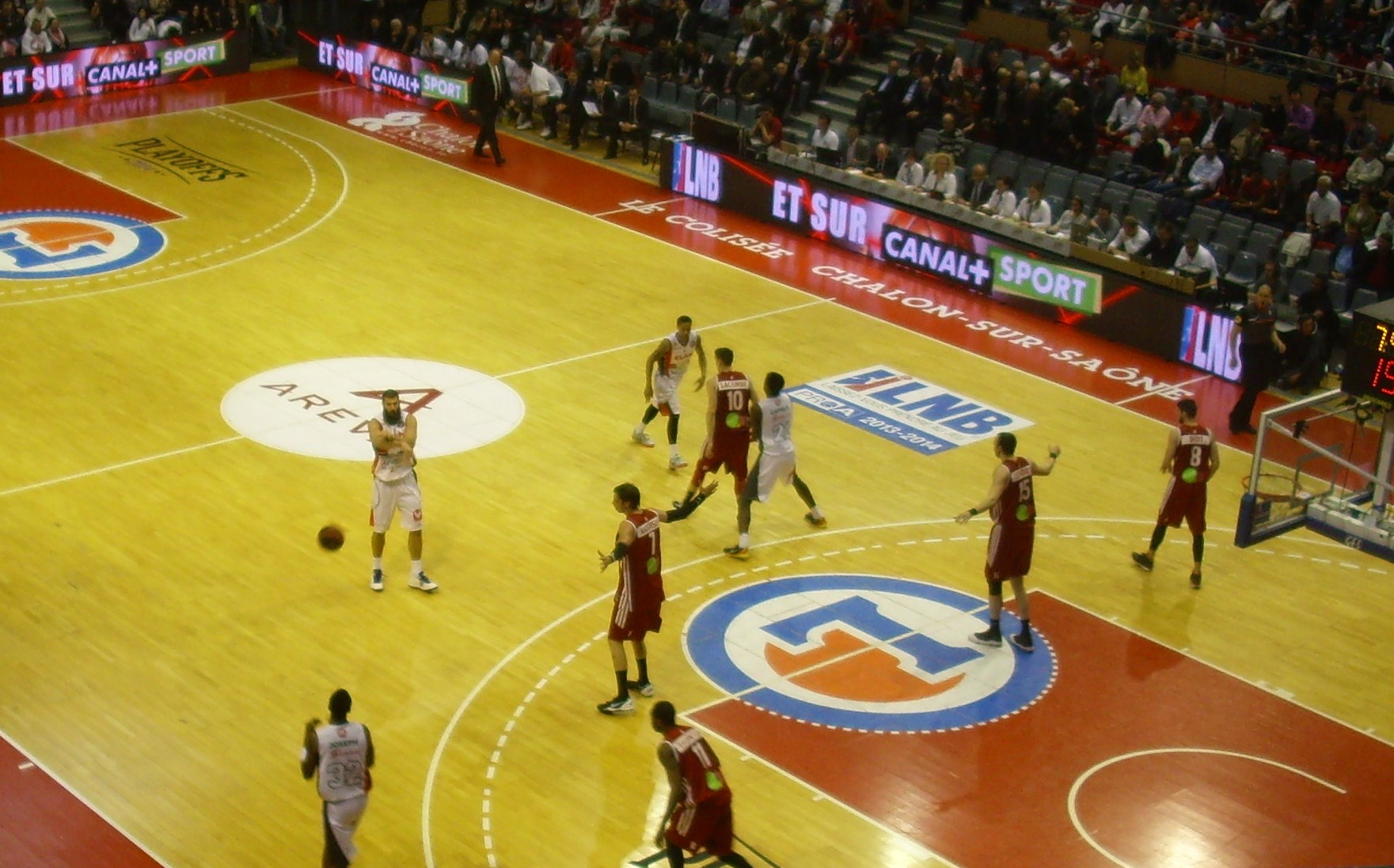
Match de play-off contre Strasbourg en 2014.
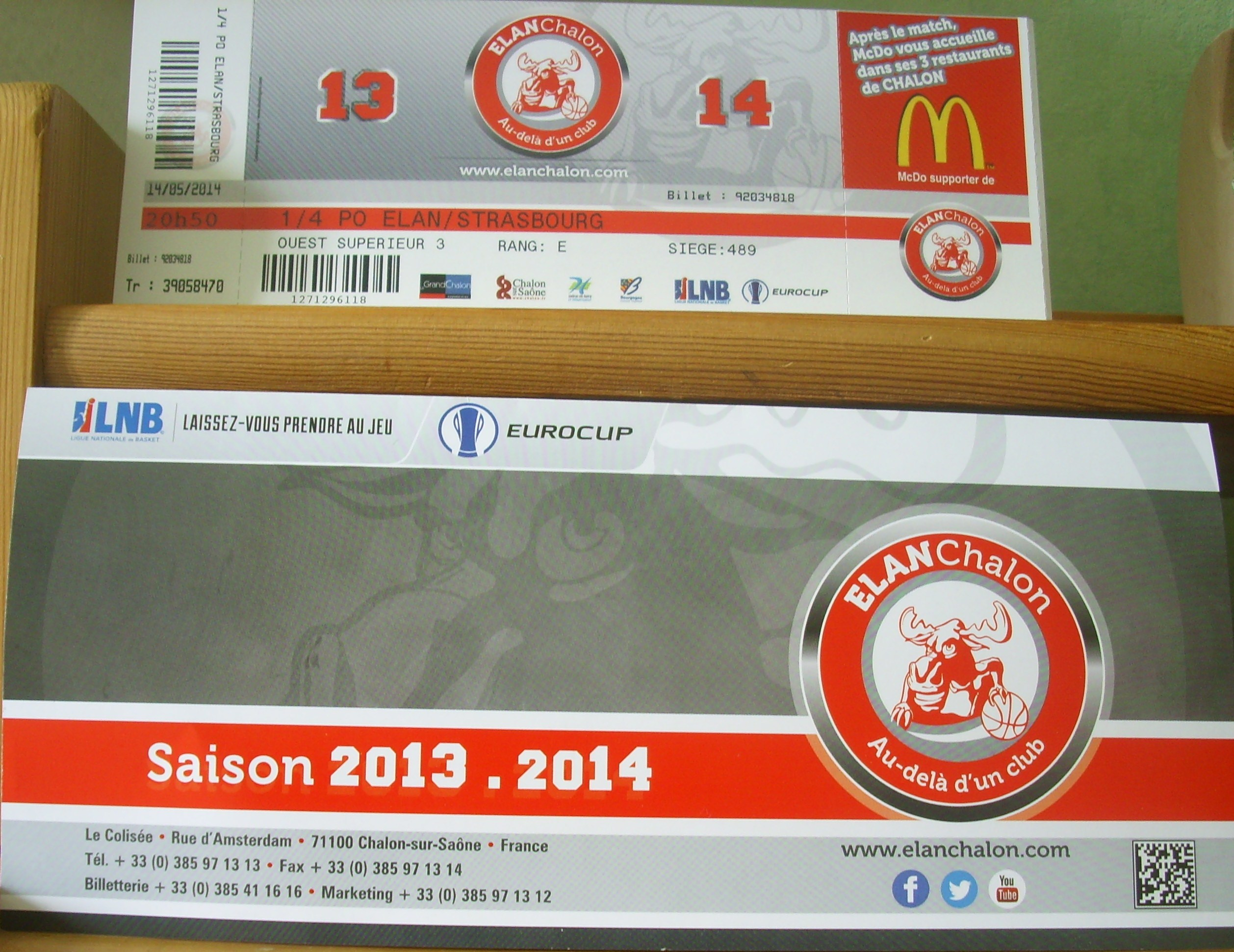
Billet de match avec son enveloppe en 2014.

En 2014-2015, l'Élan Chalon enregistre six arrivées (Anthony Ireland, Marcus Dove, William Gradit, Scott Suggs, Eric Dawson et Elston Turner Junior) et huit départs (Jon Brockman, Jordan Aboudou, A. J. Slaughter, Kris Joseph, Erving Walker, Billy Yakuba Ouattara, Michel Jean-Baptiste Adolphe et Clint Capela). Elston Turner Junior quitte le club au bout de deux matchs et mi-octobre 2014, Jason Rich le remplace. Le 26 novembre 2014, Steed Tchicamboud se sépare du club chalonnais avec une rupture de contrat, ceci faisant suite depuis mi-octobre 2014 à des tensions avec le club,,,. CJ Wallace signe pour un mois (décembre) en tant que pigiste médical. Brandon Davies signe début janvier en tant que pigiste médical. Le bilan à la mi-saison est de huit victoires pour neuf défaites avec une dixième place et beaucoup de blessure lors de cette phase. L'Élan Chalon finit à la huitième place, pour un bilan de dix-huit victoires pour seize défaites. Le club chalonnais est éliminé en quart de finale des playoffs par Strasbourg deux victoires à une.

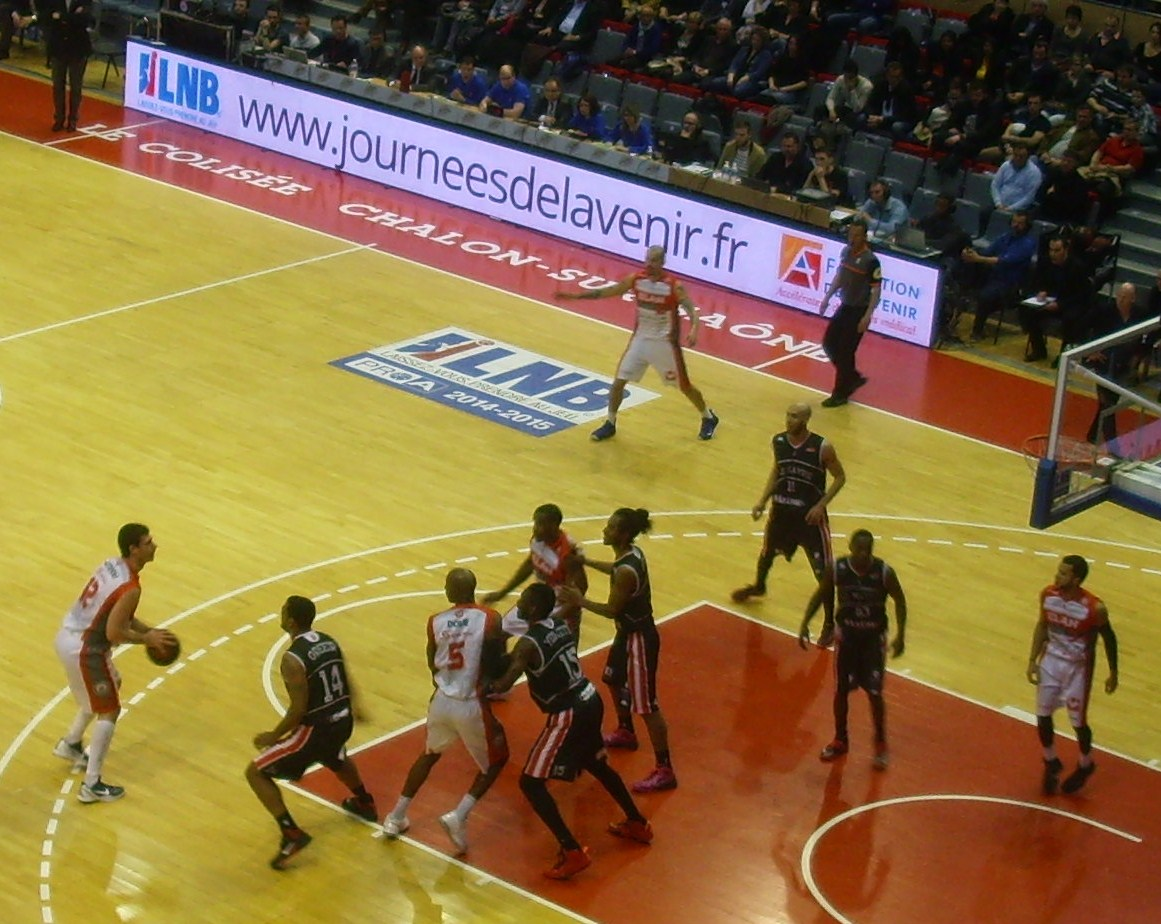
Match de Pro A en 2015 entre l'Élan Chalon et Le Havre.
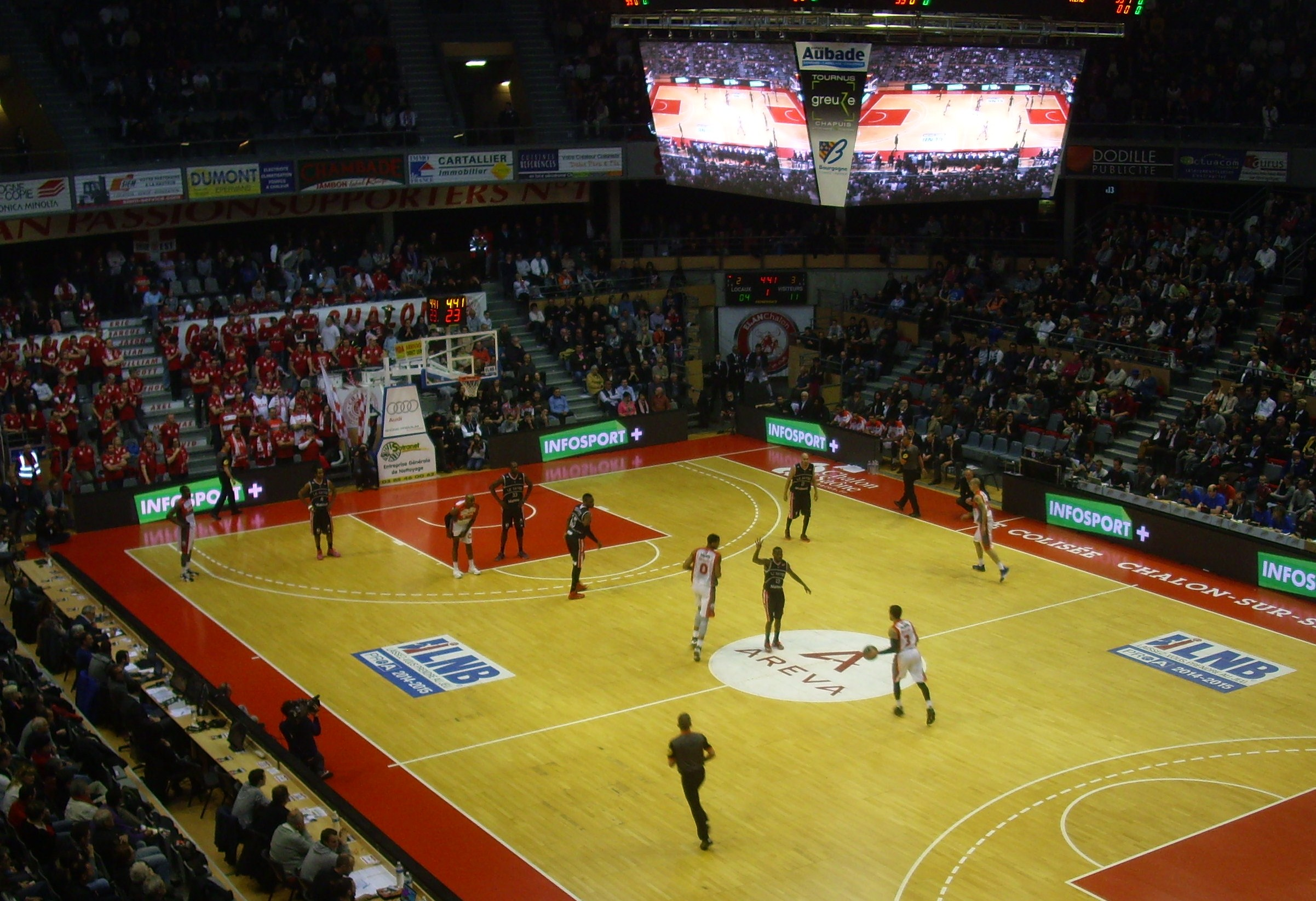
Match de Pro A en 2015 entre l'Élan Chalon et Le Havre.
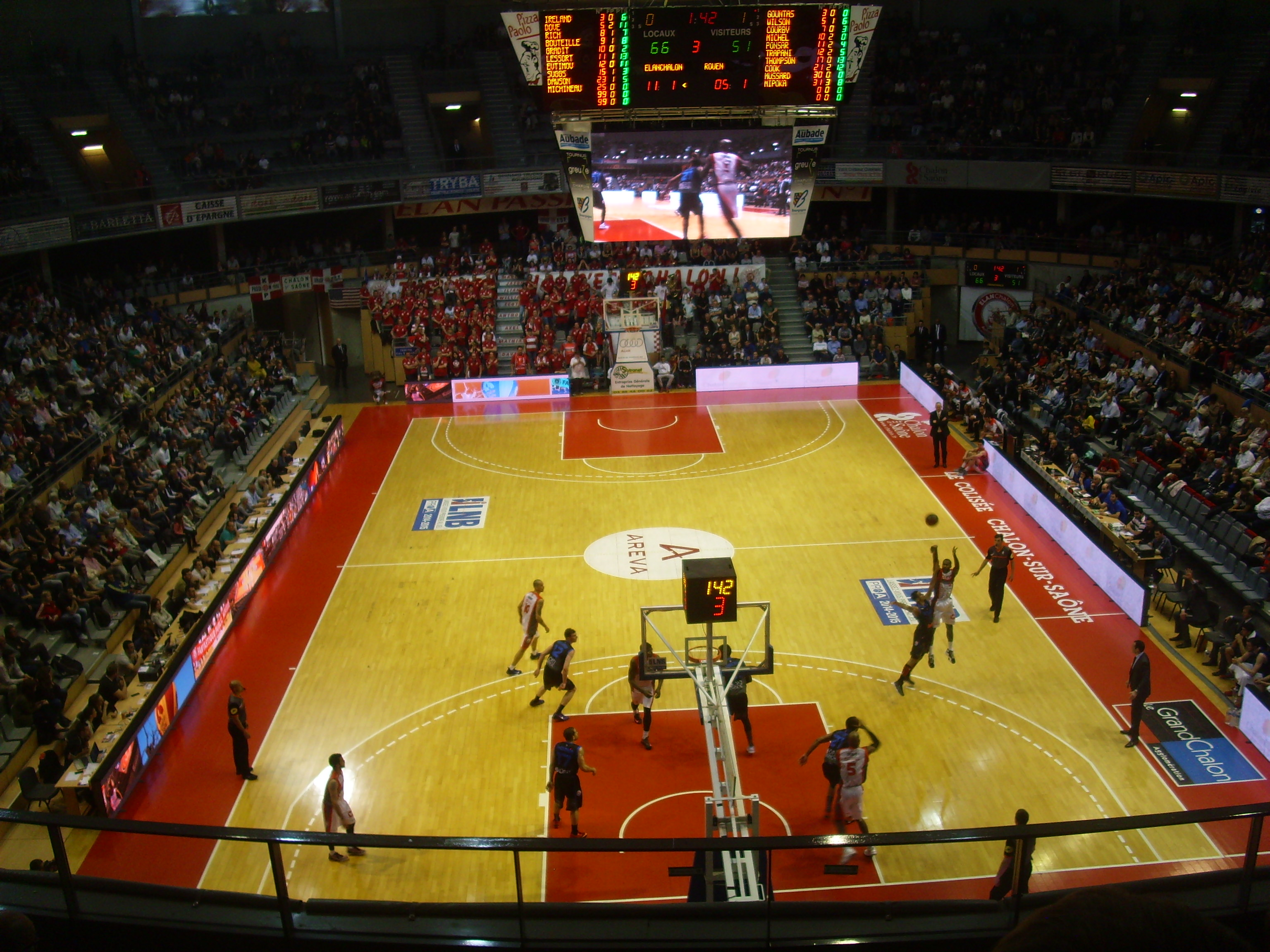
Match de Pro A en 2015 entre l'Élan Chalon et Rouen.
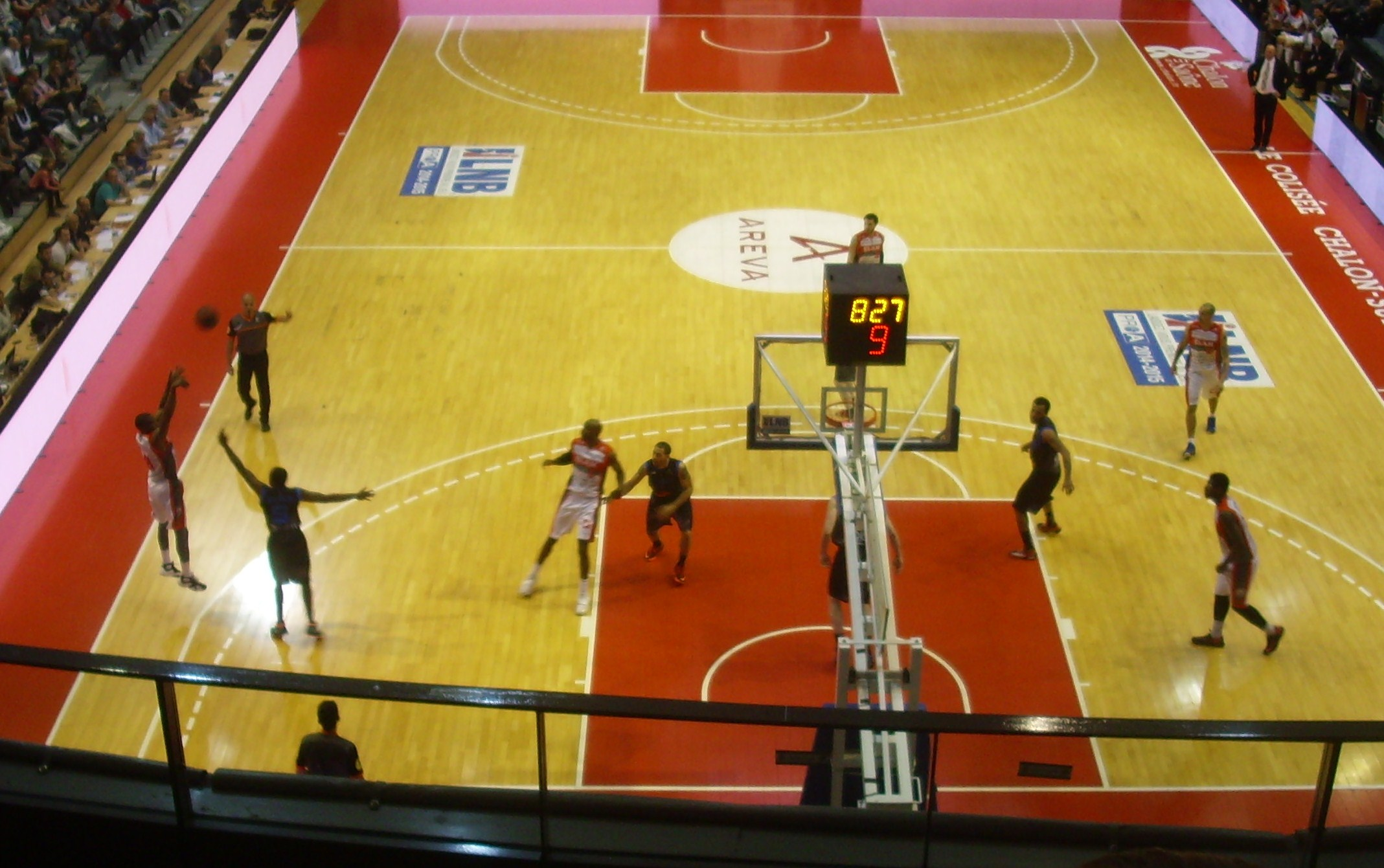
Match de Pro A en 2015 entre l'Élan Chalon et Rouen.
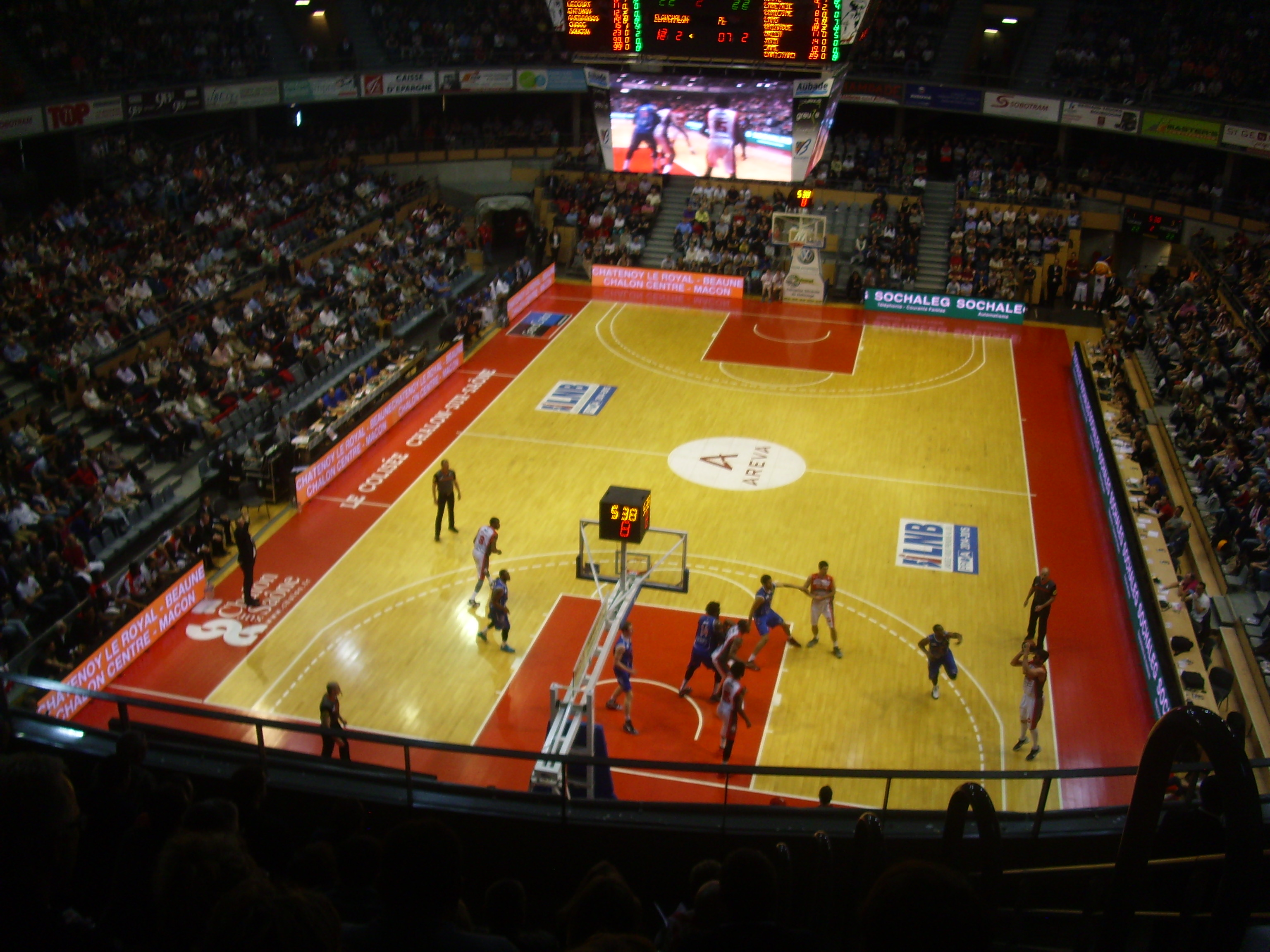
Match de Pro A en 2015 entre l'Élan Chalon et Paris Levallois.

##### Une belle saison sans titre (2015-2016)
En juillet 2015, le club est officiellement qualifié pour la nouvelle Coupe d'Europe de la FIBA et a effectué la réfection du parquet de la salle du Colisée (pour un coût de 103 300 euros). Pour la saison 2015-2016, l'Élan Chalon voit les arrivées de cinq joueurs (Devin Booker, Justin Brownlee, John Roberson, Tyler Kalinoski et Jeremy Hazell) et les départs de six joueurs (Anthony Ireland, Marcus Dove, Scott Suggs, Eric Dawson, Jason Rich et Brandon Davies). Le club réussit une bonne première phase de championnat (match aller) avec une 7e place (10 victoires pour 7 défaites) et se qualifie pour la Leaders Cup 2016. L'équipe Chalonnaise réussit aussi une bonne première partie de Coupe d'Europe FIBA (1er sur 4 avec cinq victoires pour une défaite) et se qualifie pour la seconde phase (Last 32). Lors de ce Last 32, le club se qualifie pour les huitièmes de finale en finissant premier de son groupe (cinq victoires pour une défaite). Lors de la Leaders Cup, les Chalonnais s'inclinent en finale contre Monaco (99 à 74) après avoir éliminé Le Mans en quart de finale) puis Lyon-Villeurbanne en demi-finale). Lors des huitièmes de finale de la Coupe d'Europe FIBA, l'Élan Chalon élimine Ostende deux victoires pour une défaite ; puis Khimik Youjne en deux manches lors des quarts de finale. Le club se qualifie donc pour la finale à quatre (final four) qu'elle organise et reçoit au Colisée, mais elle ne finit que 3e après une défaite en demi-finale contre Varese 82 à 91. Les chalonnais finissent 4e du championnat de Pro A avec 22 victoires pour 12 défaites. L'Élan Chalon se fait éliminer en quart de finale des playoffs, deux manches à zéro par Lyon-Villeurbanne.

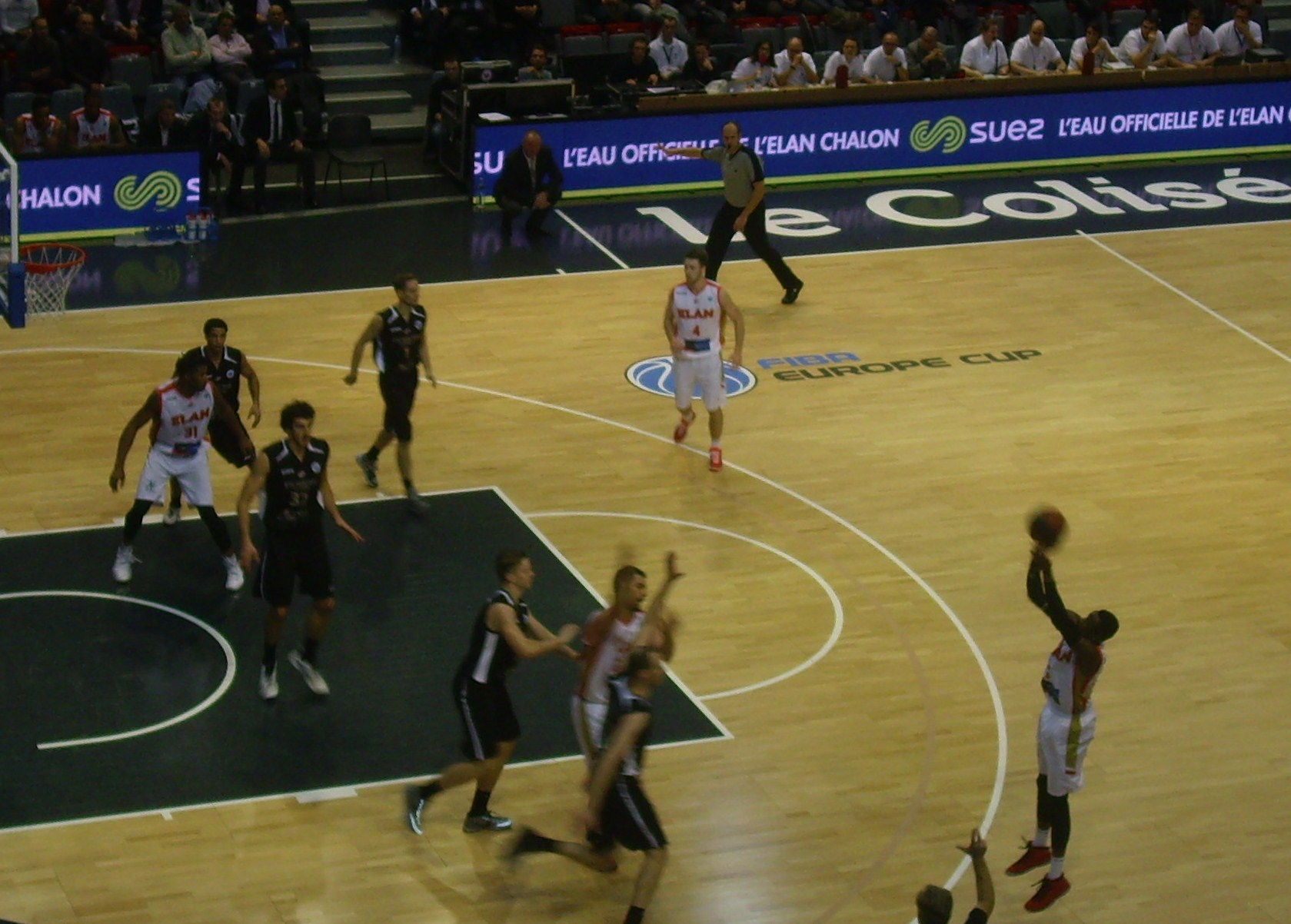
Match de FIBA Europe Cup en 2015 entre l'Élan Chalon et Den Bosch.
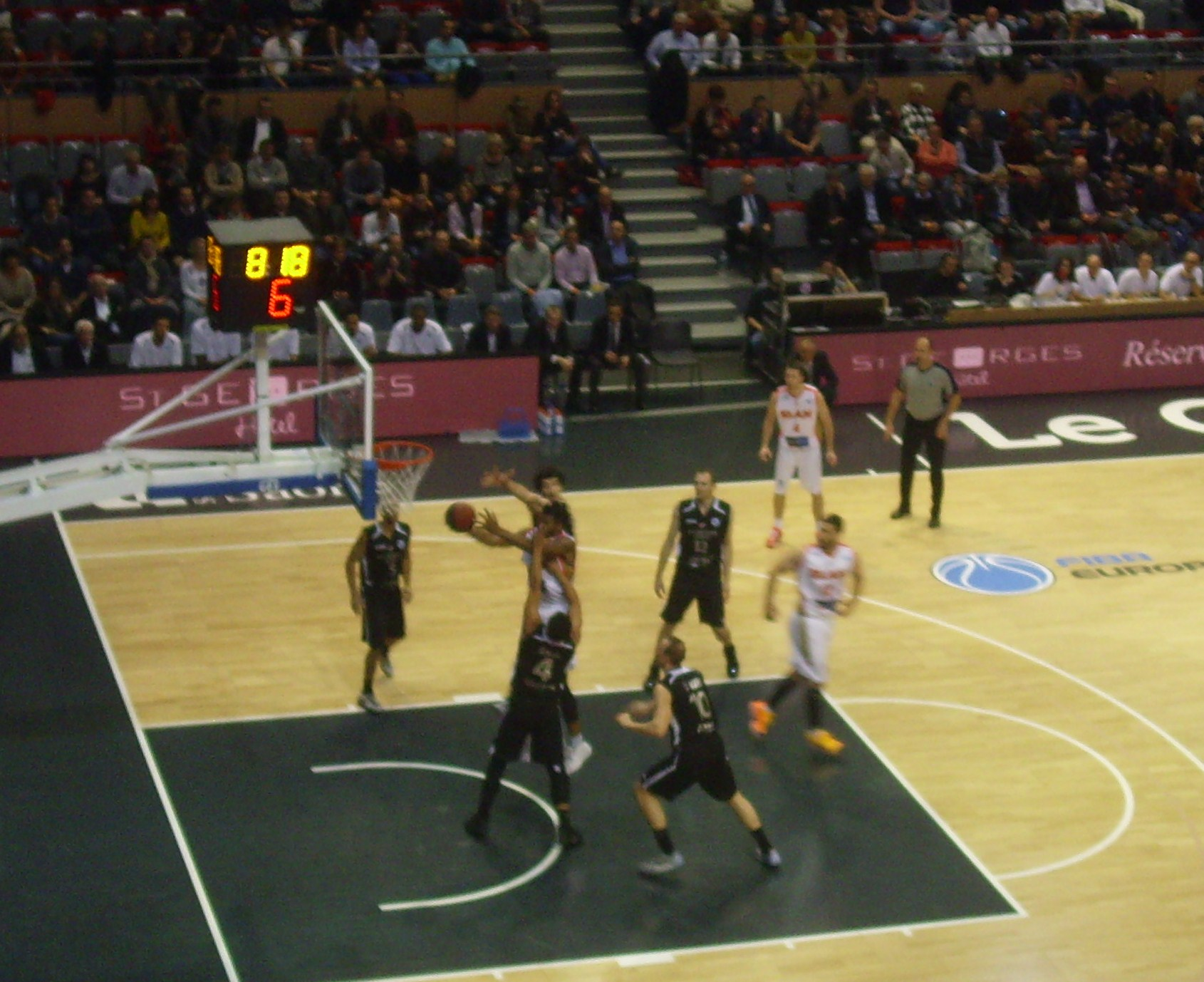
Match de FIBA Europe Cup en 2015 entre l'Élan Chalon et Den Bosch.
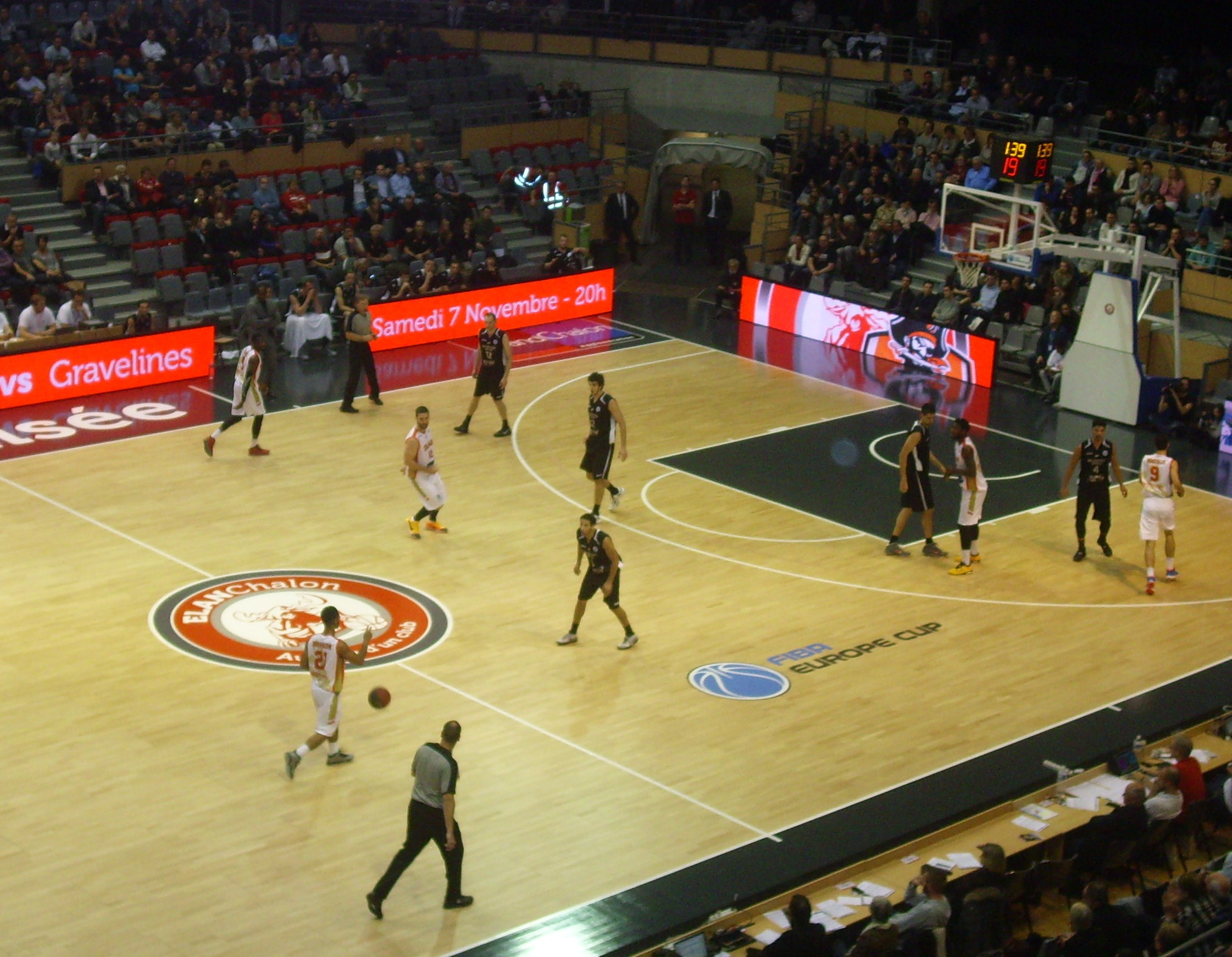
Match de FIBA Europe Cup en 2015 entre l'Élan Chalon et Den Bosch.
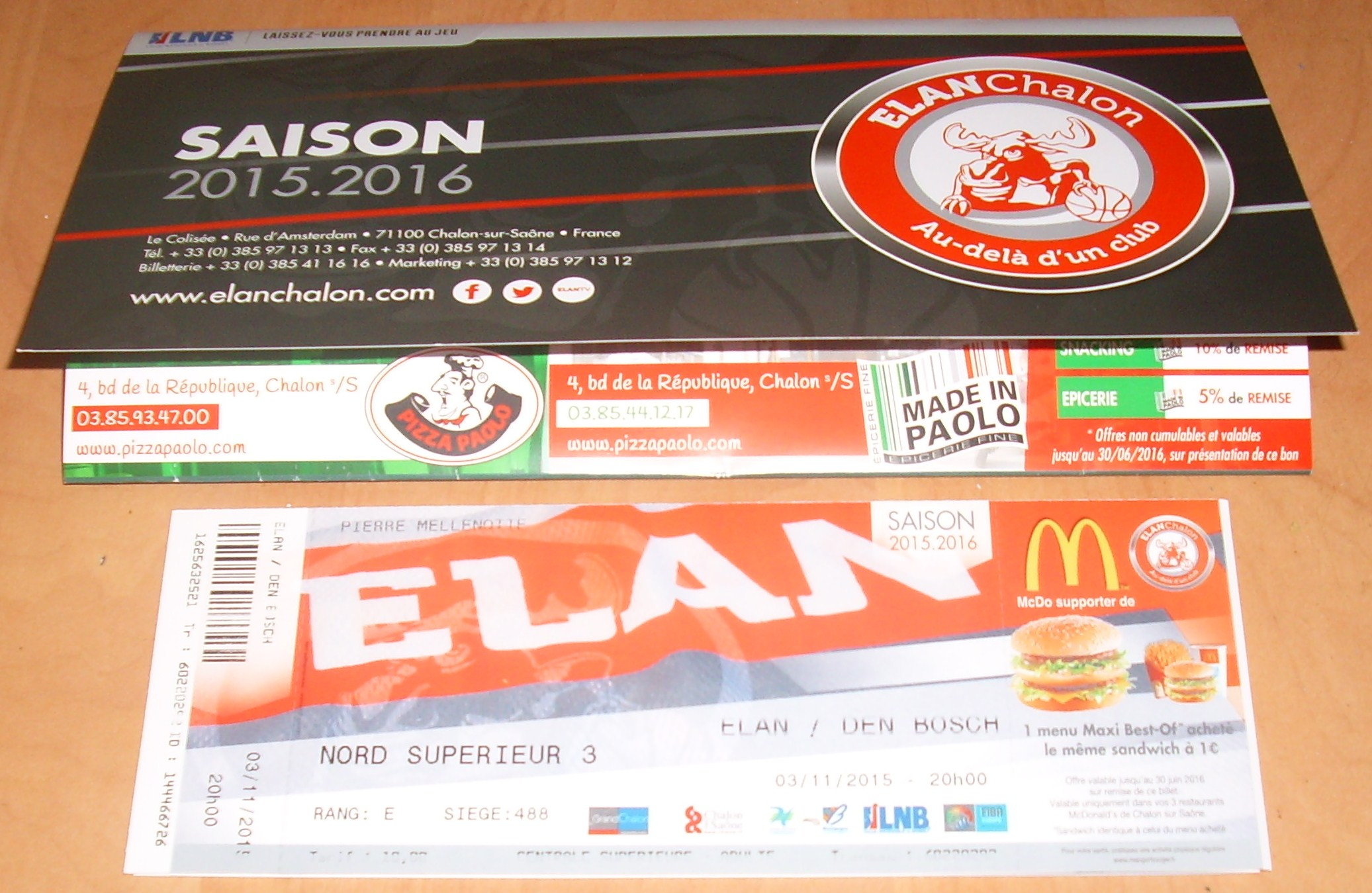
Billet de match avec sa pochette en 2015.
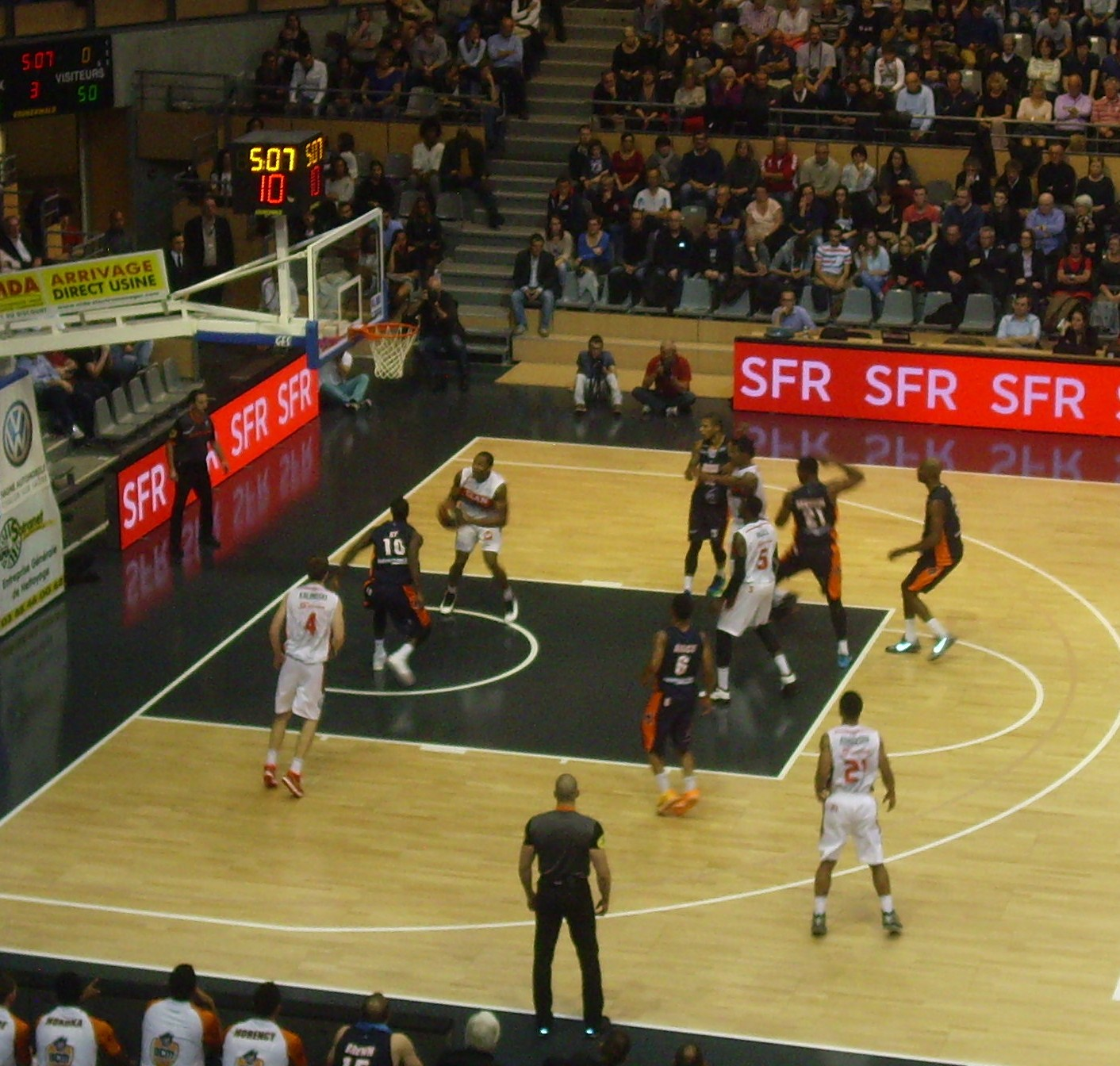
Match de Pro A en 2015 entre l'Élan Chalon et Gravelines-Dunkerque.

##### 2016-2017: Deuxième titre de champion de France et une nouvelle finale de Coupe d'Europe perdue
Pour cette saison 2016-2017, l'Élan Chalon compte sept arrivées (Jérémy Nzeulie, Lance Harris, Mareks Mejeris, Gédéon Pitard, Moustapha Fall, Cameron Clark et Thomas Gipson) pour huit départs (Mathias Lessort, Tyler Kalinoski, Jeremy Hazell, William Gradit, Ilian Evtimov, Devin Booker, Justin Brownlee et David Michineau). Le club chalonnais réussi très bien les matchs aller du championnat avec une deuxième place au classement (treize victoires pour quatre défaites), dont une victoire notable contre Lyon-Villeurbanne (Champion de France en titre) au Colisée sur le score de 98 à 68. L'équipe fait aussi un bon parcours en Coupe d'Europe FIBA en se qualifiant pour les huitièmes de finale, après avoir fini premier à chaque fois, de la « Phase régulière » (quatre victoires et deux défaites) et du « Second tour » (cinq victoires pour une défaite). Lors de cette première partie de saison, des changements ont lieu dans l'effectif : départs de Thomas Gipson et Mareks Mejeris et les arrivées de Abdoulaye Loum et Zeke Marshall. Lors des phases éliminatoires de la Coupe d'Europe FIBA l'Élan Chalon échoue en finale contre Nanterre (58 partout au match aller à Chalon-sur-Saône et défaite 82 à 79 au match retour à Nanterre) après avoir éliminé Körmend en huitième de finale, le Cibona Zagreb en quart de finale et Oostende en demi-finale. Pour la fin de saison de Pro A, le club remanie un peu son effectif en coupant Zeke Marshall et en prenant début mai 2017 Ekene Ibekwe. La deuxième partie de saison pour les matchs retour est d'excellente facture avec une deuxième place et un bilan de 27 victoires pour 7 défaites (par exemple une belle victoire à domicile, après prolongation, contre Nanterre : 94-90). Pour les playoffs, les joueurs chalonnais éliminent en quart de finale Le Portel deux victoires à zéro, Paris Levallois en demi-finale trois victoires à une et Strasbourg en finale trois victoires à deux (victoire chalonnaise 74 à 65 lors du match 5 au Colisée) et remporte son deuxième titre de Champion de France.

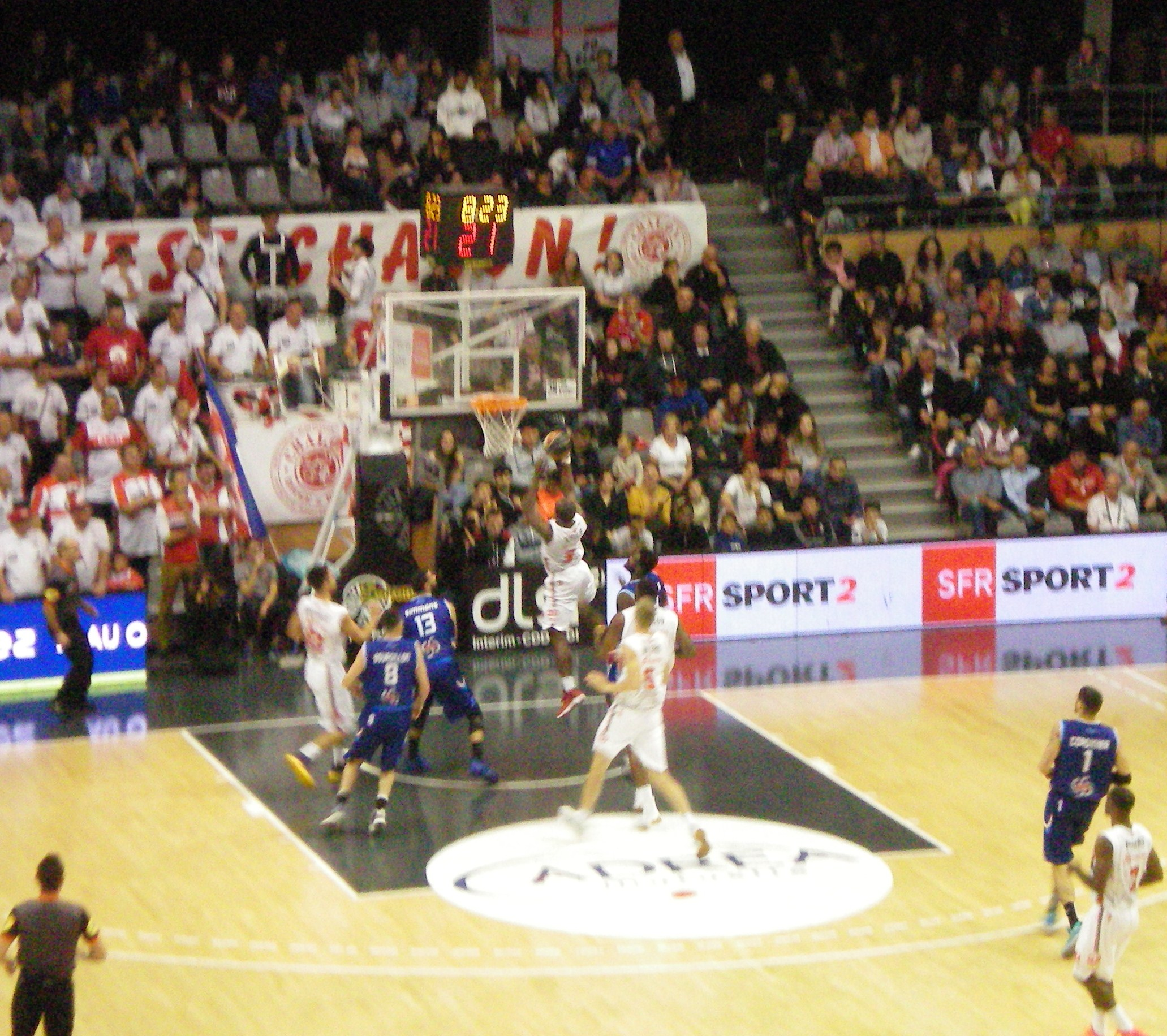
Match de Pro A en 2016 entre l'Élan Chalon et Antibes.
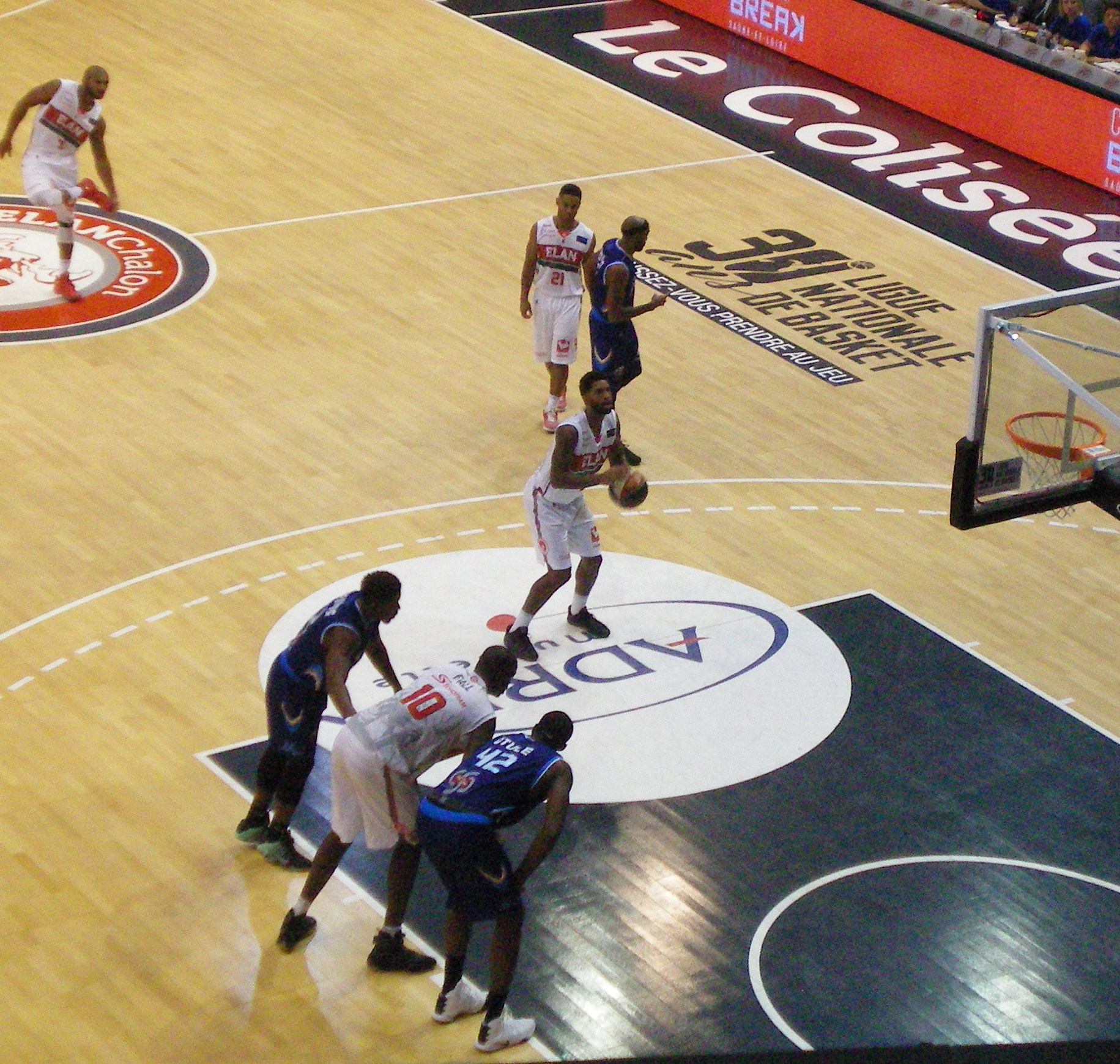
Match de Pro A en 2016 entre l'Élan Chalon et Antibes.
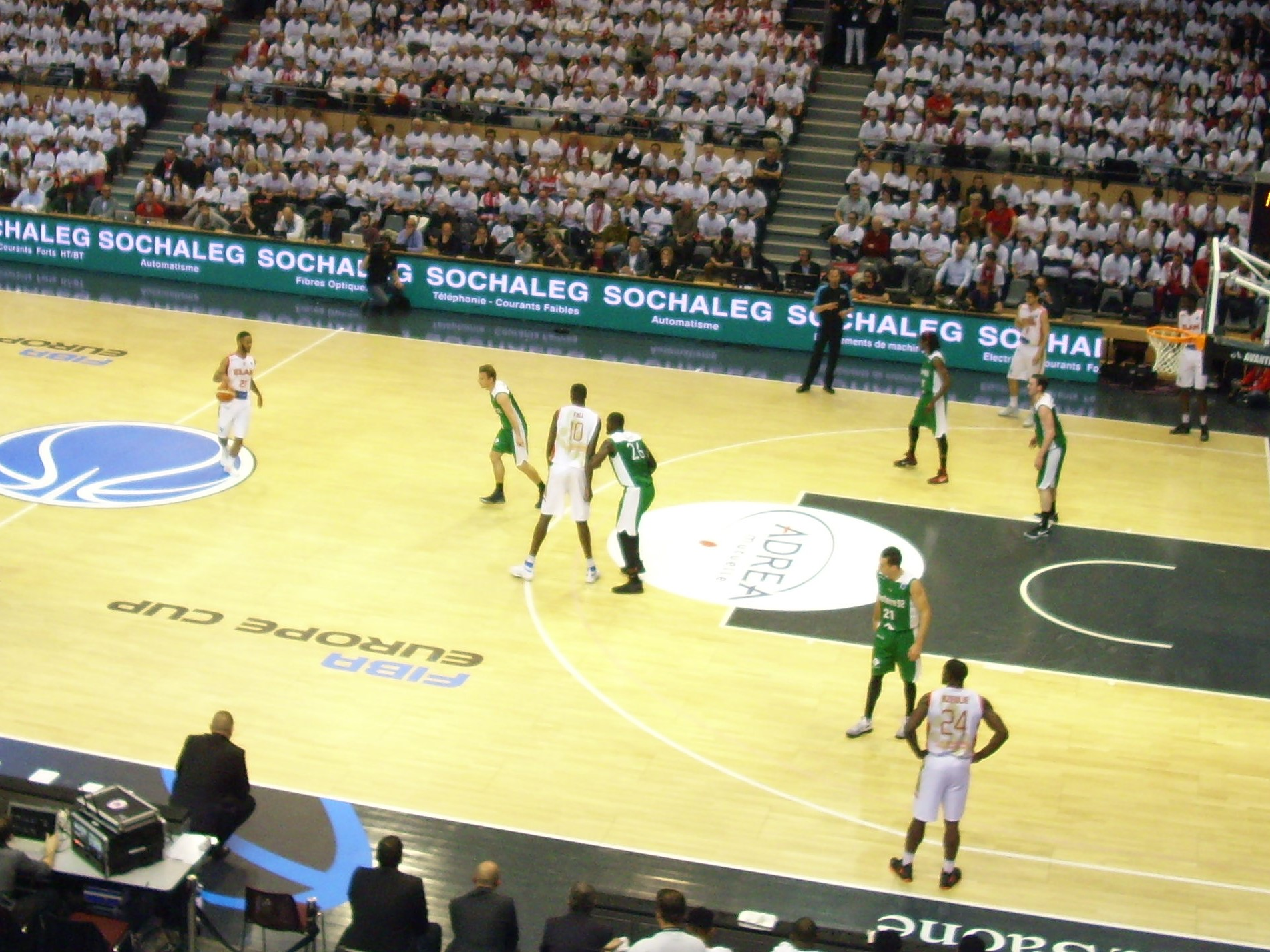
Match aller de la finale de la Coupe d'Europe FIBA entre l'Élan Chalon et Nanterre en 2017.
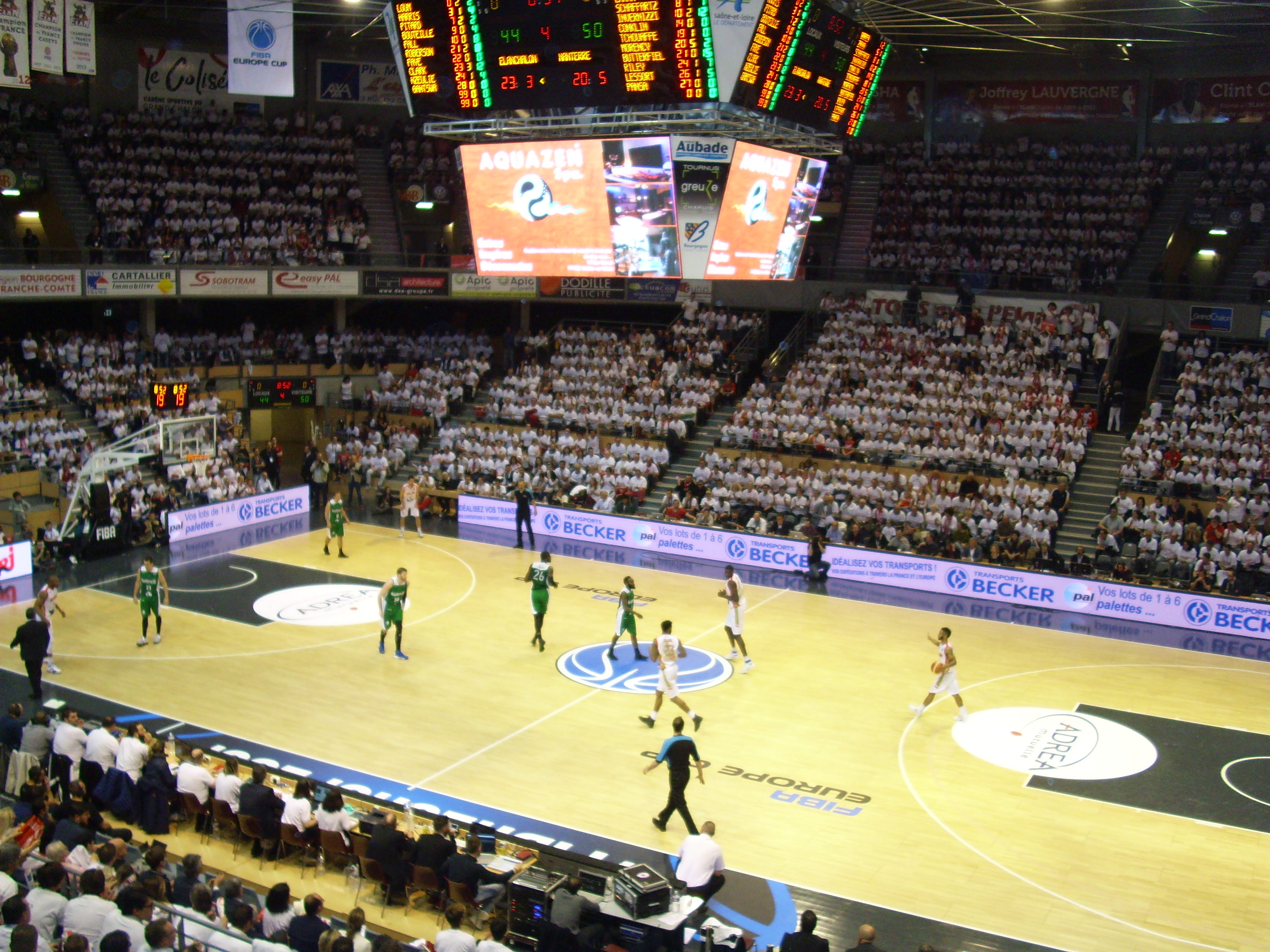
Match aller de la finale de la Coupe d'Europe FIBA entre l'Élan Chalon et Nanterre en 2017.
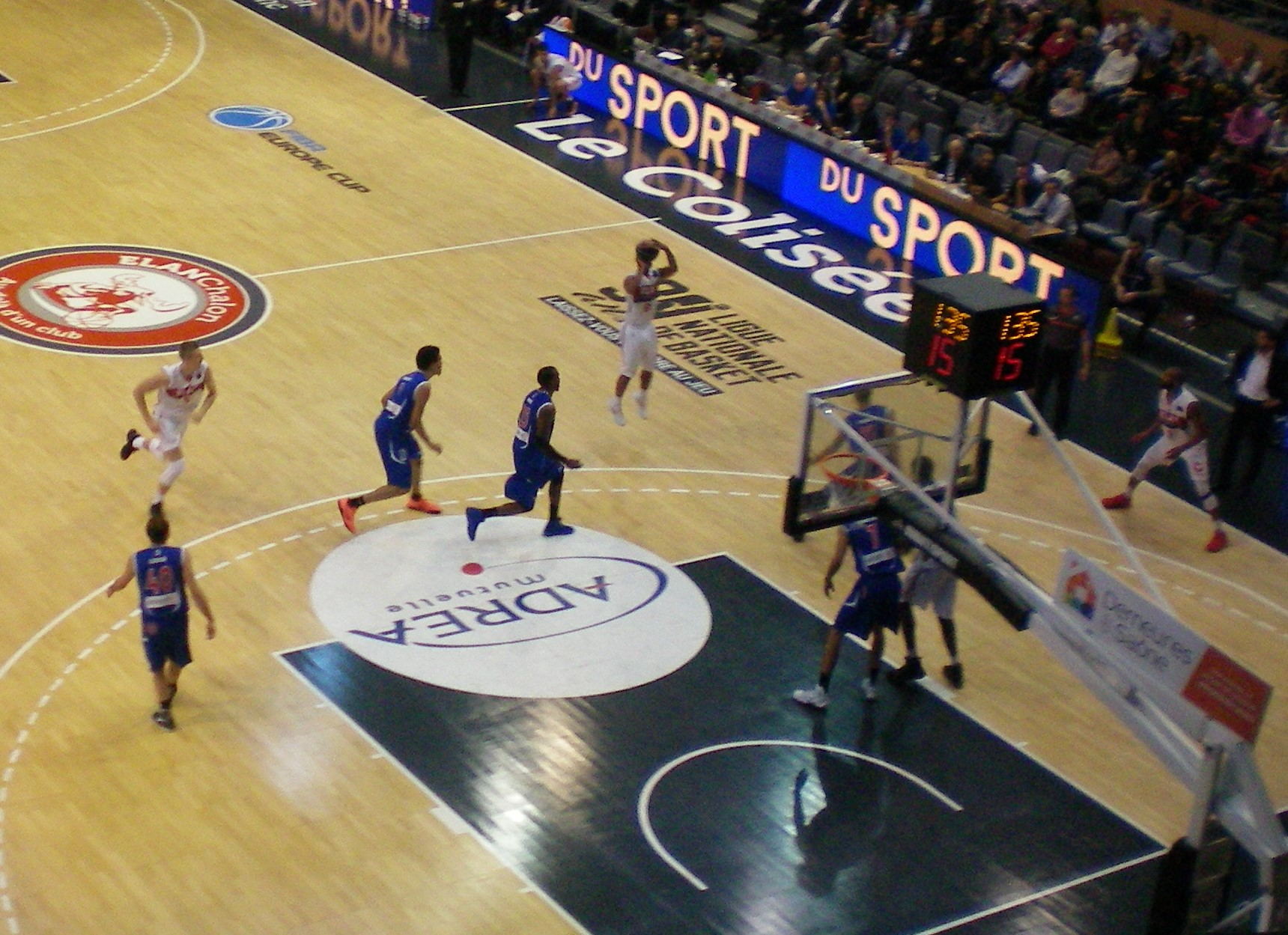
Match de Pro A en 2016 entre l'Élan Chalon et Paris Levallois.

##### De 2017 à 2019: Deux saisons décevantes
Le club chalonnais pour cette saison 2017-2018 enregistre huit arrivées (Adam Smith, Ousmane Camara, Pierre-Antoine Gillet, Jevohn Shepherd, James Farr, Arthur Rozenfeld, Bastien Pinault et Raphiael Putney, de plus Kris Joseph revient au club en tant que pigiste médical en remplacement de Jevohn Shepherd, blessé en début de saison) pour huit départs (John Roberson, Moustapha Fall, Cameron Clark, Axel Bouteille, Gédéon Pitard, Assane Ndoye, Abdoulaye Loum et Ekene Ibekwe). La première partie de saison est très difficile car l'Élan Chalon est dernier de Pro A à la fin des matchs aller (quatre victoires pour treize défaites). Pendant cette période il y a beaucoup de remaniement d'effectif : évictions de Raphiael Putney et d'Adam Smith, Kris Joseph présent pendant deux mois en tant que pigiste médical qui remplace Jevohn Shepherd (blessure), qui rétablit ne jouera que trois matchs avant de partir ; au rayon des arrivées se note les présences de Mickaël Gelabale, Darrin Dorsey, Khalid Boukichou et Nate Wolters. L'aventure en Ligue des champions prend fin à la fin de la saison régulière (6e sur 8 avec 6 victoires pour 8 défaites) et refuse d'être reversé en Coupe d'Europe FIBA,. L'Élan Chalon effectue une deuxième partie de saison de bonne facture et assure son maintien (11 victoires pour 6 défaites aux matchs retour) pour finir 12e avec 15 victoires pour 19 défaites.

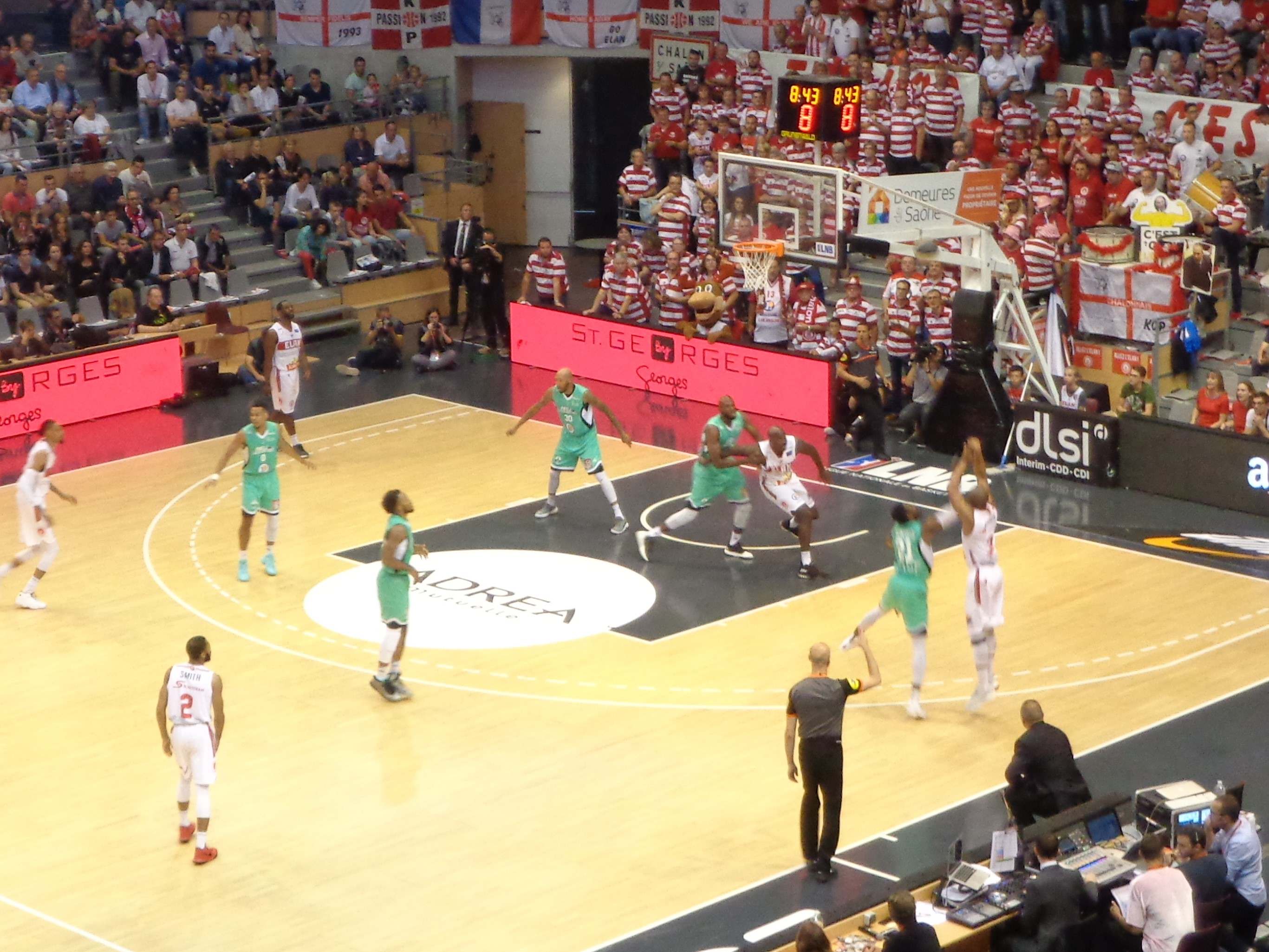
Match de Pro A en 2018 entre l'Élan Chalon et Pau-Lacq-Orthez.
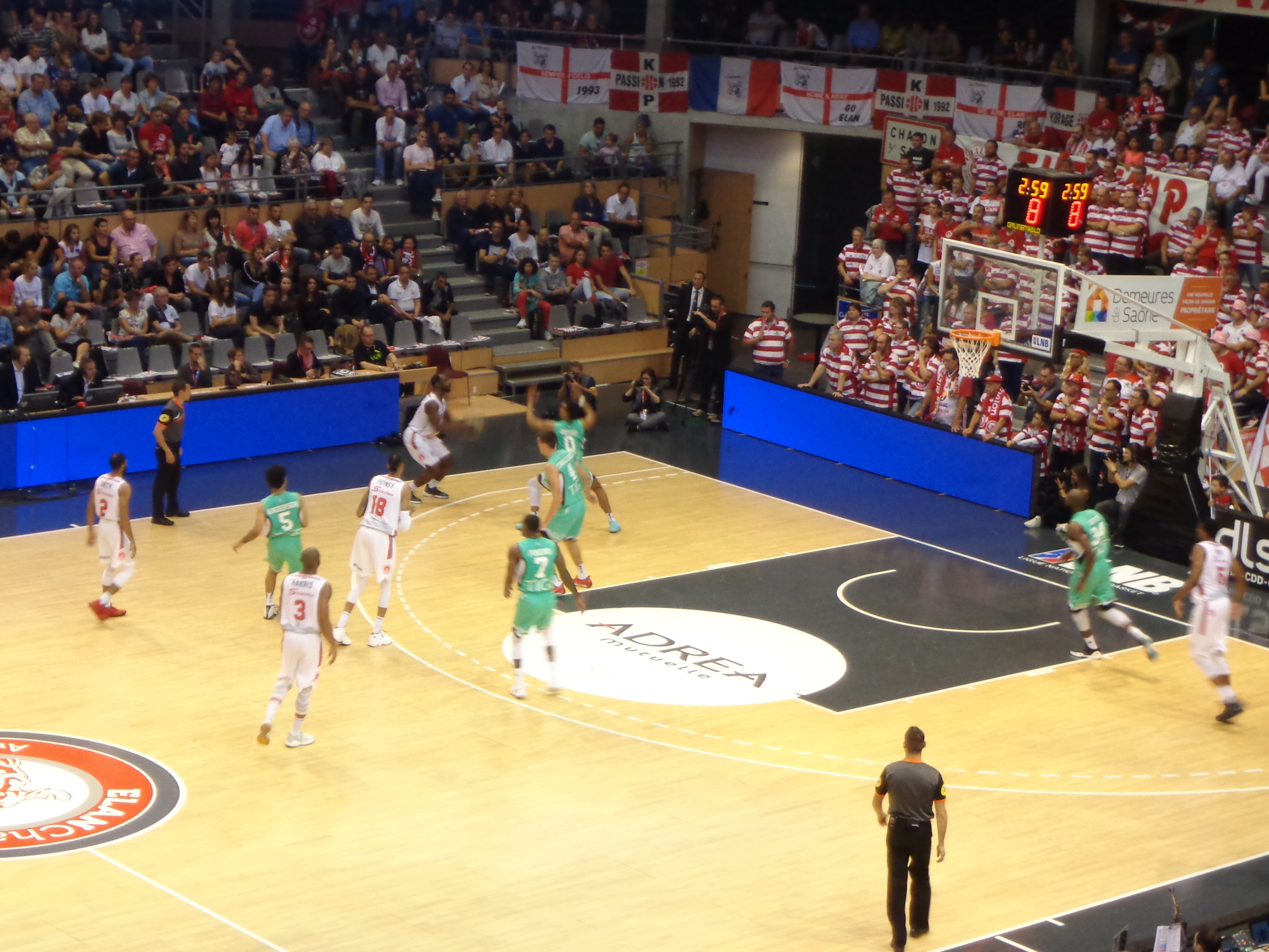
Match de Pro A en 2018 entre l'Élan Chalon et Pau-Lacq-Orthez.
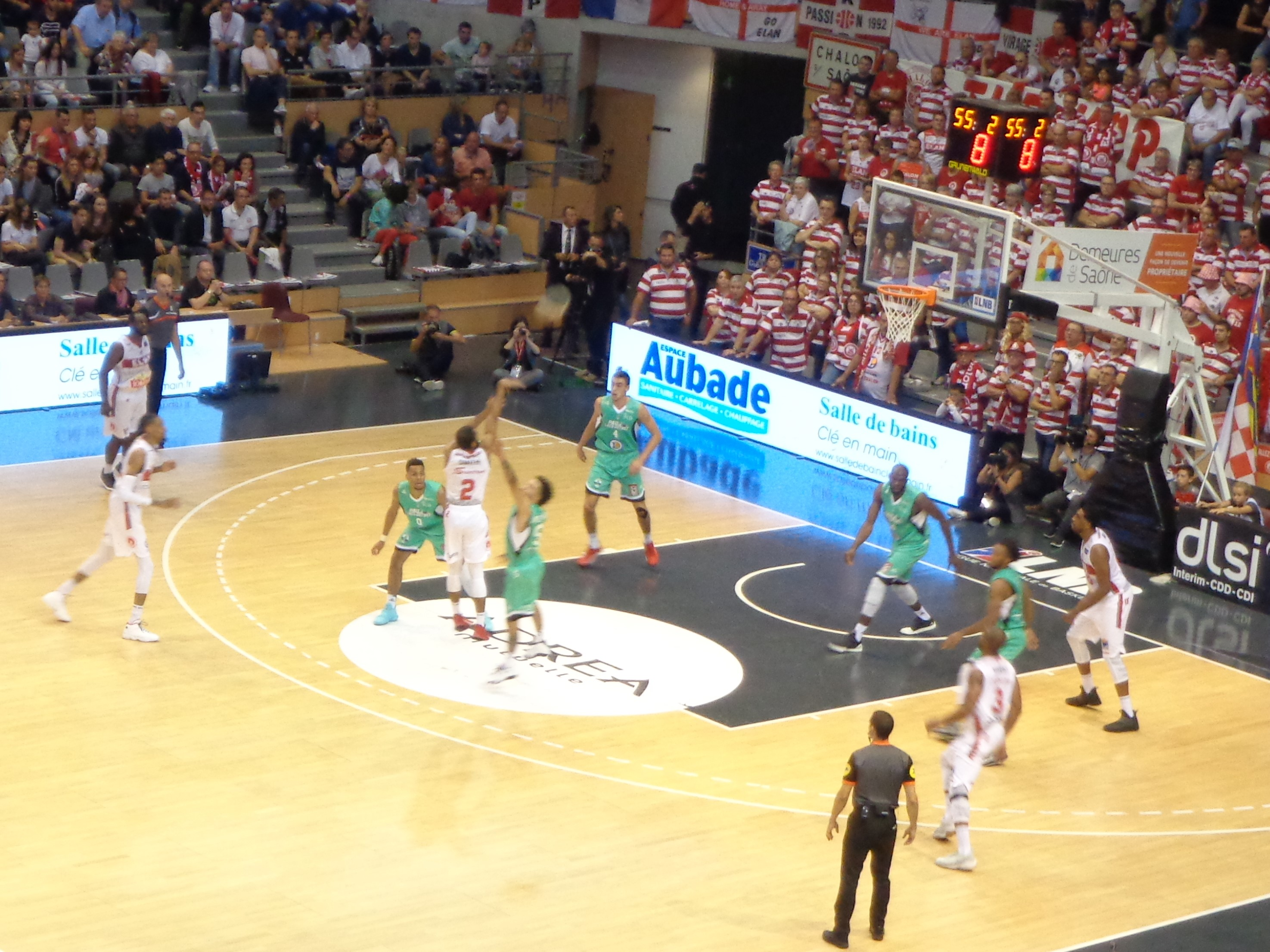
Match de Pro A en 2018 entre l'Élan Chalon et Pau-Lacq-Orthez.
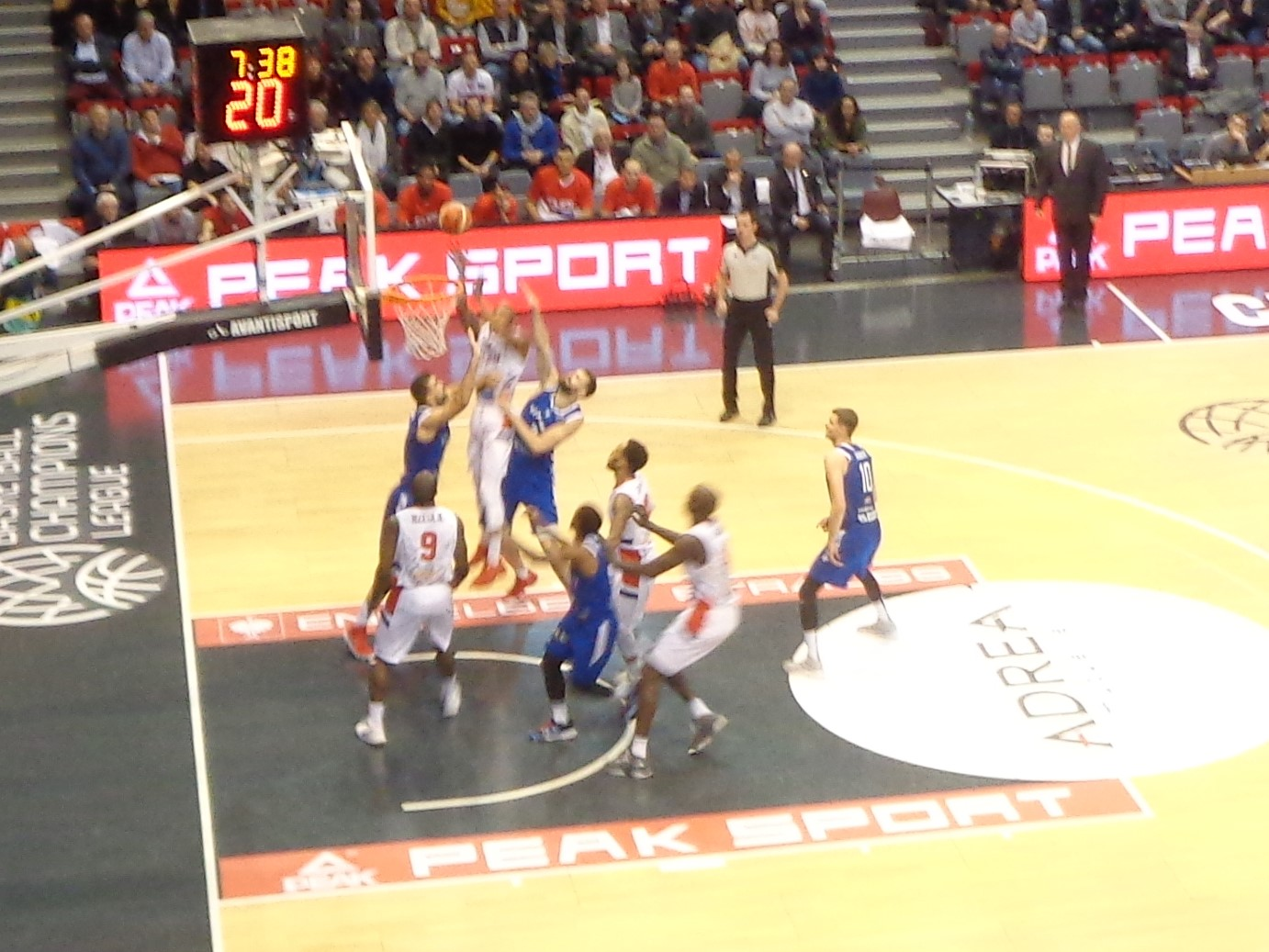
Match de Ligue des champions en 2017 entre l'Élan Chalon et Klaipėdos Neptūnas
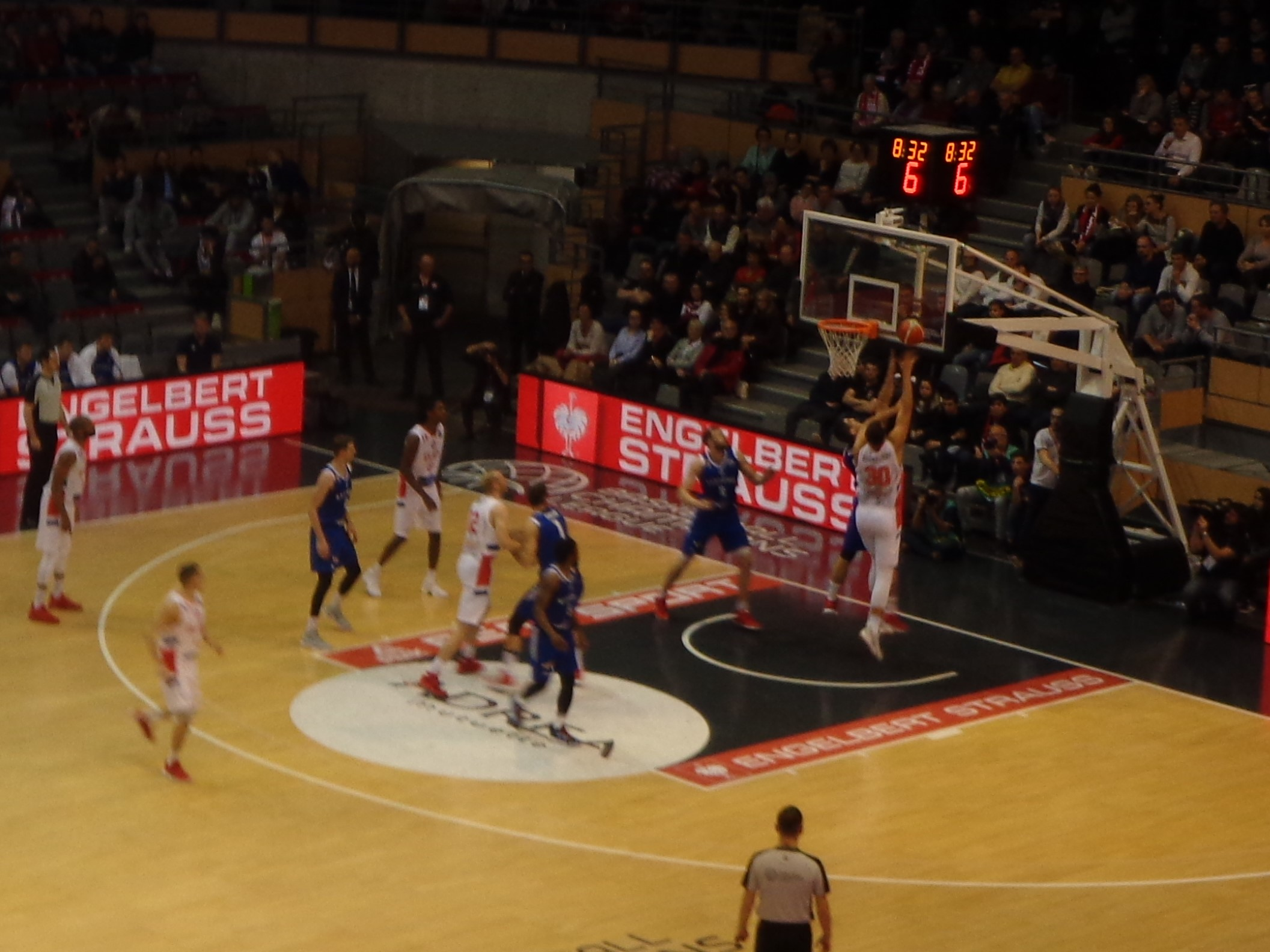
Match de Ligue des champions en 2017 entre l'Élan Chalon et Klaipėdos Neptūnas

Pour la saison 2018-2019, l'Élan Chalon comptabilise cinq arrivées (Assane Ndoye, Vincent Sanford, Mykal Riley, Juan Palacios et Justin Robinson) plus le premier contrat professionnel d'Étienne Ca et sept départs (Khalid Boukichou, Ibrahima Fall Faye, Pierre-Antoine Gillet, Lance Harris, Jérémy Nzeulie, Arthur Rozenfeld et Nate Wolters). Le début de saison démarre en trombe avec au bout de huit journées : six victoires pour deux défaites et une deuxième place. La suite est mauvaise lors de la suite des matchs aller ou le club finit à la treizième place avec sept victoires pour dix défaites. La deuxième partie de saison est de mauvaise facture avec une quatorzième place pour 12 victoires et 22 défaites. Beaucoup de défaite de cinq points et moins (13 au total). Les seuls faits marquants et réussites de cette saison sont les victoires contre Monaco 79 à 78 et Le Mans (Champion de France en titre) 85 à 74. Jean-Denys Choulet quitte le club en fin de saison.

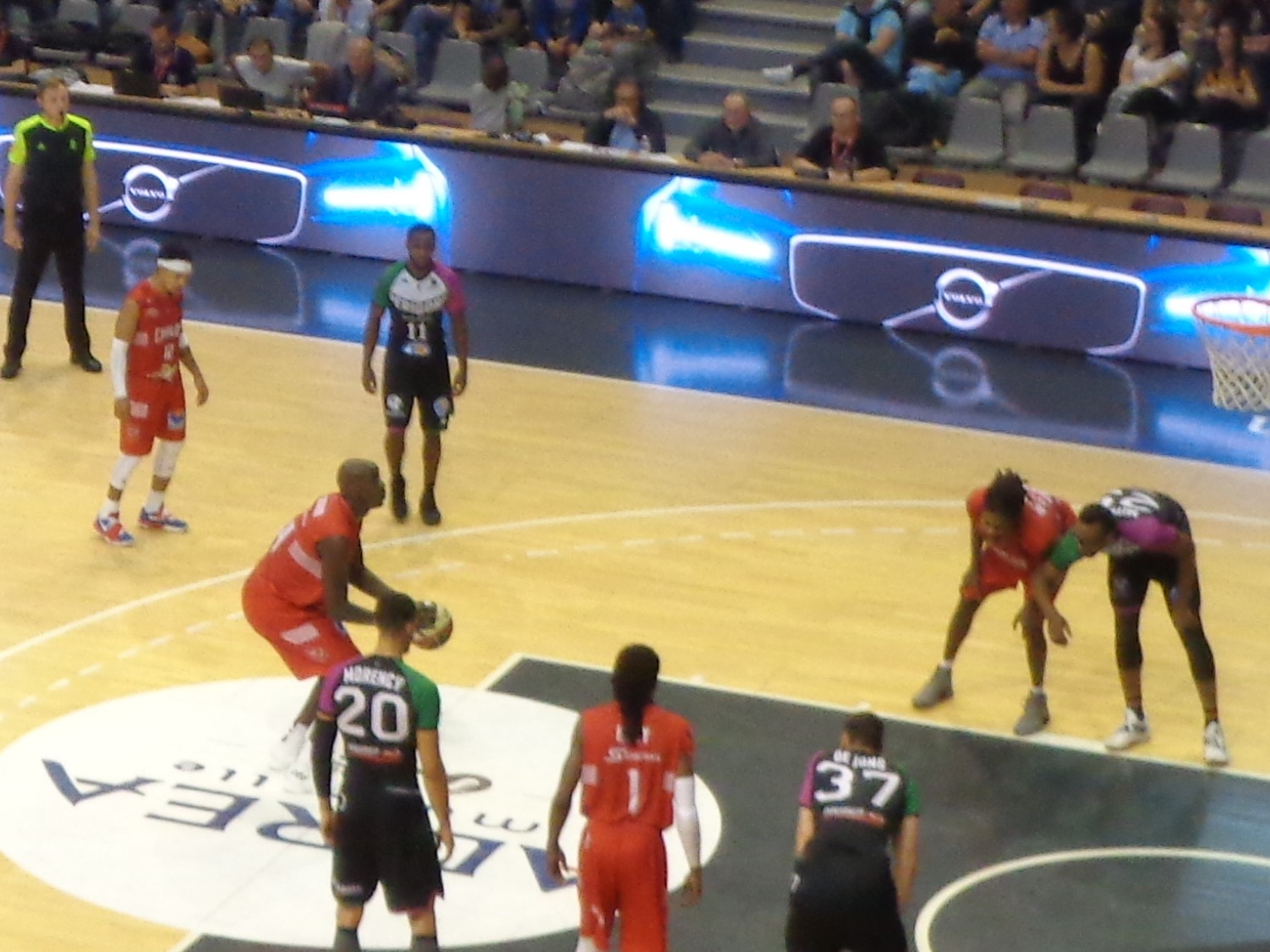
Match de Jeep Élite en 2018 entre l'Élan Chalon et Boulazac
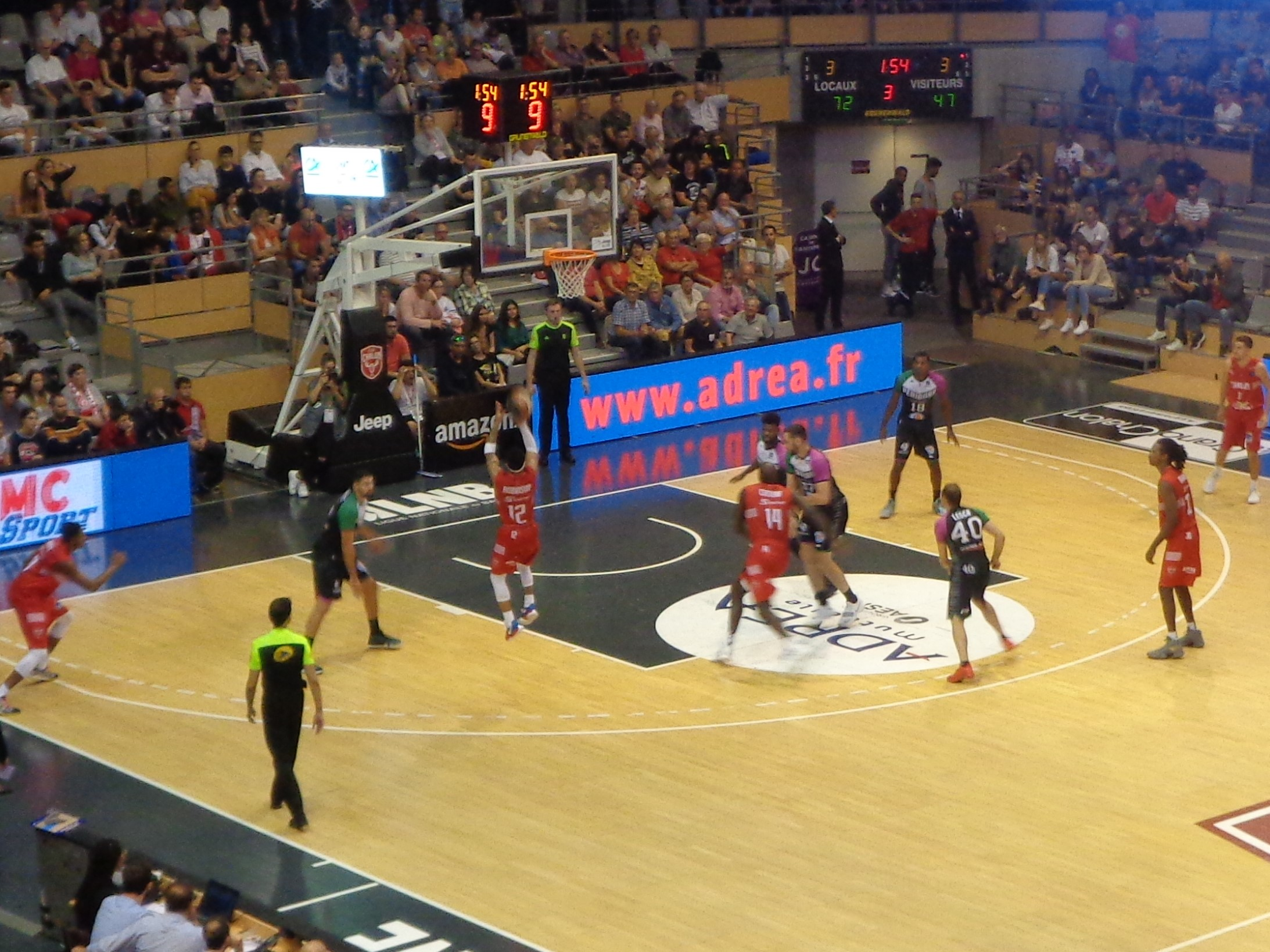
Match de Jeep Élite en 2018 entre l'Élan Chalon et Boulazac
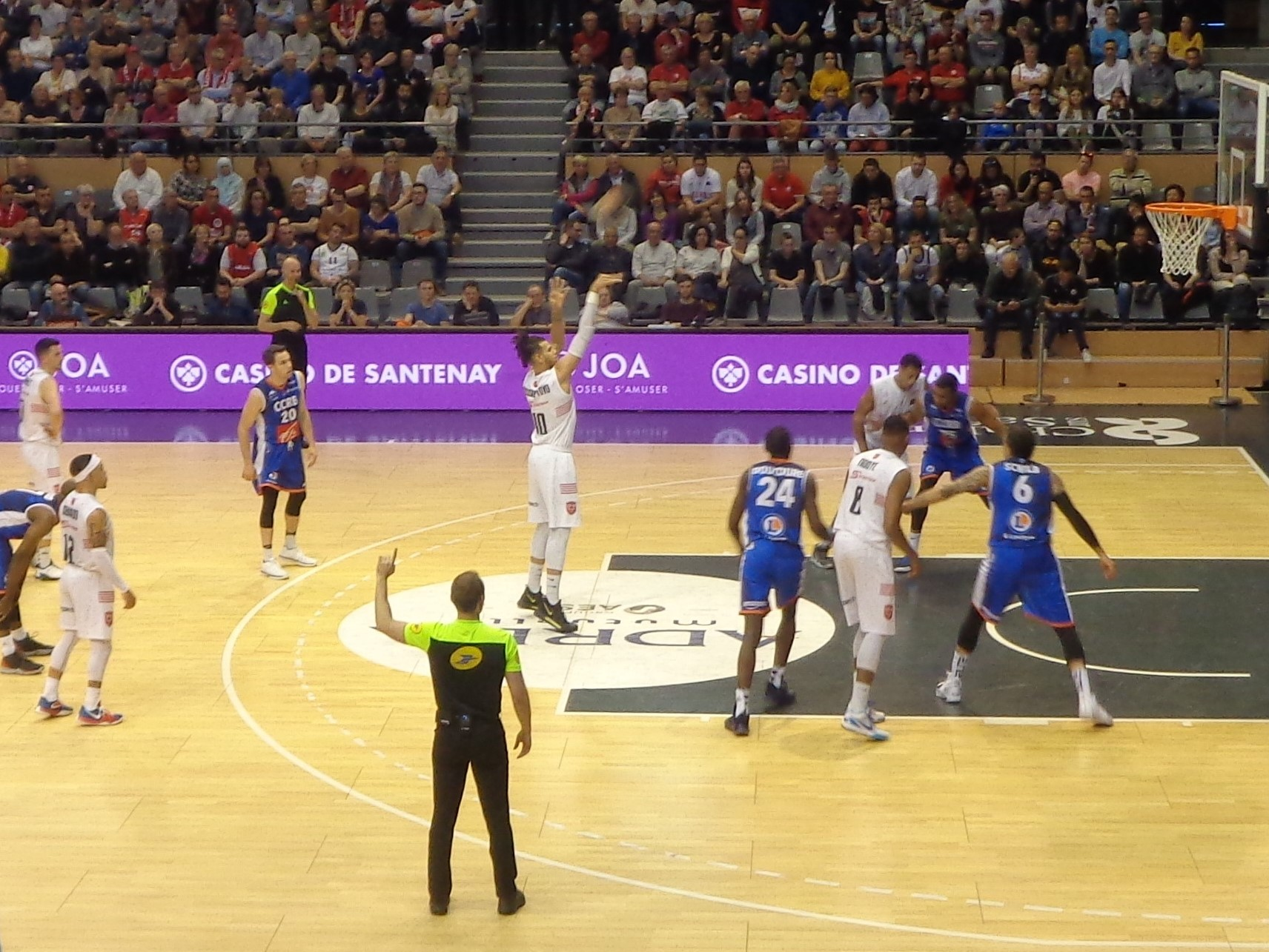
Match de Jeep Élite en 2019 entre l'Élan Chalon et Châlons Reims
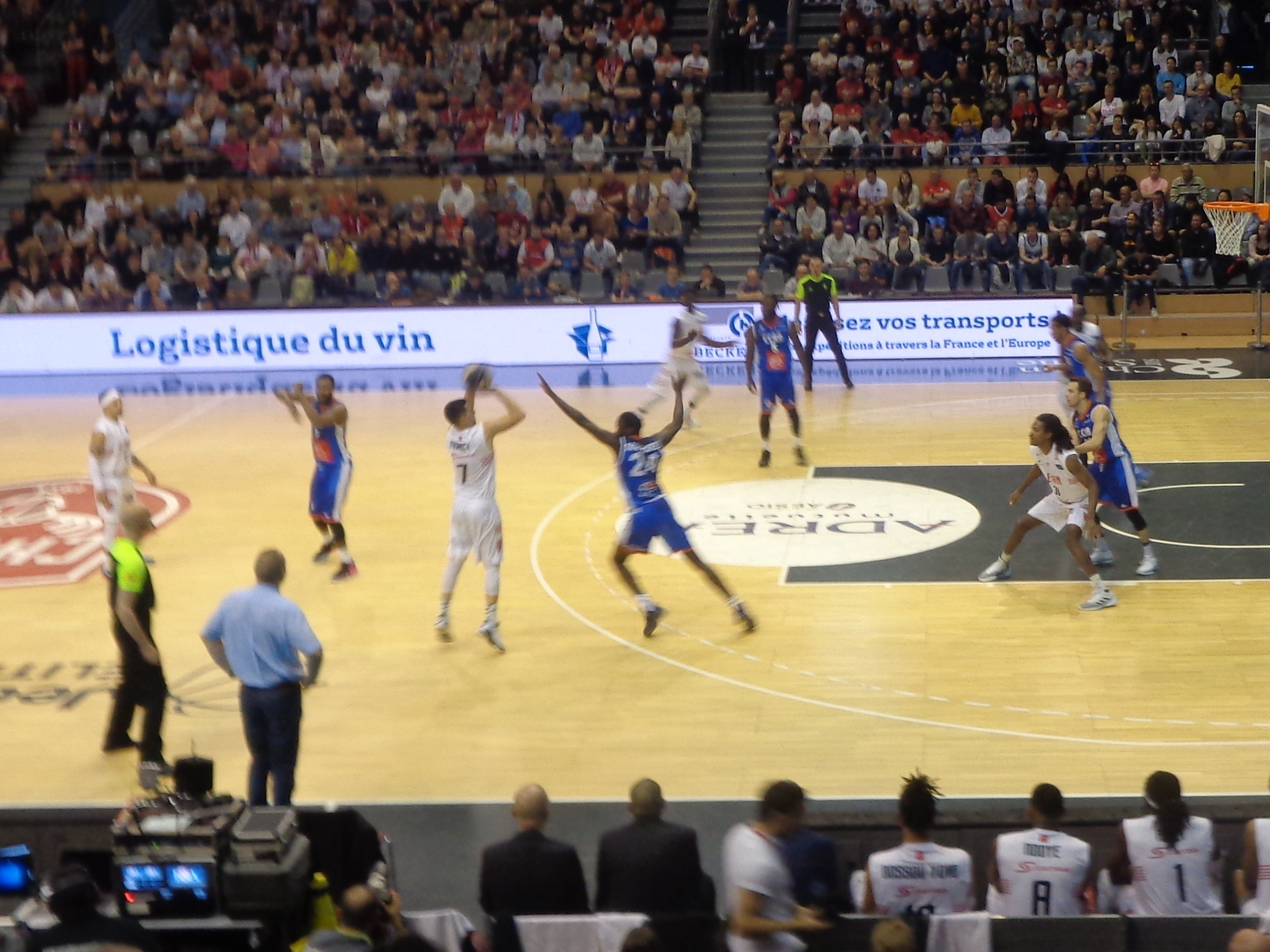
Match de Jeep Élite en 2019 entre l'Élan Chalon et Châlons Reims
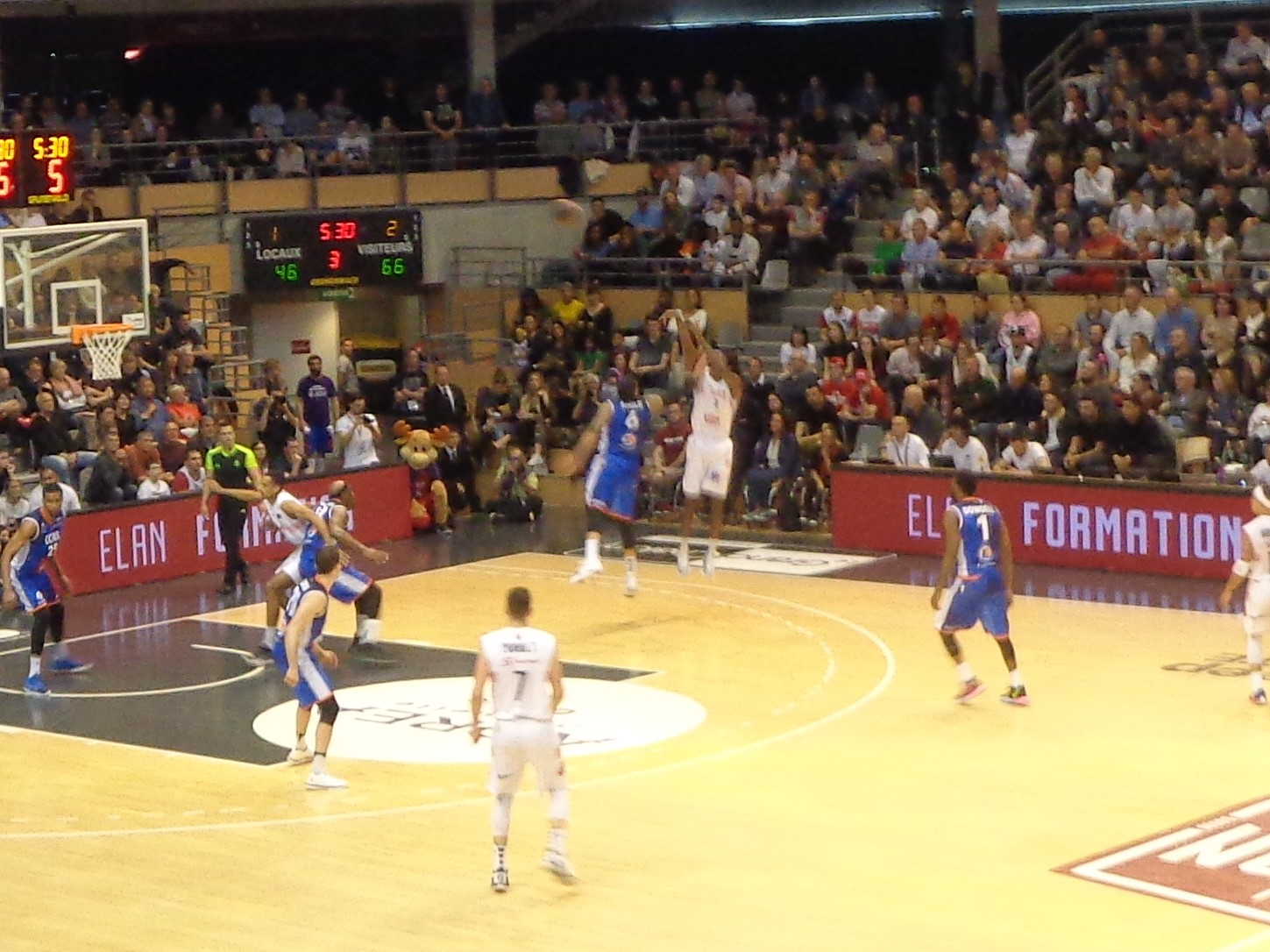
Match de Jeep Élite en 2019 entre l'Élan Chalon et Châlons Reims

#### L'après Jean-Denys Choulet

##### Encore une saison décevante et le Covid 19
Pour cette saison 2019-2020, le club enregistre fin mai 2019 l'arrivée et retour en tant qu'entraineur de Philippe Hervé. Le club voit l'arrivée de quatre joueurs : Jaron Johnson, Ronald Roberts, Marcus Thornton et Billy Garrett ; et le départ de quatre joueurs également : Bastien Pinault, Vincent Sanford, Mykal Riley et Juan Palacios. La phase aller est compliquée pour le club chalonnais qui pointe à la dernière place après 13 journées (23,1 % de victoires : trois victoires pour dix défaites), mais l'Élan Chalon gagne trois de ces quatre derniers matchs aller (dont le dernier sur le score fleuve de 129 à 125 à Orléans après trois prolongations) et remonte à la 13e place (six victoires pour onze défaites). Lors de ces matchs aller le club connait des mouvements : départ de Billy Garrett et arrivées de Myles Hesson et Jaka Klobučar. Fin janvier 2020, l'entraîneur Philippe Hervé est écarté de son poste et est remplacé par Julien Espinosa. Sean Armand arrive mi-janvier 2020. Lors de la première moitié des matchs aller l'Élan Chalon affiche un bilan de quatre victoires (quatre victoires d'affilée) pour quatre défaites. Mais mi-mars le championnat est suspendu pour cause de Pandémie de Covid-19 en France. Le club à ce moment-là présente un bilan de dix victoires pour quinze défaites et une douzième place.

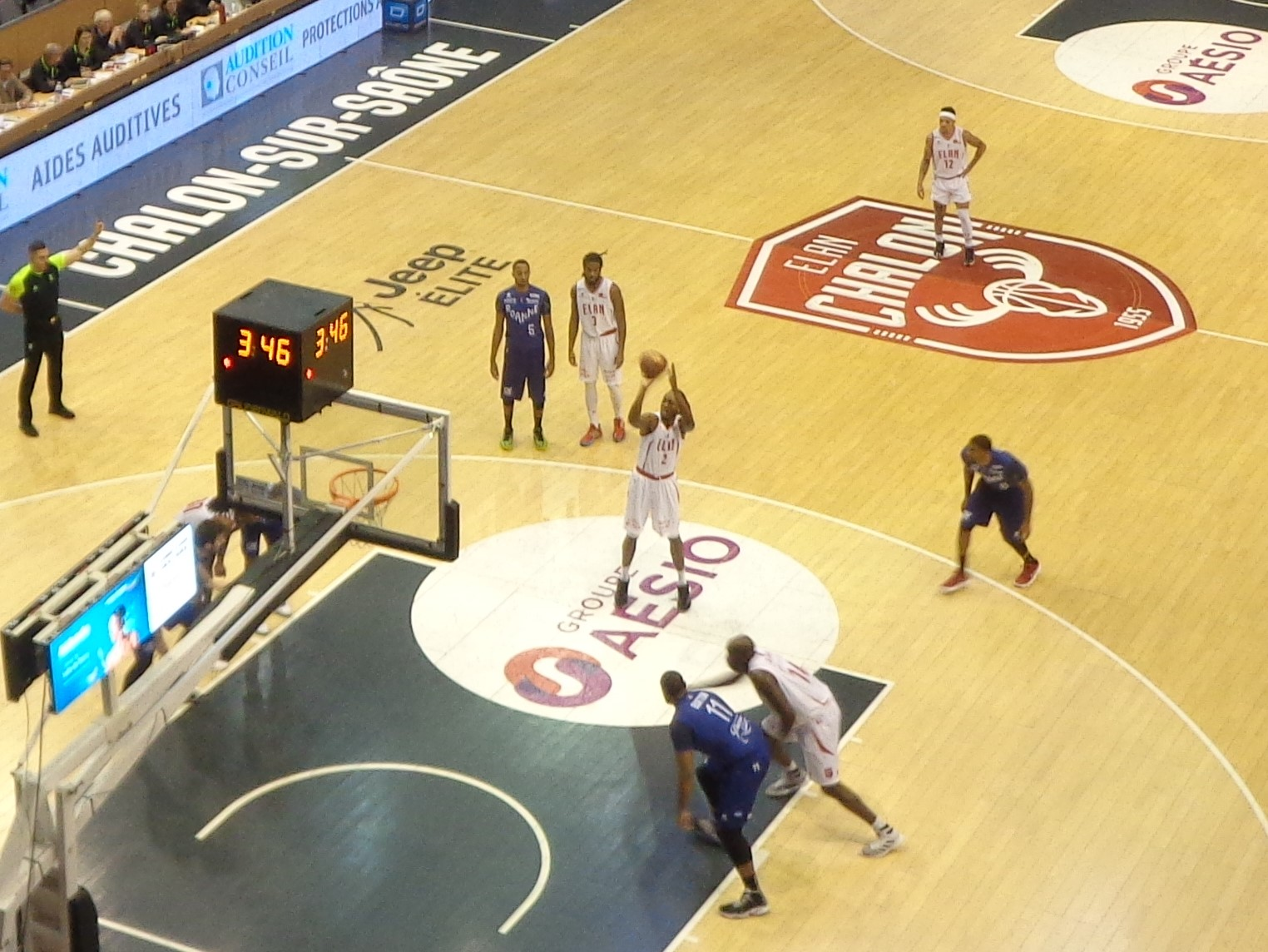
Match de Jeep Élite en 2019 entre l'Élan Chalon et Roanne
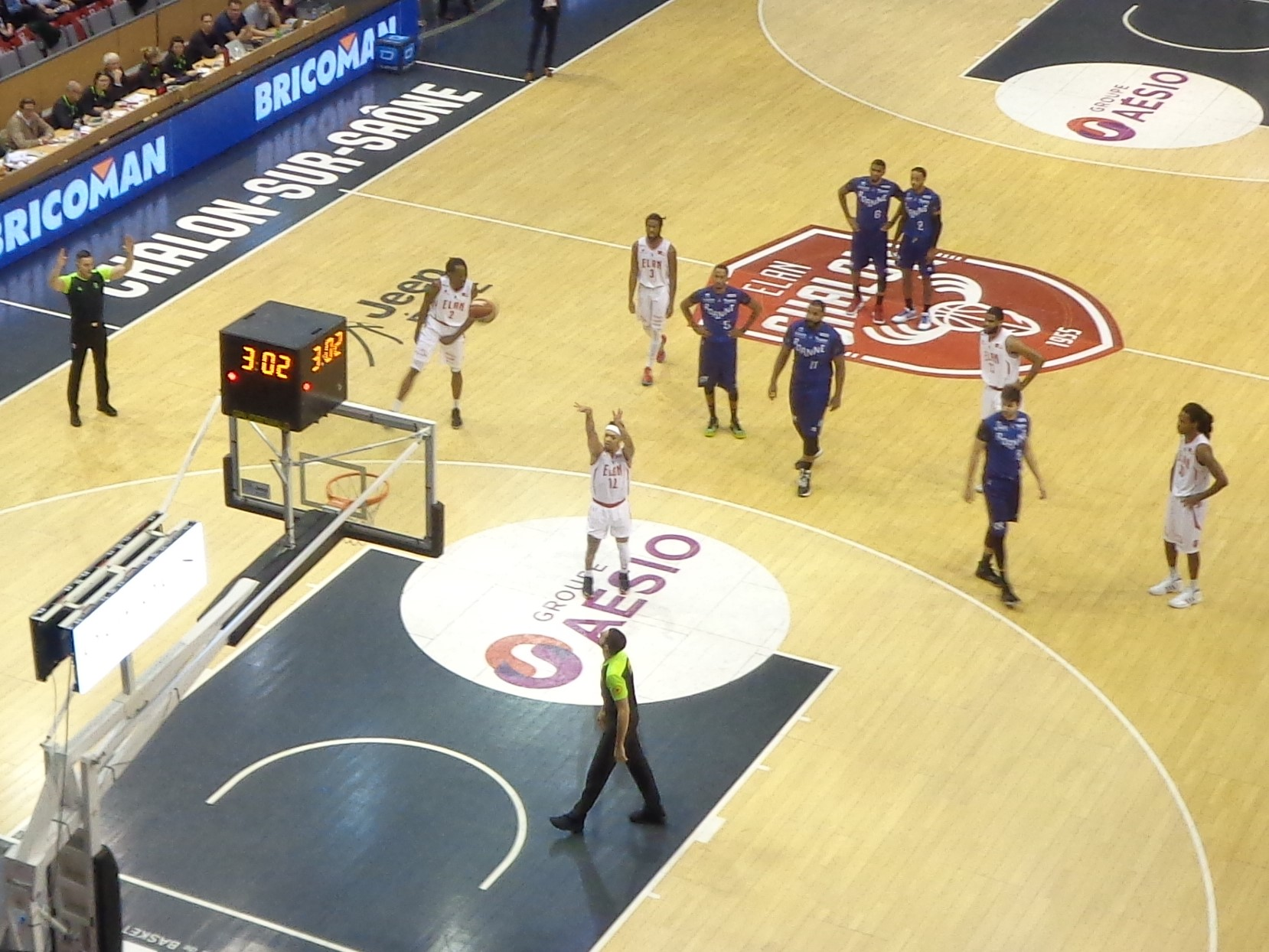
Match de Jeep Élite en 2019 entre l'Élan Chalon et Roanne
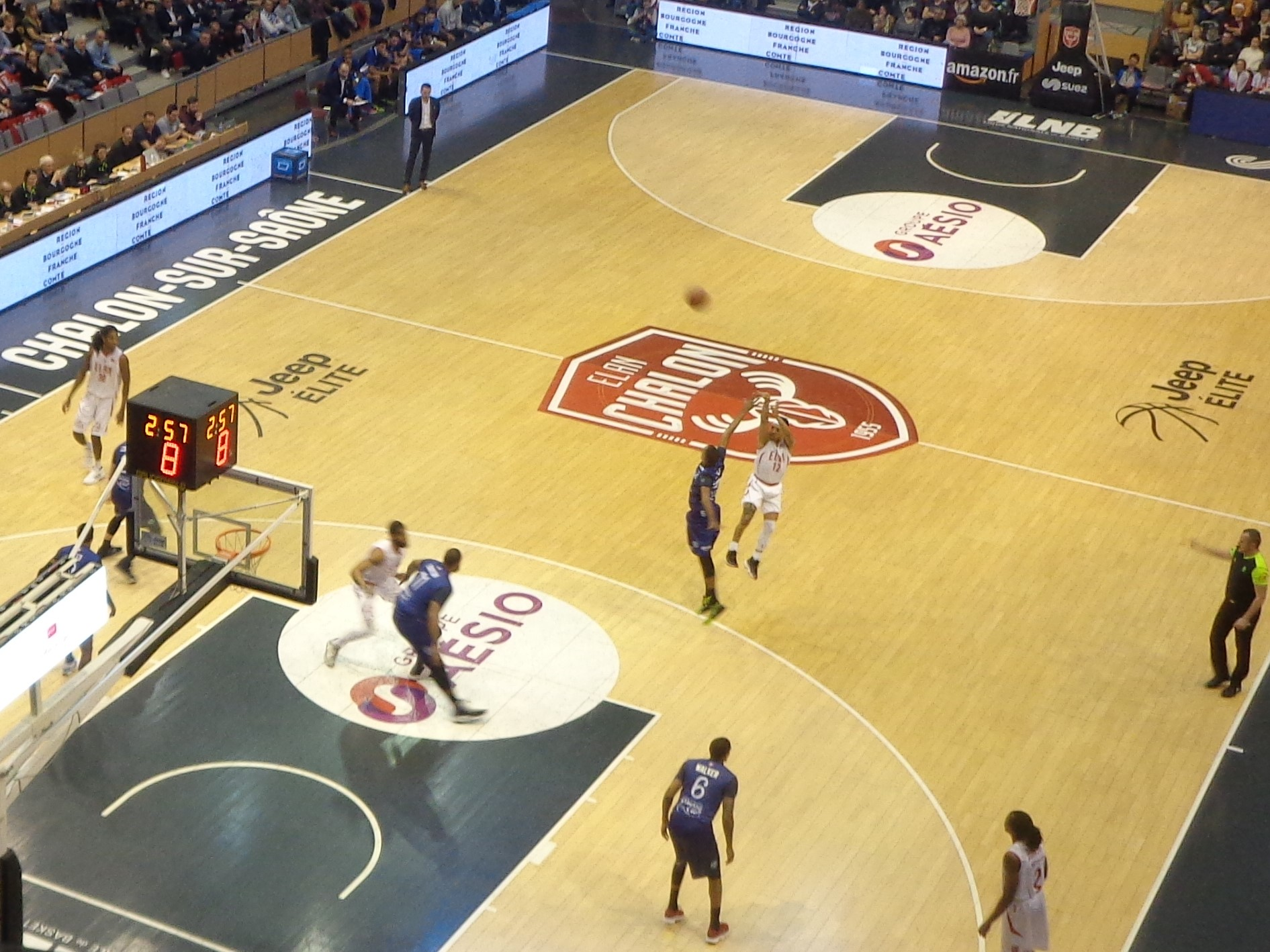
Match de Jeep Élite en 2019 entre l'Élan Chalon et Roanne
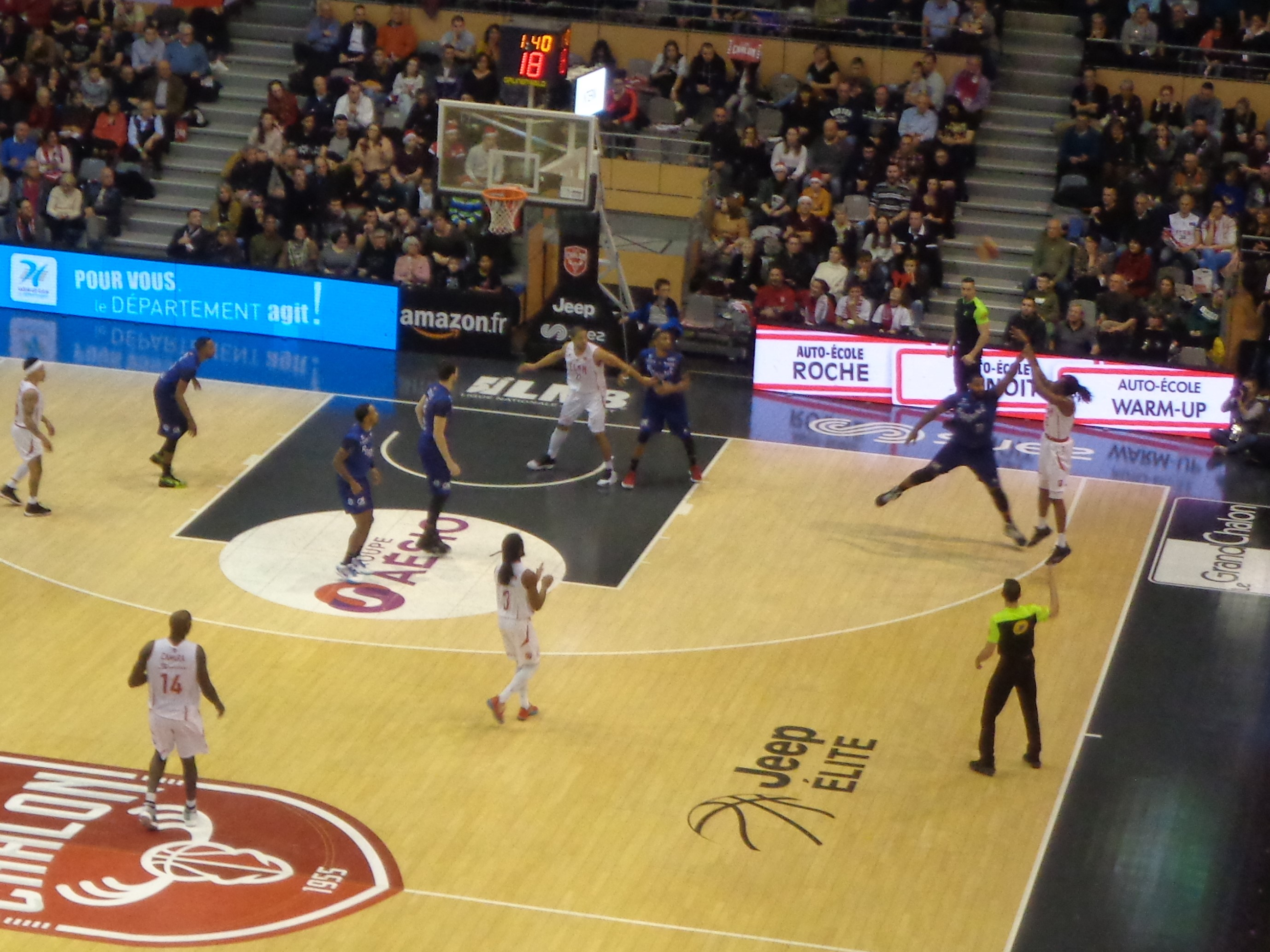
Match de Jeep Élite en 2019 entre l'Élan Chalon et Roanne
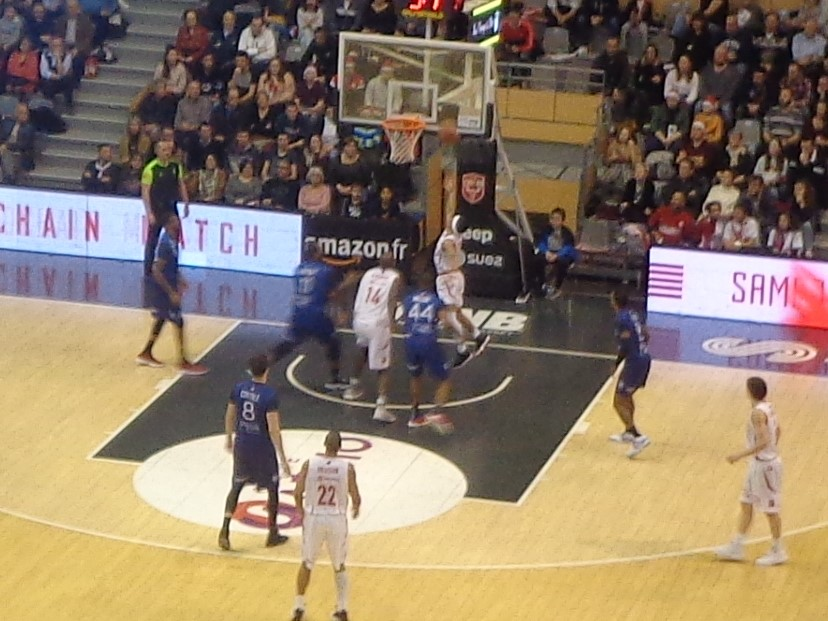
Match de Jeep Élite en 2019 entre l'Élan Chalon et Roanne

##### 2020-2021: Saison cauchemardesque et descente en Pro B
Pour la saison 2020-2021, le club compte cinq arrivées (D.J. Cooper, Garrett Sim, Teyvon Myers, Rafi Menco et Eric Buckner) pour six départs (Jaron Johnson, Ronald Roberts, Jaka Klobučar, Sean Armand, Justin Robinson et Etienne Ca) et deux prêts (Mathis Dossou-Yovo et Hugo Besson). Sean Armand resigne au club le 1er octobre 2020 et DJ Cooper quitte l'équipe une semaine plus tard. Après un bilan de huit victoires pour seize défaites et une 16e place sur 18, Julien Espinosa est démis de ces fonctions et Ali Bouziane assure l'intérim jusqu'à la fin de saison. Mi-mai 2021, le président du club Dominique Juillot prend la décision de ne plus occuper le poste de président à la fin de saison,. L'Élan Chalon finit avant dernier (17e) avec un bilan de 10 victoires pour 24 défaites et descend en Pro B pour la saison 2021-2022,.

### Retour en Pro B et remontée en deux ans
Le 24 juin 2021, le club signe Sebastian Machowski comme entraineur. Le 1 septembre 2021, Vincent Bergeret est nommé président de l'Elan Chalon. Pour cette saison 2021-2022 en Pro B avec un objectif de remonter dès la première année en BetClic Elite, l'Elan Chalon enregistre les arrivées de Kevin Harley, Damien Bouquet, Antoine Eito, Ahmaad Rorie, Tomislav Gabrić, le retour de prêt de Mathis Dossou-Yovo ainsi que les premières signatures professionnels de Babacar Niasse et Sitraka Raharimanantoanina ; les départs de Garrett Sim, Rafi Menco, Sean Armand, Jordon Crawford, Ike Iroegbu, Myles Hesson, Ousmane Camara, Assane Ndoye et le prêt de Yvann Mbaya. Début novembre Jonathan Augustin-Fairell arrive en remplacement de Mārtiņš Meiers prêté à Śląsk Wrocław. Le 26 novembre 2021, Desmond Washington arrive en remplacement d'Ahmaad Rorie. Après avoir été premier du championnat à la mi-saison, l'Elan Chalon fait une moyenne phase retour et se classe 7e avec 18 victoires pour 16 défaites et se fait éliminer par Blois en quart de finale des play-off. 

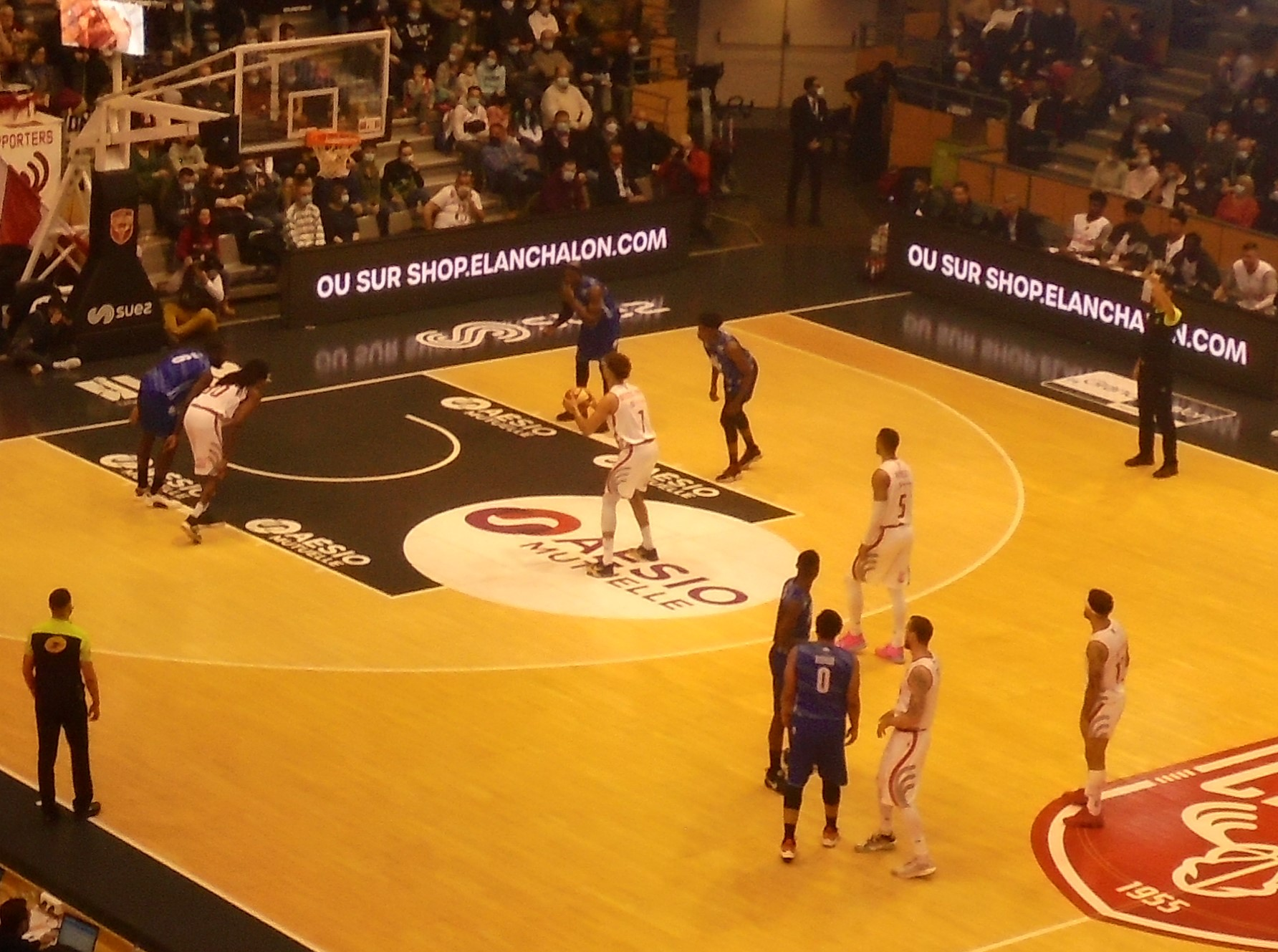
Match de Pro B en 2021 entre l'Élan Chalon et Vichy Clermont
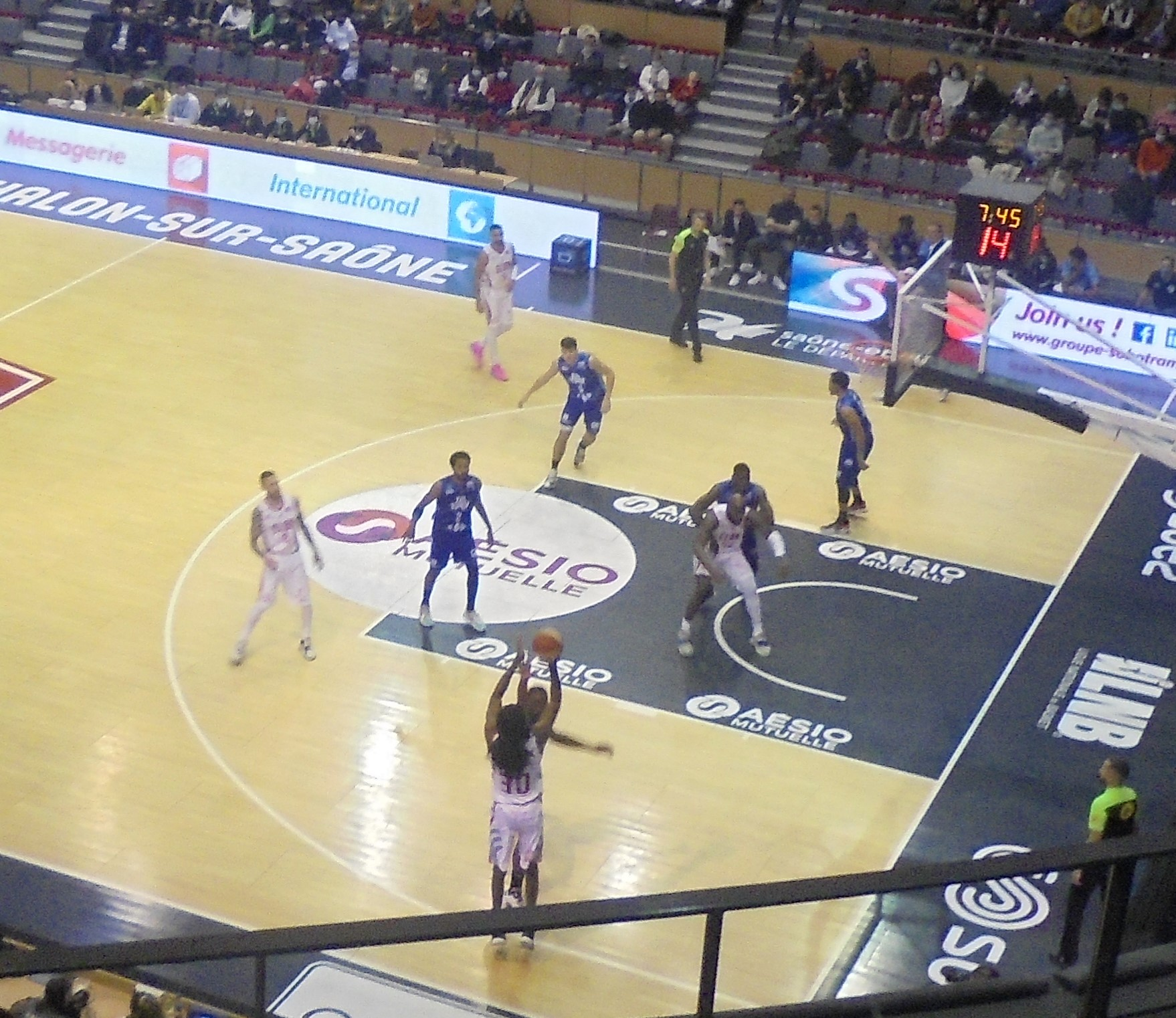
Match de Pro B en 2021 entre l'Élan Chalon et Vichy Clermont
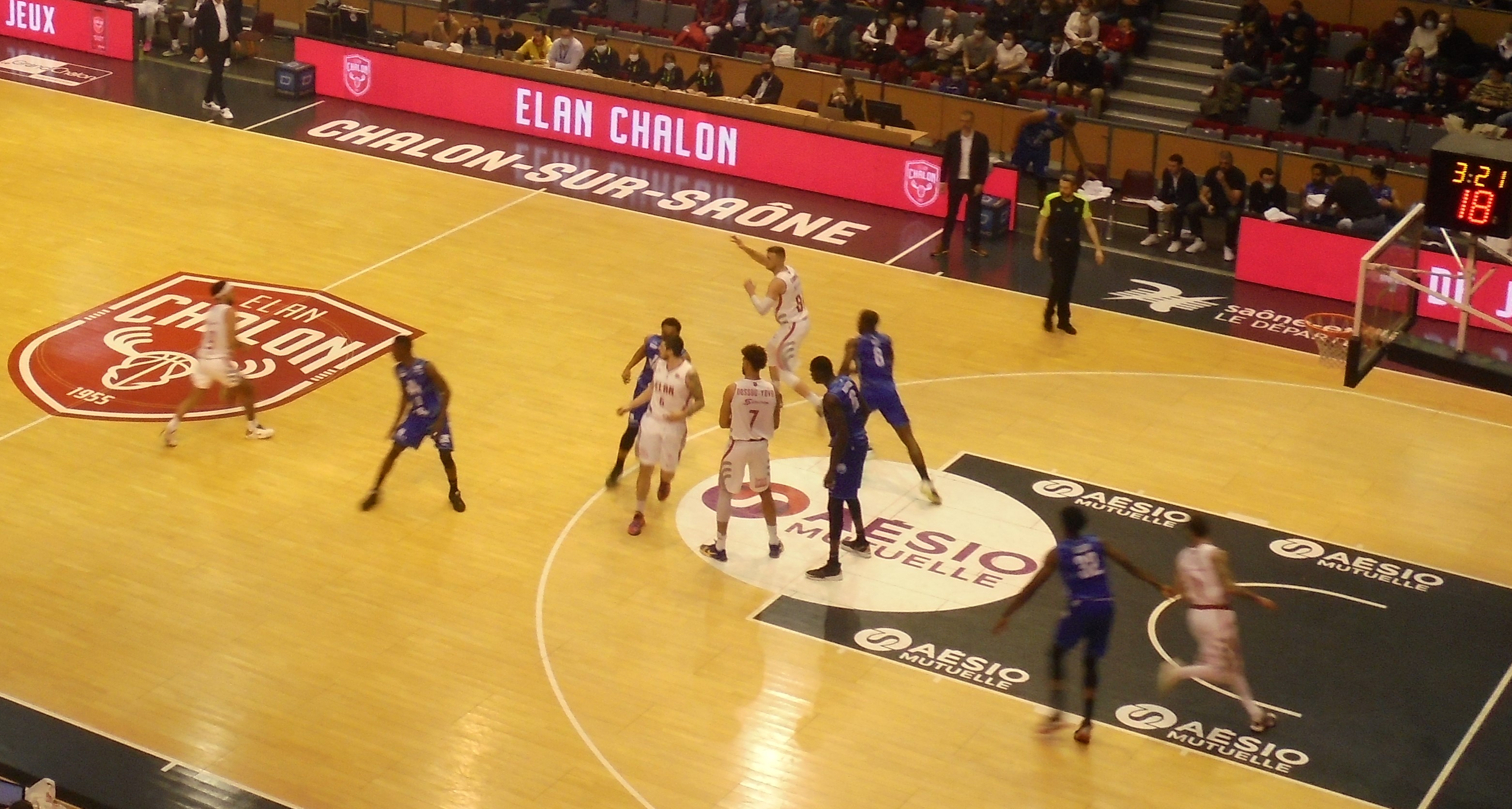
Match de Pro B en 2021 entre l'Élan Chalon et Vichy Clermont
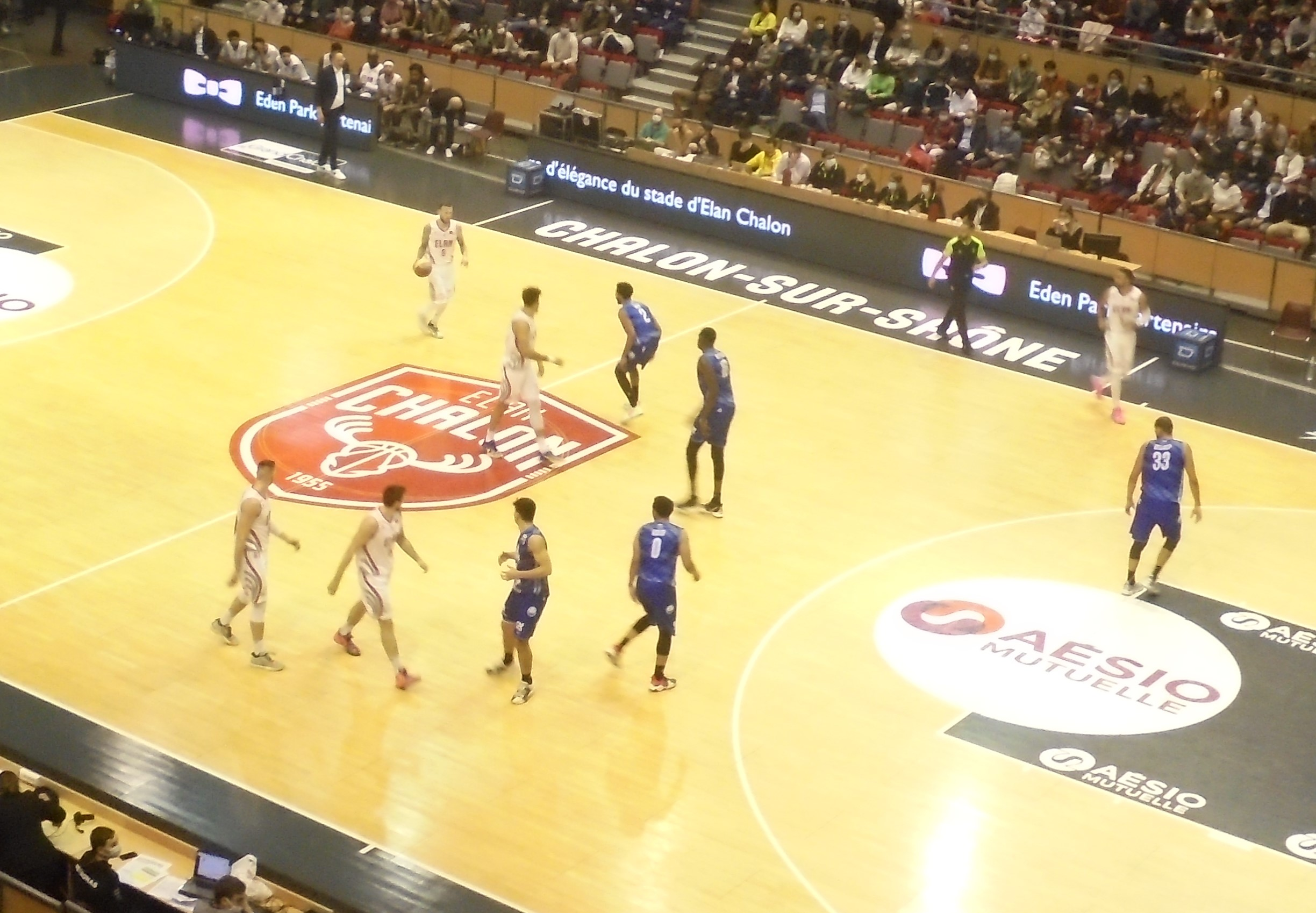
Match de Pro B en 2021 entre l'Élan Chalon et Vichy Clermont
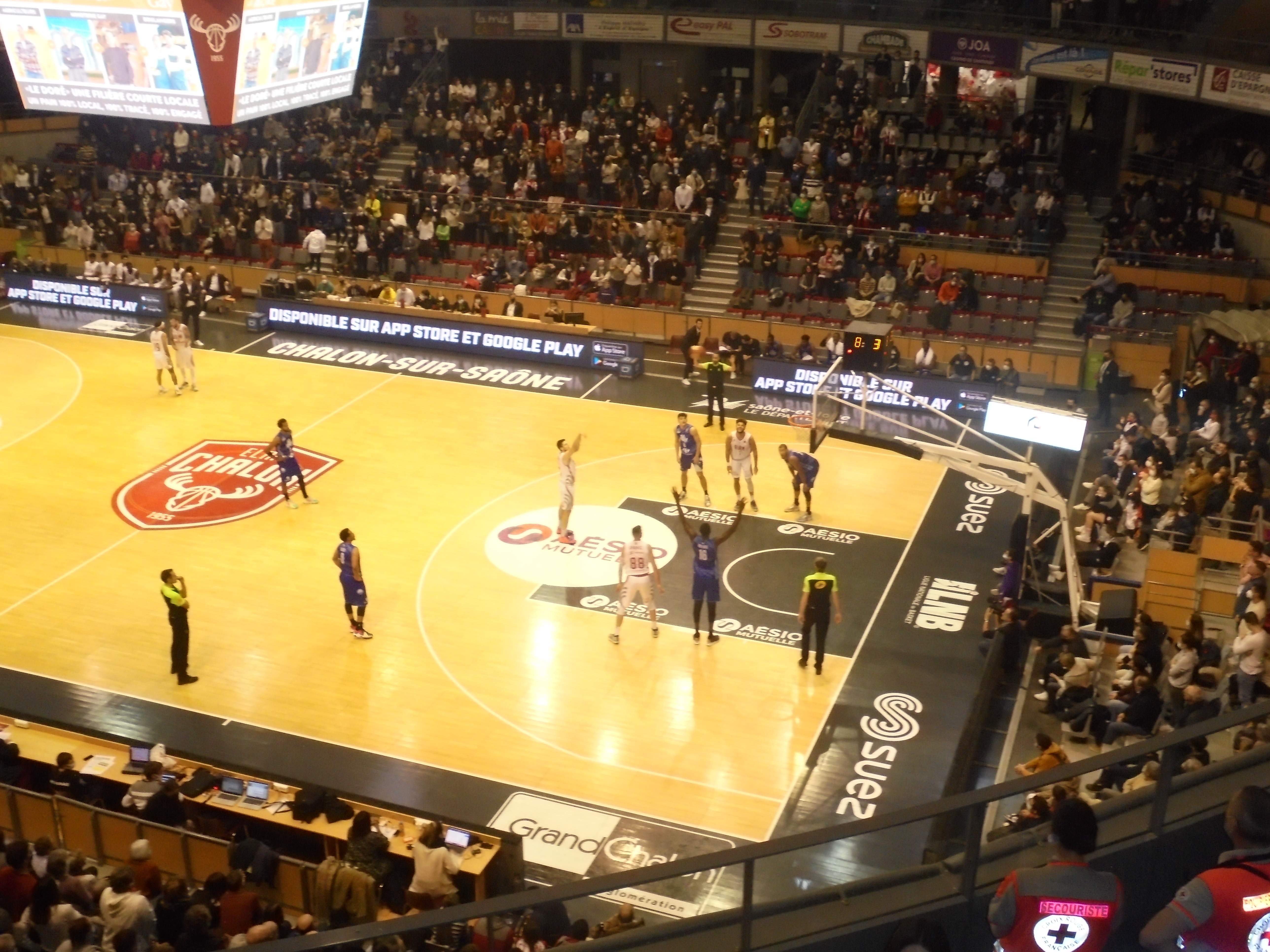
Match de Pro B en 2021 entre l'Élan Chalon et Vichy Clermont

Pour la saison 2022-2023 voit les arrivées de Savo Vučević en tant qu'entraineur,  Lionel Gaudoux, Samir Gbetkom-Bikantchou, Luka Lapornik, Mattias Markusson et Tayler Persons ; ainsi que les départs de Jordan Aboudou, Jonathan Augustin-Fairell, Mathis Dossou-Yovo, Rolands Freimanis, Tomislav Gabrić, Babacar Niasse et Desmond Washington. En cours de saison 
les arrivées de Galen Robinson Jr (pigiste médical), Kenny Baptiste, Antonio Jordano et Supreme Hannah ; ainsi que les départs Tayler Persons et Samir Gbetkom-Bikantchou. À la fin des matchs aller le club est premier (13 victoires pour 4 défaites) et le gros de la saison se résume à un mano à mano avec Saint-Quentin que le club des Hauts de France remporte en fin de saison sur le goal avérage particulier (+3) entre les deux clubs (victoire de Saint-Quentin 93 à 86 en phase aller, victoire chalonnaise  68-64 au colisée au retour) alors que les deux clubs ont fini ex-aequo (25 victoires pour 9 défaites). L'Elan Chalon gagne les play-offs d'accession après avoir éliminé Angers en quart de finale deux victoires à une, Boulazac en demi-finale deux victoires a zéro (87-78 au colisée et 84-83 à Boulazac) et Châlons Reims en finale deux victoires à une (défaite chalonnaise 77 à 70 à l'aller au colisée, victoire de l'Elan Chalon 72 à 63 à Reims au match retour et victoire finale 83 à 68 au colisée lors de la belle).

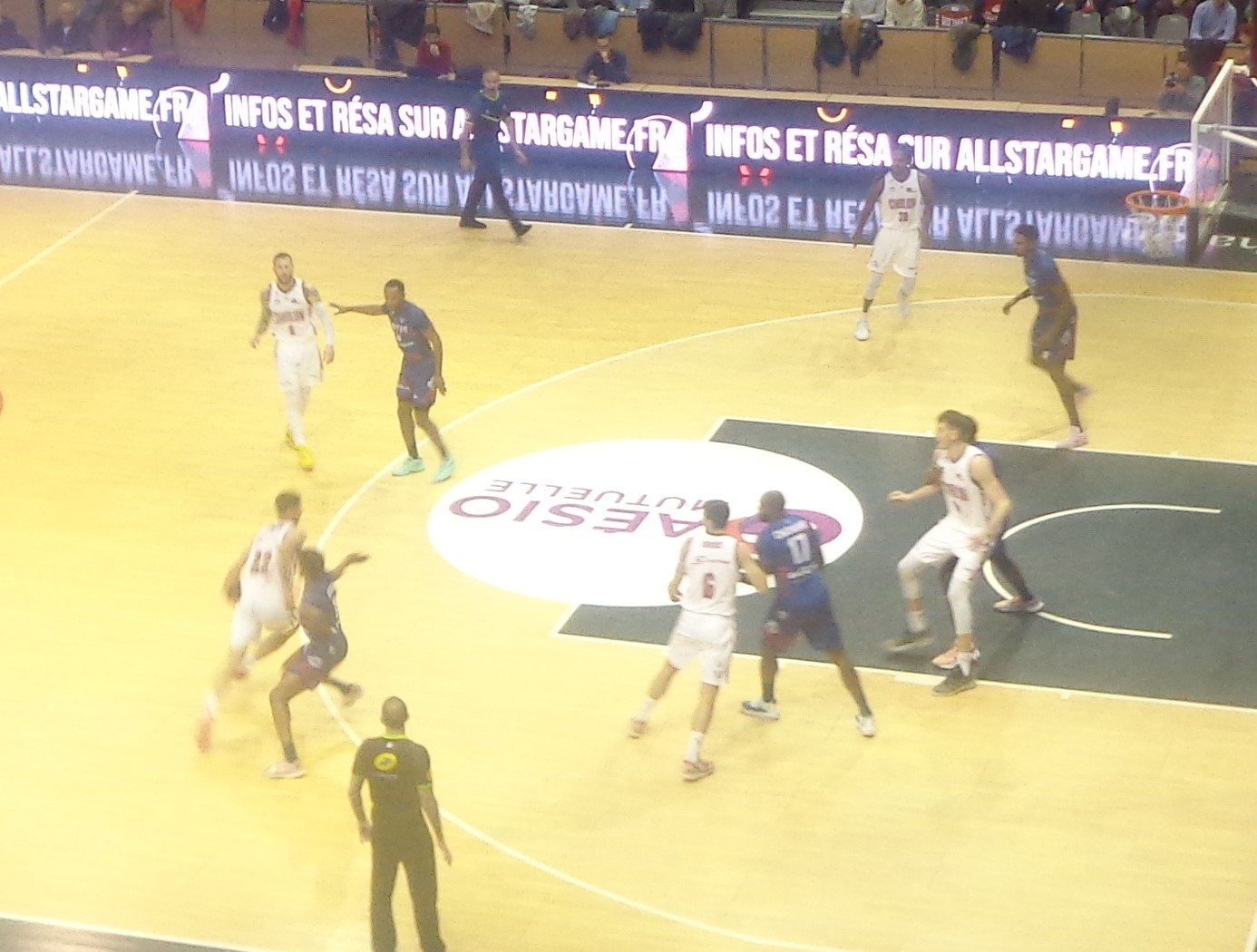
Match de Pro B en 2022 entre l'Elan Chalon et Nantes
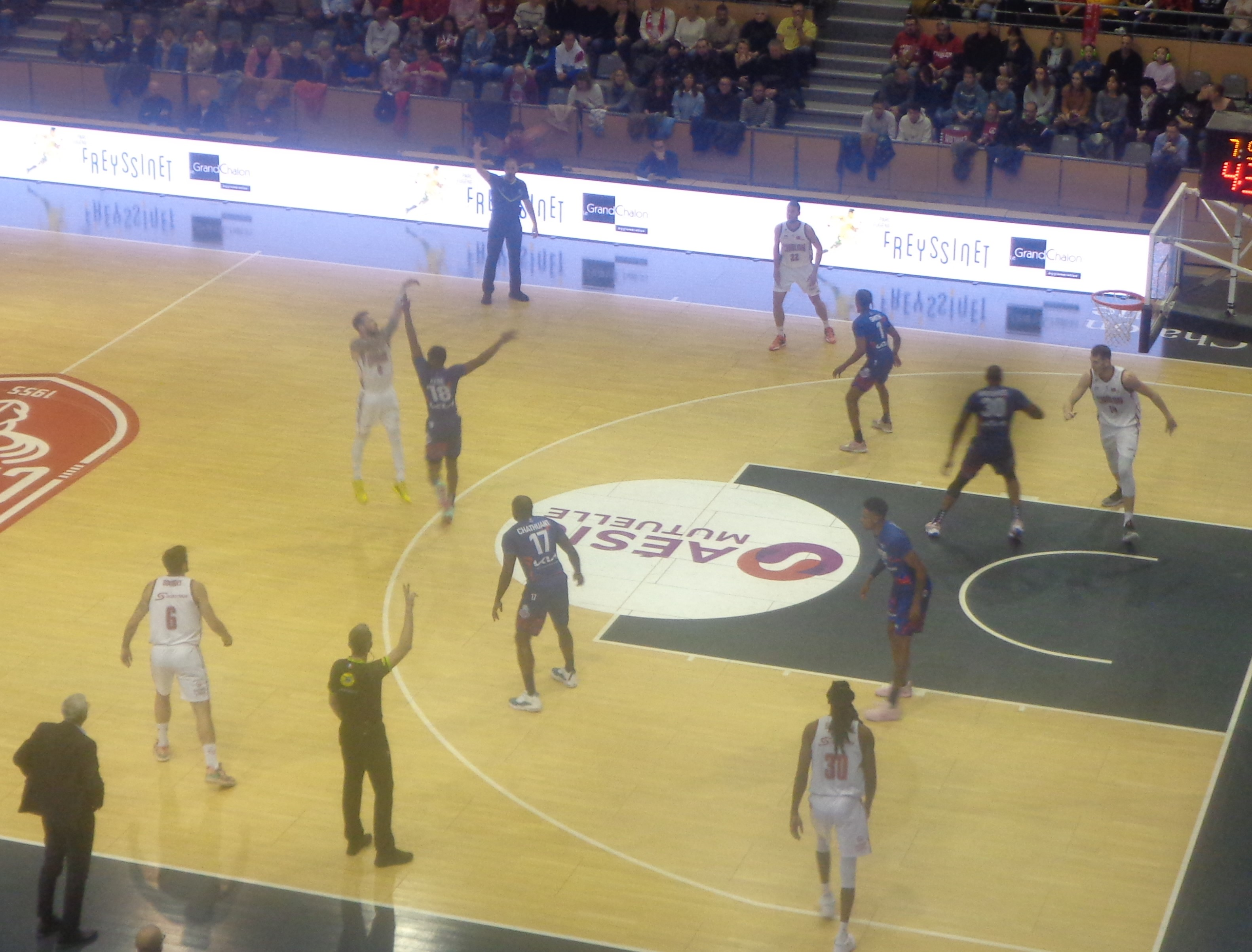
Match de Pro B en 2022 entre l'Elan Chalon et Nantes
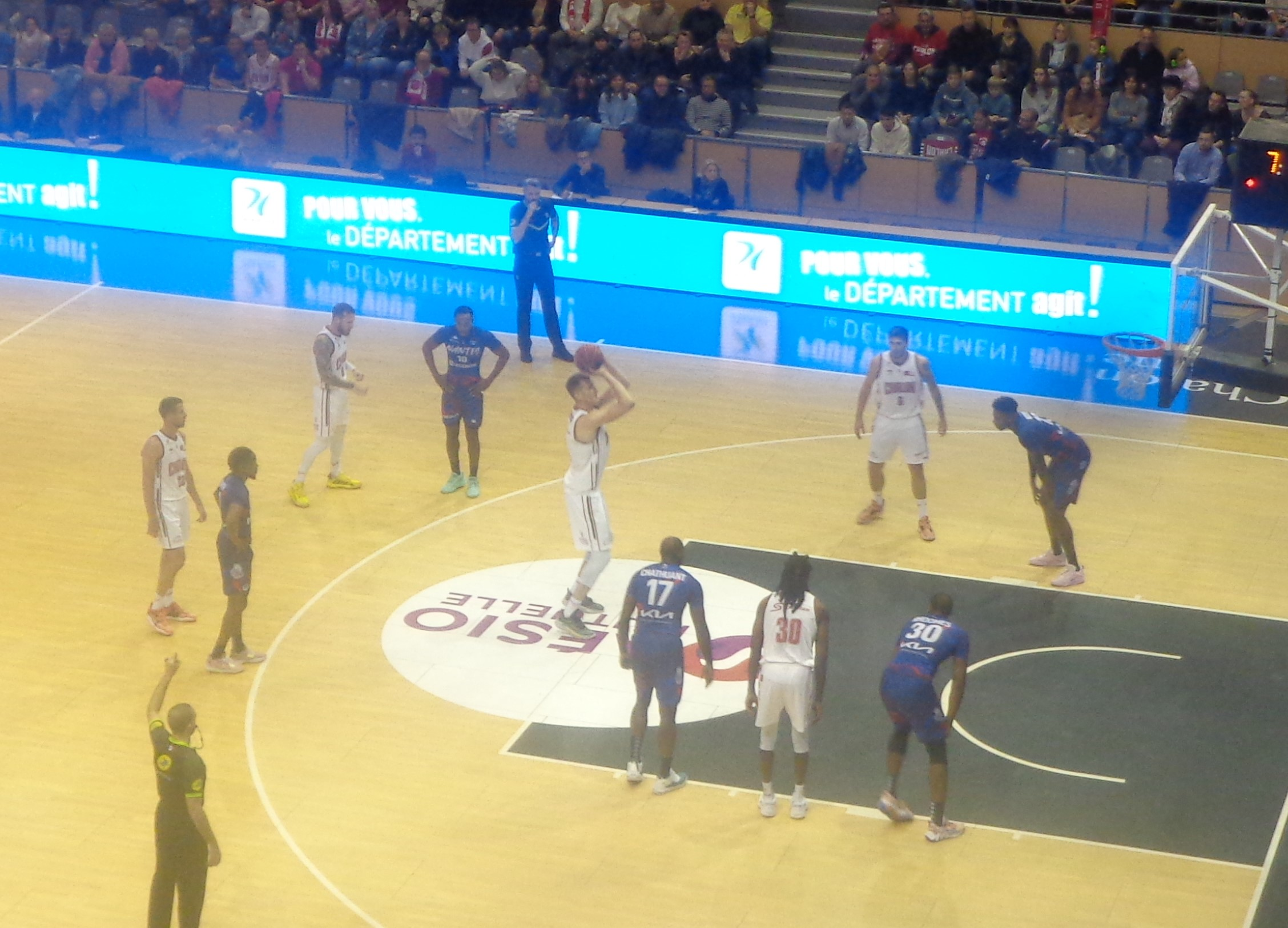
Match de Pro B en 2022 entre l'Elan Chalon et Nantes
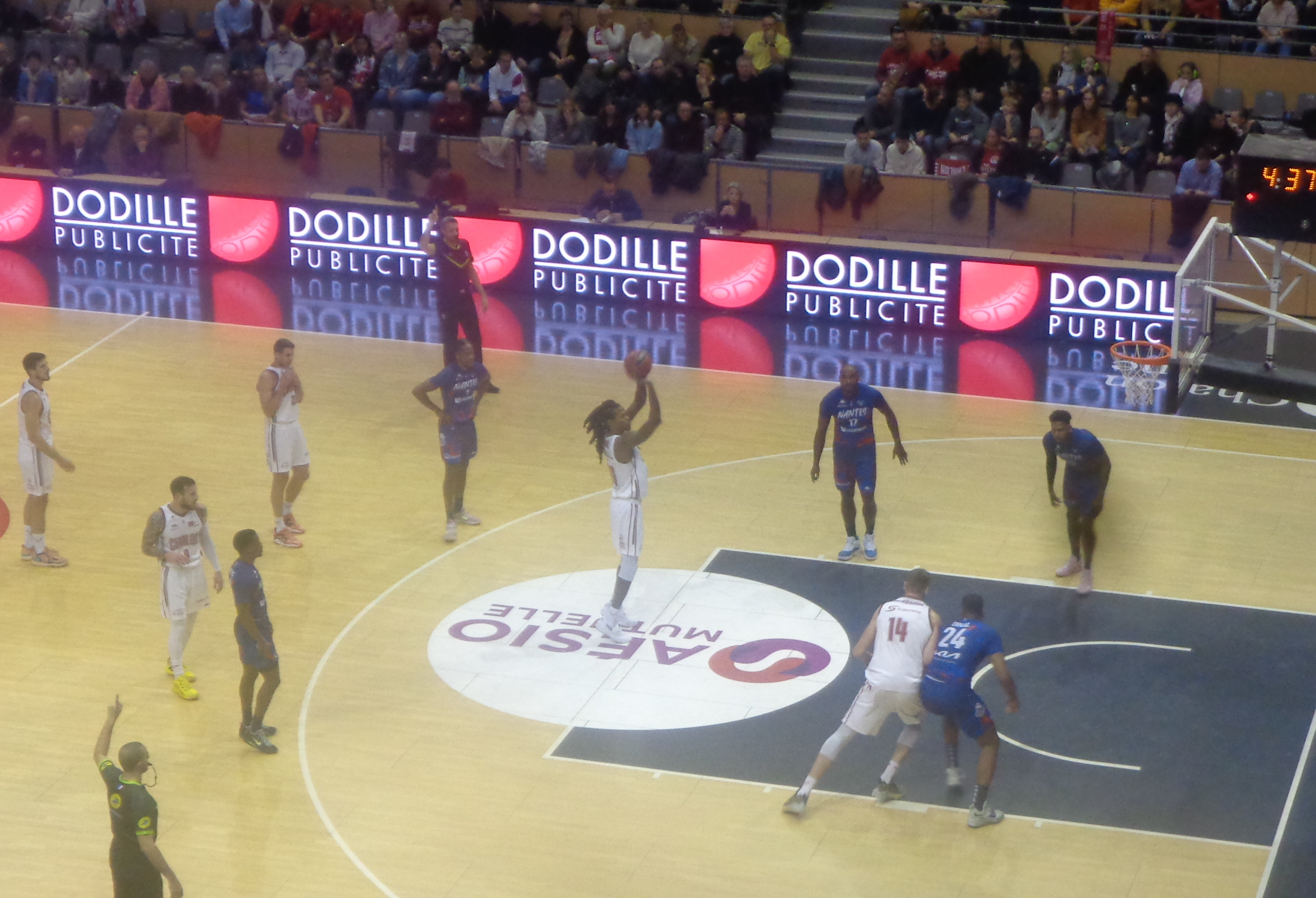
Match de Pro B en 2022 entre l'Elan Chalon et Nantes
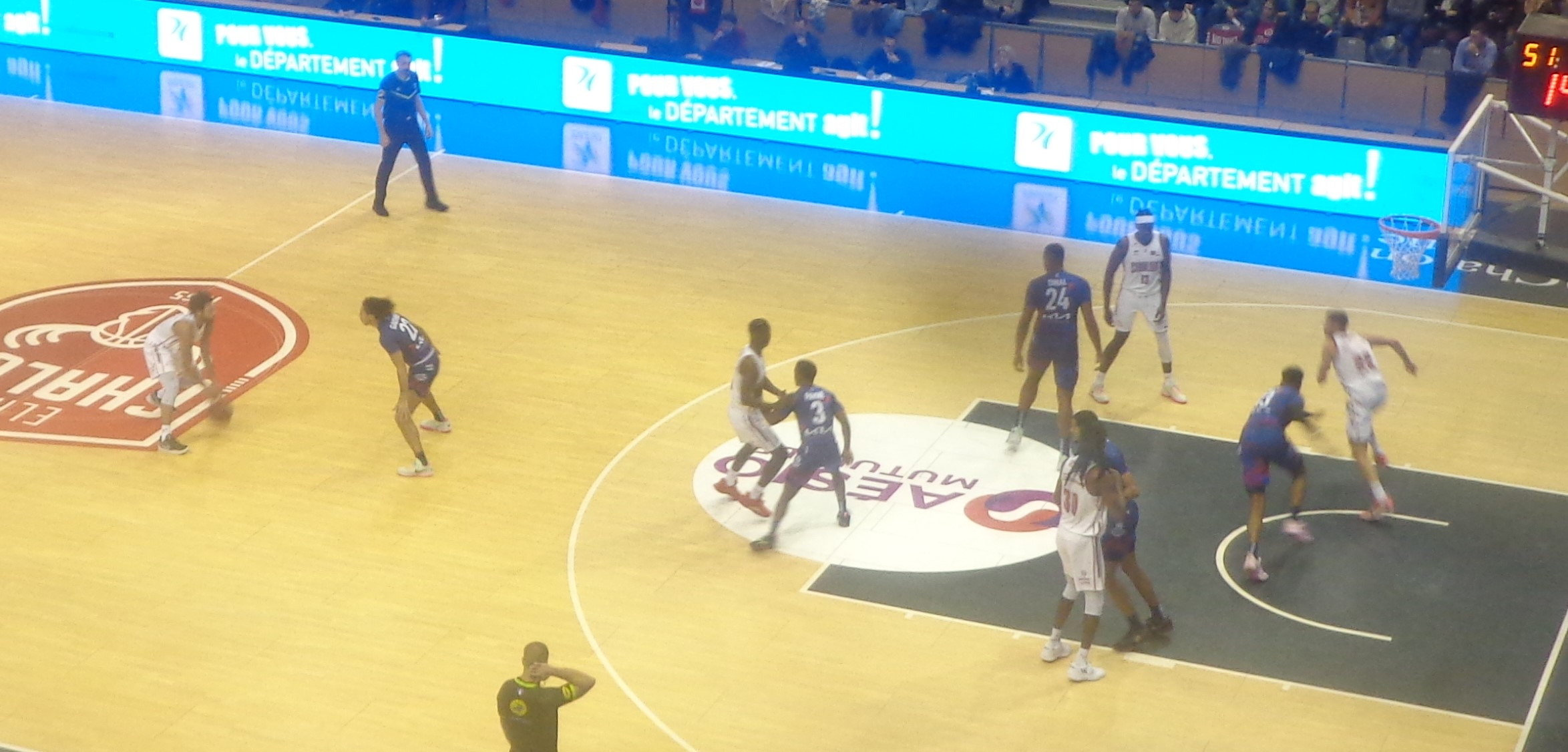
Match de Pro B en 2022 entre l'Elan Chalon et Nantes

### Retour en Betclic Élite
Le club chalonnais obtient son maintien en BetClic Élite à quatre journées de la fin de championnat après sa victoire après deux prolongations à et contre Blois 95 à 92. L'Élan Chalon finit la saison à la 14e place sur 18 avec 14 victoires pour 20 défaites,.

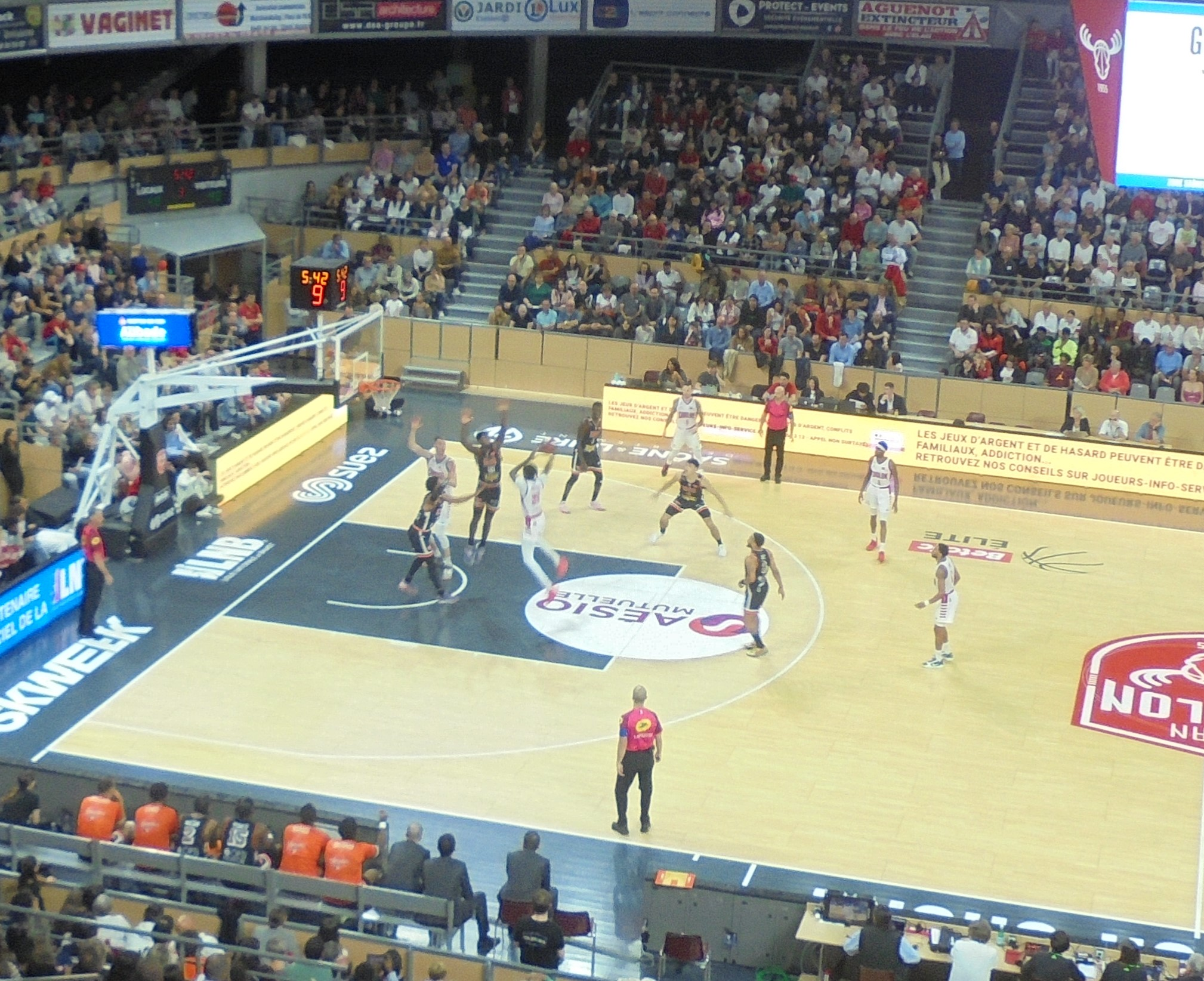
Match de BetClic Élite en 2023 entre l'Elan Chalon et Le Mans
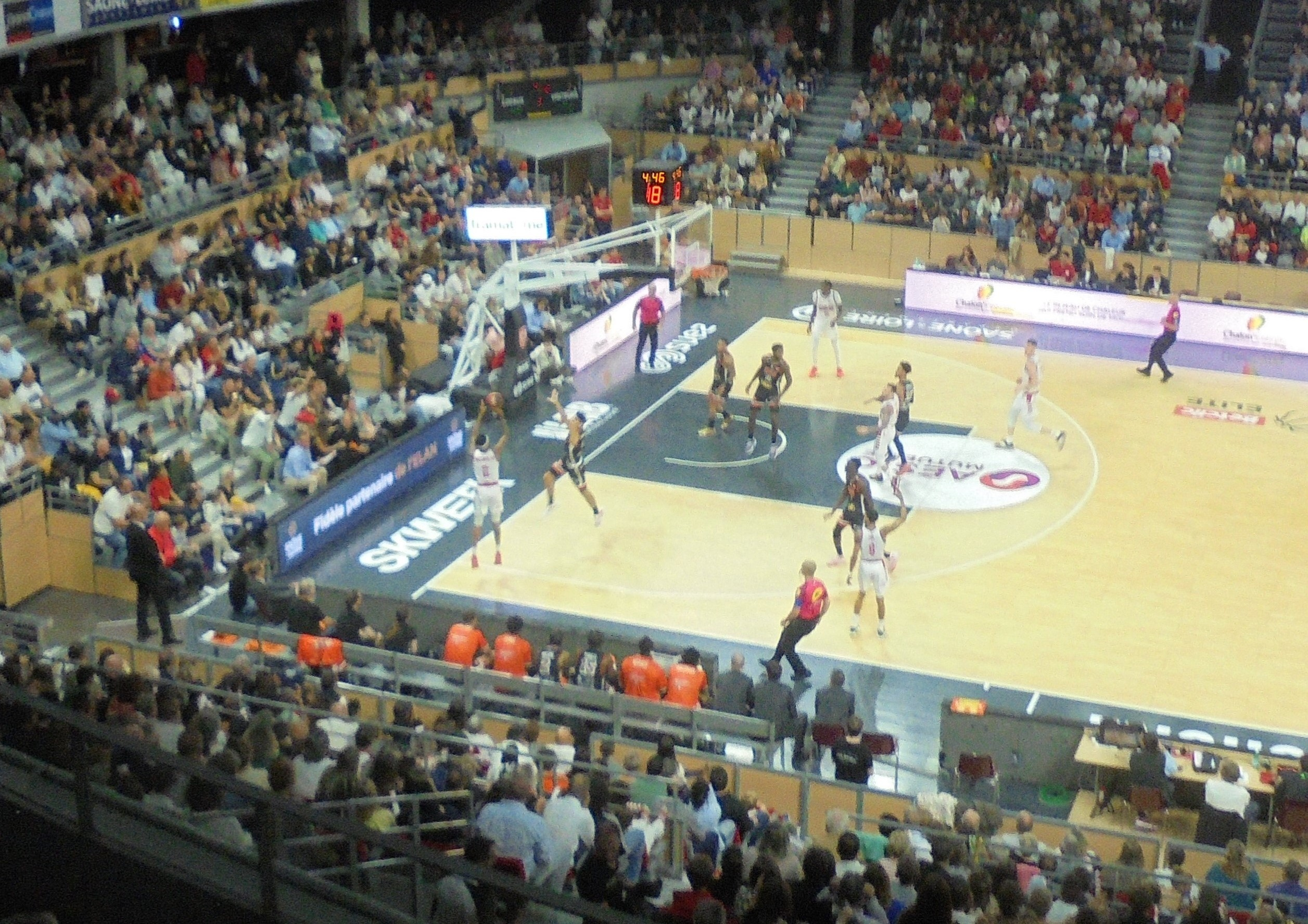
Match de BetClic Élite en 2023 entre l'Elan Chalon et Le Mans
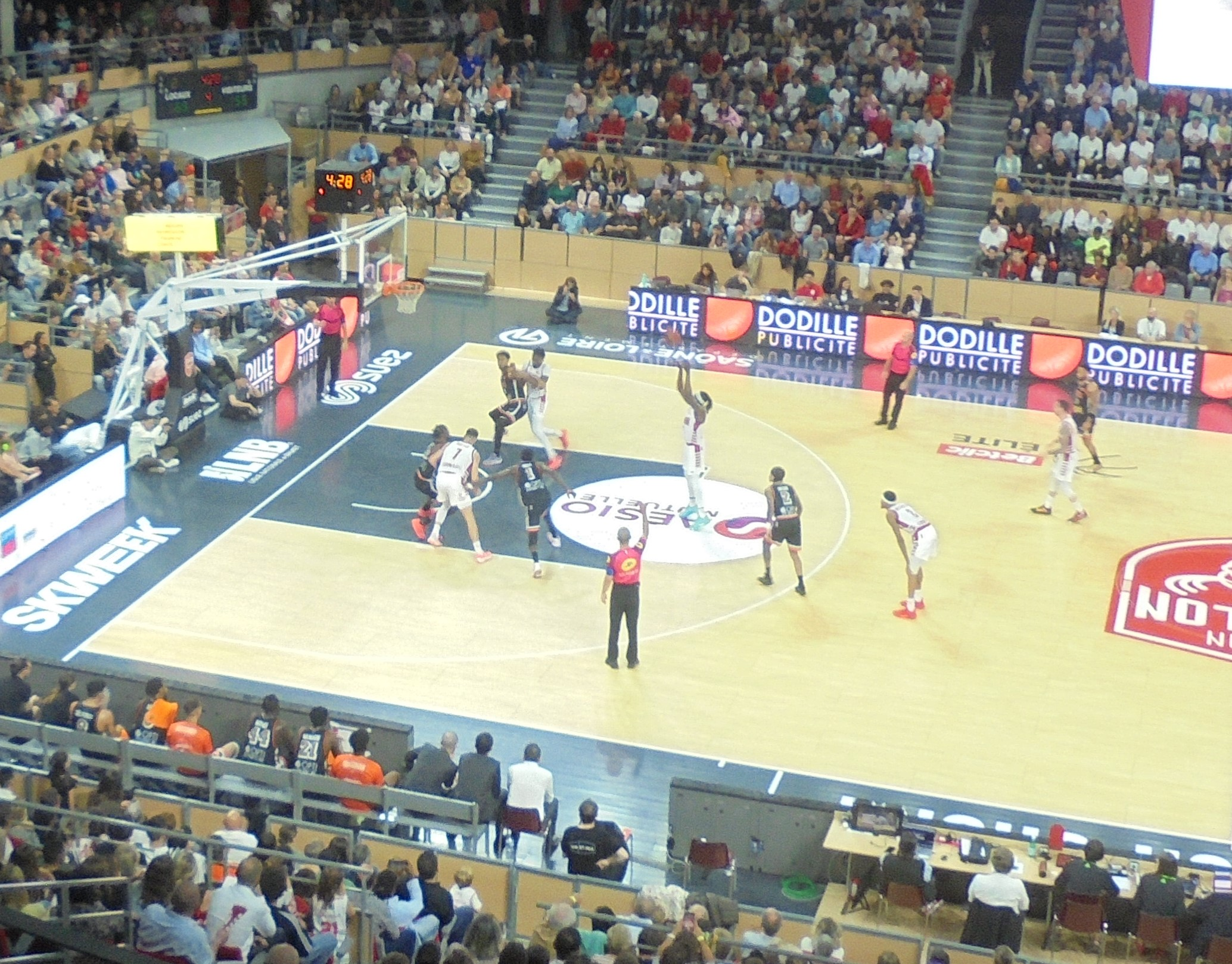
Match de BetClic Élite en 2023 entre l'Elan Chalon et Le Mans
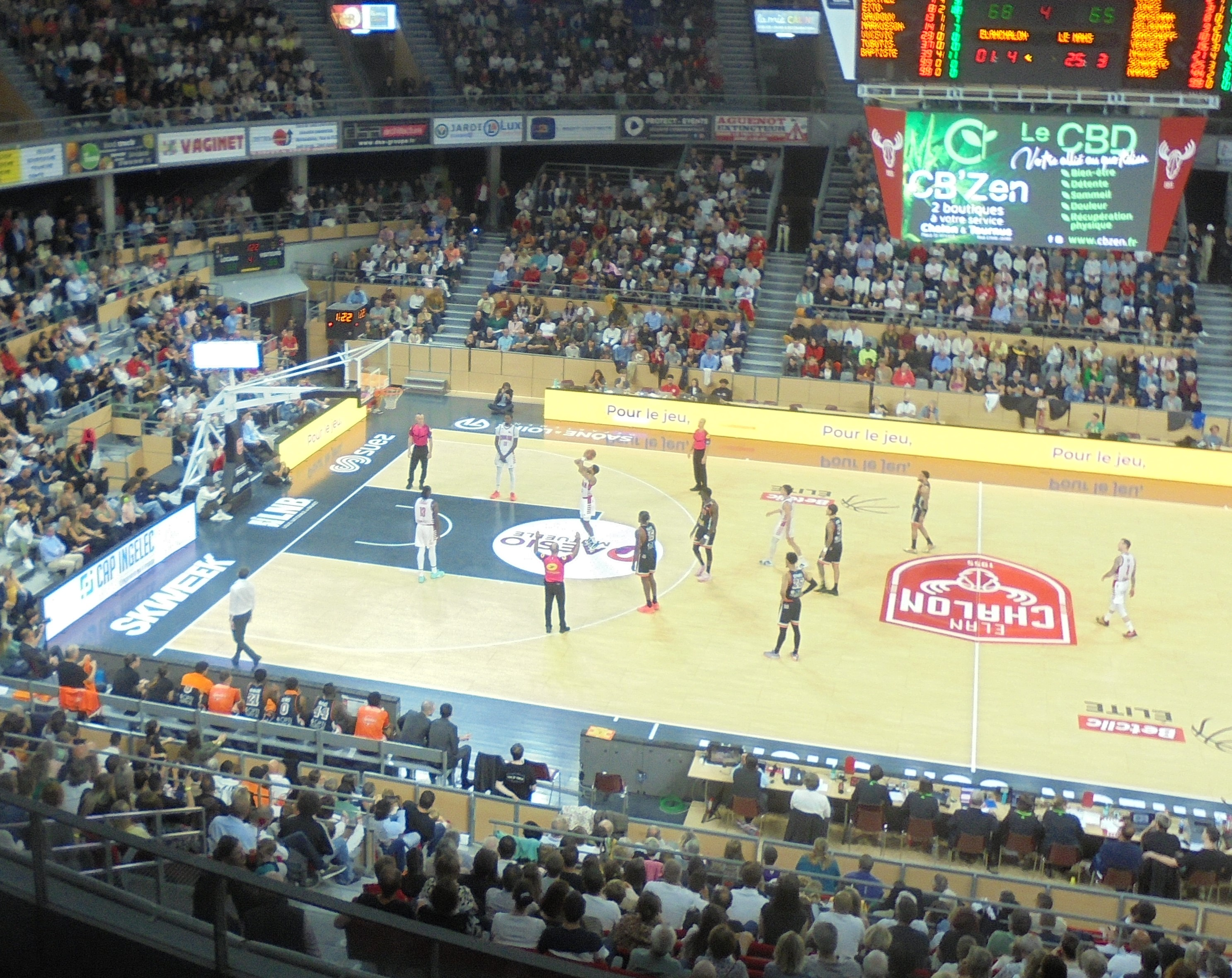
Match de BetClic Élite en 2023 entre l'Elan Chalon et Le Mans
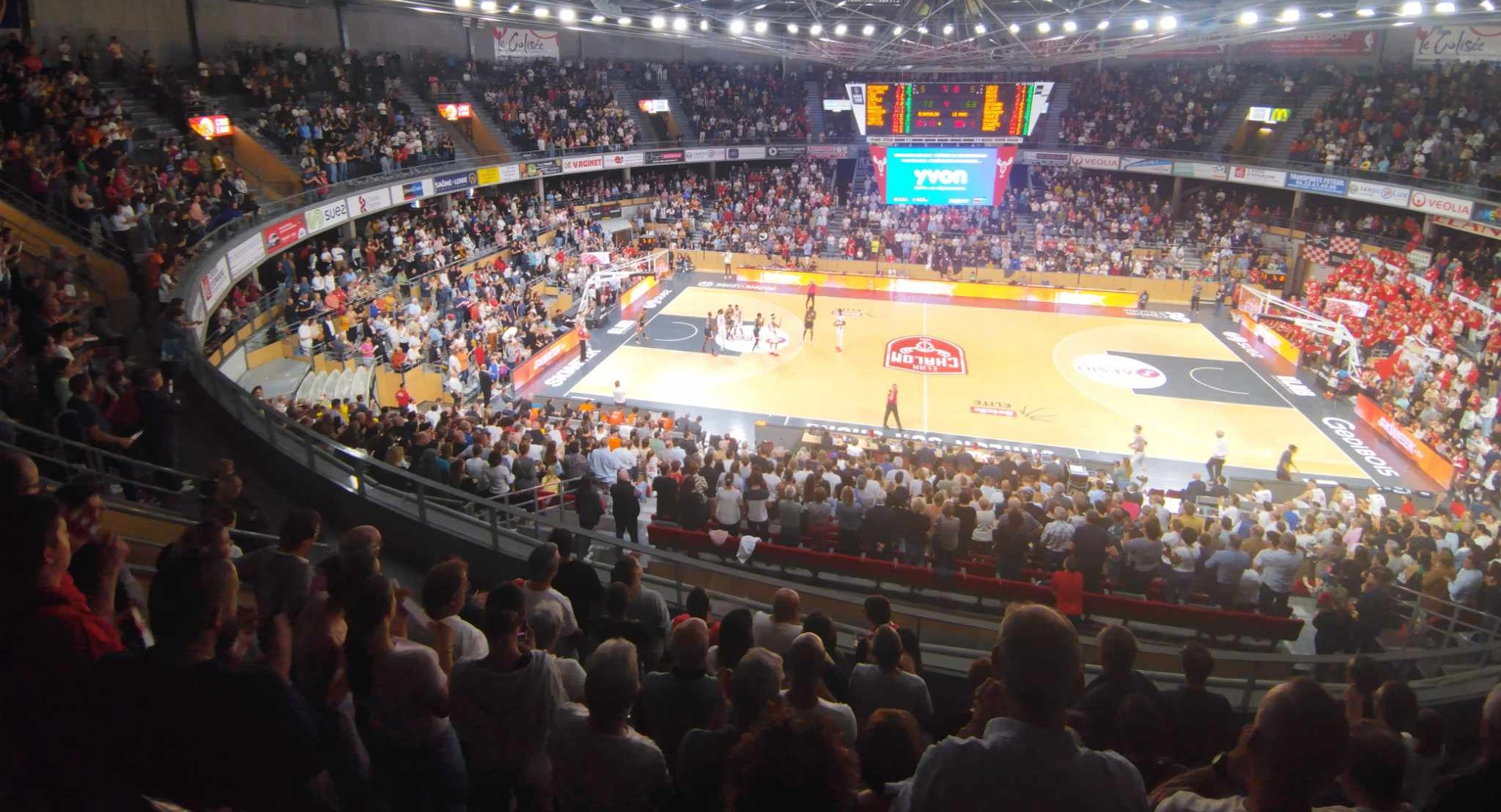
Match de BetClic Élite en 2023 entre l'Elan Chalon et Le Mans

### Palmarès senior

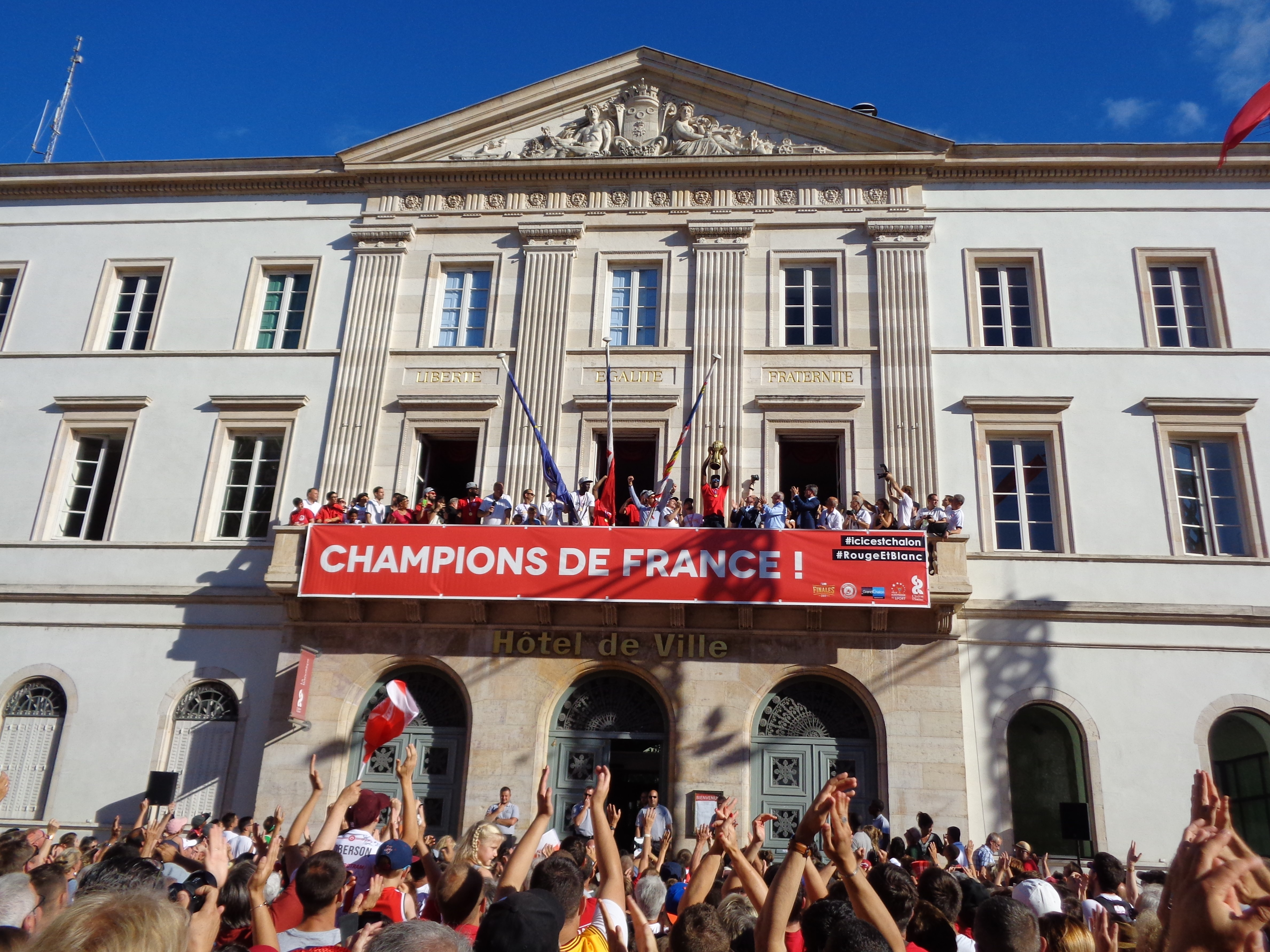
L'équipe avec le trophée de Champion de France 2017.

- Champion de France : 2012 et 2017

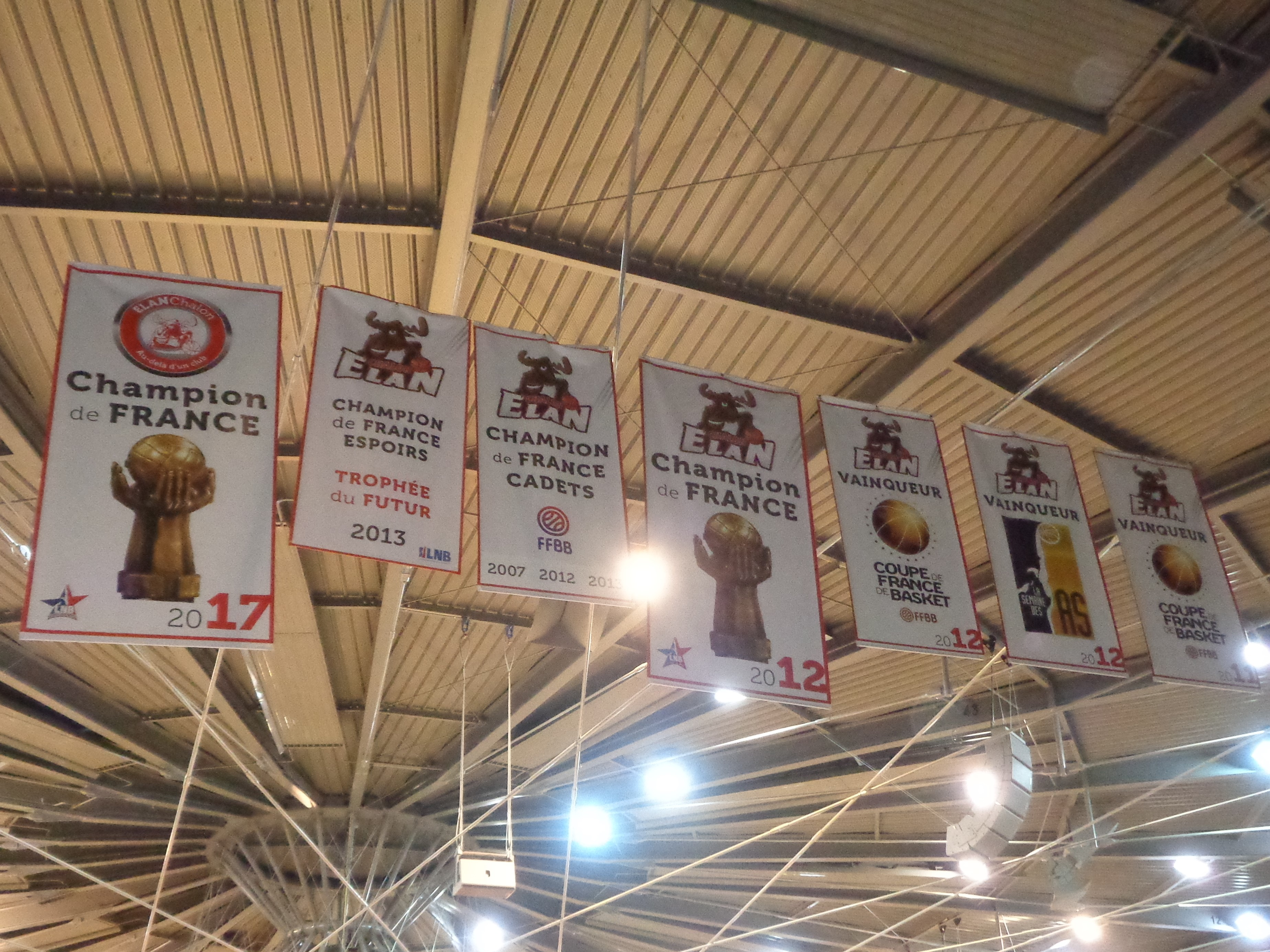
Bannières des titres de l'Élan Chalon en 2017.

- Vainqueur de la Coupe de France : 2011 et 2012
- Vainqueur de la Semaine des As : 2012
- Finaliste de la Coupe Saporta : 2001
- Finaliste de l'EuroChallenge : 2012
- Finaliste de la Coupe d'Europe FIBA : 2017
- Finaliste de la Semaine des As-Leaders Cup : 2011 et 2016
- Finaliste du Match des champions : 2011, 2012, 2017
- Finaliste de la Coupe de France amateur : 1993
- Champion de France de Nationale 2 : 1994
- Champion de France de Nationale 3 : 1978
- Vice Champion de France de Nationale 3 : 1982
- Champion de France de Nationale 4 : 1989

### Palmarès jeunes
- Champion de France espoirs en 2013[Jsl 92].
- Trophée du Futur espoirs en 2013[Jsli 6].
- Champion de France cadets en 2007, 2012[Jsl 93] et 2013[Int 4].
- Champion de France cadets en 2010 (Groupe B).

### Records collectifs

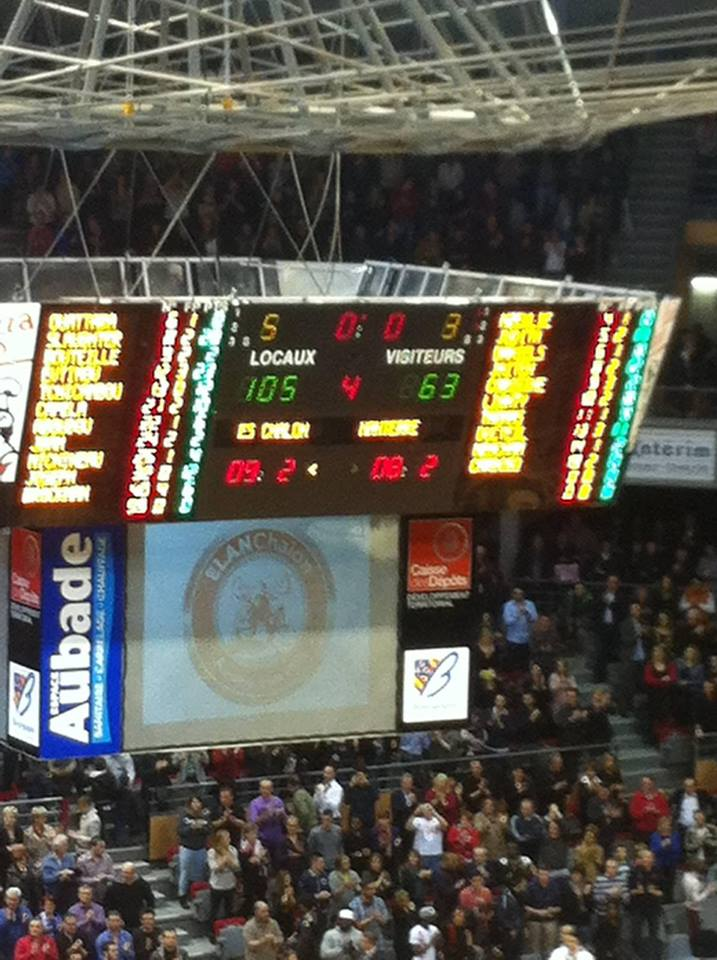
Match de Pro A entre l'Élan Chalon et Nanterre en 2013.

Le plus grand nombre de points marqués par l'Élan sportif chalonnais est de 139 unités contre Asnières lors de la saison 1978-1979 à domicile.
Le plus grand retour au score a lieu à domicile le 24 janvier 2012 en coupe d'Europe (EuroChallenge) contre Alost. Soit une différence de 41 points car mené 19 à 45 à la 17e minute, l'Élan Chalon réussit à s'imposer 87 à 72 au score final.
Le plus grand écart de points pour une Semaine des As, avec la victoire chalonnaise contre Nancy 106 à 66 (+ 40), lors de la demi-finale de cette compétition en 2012.
Le plus grand nombre de points marqués en Jeep Élite est de 129 contre Orléans (à Orléans) le 27 décembre 2019 après trois prolongations (125-129) qui efface l'ancien record de points marqués en Pro A (114) contre Orléans (également à Orléans) le 6 mai 2017. Les deux précédents records de 111 points contre Antibes le 1er février 2016 et contre Châlons Reims le 12 février 2016. Le nombre de points contre Antibes efface en date l'ancien record vieux de plus de 17 ans : 108 points contre Levallois le 4 décembre 1998. Par ailleurs en match officiel de haut niveau, le record de points atteint 115 points lors d'un quart de finale de Coupe d'Europe FIBA le 16 mars 2016 contre Khimik Youjne. À l'inverse le plus petit nombre de points marqués (38) est advenu deux fois, contre Paris le 6 septembre 1997 et contre Villeurbanne le 11 octobre 1997. Le plus grand nombre de points encaissés en Jeep Élite (125) a été réalisé face à Orléans le 27 décembre 2019 après trois prolongations. Le plus grand nombre de points encaissés en Pro A (111) par l'Élan Chalon est contre Le Havre le 24 février 2007.
L'écart de points le plus grand lors d'une victoire s'est établi à + 42 contre Nanterre (105 à 63) le 27 décembre 2013. En négatif, le plus grand écart de points lors d'une défaite (- 51) s'est passé contre Villeurbanne (38 à 89) le 11 octobre 1997.
La meilleure évaluation collective représente le chiffre de 155, le 27 décembre 2019 contre Orléans qui bat le chiffre de 148 (en Coupe d'Europe) contre le Khimik Youjne. La troisième meilleure évaluation de 146, en Pro A contre Rouen le 2 avril 2016 quant à la quatrième elle est de 143 contre Nanterre le 27 décembre 2013.
Le plus grand nombre de prolongations joué par le club s'est déroulé lors de la saison 2007-2008 avec trois prolongations lors de la victoire chalonnaise 104 à 100 contre Strasbourg à domicile (65-65 à la fin du temps réglementaire, 75-75 en première prolongation, 90-90 à la fin de la deuxième prolongation). Le 27 décembre 2019 (saison 2019-2020), à Orléans les chalonnais ont également disputé trois prolongations (88-88 | 101-101 | 115-115 | 125-129).
Les deux meilleures saisons en termes de pourcentages de victoires se sont déroulées en 2016-2017 (79,4 % de victoires : 27 victoires et 7 défaites) et 2011-2012 (77 % : 23 victoires pour 7 défaites). À l'inverse le moins bon bilan en termes de pourcentages s'est déroulé en 2020-2021 avec 29% de victoires (10 victoires et 24 défaites) et efface les bilans de 2018-2019 avec 35% de victoires (12 victoires et 22 défaites), 1996-1997 et 2002-2003 (37 % de victoires : 11 victoires et 19 défaites). La plus grande série victorieuse représente 14 victoires d'affilée lors de la saison 2016-2017 qui bat la série de 13 victoires de suite de la saison 2003-2004.
En record LNB, pour l'Élan Chalon, le plus petit nombre de points encaissés se chiffre à 32 contre Toulouse le 27 octobre 1998, (victoire chalonnaise 67 à 32),.
Également en record LNB, le 11 janvier 2013, le club chalonnais a encaissé 73 points sur une mi-temps (deuxième mi-temps) contre Gravelines-Dunkerque, soit 39-11 (troisième quart-temps) et 34-20 (quatrième quart-temps). Ainsi Gravelines-Dunkerque a égalé le plus grand total de points marqués en une mi-temps, par une équipe de première division, depuis la création de la LNB, record précédemment établi par Limoges en 1990.

### Records individuels
Le plus grand nombre de points marqués sur un match officiel (56) est dû à Larry Gray à domicile contre le Basket Club Montbrison lors de la saison 1979-1980, le deuxième record est encore l'œuvre de Larry Gray avec 55 points (saison 1978-1979 à domicile contre Toulouse-Caraman) et le troisième a été réalisé par Mieczysław Łopatka avec 53 points lors de la saison 1975-1976 et un match à domicile contre Gueugnon.

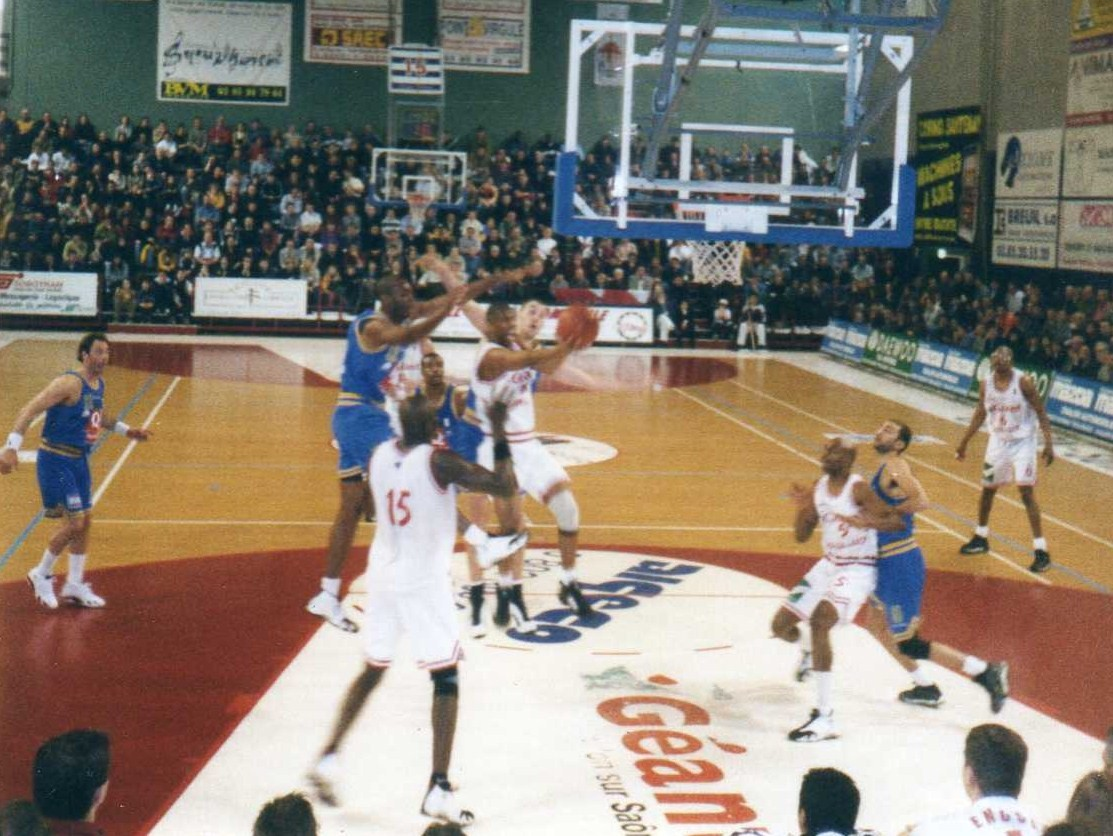
Keith Gatlin en pénétration en 1999 en Pro A.

C'est John Roberson qui signe le plus grand nombre de points en match officiel de haut niveau, le 8 mars 2017, avec 39 points, lors d'un quart de finale aller de la Coupe d'Europe FIBA (2016-2017) contre le Cibona Zagreb,. Il efface donc en match de haut niveau, Keith Gatlin (37 points en Pro A en 1999), précédent record vieux de plus de 18 ans,,. En Pro A, comme précédemment relaté c'est Keith Gatlin avec 37 points contre Antibes le 26 janvier 1999, qui détient le plus grand nombre de points marqués par le club chalonnais.
D'autre part, 17 rebonds pour Jean-Baptiste Adolphe contre Poitiers le 8 janvier 2011, Clint Capela contre Gravelines-Dunkerque le 22 février 2014 et Moustapha Fall le 16 octobre 2016 contre Nancy constitue le record de rebonds pour les Chalonnais.
Pour les passes décisives, c'est Blake Schilb avec 15 passes décisives (contre Paris Levallois le 12 avril 2013) qui est le leader. Il enlève de ces records deux joueurs à 14 passes décisives : Zack Wright contre Roanne le 13 décembre 2008 ; et Terrell Everett (deux fois) contre Gravelines-Dunkerque le 17 mars 2007 et contre Strasbourg le 26 février 2010.
La meilleure évaluation de l'Élan (42) a été signée par Terrell Everett le 13 février 2010 contre Paris-Levallois,, Mathias Lessort le 6 février 2016 contre Monaco et John Roberson le 10 décembre 2016 contre Lyon-Villeurbanne. La quatrième meilleure évaluation (41) a été effectué par Clint Capela le 1er février 2014 contre Roanne. La cinquième meilleure évaluation du club (40) a été réalisée par Blake Schilb le 2 avril 2010 contre Hyères-Toulon,.
Le record de tirs a trois points est détenu par John Roberson (10 sur 11) contre le Cibona Zagreb, le 10 mars 2017 et qui efface en taux de réussite son propre record (10 sur 12) contre Nancy le 5 mars 2016, il bat l'ancienne réussite d'Ilian Evtimov (9 sur 17), le 5 mars 2011 contre Hyères Toulon.
Le record aux lancers-francs appartient à John Roberson (16 sur 16) lors du match à domicile contre Monaco le 5 mars 2017 et qui efface le précédent record de Blake Schilb (15 sur 15), match contre Roanne en 2012.
Le seul triple-double a été réalisé par Stanley Jackson le 3 janvier 2004 à domicile contre l'ASVEL (16 points, 11 rebonds et 10 passes décisives pour 29 d'évaluation).
Depuis le 28 novembre 2015, Ilian Evtimov (au club depuis 2010) est le joueur qui a porté le plus le maillot chalonnais avec 233 matchs, devançant Stanley Jackson (au club de 2000 à 2005) avec 232 matchs et porte ainsi le record à 274 matchs à la fin de la saison 2015-2016,.
Clint Capela, le 1er février 2014, réalise la meilleure évaluation en Pro A pour un joueur de moins de 20 ans avec une évaluation de 41 (21 points, 9 rebonds, 7 passes et 6 contres) lors de la victoire des siens 95 à 75 contre Roanne, il détrône donc Tony Parker (38 d'évaluation) de cette première place. Le 9 décembre 2014 à Limoges, Victor Mopsus devient le plus jeune joueur à avoir joué un match en Pro A (créé en 1987) à l'âge de quinze ans, trois mois et neuf jours. Mais ce joueur reste deuxième sur l'histoire en première division (créé en 1921), record détenu par Emmanuel Schmitt (quinze ans, un mois et vingt-six jours). Dans la catégorie record national en Pro A, Lance Harris détient le record absolu du nombre de tirs à trois points réussis dans une finale de playoffs avec sept tirs réussis (7 sur 12), lors de la première manche des finales 2017 contre Strasbourg, il détrone le record de 2008 de Jeff Greer (six tirs réussis).
En Championnats Espoirs, le 9 décembre 2017, Etienne Ca signe une évaluation de 51 (34 points à 16 sur 17 aux tirs, 15 rebonds, 2 passes décisives, 4 fautes provoquées et 4 contres), ce qui constitue la deuxième meilleure évaluation de l'histoire de ce championnat « espoirs » (derrière les 62 d'évaluations de Vincent Pourchot en 2011),.

## Club

### Aspects économiques
Le club est défini comme une Société d'Économie Mixte (SEM) depuis le 25 août 1994, avec une section professionnelle et un centre de formation (« Espoir » et « Cadets »). Cette SEM en 2013 est défini comme une Société anonyme d'économie mixte à Conseil d'administration (C.A) avec Dominique Juillot en président du C.A, Rémy Delpon en directeur général et plusieurs administrateurs : un pour Elantreprises, un pour Élan Passion, un pour l'Association Élan Chalon, deux pour le Conseil départemental de Saône-et-Loire et quatre pour la ville de Chalon-sur-Saône. En 2017, le club compte 32 salariés.
| Administratif | Technique et sportif |
| --- | --- |
| Président : Vincent Bergeret Président de l'association : Christine Juillot Président d'Élantreprises : ? Directeur administratif et commercial : Martin Cevasco Responsable Marketing : Loic Michel Responsable Communication / Presse / Média / Evènements : Mathilde Letoret Secrétariat, billetterie : Valérie Goux Directeur du centre de formation : Jean-Claude Colin | Entraîneur : Elric Delord Entraîneur adjoint : Maxime Pacquaut et Emmanuel Coeuret Responsable des opérations basket : Maxime Pacquaut Statisticien : Pascal Bourgeois Médecin : Dr Philippe Moiroux Kinésithérapeute : Thierry Authier et Herbert Vient Responsable du centre de Formation : Romain Chenaud |

L'Élan Chalon possède un club entreprises (« Elantreprises ») bien développé (créé le 10 janvier 1990 et anciennement présidé par Guy Delaporte), comprenant 320 partenaires et quatre collectivités partenaires (Ville de Chalon, Le Grand Chalon, Conseil départemental de Saône-et-Loire et Conseil régional de Bourgogne-Franche-Comté lors de la saison 2016-2017.

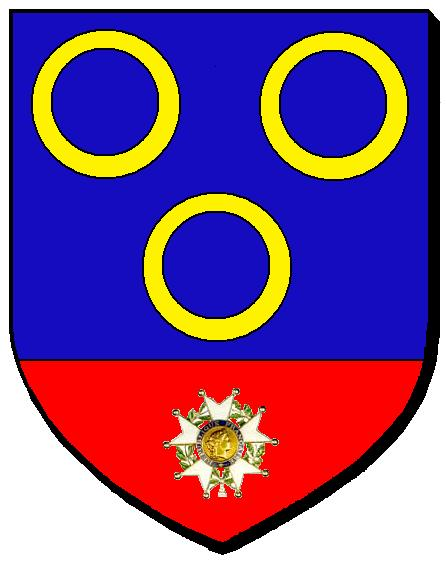
Chalon-sur-Saône.
Le Grand Chalon.
Conseil départemental de Saône-et-Loire.
Conseil régional de Bourgogne-Franche-Comté.

Pour la saison 2017-2018, le club compte 1 900 abonnés dont 700 chez les partenaires et entreprises. L'Élan Chalon a 475 licenciés (dans les 8 premiers clubs français) dans sa partie amateur (nommé « Élan Chalon association ») en 2016, et 480 en 2017.
En détail (exemple), le budget de la saison 2014-2015 représente 4,39 millions d'euros, dont 1,35 million d'euros de masse salariale brute. Ce budget comprend 2,4 millions d'euros de sponsoring, 740 000 euros de ville de Chalon-sur-Saône et du Grand Chalon, 200 000 euros du Conseil Régional de Bourgogne, 60 000 euros du Conseil Général de Saône-et-Loire et le reste en billetterie.
Également en détail, le budget de la saison 2016-2017 est de 5,156 millions d'euros dont 1,485 million d'euros de masse salariale brute et se répartit avec 50 % de sponsoring, 20 % de subvention, 16 % de billetterie et 14 % d'apport divers.
Le budget de la saison 2021-2022 se compose de 5,051 millions d'euros dont 1,443 million d'euros de masse salariale brut, soit le premier de Pro B en budget et en masse salariale brute.
Le budget de la saison 2024-2025 représente 6,175 millions d'euros dont 1,808 million d'euros de masse salariale brut, soit le 9e en budget et le 8e en masse salariale brut de la division.
| Saison    | Budget total            | Masse salariale brute      |
| --------- | ----------------------- | -------------------------- |
| 1990-1991 | 2,5 millions de francs  |                            |
| 1991-1992 |                         |                            |
| 1992-1993 |                         |                            |
| 1993-1994 | 2,5 millions de francs  |                            |
| 1994-1995 | 4,8 millions de francs  |                            |
| 1995-1996 | 5,6 millions de francs  |                            |
| 1996-1997 | 11 millions de francs   |                            |
| 1997-1998 | 13 millions de francs   |                            |
| 1998-1999 | 13,2 millions de francs |                            |
| 1999-2000 | 17 millions de francs   |                            |
| 2000-2001 | 19 millions de francs   |                            |
| 2001-2002 | 25 millions de francs   |                            |
| 2002-2003 | 4,1 millions d’euros    | 1,4 million d’euros        |
| 2003-2004 | 3,4 millions d’euros    |                            |
| 2004-2005 | 3,7 millions d’euros    | 1,45 million d’euros       |
| 2005-2006 | 3,8 millions d’euros    | 1,317 million d’euros      |
| 2006-2007 | 4,235 millions d’euros  | 1,491 million d’euros      |
| 2007-2008 | 4,305 millions d’euros  | 1,147 million d’euros      |
| 2008-2009 | 3,94 millions d’euros   | 1,32 million d’euros       |
| 2009-2010 | 3,6 millions d’euros    | 1,1 million d’euros        |
| 2010-2011 | 3,6 millions d’euros    | 1,15 million d’euros       |
| 2011-2012 | 4,286 millions d’euros  | 1,305 million d’euros      |
| 2012-2013 | 5,2 millions d’euros    | 1,85 million d’euros       |
| 2013-2014 | 4,7 millions d’euros    | 1,5 million d’euros        |
| 2014-2015 | 4,39 millions d’euros   | 1,35 million d’euros       |
| 2015-2016 | 4,637 millions d'euros  | 1,378 5 million d'euros    |
| 2016-2017 | 5,156 millions d’euros  | 1,485 million d’euros      |
| 2017-2018 | 5,672 millions d'euros, | 1,715 million d'euros,     |
| 2018-2019 | 5,163 millions d’euros, | 1,538 500 million d’euros, |
| 2019-2020 | 5,452 millions d’euros  | 1,736 million d’euros      |
| 2020-2021 | 5,045 millions d’euros  | 1,648 million d’euros      |
| 2021-2022 | 5,051 millions d’euros  | 1,443 million d’euros      |
| 2022-2023 | 4,875 millions d’euros  | 1,363 million d’euros      |
| 2023-2024 | 5,725 millions d’euros  | 1,656 million d’euros      |
| 2024-2025 | 6,175 millions d'euros  | 1,806 million d'euros      |

### Salle

#### La Maison des sports
De 1970 à 2001, l'Élan joue à la Maison des sports de Chalon-sur-Saône. Inaugurée en 1970, elle est située dans le quartier de Saint-Cosme, à côté du centre-ville, avec une capacité de départ de 1 200 places. Elle est agrandie pour offrir 1 500 places en novembre 1993, puis 2 200 places quelques mois plus tard lors de la montée en Pro B en 1994. Jusqu'à 2 800 personnes peuvent assister aux grandes rencontres (comme celle contre Hyères-Toulon, en 1996, en « Pro B ») et même près de 3 000 personnes lors de la demi-finale retour de Coupe Saporta en 2001 contre Valencia,. 

« Cette salle exsangue était en feu, une maison des sports défraîchie, où le public se tasse debout, pour certains, derrière des barrières ; une maison qui vibre, chante, hurle, crie, siffle, vit. »

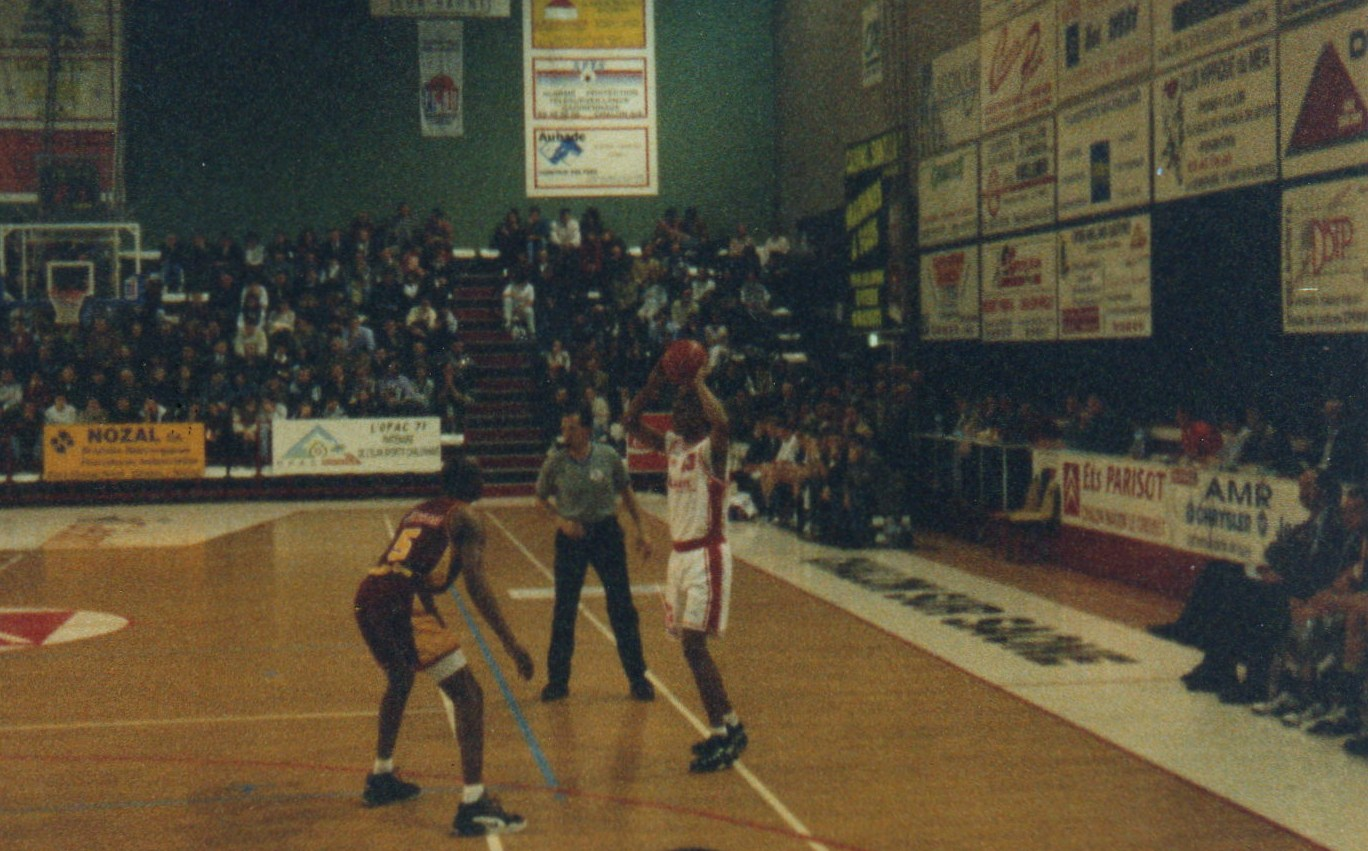
Maison des Sports en 1996.
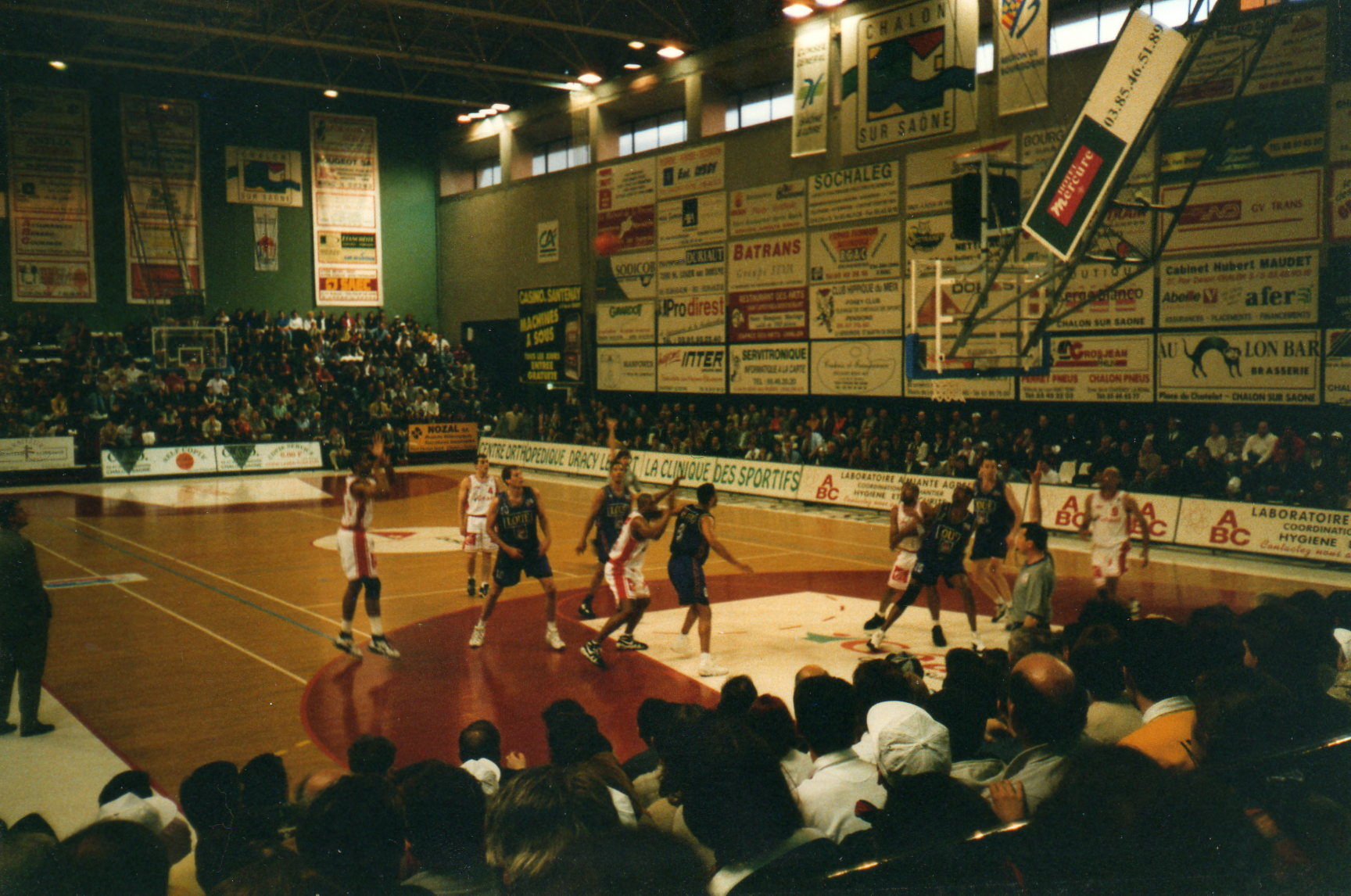
Maison des Sports en 1997.
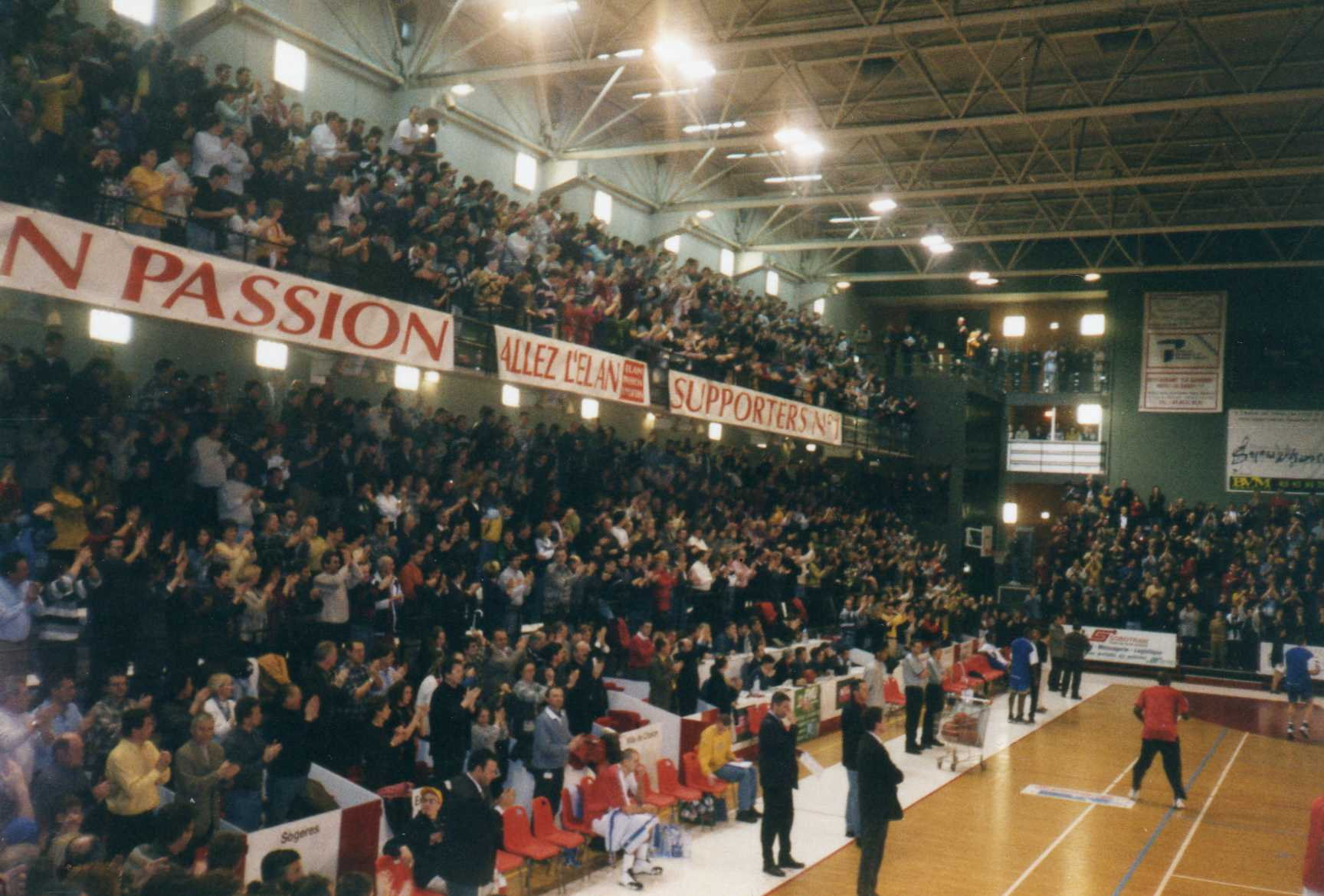
Maison des Sports en 1999.

#### Le Colisée
Depuis 2001, l'Élan évolue au Colisée, une salle d'une capacité de 4 000 places assises puis 5 000 places assises pour 5 000 places disponibles en 2012, ceci dans le but de satisfaire les exigences de l'Euroligue 2012-2013 puis comptabilisé à 4 948 places en 2015-2016 et finalement révalué à 4 540 places en 2017. Le Colisée a la particularité d'être ronde sur son deuxième niveau et rectangulaire sur son premier niveau (avec des places VIP, abonnements et supporters). La salle est inaugurée le 29 septembre 2001 lors d'un match entre l'Élan Chalon et le SLUC Nancy (victoire de Chalon 81 à 74). Elle comprend également un gymnase annexe, des salles de réception, des vestiaires, une salle de musculation, une pièce de visionnage vidéo et les bureaux du club.
Situé aux abords du centre-ville, le Colisée est accessible par l'autoroute A6 aux sorties « Chalon-nord » ou « Chalon-sud ». Les gares ferroviaires les plus proches sont celles de Chalon-sur-Saône et Creusot TGV. L'accès par avion se fait par l'aérodrome de Champforgeuil ou l'aéroport de Lyon Saint-Exupery.

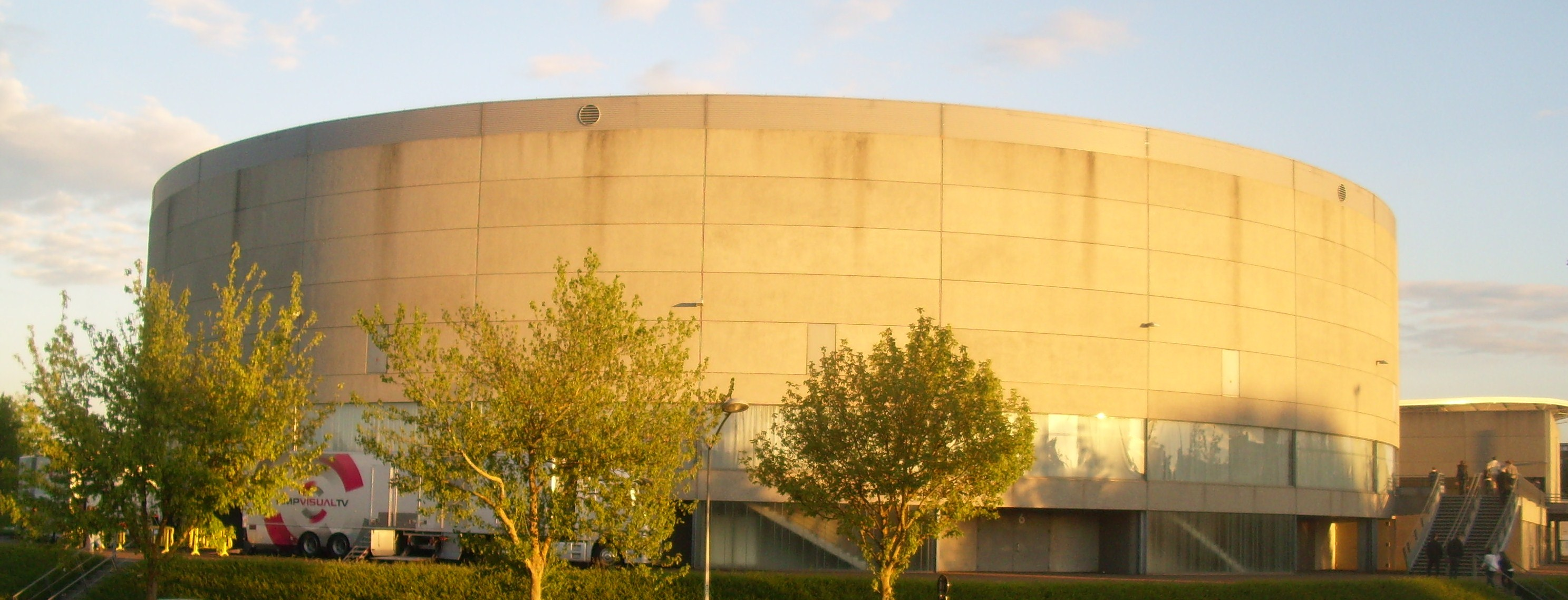
Le Colisée : vue extérieur en 2014.
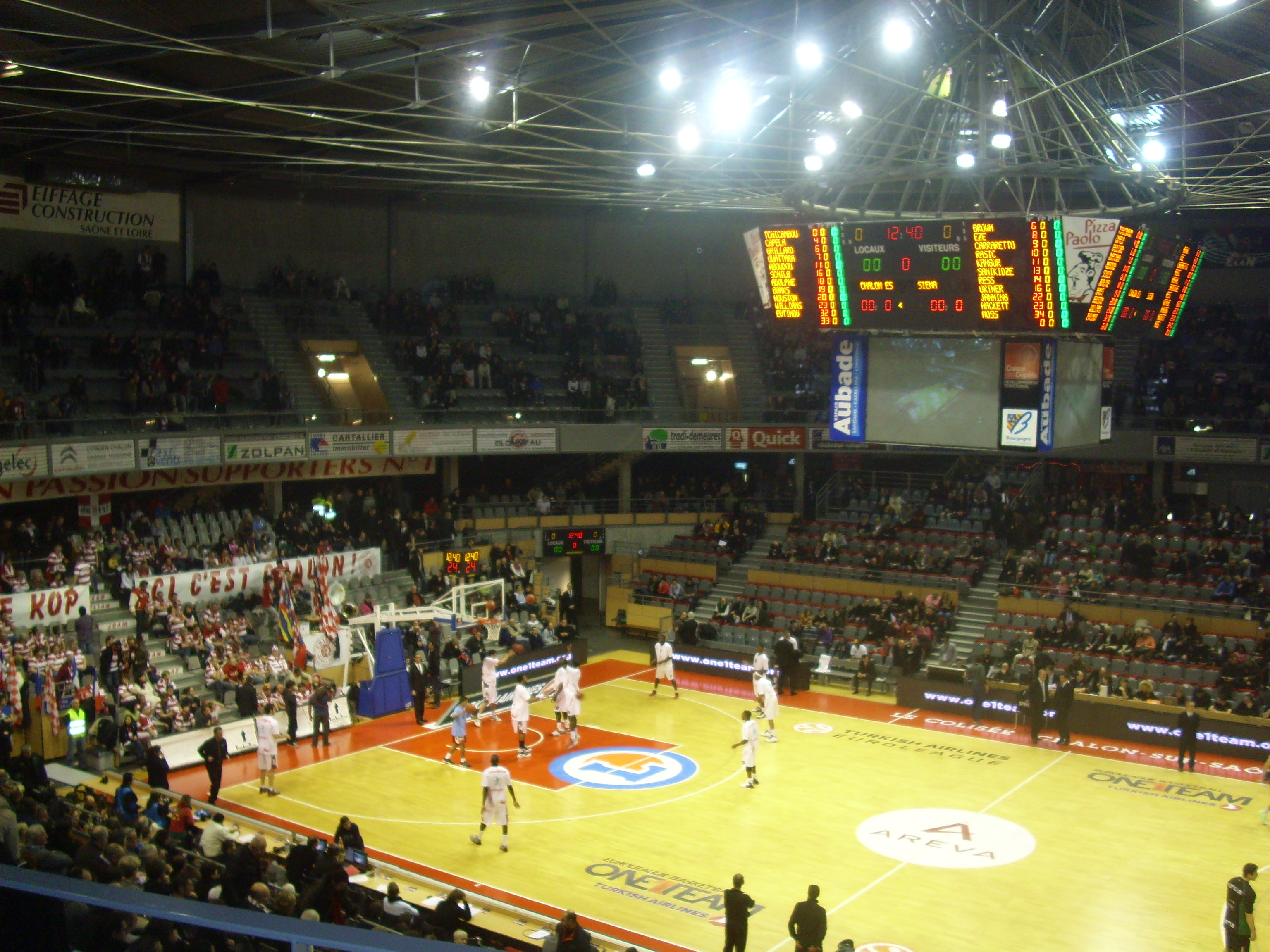
Le Colisée en configuration 5 000 places (en 2012).
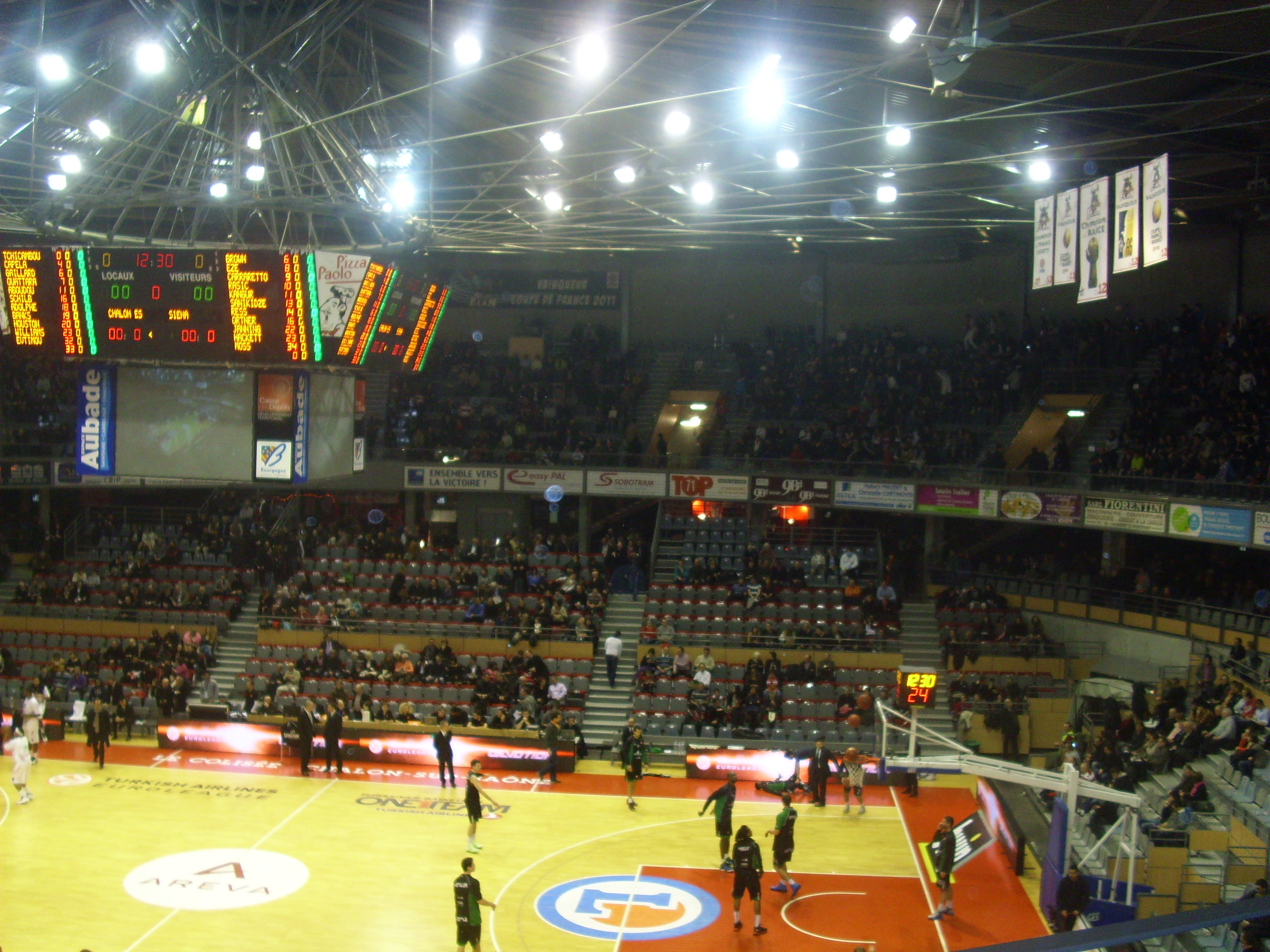
Le Colisée en configuration 5 000 places (en 2012).
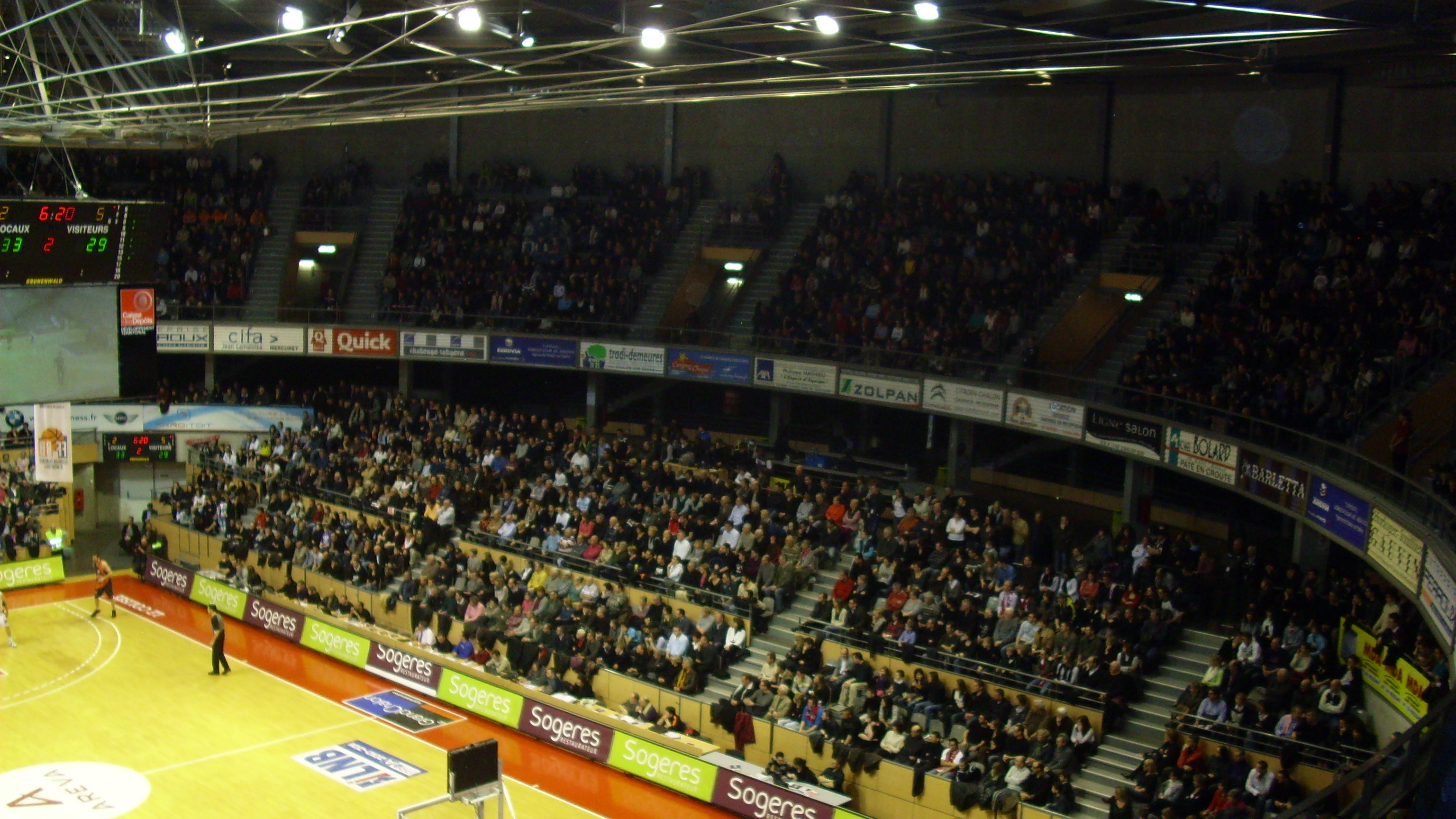
Le Colisée en configuration 4 000 places (en 2011).

#### Affluence
Le nombre de spectateurs a principalement augmenté à trois reprises : lors de la montée en puissance du club en « Nationale 2 » (avec un premier agrandissement de la Maison des Sports en cours de saison 1993-1994),,,, lors du second agrandissement de cette salle en « Pro B » pour arriver en « Pro A » (en 1996-1997),,,,,, et lors du déménagement de la Maison des Sports au Colisée en 2001,,,,,,,. Mais l'Élan Chalon a connu une baisse significative de son affluence lors de la saison 2009-2010, mais est remontée depuis trois ans, avec surtout un retour a plus de 4 000 personnes par match en 2013, avec le nouvel agrandissement du Colisée à 5 000 places, pour se stabiliser juste en dessous de 4 000 personnes en 2014, 2015, 2016 et 2017,, (avec un Colisée comptabilisé à 4 948 places),. L'affluence repasse à plus de 4 000 personnes pour la saison 2017-2018 (la salle est réevalué à 4 540 places) et même 4 171 personnes en 2018-2019 mais redescend en dessous de 4 000 en 2019-2020. Pour l'instant la meilleure affluence moyenne par année se situe lors de la saison 2018-2019 (4 171 personnes par match) et effaçant l'ancien record d'affluence de la saison 2006-2007 (4 150 personnes par match).

### Couleurs et maillots
Les couleurs du club sont le rouge et le blanc :
- L'équipe joue à domicile avec un maillot et un short blancs à liseré rouge.
- L'équipe joue à l'extérieur avec un maillot et un short rouges à liseré blanc.

L'origine des couleurs du club n'est pas défini, mais d'après Dominique Juillot le club de Mercurey avant la fusion avec Chalon-sur-Saône jouait déjà en rouge et blanc.
Le sponsor maillot principal (avec une inscription large) est de 1974 à 1979, « Californie » (centre commercial) situé à Chalon-sur-Saône, spécialisé pour les meubles, carrelages, portes, fenêtres, revêtements de sols et murs ; de 1979 à 1982, « Sartec », est une entreprise d'intérim ; de 1985 à 1989, Mammouth, hypermarché situé à Chalon-sur-Saône (centre commercial de la Thalie) ; de 1989 à 1999, Géant Casino, hypermarché qui a remplacé Mammouth sur le même site ; de 1999 à 2009, Leclerc, hypermarché de Chalon-sur-Saône, situé dans la zone nord de la ville ; de 2009 à fin 2010, « Techni Group », en 2009-2010 sous le nom de « Harchi Home », entreprise spécialisée dans la vente de conteneurs aménagés pour des habitats, entreprise mise en dépôt de bilan fin 2010. De la fin d'année 2010 à la fin de saison 2010-2011, le club a vendu (10 000 euros) au match par match un jeu de maillots et s'est retrouvé avec un sponsor maillot différent à chaque match (Bouygues, Transdev…). Pour la saison 2011-2012, les sponsors maillots sont Adréa mutuelle et « Zolpan » (entreprise de fabrication de peinture) et de 2012-2013 à 2016-2017 : Adréa Mutuelle et « Sobotram » (entreprise de transport). Pour la saison 2017-2018, changement de sponsor principal sur le maillot avec la présence d'un nouveau partenaire, la marque de jus de fruit Joker.
Depuis 2003, s'y ajoutent des sponsors maillots secondaires (avec une inscription plus petite sur les maillots et shorts) : Quick, « Sobotram », Hollywood, « Le Doré », « Chalon'Énergie », Sogeres, « Dracy Santé ».
Actuellement[Quand ?] l'équipementier est Owayo. Auparavant les équipementiers du club ont été : Champion de 1994 à 2003, AND1 de 2003 à 2006, Converse de 2006 à 2010, Owayo de 2010 à 2014, Spalding de 2014 à 2018 et BIG Sport de 2017 à 2019.
Depuis 2022, c'est Le Coq Sportif l'équipementier du club
.

### Blason
À partir de 1994, le blason reprend les couleurs du club. En 2007, un nouveau dessin lui est ajouté, faisant un jeu de mots entre le nom du club (Élan) et l'animal homonyme. En août 2013, l'Élan Chalon s'offre un nouveau logo, incluant une signature « Au-delà d'un club », annonçant ainsi une nouvelle identité visuelle chargée de valeurs portées par le club depuis de nombreuses années, afin de souligner la démarche citoyenne menée par le club. En août 2018, le club change de logo : Un logo rouge et blanc avec un nouveau design, plus épuré, tout en conservant la symbolique de l'animal, sans oublier la date de création du club (1955).

1970 - 1994.
1994 - 2001.
2001 - 2007.
2007 - 2013.
2013 - 2018.
Depuis 2018.

### Supporteurs et ambiance
Le groupe « Élan Passion » est créé en 1991 par une poignée de passionnés à une période où le club évolue en Nationale 2. D'une vingtaine de membres seulement lors de sa création, il évolue en association loi de 1901 en 1995 et compte 170 abonnés pour la saison 2018-2019. Parmi les animations de ce groupe, on retrouve la présence d'une banda. Ce club de supporteurs organise plusieurs déplacements par an (en moyenne quatre ou cinq). Son président est Hervé Marchal depuis 1995. Depuis 1994 (lors d'un match contre Vichy) un hymne s'intercale entre la présentation des équipes et le coup d'envoi du match ; il s'agit d'un extrait de la chanson de John Miles, Music (Was My First Love), pendant laquelle le public se lève et frappe dans ses mains. Une mascotte (un élan) fait son apparition le 9 janvier 2010 lors du derby contre la JDA Dijon, il se nomme « Scott La Mascotte ». Depuis 2017, un clapping est réalisé à chaque match. Pour la saison 2018-2019, un DJ (nommé DJ Dan Wayo) est présent pour ambiancer le colisée à chaque rencontre

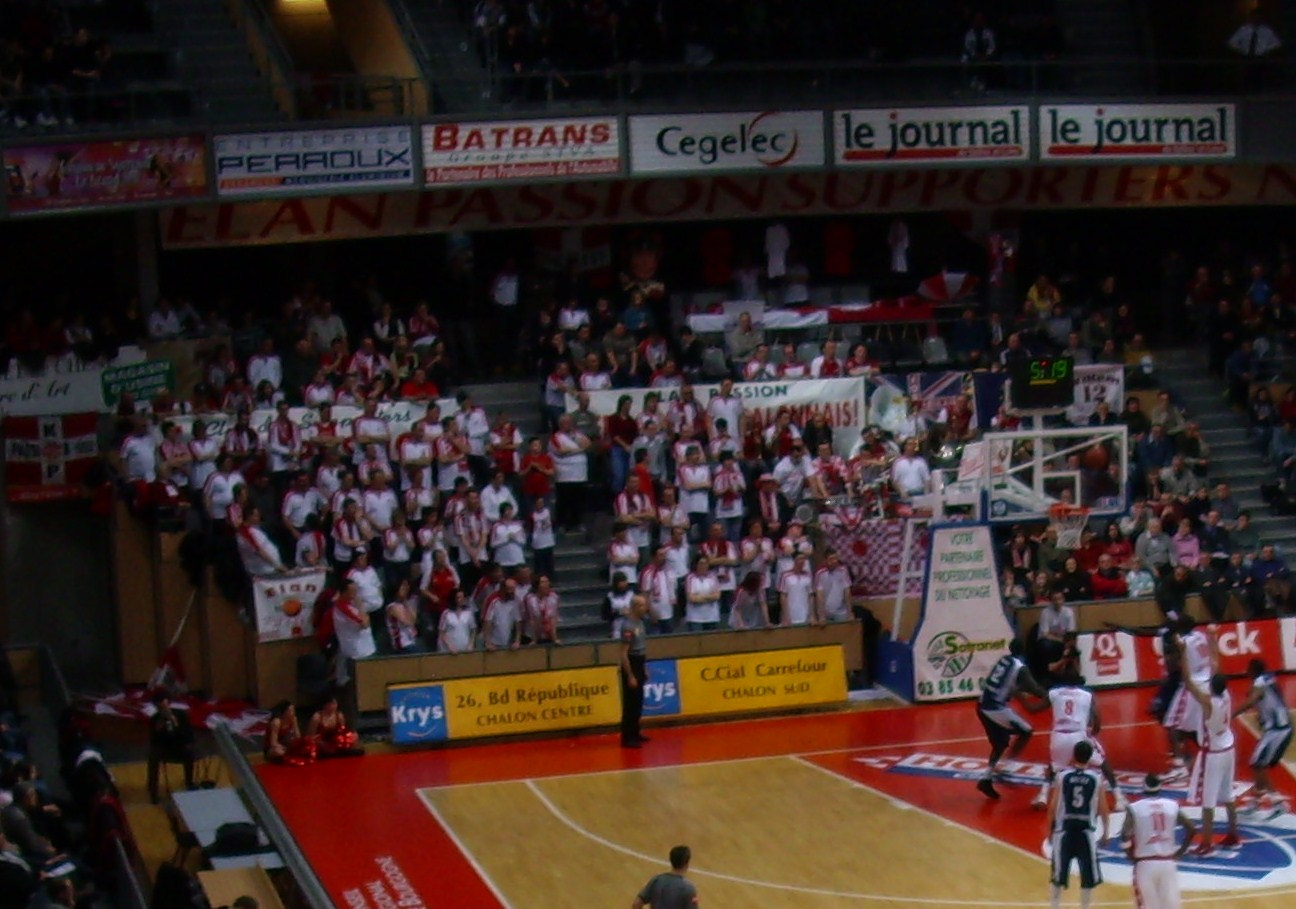
Élan Passion en 2008.
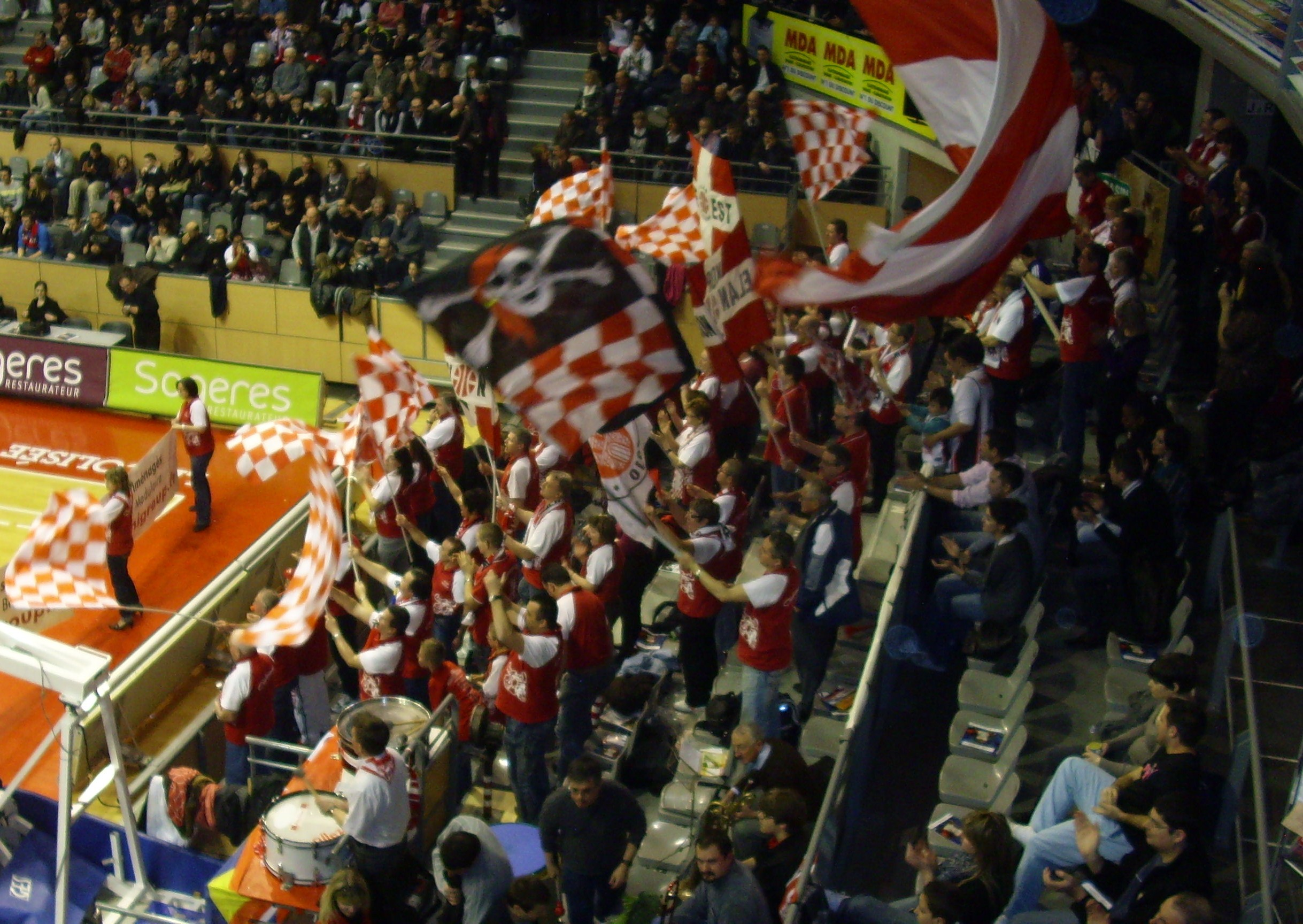
Élan Passion en 2011.
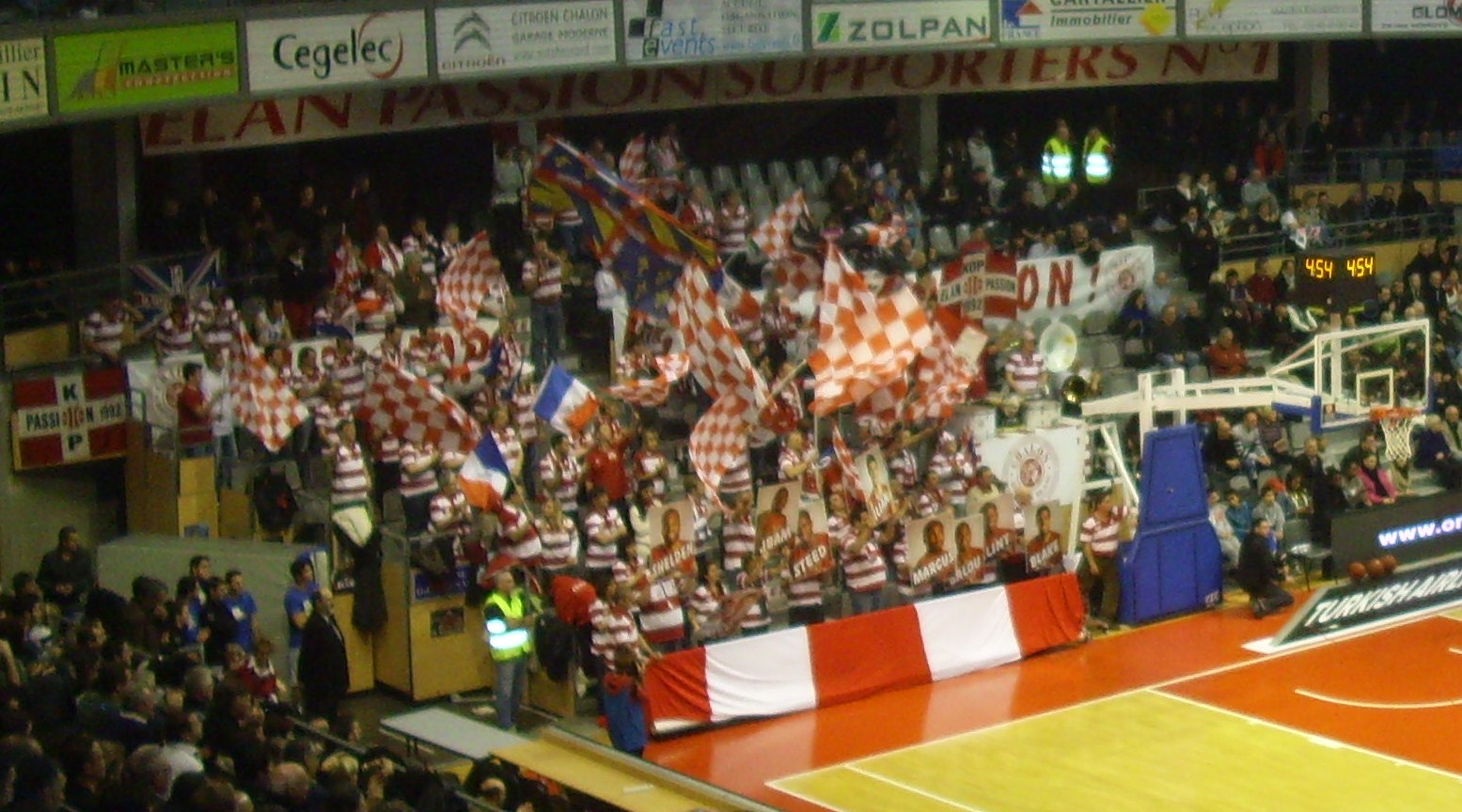
Élan Passion en 2012.
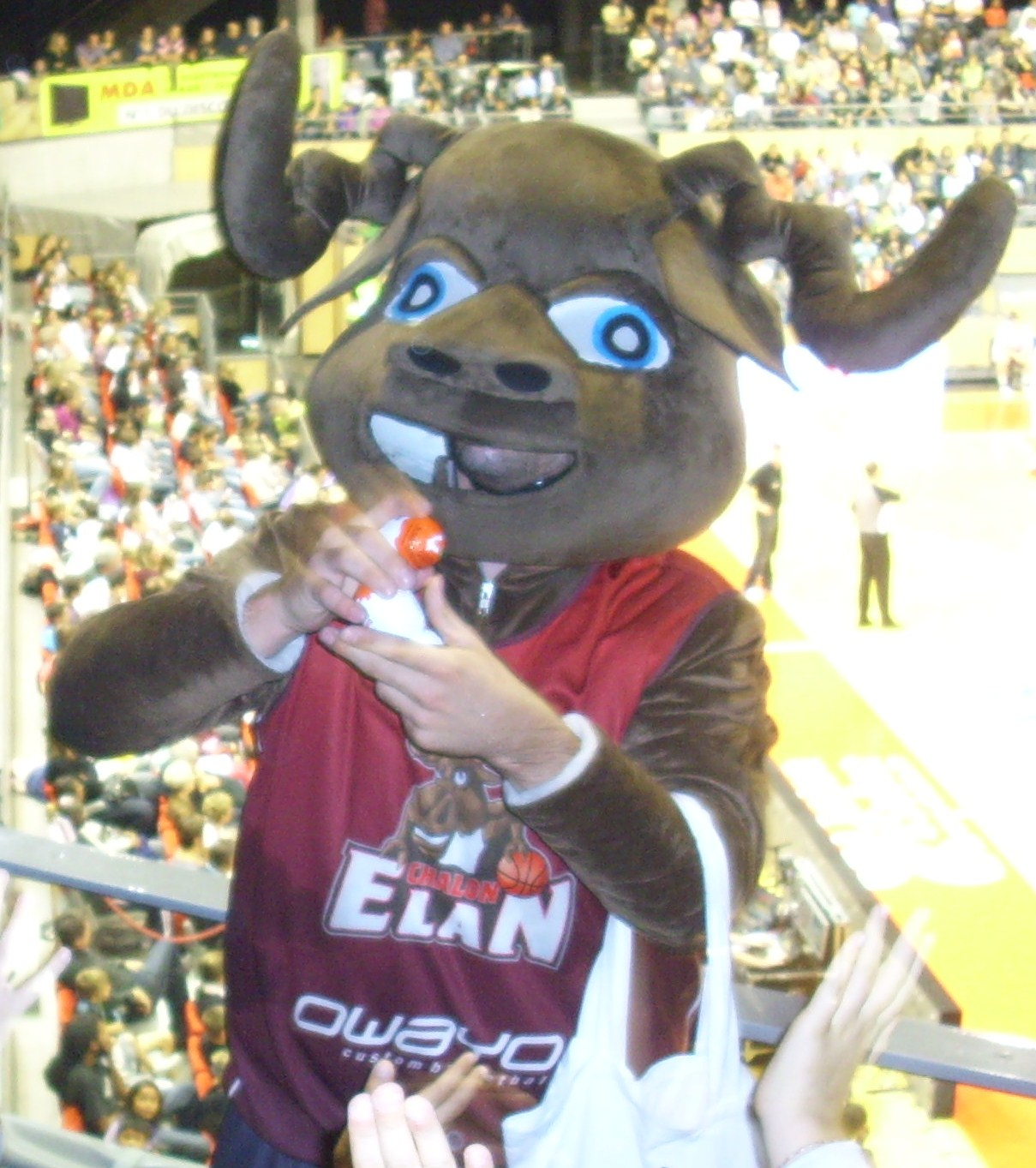
La mascotte (Scott) en 2011.
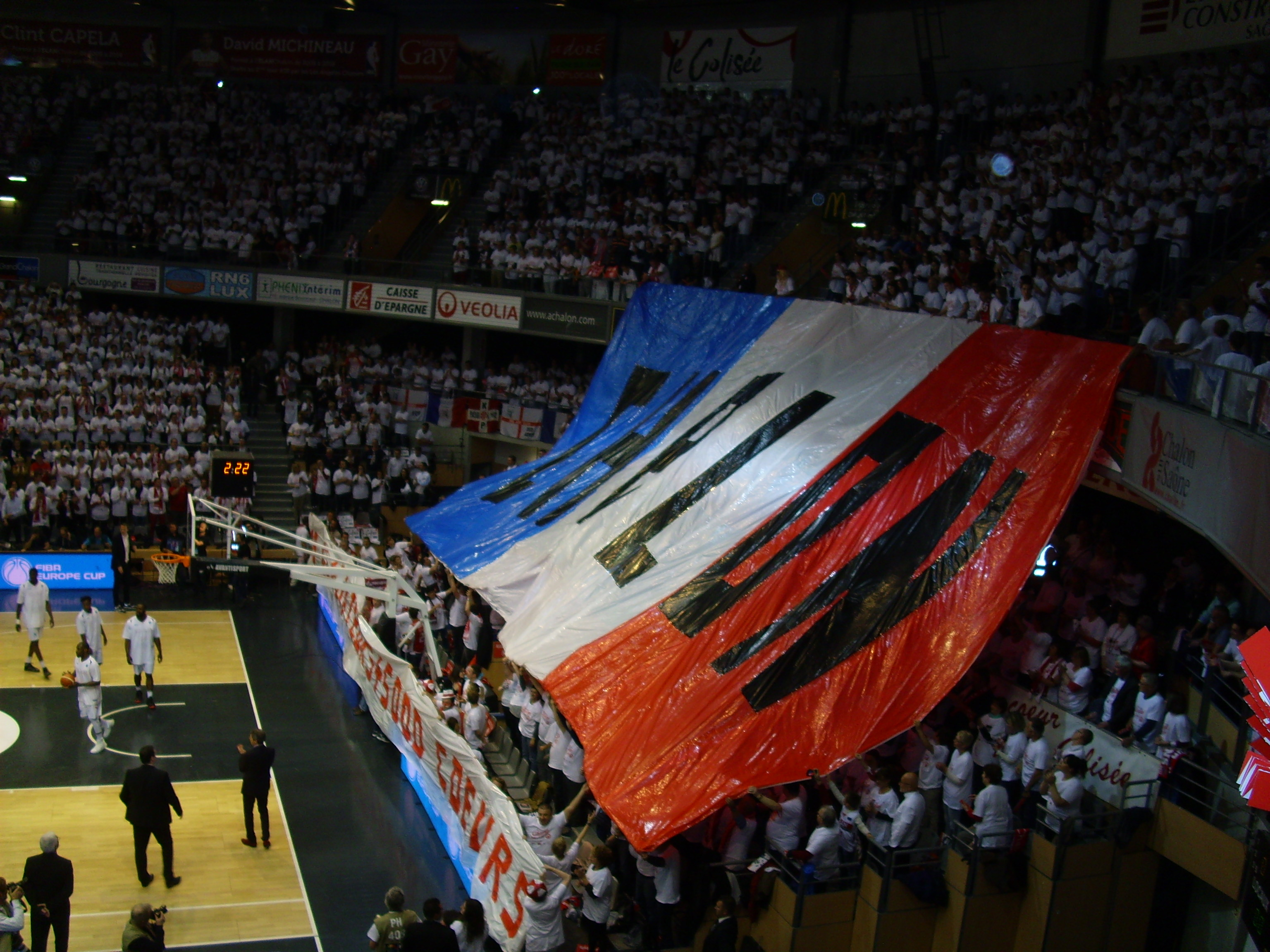
Tifo des supporters en 2017.
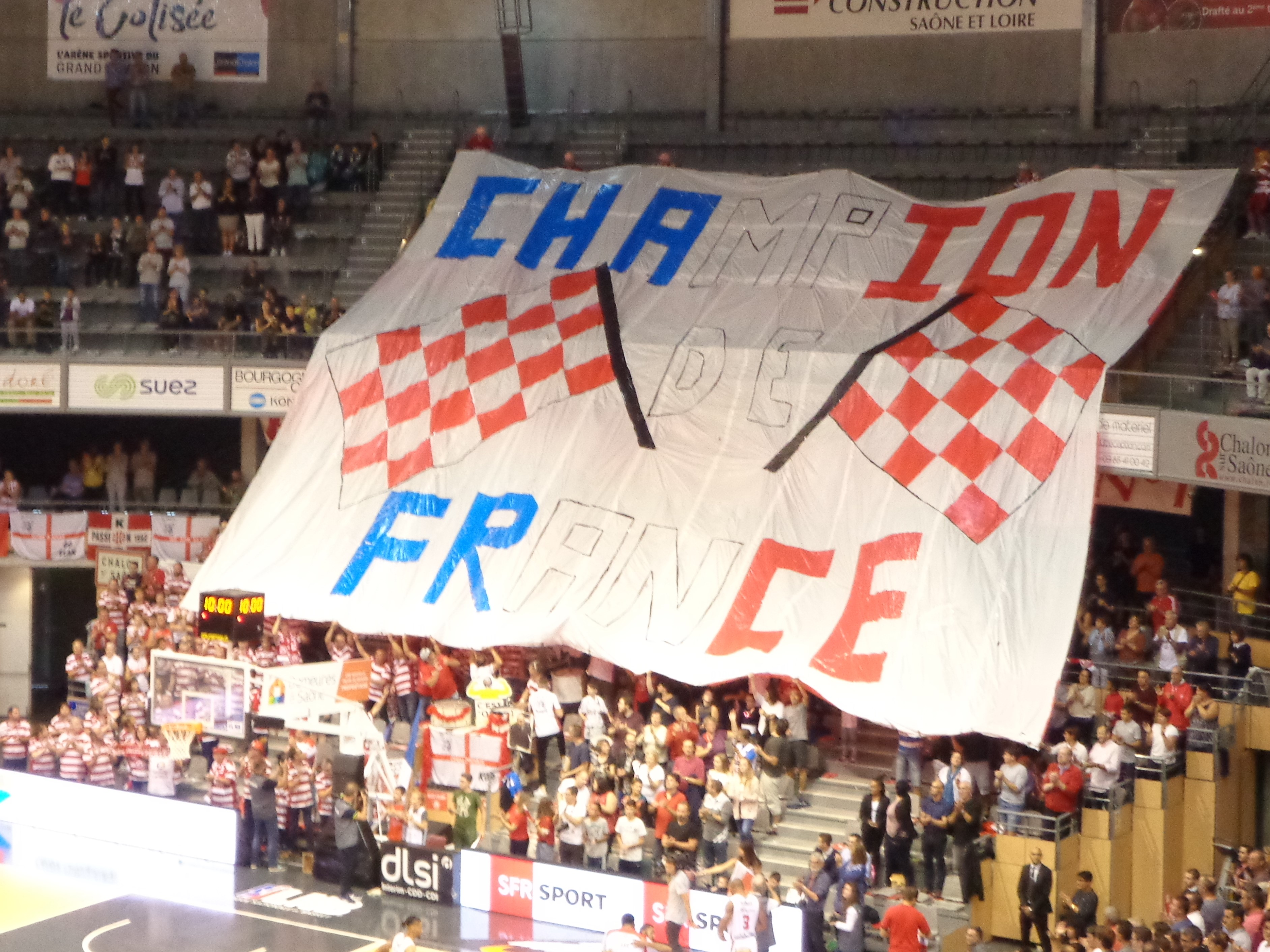
Tifo des supporters en 2017.

### Rivalités

#### Les derbys contre Dijon

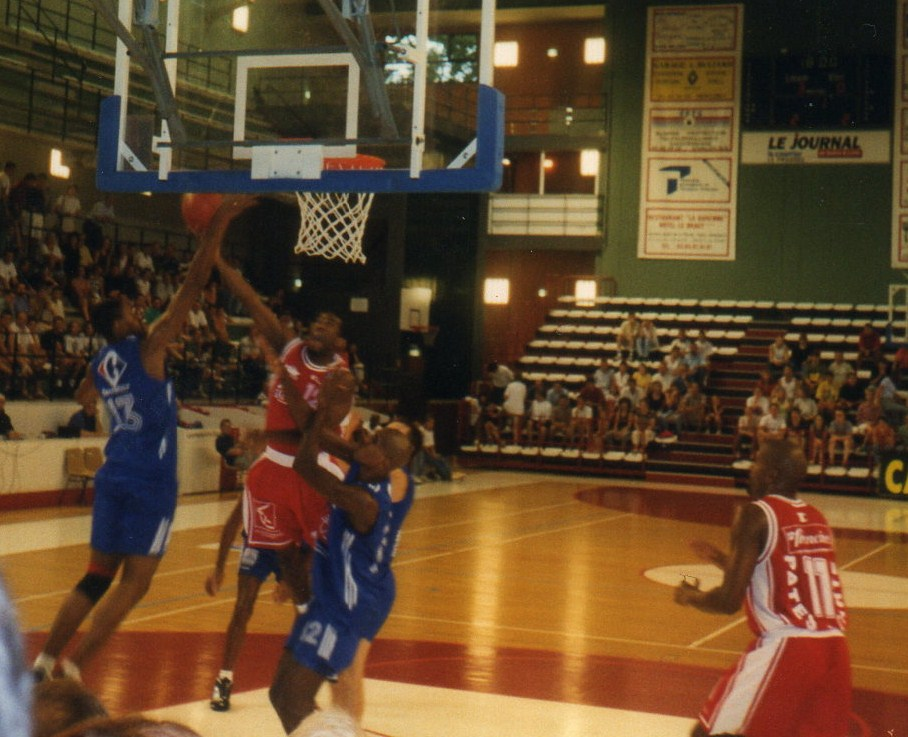
Match amical contre Dijon en 1997.

Logo de la JDA Dijon

Les matchs les plus attendus chaque saison pour les Chalonnais sont les derbys contre Dijon. Ces derbys représentent pour les deux clubs la supériorité du basket-ball en Bourgogne. En Pro A, l'Élan Chalon mène par 31 victoires à 14.
Les derbys les plus marquants ont lieu lors de la première saison du club en « Pro A » ; le premier à Chalon est gagné par l'Élan 83 à 69 (qui signe aussi sa première victoire en Pro A) ; le deuxième à Dijon, gagné par la JDA (91 à 84) donne lieu à deux prolongations. Lors de la deuxième saison (1997-1998), l'Élan l'emporte au match retour à Chalon après prolongation (77 à 71). En 1998-1999, l'Élan Chalon gagne à Dijon (71 à 60). L'année suivante, la JDA Dijon gagne à domicile à la dernière seconde (69 à 68).
En 2000-2001, c'est Chalon, à domicile, qui l'emporte d'un point (70 à 69). En 2002-2003, Dijon s'impose à Chalon (96 à 80), ce qui représente sa première victoire en terre chalonnaise en « Pro A ». En 2005-2006 se déroulent deux matchs, le premier à Dijon avec une victoire chalonnaise (74 à 50) et le deuxième à Chalon, qui voit la victoire de l'Élan Chalon, succès acquis dans les 30 dernières secondes (73 à 68). Actuellement[Quand ?] le plus gros écart entre les deux clubs remonte à la troisième journée de « Pro A » de la saison 2008-2009, avec une victoire chalonnaise au Colisée (96 à 70). L'Élan bat deux fois la JDA lors de la saison 2009-2010 avec une victoire chalonnaise au match retour (83 à 76) qui rétrograde Dijon en Pro B.
Retour du derby en 2011-2012 avec deux victoires chalonnaise 77 à 75 à Dijon au match aller et 84 à 77 au retour. L'Élan en est à sa huitième victoire d'affilée, en janvier 2013 (victoire chalonnaise 73 à 55 au Colisée). En novembre 2013 (saison 2013-2014), Dijon gagne au colisée, un peu plus de dix après sa première victoire en terre chalonnaise (73 à 66). La JDA gagne le match retour de cette saison 86 à 80. Lors de la saison 2014-2015, Dijon enchaine avec une troisième victoire d'affilée contre Chalon au Colisée 76 à 66. L'Élan Chalon met fin à la série victorieuse de la JDA en gagnant 71 à 68 à Dijon en février 2015. Depuis l'Élan Chalon en est à cinq victoires d'affilée, le derby de février 2015, les deux derbys des saisons 2015-2016 (98 à 82 à Dijon et 85 à 81 à Chalon-sur-Saône) et 2016-2017 (95 à 83 au Colisée et 84 à 70 au Palais des Sports Jean-Michel Geoffroy).
Depuis la saison 2017-2018, l'Élan Chalon n'a remporter qu'un match sur cinq avec une victoire chalonnaise 81 à 77 au Colisée le 27 janvier 2018. Sinon des défaites 88-86 (à Dijon en 2017), 89-81 (à Chalon-sur-Saône le 11 novembre 2018), 80-72 (à Dijon en 2019) et 90-78 (au Colisée le 9 novembre 2019).
Ainsi en série record, la JDA Dijon a remporté trois matchs de suite (en 2013-2014 et le match aller de la saison 2014-2015) et le club chalonnais huit matchs consécutifs (de 2008-2009 à 2012-2013).

#### Les derbys contre Besançon
Les premiers derbys contre Besançon ont lieu au début des années 1990 en Nationale 2, avec un avantage en nombre de victoires pour Besançon. Mais c'est l'Élan Chalon qui empêche le club bisontin de monter en 1992, en allant gagner 92 à 87 dans le Doubs devant 4 000 personnes, avec Philippe Hervé comme meilleur marqueur chalonnais (23 points). Besançon et Chalon se rencontrent en finale de la Coupe de France amateur en 1993 avec une victoire Bisontine 79 à 64. Les deux clubs se retrouvent en « Pro B » en 1994-1995 avec trois victoires pour Besançon et une pour Chalon (2 matchs en championnat et 2 en play-off), suivies d'une victoire chalonnaise en championnat (98 à 85 à domicile). Une nouvelle confrontation a lieu en « Pro A » en 1996-1997, avec un match aller à Chalon qui voit la victoire des Chalonnais 100 à 97 après deux prolongations. L'Élan gagne aussi le match retour (73 à 64). Besançon gagne les deux matchs lors de la saison 1997-1998 (81 à 78 à Chalon et 79 à 73 à Besançon).

Logo du Besançon Basket Comté Doubs

La saison 1998-1999 voit l'égalité parfaite entre les deux clubs : une victoire d'un point de Chalon au match aller à domicile (92 à 91) et un match gagné d'un point de Besançon au retour (68 à 67). On compte également une victoire de chaque côté en 1999-2000 (74 à 61 pour Besançon à l'aller et 74 à 63 pour Chalon au retour). En 2001-2002, l'Élan Chalon gagne facilement ses deux matchs (74 à 58 puis 88 à 52). Chalon l'emporte également à deux reprises contre Besançon lors de la saison 2003-2004 mais avec des scores serrés (76 à 71 puis 87 à 84). En 2006-2007 l'Élan Chalon a de quoi s'inquiéter au match aller et ne s'impose que d'un seul point à domicile (79 à 78). Lors des deux dernières confrontations entre les deux clubs, Chalon gagne 81 à 63 à domicile à l'aller, et Besançon s'impose chez lui au retour 95 à 83 lors de la saison 2008-2009. Mais en 2009, le club bisontin est mis en liquidation judiciaire et disparait début septembre 2009.

#### Les deux derbys contre Prissé
Lors de la saison 1993-1994 ont lieu deux derbys entre l'Élan Chalon et Prissé (qui montait en « Nationale 2 »). Le match aller à Prissé est intense et serré avec une salle prisséenne pleine (1 500 spectateurs) ; les Chalonnais l'emportent par 77 à 73, Germain Castano (21 points, 4 sur 5 à trois points) ayant un rôle décisif en fin de match. Le match retour, dans une salle également remplie (1 500 spectateurs), est à sens unique pour Chalon (victoire 98 à 68), avec pour meilleur marqueur, côté chalonnais, le joueur local Pascal Bourgeois (23 points). Actuellement[Quand ?] Prissé-Mâcon évolue en Nationale 2.

## Joueurs emblématiques
Les 20 légendes du club (en 2018) :
| Poste | Joueur          | % vote |
| ----- | --------------- | ------ |
| 1     | John Roberson   | 51     |
| 2     | Stanley Jackson | 46     |
| 3     | Blake Schilb    | 78     |
| 4     | Cameron Clark   | 40     |
| 5     | Moustapha Fall  | 27     |

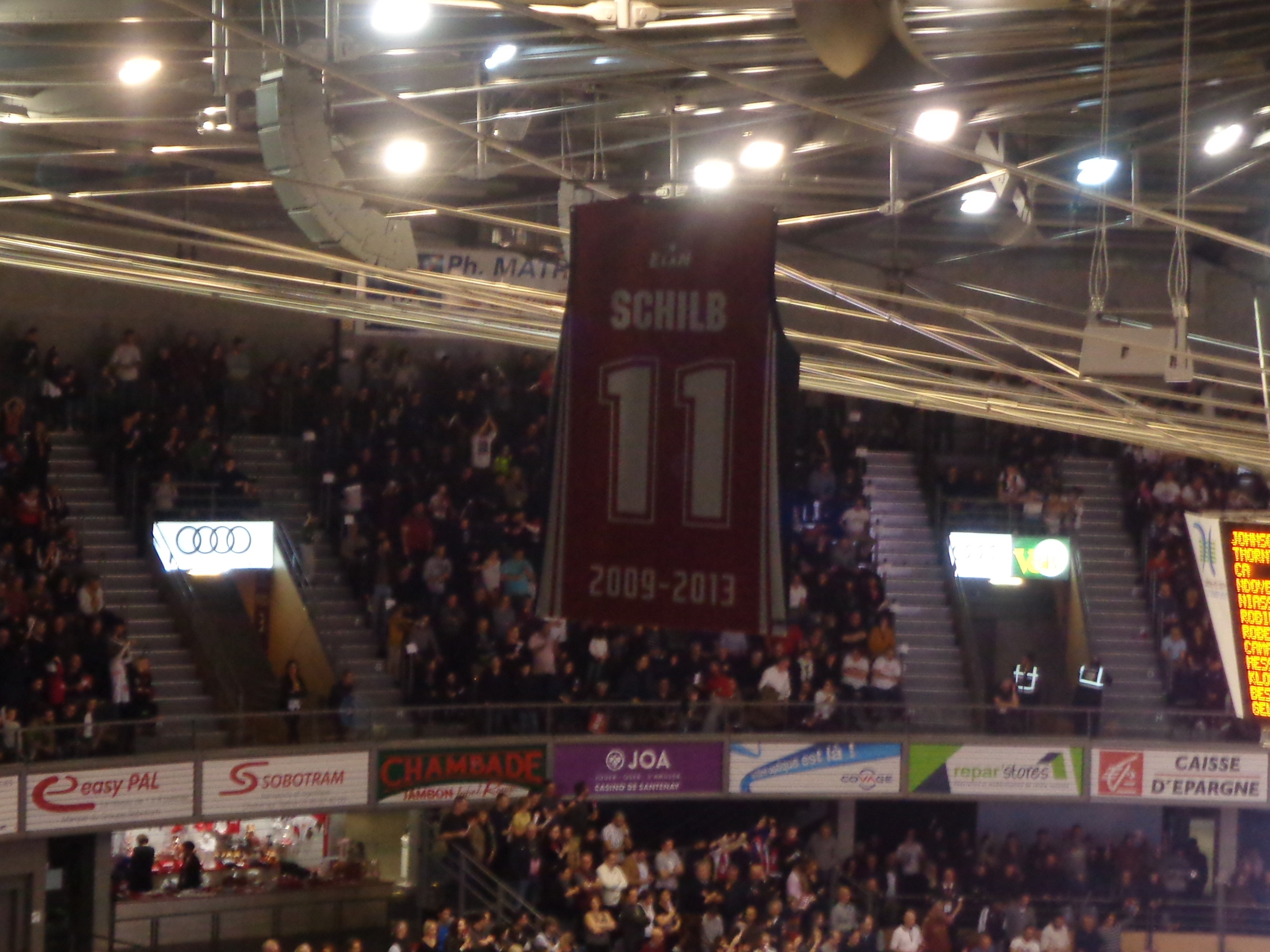
Bannière du numéro retiré de Blake Schilb

Les 15 autres légendes du club : Terrell Everett, Keith Gatlin, Malcolm Delaney, Marcus Dove, André Owens, Charles Pittman, A. J. Slaughter, Thabo Sefolosha, Stéphane Risacher, Ilian Evtimov, John Best, Kent Hill, Michel Jean-Baptiste Adolphe, Robert Gulyas, Udonis Haslem, Joffrey Lauvergne, Clint Capela et Devin Booker.
Le numéro 11 de Blake Schilb est retiré et hissé au plafond du Colisée.

### Période amateur

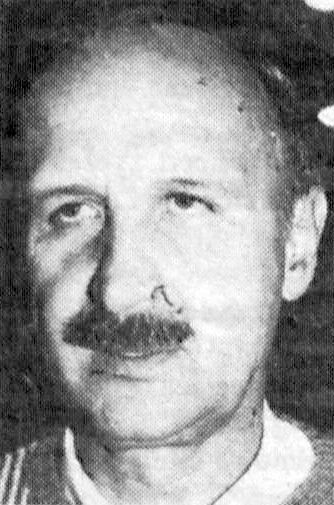
Mieczysław Łopatka.

Cette section mentionne les principaux joueurs qui ont marqué la période amateur du club. Dominique Juillot, formé dans les catégories de jeunes à Mercurey, est joueur de 1970 à 1983. Pendant cette période, il est reconnu pour son adresse. Stephan Szczecinski, polonais, a joué jusqu'en 1975. Yves Duvernois, 1 mètre 91, joue de 1970 à 1986, avec la qualité d'amener du rythme au jeu. Jean-François Chaumard, 1 mètre 80, formé en jeunes à Mercurey, joue au club de 1970 à 1984. Sa principale qualité sur un terrain était d'être un battant. Waldemar Kozak est un ancien international polonais. Il a été joueur de 1974 à 1975. Mieczyslaw Lopatka, ancien international polonais, a participé à quatre Jeux olympiques, et est meilleur marqueur du Championnat du Monde de Montevideo en 1967. Joueur de 1975 à 1976.
Éric Minard, a été joueur de 1975 à 1978 puis de 1979 à 1980. Grzegorz Korcz, ancien international polonais, joue à Chalon de 1975 à 1977, de 1984 à 1985 et de 1986 à 1987. Phil Carlile, premier Américain recruté par le club, joueur de 1976 à 1977. Qualifié de bon rebondeur, mais un peu bohême et un peu réveur. Bruno Recoura, joueur au club de 1978 à 1981. Avant d'arriver à Chalon, il a joué et a été cinq fois Champion de France avec Villeurbanne. Joueur ayant comme qualité son adresse au tir. Bernard Sangouard, joue à l'Élan Chalon de 1978 à 1983. Larry Gray, américain, 2 mètres 05. Ses caractéristiques sont d'être un joueur physique, d'une technique remarquable sous le panier, brillant balle en main, forte personnalité, spectaculaire, adroit. Joueur de 1978 à 1980. Larry Paige, américain, joue au club de 1980 à 1981 puis de 1982 à 1983. John Dearman, joueur au club de 1981 à 1982. Il a aussi été meilleur marqueur de Nationale 1 en 1977 avec Tarare.

### Période professionnelle

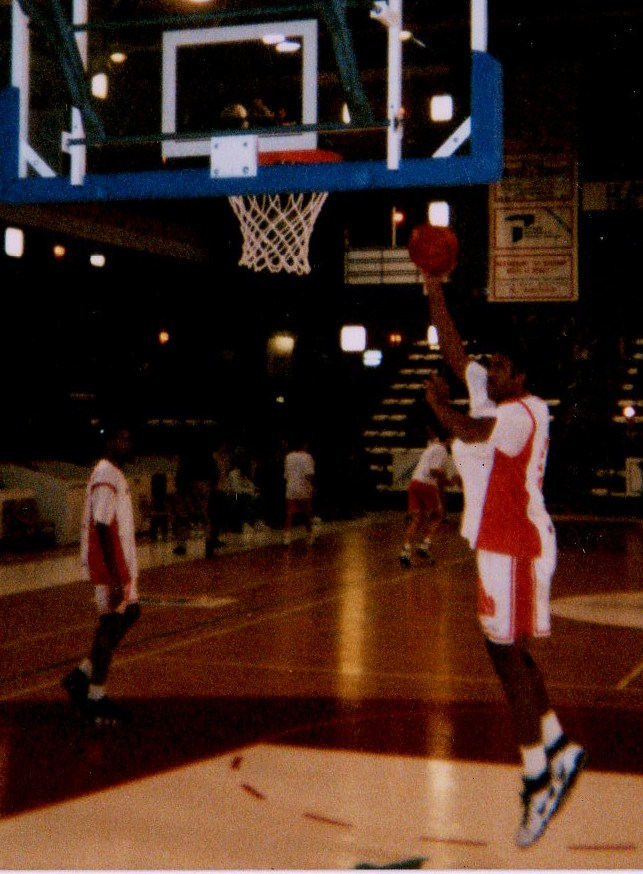
Charles Pittman en 1996.

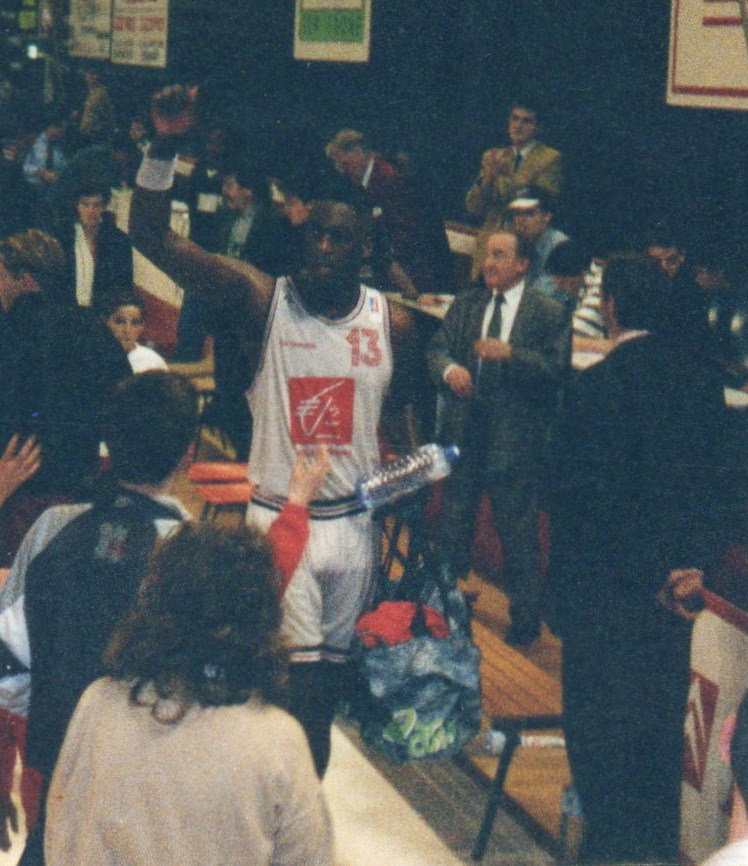
Mark Mc Swain en 1994.

Depuis les débuts, plusieurs joueurs ont marqué l'histoire de l'Élan Chalon.

#### De 1990 à 1999
Philippe Hervé joue de 1990 à 1995. Il est déclaré meilleur meneur de « Nationale 2 » en 1993 et 1994. Mark Mc Swain est intérieur au club de 1992 à 1995 ; il est meilleur marqueur du club pendant trois saisons (en 1993 (22,6 points), 1994 (19,6 points) et 1995 (21,5 points). Germain Castano, ailier, est originaire de Torcy en Saône-et-Loire ; il joue de 1992 à 1995 puis de 1996 à 1997 après un passage à Cholet. Kent Hill est ailier-intérieur ; il joue à l'Élan Chalon de 1993 à 1999. Il est au club un joueur enthousiaste, vaillant, courageux, actif et assez adroit. Charles Pittman est au poste d'intérieur, de 1995 à 1997. Il est meilleur marqueur du club en 1996. Philippe Hervé dit de lui en 1996 : « Charles Pittman est l'un des plus beaux, des plus complets et des plus sous-estimés joueurs que j'ai pu avoir ». Emmanuel Schmitt est extérieur de 1995 à 1999 ; c'est un joueur adroit et dangereux au panier à trois points. Rimas Kurtinaitis joue treize matchs (18 points de moyenne). Ancien joueur international de l'URSS puis de l'équipe lituanienne, il est également médaillé d'Or aux Jeux olympiques de Séoul avec l'URSS en 1988 et médaillé de bronze aux Jeux olympiques d'Atlanta en 1996.

#### De 1999 à 2007

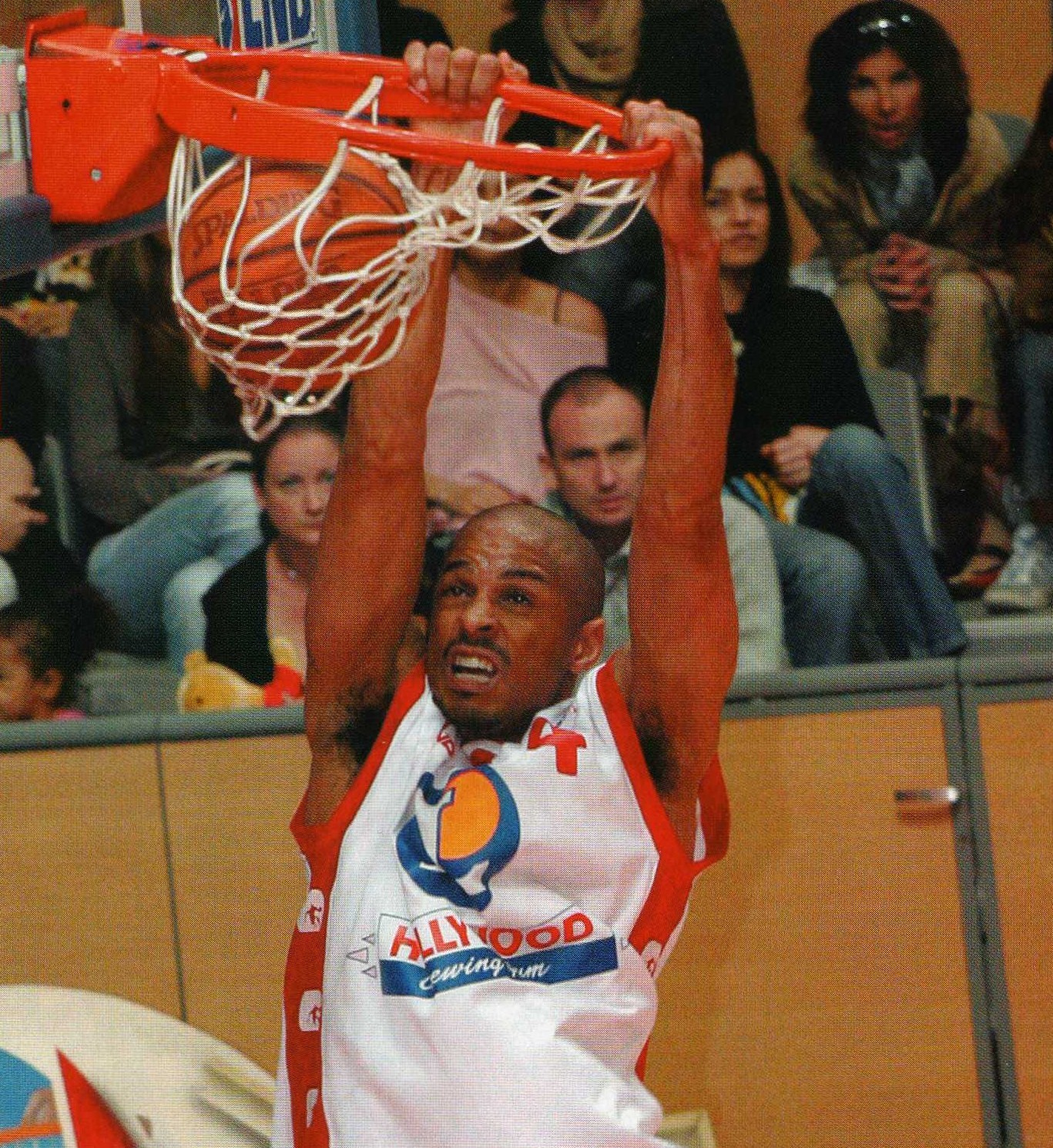
Stanley Jackson en 2004-2005.

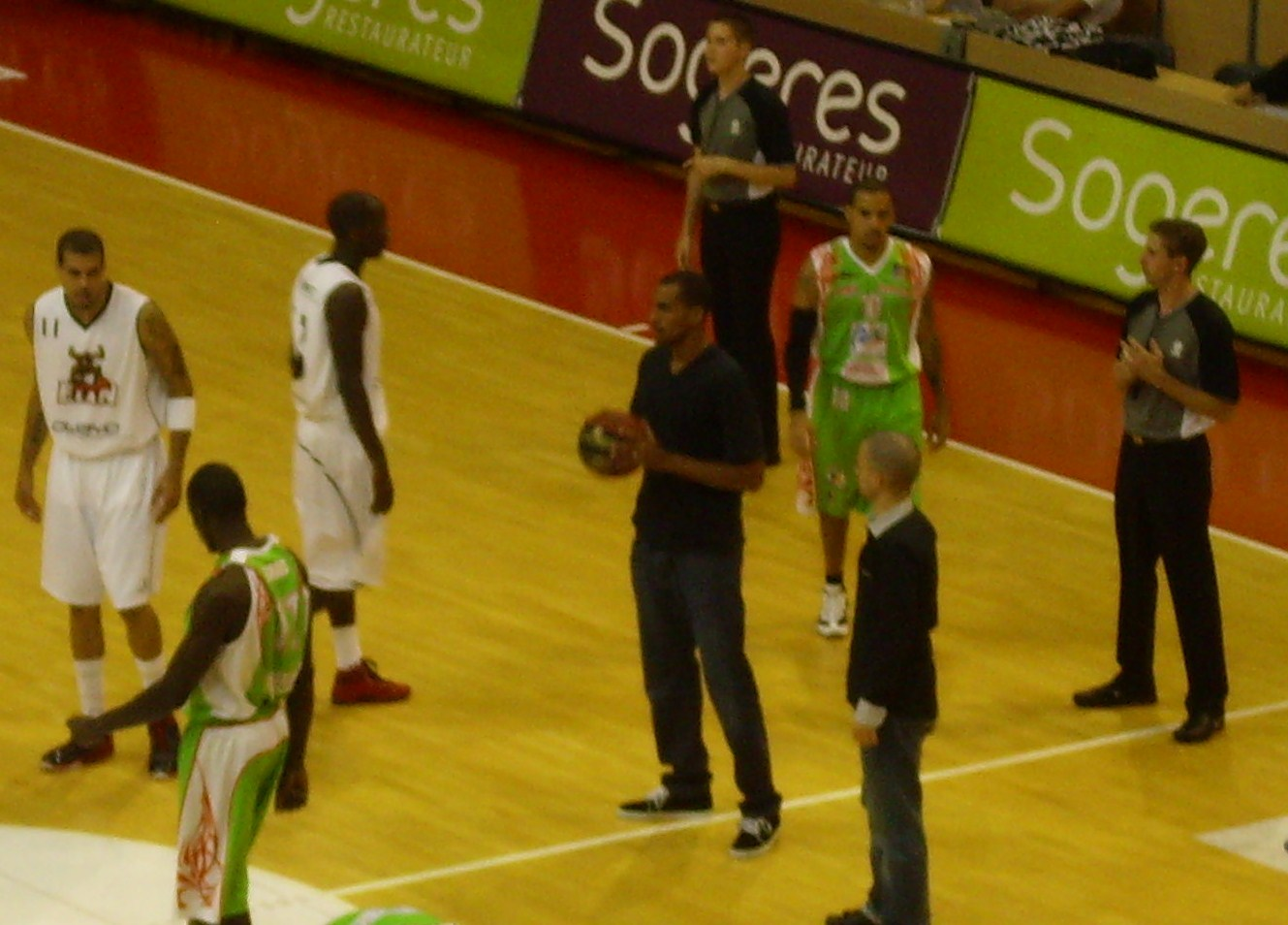
Thabo Sefolosha à Chalon-sur-Saône en 2011.

Keith Gatlin, meneur de jeu de 1998 à 2000, est un faux lent mais sachant tout faire balle en main. Il est meilleur marqueur du club en 1999 (18,8 points, 3e meilleur marqueur du championnat) et 2000 (15,9 points). Andre Owens joue au club de 1998 à 2001. Il a pour particularité d'être un bon défenseur, un bon manieur de ballon et d'être polyvalent sur les postes de meneur de jeu, d'extérieur et d'ailier. Stéphane Ostrowski joue de 1999 à 2001. Il est quadruple meilleur marqueur français du championnat. C'est également un ancien joueur de l'équipe de France. Sacha Giffa surnommé The Shaker, est un joueur physique et adepte du jeu de percussion, qui joue au club de 1999 à 2001 ; c'est aussi un ancien joueur de l'équipe de France. Stanley Jackson, extérieur avec des capacités de résistance, de tonicité et bon défenseur, joue de 2000 à 2005. Robert Gulyas, est grand par la taille (2,12 m) avec un certain embonpoint (135 kilogrammes) mais durant ses deux années à l'Élan Chalon, de 2000 à 2002, il est l'un des meilleurs pivots du championnat. Il est meilleur marqueur du club en 2001 (13,9 points). C'est un ancien international hongrois. Brian Howard, ailier, joue de 2001 à 2002. Il est meilleur marqueur du club en 2002 (13,4 points).

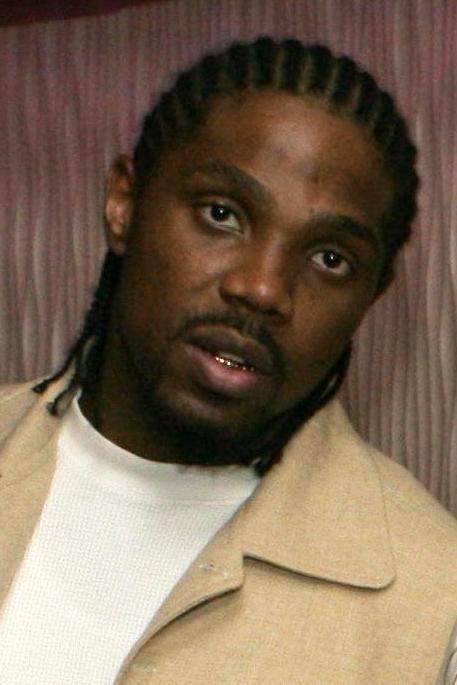
Udonis Haslem.

Laurent Pluvy, meneur de jeu rapide la balle en main, joue à Chalon de 2001 à 2004. Willem Laure, intérieur, joue au club de 2001 à 2007 ; il est adroit à trois points en fin de carrière à Chalon. Udonis Haslem, joueur de 2002 à 2003, est fort physiquement et efficace balle en main grâce à son toucher. Meilleur marqueur du club en 2003 (16,1 points), 2e meilleur rebondeur du championnat (9,4 rebonds), il est le 2e joueur le plus complet du championnat (19,3 d'évaluation). Champion NBA en 2006, 2012 et 2013 avec le Heat de Miami. Will McDonald joue au club de 2003 à 2004 ; il est qualifié de bon rebondeur. Martin Henlan, joueur de 2003 à 2004 est adoré des supporters d'« Élan Passion ». Thabo Sefolosha est joueur au club de 2002 à 2005. Il est à Chalon un défenseur hors normes et un extérieur multi-fonctions. Il évolue actuellement en NBA. A participé au All-Star Game LNB 2004. Mickael Mokongo joue de 2002 à 2006. Il est élu Meilleur espoir du championnat de France Pro A en 2005. C'est au club un joueur énergique, dynamique et bon défenseur. A joué le All-Star Game LNB 2004.
John Best est un joueur malin, doté d'une bonne adresse de loin (3 points) bien qu'il soit au poste d'intérieur. Il est joueur au club de 2004 à 2007 et est meilleur marqueur du club en 2005 (15,7 points) et 2007 (11,8 points). Mamoutou Diarra, ailier, joue à l'Élan Chalon de 2005 à 2007. Pendant cette période chalonnaise, il est l'une des valeurs sures du championnat de « Pro A » ; c'est un ancien joueur de l'Équipe de France ; a participé au All-Star Game LNB en 2005 et 2006. Arthur Lee est joueur au club de 2005 à 2006 ; il est meilleur marqueur du club en 2006 (14,1 points). Terrell Everett, meneur de jeu, joue à Chalon de 2006 à 2007 puis en 2009. Joueur gaucher, il est doué en jeu de percussion et a un bon sens de la passe, il a joué le All-Star Game LNB 2006. Tracy Murray joue 14 matchs (2006-2007) pour le club. Il est vainqueur du concours à trois points du All-Star Game Français en 2006. Ancien joueur de la NBA (12 saisons), il marque 50 points en « NBA » le 10 février 1998 et remporte avec les Houston Rockets le titre NBA en 1995.

#### De 2007 à 2015

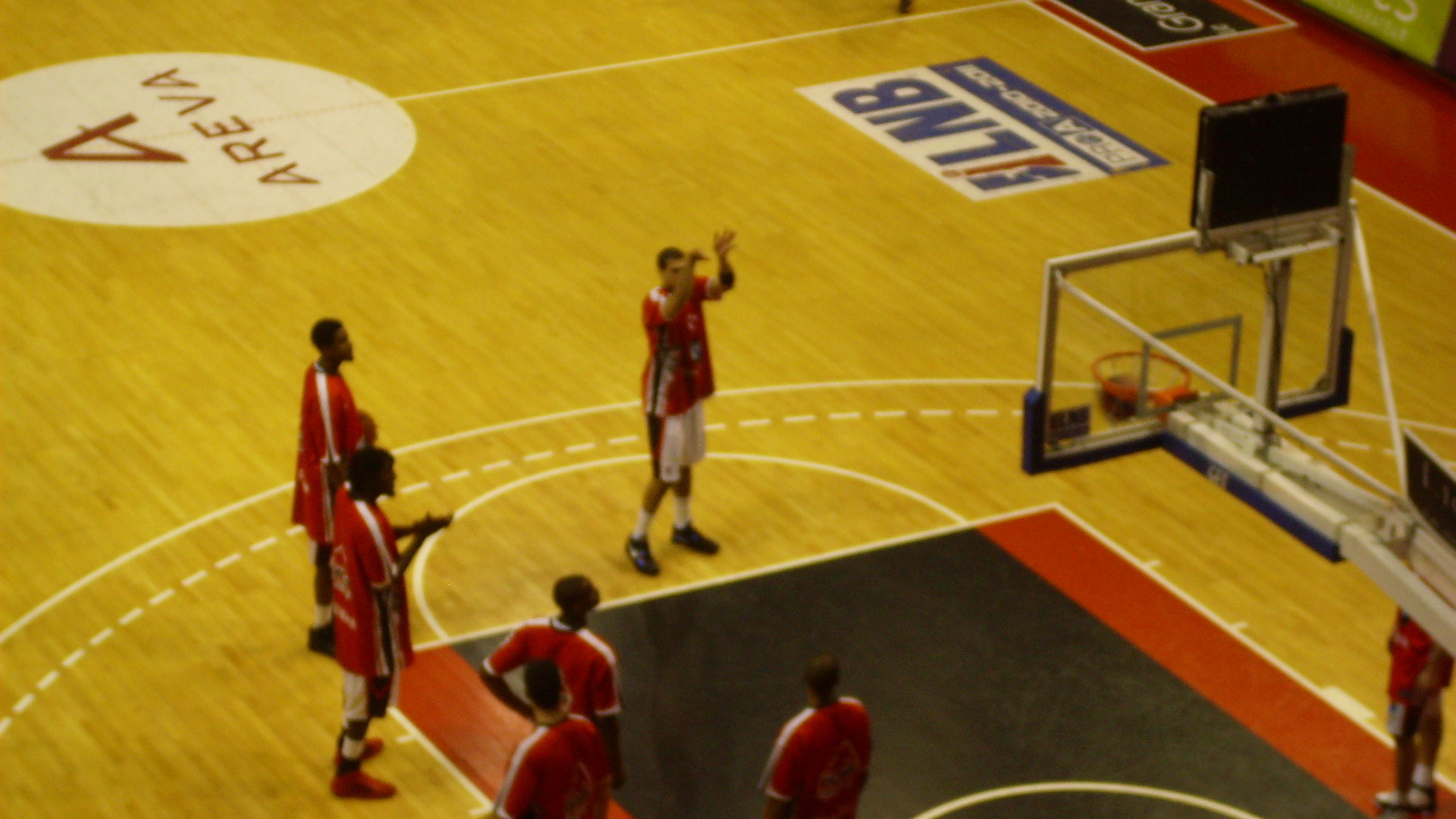
Blake Schilb au lancer-franc en 2011.

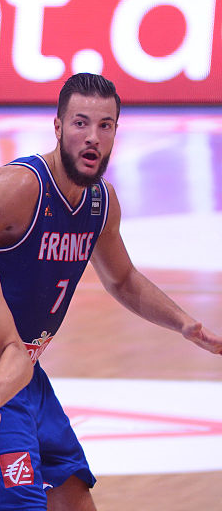
Joffrey Lauvergne avec l'équipe de France en 2015.

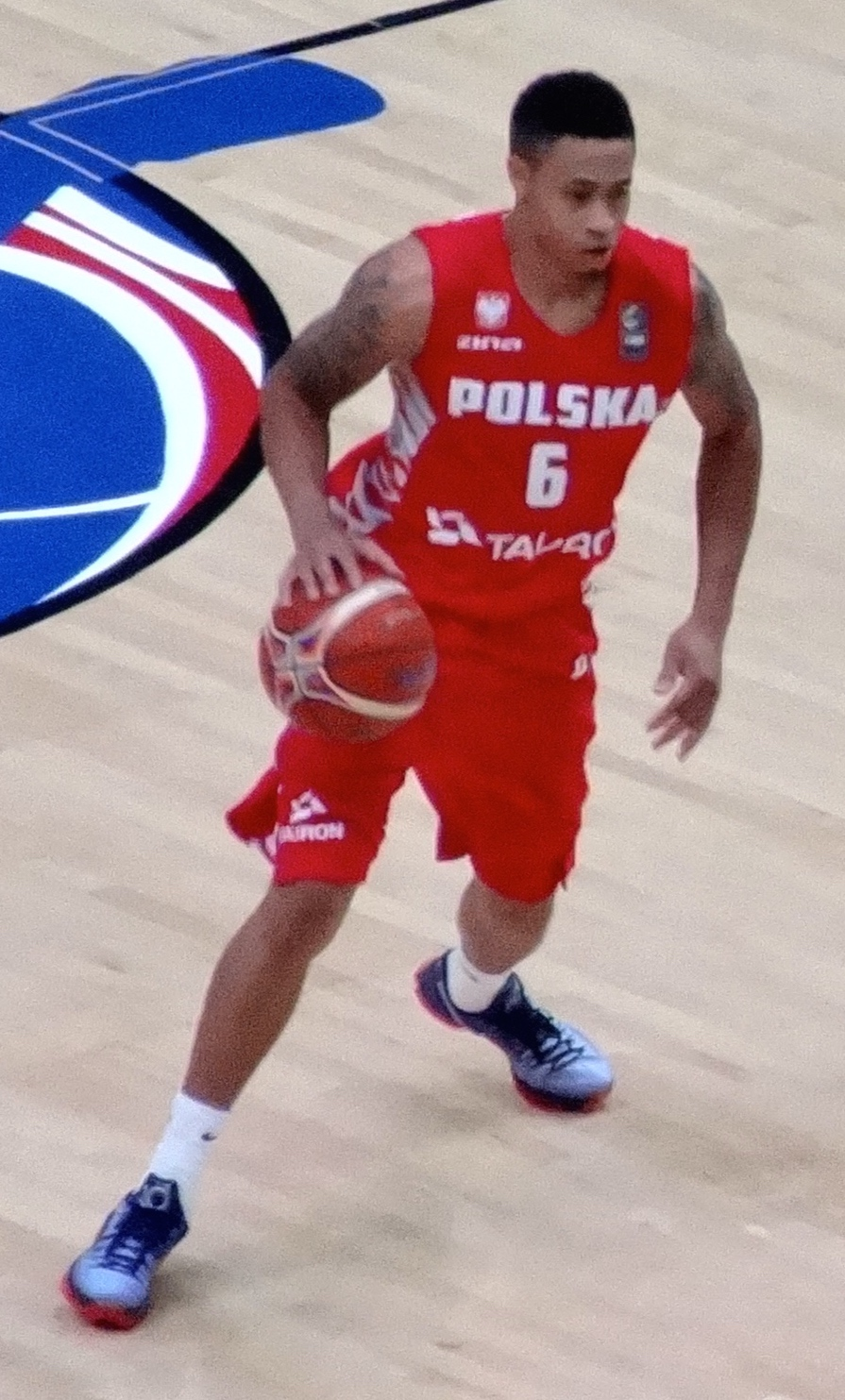
A. J. Slaughter sous le maillot de la Pologne en 2015.

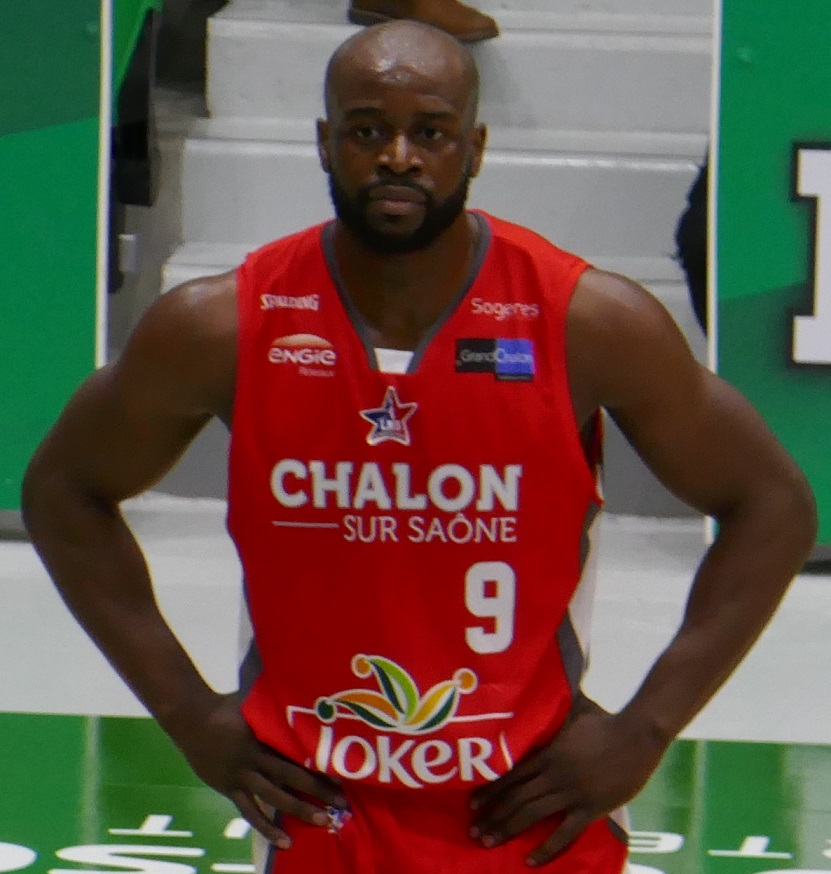
Jérémy Nzeulie en 2017

Stéphane Risacher joue de 2008 à 2010 et est un ancien joueur de l'équipe de France, il est médaillé d'argent aux Jeux olympiques de Sydney en 2000. Il a également sous les couleurs chalonnaises participé au All-Star Game LNB 2008. Brian Boddicker, joueur au club de 2008 à 2010, est le meilleur marqueur de l'équipe en 2009 (14,2 points). Zack Wright, joueur de 2008 à 2009, nommé au All-Star Game français 2008. Lors de cette saison, il tourne à 10,7 points, 6 rebonds, 6,4 passes décisives, 2,6 interceptions et 0,4 contre par match. Steed Tchicamboud a été formé au club de 1999 à 2002. Il fait à nouveau partie du club de 2010 à fin novembre 2014. Il est sélectionné en équipe de France pour le Championnat d'Europe de basket-ball 2011 et finaliste de cette compétition, a joué le All-Star Game LNB 2010 et 2012. L'ailier Blake Schilb, joueur du club de 2009 à 2013, a été un élément efficace et souvent décisif du collectif chalonnais pendant ses saisons au club. Il est déclaré meilleur joueur à l'évaluation de l'équipe en 2010 (18,3), 2011 (17,4), 2012 (17,6) et 2013 (19,2), MVP étranger de Pro A 2011-2012, MVP de la finale du Championnat de France 2012, MVP de la finale de Coupe de France en 2011, MVP de la Semaine des As 2012, MVP du mois de janvier de la saison 2010-2011 et du mois de février de la saison 2011-2012 de Pro A, MVP de la 9e journée de saison régulière d'Euroligue 2012-2013 (38 d'évaluation). Il a participé au All-Star Game LNB 2011 et 2012.

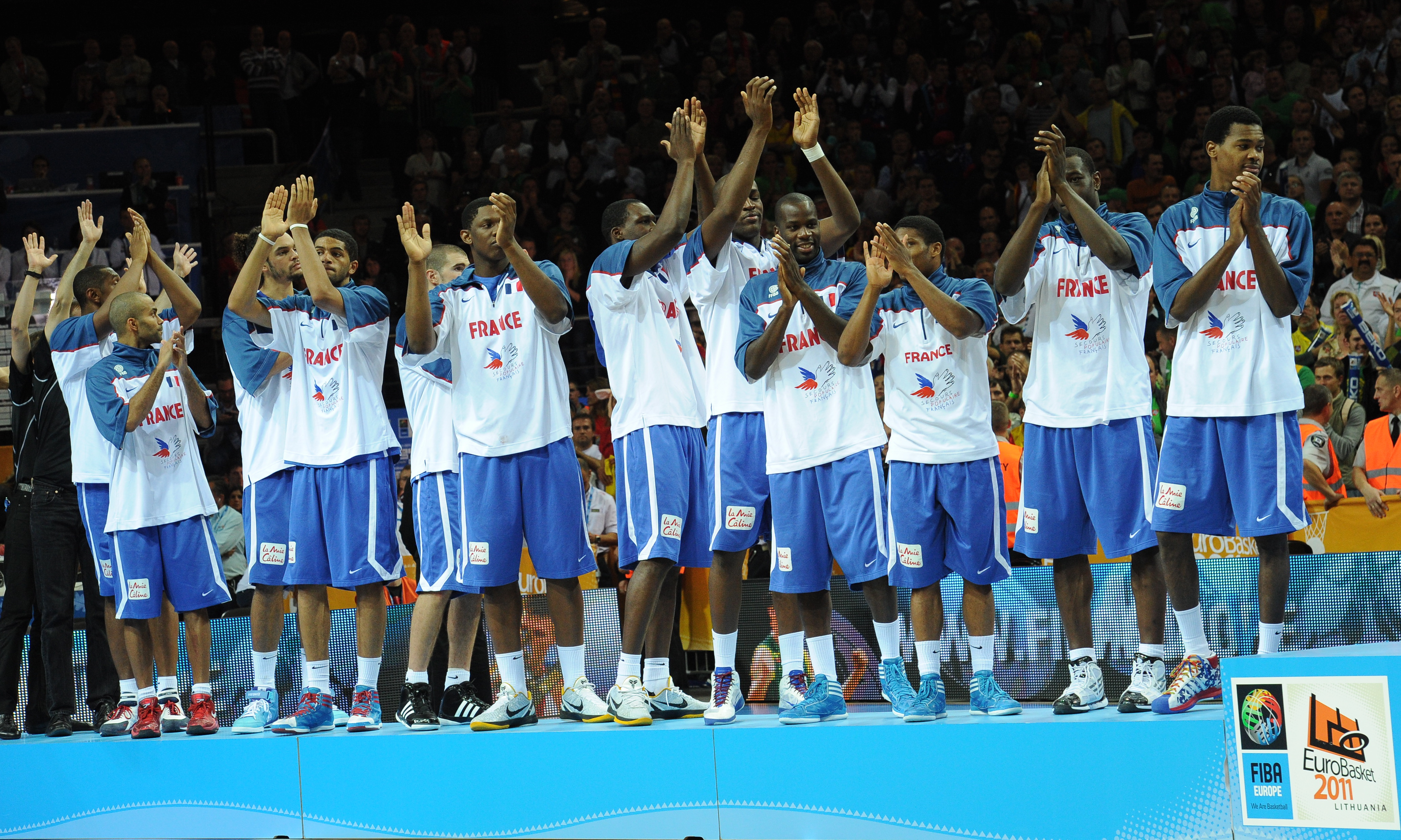
Steed Tchicamboud (4e en partant de la droite) sur le podium avec l'équipe de France lors du Championnat d'Europe 2011.

Joffrey Lauvergne, joueur au club de 2009 à fin novembre 2012 et qui a participé aux quatre titres chalonnais de cette période. Il a effectué ensuite sa carrière en Europe. Il évolue actuellement au Bulls de Chicago en NBA. Il joue en équipe de France depuis 2013 ou il a remporté une médaille d'or au championnat d'Europe 2013 en Slovénie et deux médailles de bronze à la coupe du monde 2014 en Espagne et au championnat d'Europe 2015 en France. Malcolm Delaney, joueur qui a marqué de son empreinte la saison 2011-2012 des trois titres chalonnais, il effectue après une belle carrière en Europe et joue actuellement en NBA aux Hawks d'Atlanta. Shelden Williams joueur chalonnais pour la saison 2012-2013. À noter que ce joueur a été drafté en 5e position en 2006 et qu'il a joué 361 matchs en six saisons de NBA. Il a été aussi le mari de Candace Parker,. Ilian Evtimov est le joueur qui a effectué le plus de saison au club (de 2010 à 2016) et qui a joué le plus de match avec le club chalonnais en Pro A. Défini comme un intérieur mais dangereux a trois points. MVP de la finale de Coupe de France 2012 et nommé au All-Star Game français 2012. Jean-Baptiste Adolphe Michel (dit JBAM), joueur de 2010 à 2014, intérieur-pivot, un gros physique, combattant sur un terrain et chouchou du public chalonnais.
A. J. Slaughter, a joué au club en 2013-2014, MVP du mois de décembre de la saison 2013-2014 et meilleur marqueur chalonnais (17,6 points par match), a joué pour le All-Star Game LNB 2013. Clint Capela est d'abord rentré au centre de formation de l'Élan Chalon en 2009. Il a commencé à évoluer dans l'équipe professionnelle en 2012 jusqu'en 2014. Cette même année 2014, il est sélectionné à la 25e position de la Draft 2014 de la NBA par les Rockets de Houston le 27 juin 2014. Ce joueur a également été élu en 2014 : Meilleur jeune et meilleur progression en Pro A ; il a également été meilleur joueur du mois de février 2014, premier au classement des dunk de Pro A (1,9 dunks par match) et meilleur évaluation de l'équipe chalonnaise (16). Marcus Dove, joueur de la saison 2014-2015, finit meilleur joueur à l'évaluation (17,3) de cette saison chalonnaise, a joué pour le All-Star Game LNB 2014. Jason Rich, joueur de fin 2014 à 2015, 16 d'évaluation lors de la saison, mais il signe lors de la phase retour une évaluation de 19,7 et d'après le magazine Basket Hebdo il est sans doute le MVP de la deuxième partie de saison. 

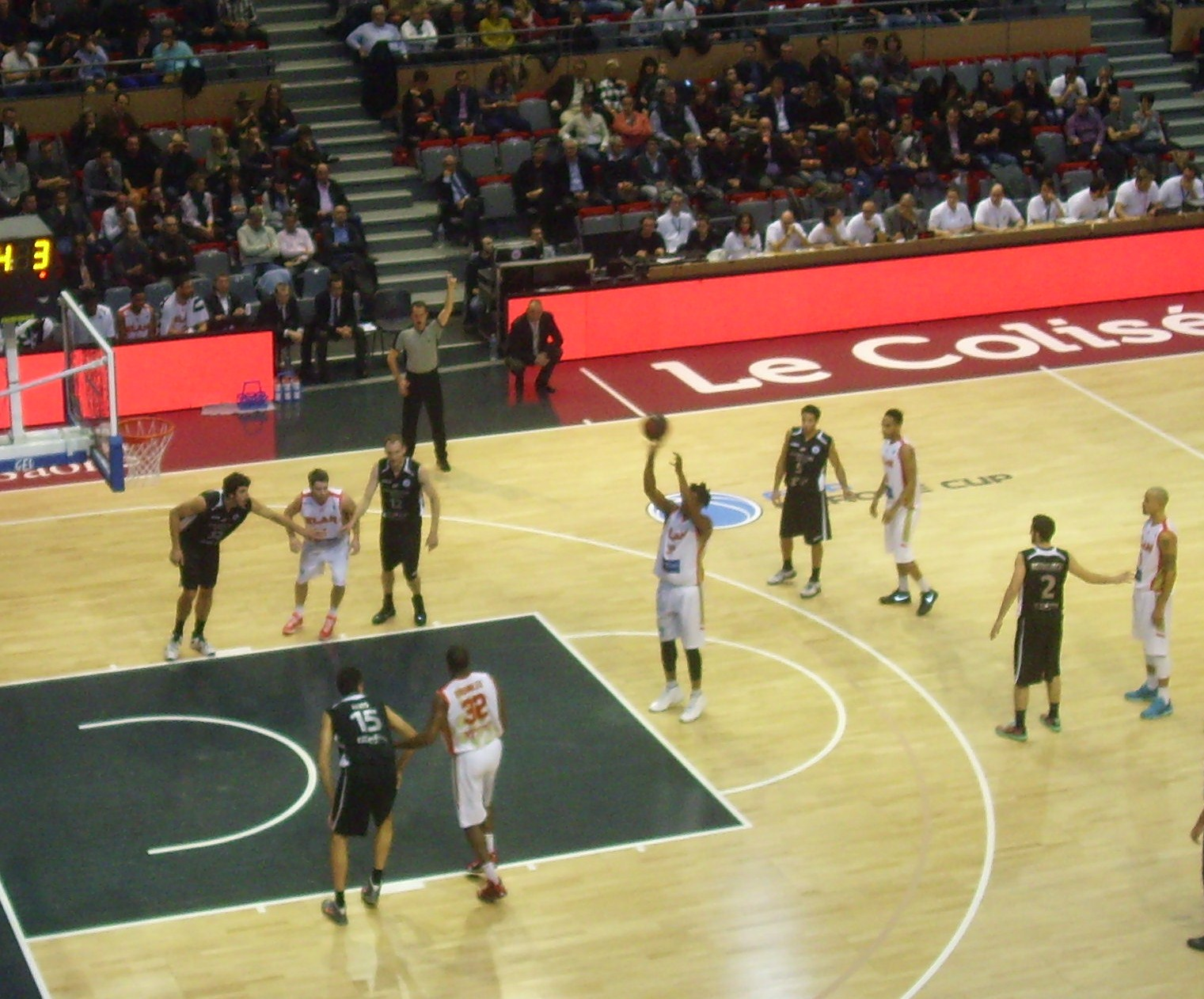
Devin Booker au lancer-franc en 2015.

#### Depuis 2015
Devin Booker joueur du club de 2015 à 2016, pivot dominant de ce championnat 2015-2016, a été désigné MVP du championnat 2015-2016, MVP du mois de janvier 2016 et également meilleur joueur à l'évaluation (20 d'évaluation). Le meneur John Roberson passeur et scoreur, que Jean-Denys Choulet a recruté en Suède, a été joueur de 2015 à 2017. En palmarès personnel il a été déclaré MVP du mois de février 2016 et décembre 2016 en Pro A. Il est aussi la quatrième meilleure évaluation de la saison 2016-2017 (18,9 par match). Cameron Clark, l'ailier fort et scoreur a évolué sour les couleurs chalonnaises pendant une saison (2016-2017). Il est devenu meilleur marqueur du championnat 2016-2017 (18,6 points par match), deux fois élu MVP du championnat en janvier et février 2017. Il signe la troisième meilleure évaluation du championnat 2016-2017 (19,21 par match). Evoluant au poste de pivot, Moustapha Fall, joueur du club de 2016 à 2017 est, de par sa taille (2,18 m), un joueur qui dissuade en défense dans la raquette et qui a un apport offensif important (marque, rebonds, passes). En titre personnel, il a été déclaré meilleur défenseur pour la saison 2016-2017, MVP du championnat 2016-2017 au mois d'avril 2017, également meilleur rebondeur (9,1 rebonds par match), dunkeur (2,65 dunks par match) et contreur (2,3 contres par match). Il a aussi la meilleure évaluation chalonnaise sur cette saison 2016-2017 et deuxième dans ce championnat (20,6 par match). L'ailier Jérémy Nzeulie au club de 2016 à 2018 est un joueur complet et bon défenseur. Il est élu MVP des finales de Pro A en 2017 et restera dans les annales par son tir au buzzer lors du match 3 des finales (victoire chalonnaise 71 à 70 contre Strasbourg) qui redonne l'avantage à l'Élan Chalon. Le meneur Nate Wolters, joueur lors de la saison 2017-2018 qui lors de ces 15 matchs en 2018 sauve le club de la relégation. Il réalise une partie de saison réussie (16,3 points et 6,2 passes décisives). Justin Robinson, meneur de jeu au club de 2018 à 2020. Il devient meilleur passeur de Jeep Élite lors de la saison 2018-2019 (8,2 passes décisives). Mickaël Gelabale qui évolue au club depuis octobre 2017. Ancien joueur de l'Equipe de France qui compte 156 sélections (dont une médaille d'or au championnat d'Europe 2013 en Slovénie).

### Effectif actuel
| P.             | #  | Nat.! | Nom Prénom       | Taille | Âge |
| -------------- | -- | ----- | ---------------- | ------ | --- |
| Arrière        | 0  |       | Akram Naji       | 1,90   | 17  |
| Meneur         | 2  |       | Jamel Morris     | 1,93   | 32  |
| Arrière        | 3  |       | Brandon Paul     | 1,93   | 33  |
| Ailier fort    | 4  |       | Zeljko Sakic     | 2,03   | 36  |
| Arrière        | 6  |       | Yohan Choupas    | 1,93   | 25  |
| Ailier fort    | 7  |       | Olivier Cortale  | 2,06   | 27  |
| Meneur         | 8  |       | Jeremiah Hill    | 1,88   | 29  |
| Ailier fort    | 13 |       | Lionel Gaudoux   | 1,98   | 28  |
| Pivot          | 14 |       | Dusan Ristic     | 2,14   | 29  |
| Meneur         | 21 |       | Michael Stockton | 1,95   | 35  |
| Ailier fort    | 22 |       | Yanis Tonelier   | 2,13   | 21  |
| Ailier         | 23 |       | Vuk Vucevic      | 1,97   | 21  |
| Arrière-Meneur | 24 |       | Noah Badibanga   | 2,00   | 21  |
| Ailier         | 40 |       | Zac Cuthbertson  | 2,01   | 28  |

| Elric Delord | Maxime Pacquaut | Emmanuel Coeuret |

## Entraîneurs
Jusqu'en 2015, dix-huit entraîneurs se sont succédé au club ; la plus longue durée est celle de Gregor Beugnot de mars 2003 à fin mai 2013 (dix ans et trois mois), la plus courte celle de Philippe Sudre (trois matchs).

### Période amateur
Stephan Szczecinski est le premier entraîneur de l'« ère nationale » du club, avec à son palmarès trois montées (1975 de Nationale 4 à Nationale 3, 1976 de « Nationale 3 » à Nationale 2 et 1978 de « Nationale 3 » en « Nationale 2 ») mais aussi une descente (1977 de « Nationale 2 » à « Nationale 3 »). Il amène aussi le club au titre de champion de France de « Nationale 3 » en 1978 (victoire de l'Élan 104 à 100 sur Orléans). Bruno Recoura, en tant qu’entraîneur-joueur, permet à l'Élan d'effectuer deux belles saisons (7e en 1979 et 4e en 1980 avec Guy Minard en manager). Jean-Luc Roediger est entraîneur pendant un an, avec une descente pour bilan (1981 de « Nationale 2 » à « Nationale 3 »). Dominique Juillot lui succède pour une saison, avec une remontée de « Nationale 3 » en « Nationale 2 » (1982). Jean-François Letoret est entraîneur pendant un an, avec comme bilan une descente de « Nationale 2 » en « Nationale 3 » (1983).
Grzegorz Korcz occupe le poste de 1983 à 1986, et assure trois maintiens en « Nationale 3 ». Vient ensuite une deuxième place d’entraîneur pour Jean-François Letoret, mais qui se solde aussi par une descente en 1987 de « Nationale 3 » en « Nationale 4 », puis son départ de ce poste à la fin de l'année 1987. Il est remplacé par Michel Cogne lors de cette fin d'année ; cet ancien joueur entraîne le club pendant trois saisons et demie, avec deux montées à son actif (1989 de Nationale 4 à Nationale 3 et un titre de Champion de France de cette division et 1990 de « Nationale 3 » en Nationale 2). Michel Cogne maintient l'Élan en « Nationale 2 » en 1991. Bernard Fatien débarque à Chalon et maintient le club en 1992, mais il meurt victime d'un accident de voiture le 6 octobre 1992,. Un intérim de deux matchs au milieu du mois d'octobre 1992 est assuré par un trio : Philippe Hervé pour les entrainements, Dominique Juillot en entraîneur pour les matchs, assisté de Jean-Claude Berthoud,. Witek Zawadzki arrive fin octobre 1992.

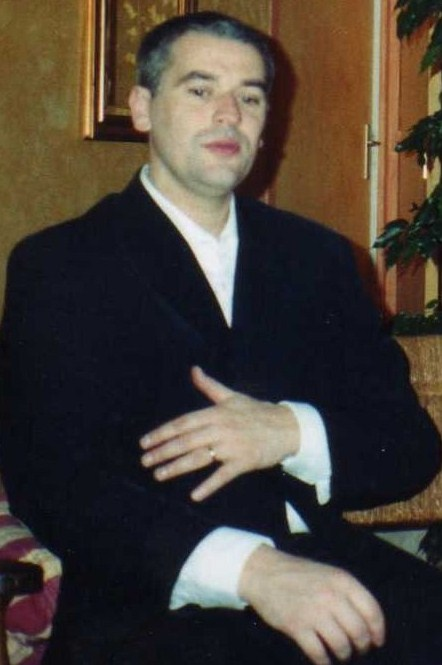
Philippe Hervé en 1997.

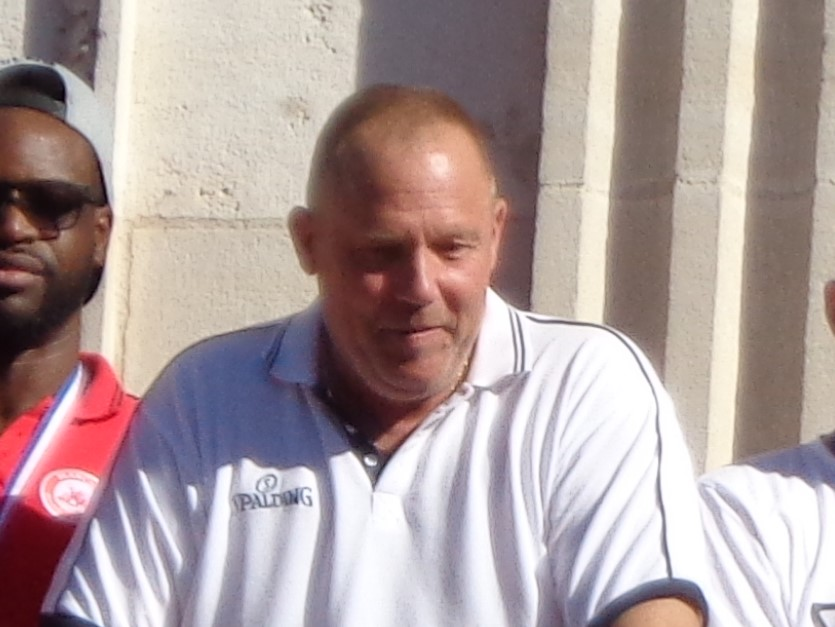
Jean-Denys Choulet en 2017.

### Période professionnelle
Witek Zawadzki succède à Bernard Fatien ; il permet à l'Élan de se maintenir en 1993, puis le club monte en Pro B en 1994 avec un titre de champion de France de « Nationale 2 ». Witek entraîne lors du début de saison 1994-1995, mais est ensuite remplacé par le tandem Philippe Hervé-Pascal Thibaud. Philippe Hervé prend totalement le rôle d’entraîneur en 1995, qu'il conserve pendant sept saisons. Pendant cette période, le club monte en Pro A en 1996. L'Élan est finaliste de la Coupe Saporta en 2001. Les meilleurs résultats de Philippe Hervé sont deux quatrièmes places (en 1999 et en 2002 avec le même bilan (20 victoires pour 10 défaites,).
La mauvaise saison de l'Élan en 2002-2003 voit déjà trois entraîneurs se succéder : Emmanuel Schmitt (huit matchs pour deux victoires et six défaites) suivi de Erik Lehmann (dix matchs pour trois victoires et sept défaites) puis de Philippe Sudre (trois matchs pour autant de défaites) qui laisseront le club à la dernière place à neuf journées de la fin de la saison. Gregor Beugnot arrive et sauve l'Élan avec six victoires pour trois défaites. Il est entraîneur du club jusqu'à la fin de saison 2012-2013. Il permet à l'Élan de réaliser la deuxième meilleure saison en bilan comptable en championnat avec 23 victoires pour 7 défaites en 2012. Le club passe aussi trois fois tout près d'une qualification en finale du Championnat de France (2005, 2007 et 2013). Mais à partir de 2011, sous sa conduite le club remporte un titre de Champion de France en 2012, deux victoires en Coupe de France en 2011 et 2012 et une victoire en Semaine des As en 2012. Début juin 2013, c'est Mickael Hay le nouvel entraîneur du club, mais il est licencié fin octobre 2013 (quatre matchs pour une victoire et trois défaites). Romain Chenaud assure l'intérim au poste d'entraîneur coaching pour un match d'EuroCoupe (le 29 octobre 2013). C'est Jean-Denys Choulet qui remplace Mickael Hay au poste d’entraîneur le 29 octobre 2013 et sous sa direction, l'équipe chalonnaise remporte un titre de Champion de France en 2017. C'est aussi avec cet entraineur que le club obtient la meilleure saison en bilan en championnat, avec 27 victoires pour 7 défaites (2016-2017). Jean-Denys Choulet quitte le club à la fin de saison 2018-2019. Philippe Hervé revient au club mais est écarté à la fin du mois de janvier 2020 avec un bilan de six victoires pour quatorze défaites (le club chalonnais est avant dernier). C'est Julien Espinosa qui le remplace en cette toute fin de mois de janvier 2020. Lors de la saison 2020-2021, après un bilan de huit victoires pour seize défaites et une 16e place sur 18, Julien Espinosa est demis de ces fonctions et Ali Bouziane assure l'intérim jusqu'à la fin de saison. Le 24 juin 2021, Sebastian Machowski est officiellement le nouvel entraineur du club pour la saison 2021-2022. Ce-dernier est remercié le jeudi 7 avril 2022 après un bilan de 17 victoires et 10 défaites. Maxime Pacquaut est désigné pour assurer l'intérim du match face à Évreux du 9 avril 2022. Le 12 avril, il est confirmé à ce poste jusqu'à la fin de saison 2021/2022 en étant assisté par Alexis Sangouard.
| Rang | Nom                              | Période                 |
| ---- | -------------------------------- | ----------------------- |
| 1    | Stephan Szczecinski              | 1973 - 1978             |
| 2    | Bruno Recoura                    | 1978 - 1980             |
| 3    | Jean-Luc Roediger                | 1980 - 1981             |
| 4    | Dominique Juillot                | 1981 - 1982             |
| 5    | Jean-François Letoret            | 1982 - 1983             |
| 6    | Grzegorz Korcz                   | 1983 - 1986             |
| 7    | Jean-François Letoret            | 1986 - fin 1987         |
| 8    | Michel Cogne                     | fin 1987 - 1991         |
| 9    | Bernard Fatien                   | 1991 - octobre 1992     |
| 10   | Witek Zawadzki                   | octobre 1992 - fin 1994 |
| 11   | Pascal Thibaud et Philippe Hervé | fin 1994 - 1995         |
| 12   | Philippe Hervé                   | 1995 - 2002             |

| Rang | Nom                 | Période                           |
| ---- | ------------------- | --------------------------------- |
| 13   | Emmanuel Schmitt    | 2002 - décembre 2002              |
| 14   | Erik Lehmann        | décembre 2002 - mars 2003         |
| 15   | Philippe Sudre      | mars 2003                         |
| 16   | Gregor Beugnot      | mars 2003 - 2013                  |
| 17   | Mickael Hay         | 2013 - fin octobre 2013           |
| 18   | Romain Chenaud      | fin octobre 2013 (1 match)        |
| 19   | Jean-Denys Choulet  | fin octobre 2013 - 2019           |
| 20   | Philippe Hervé      | 2019 - fin janvier 2020           |
| 21   | Julien Espinosa     | fin janvier 2020 - début mai 2021 |
| 22   | - Ali Bouziane      | début mai 2021 - fin juin 2021    |
| 23   | Sebastian Machowski | juin 2021 - 7 avril 2022          |
| 24   | Maxime Pacquaut     | 7 avril 2022 - mai 2022           |
| 25   | Savo Vučević        | juin 2022 - novembre 2024         |
| 26   | Elric Delord        | depuis décembre 2024              |

## Autres personnalités importantes du club

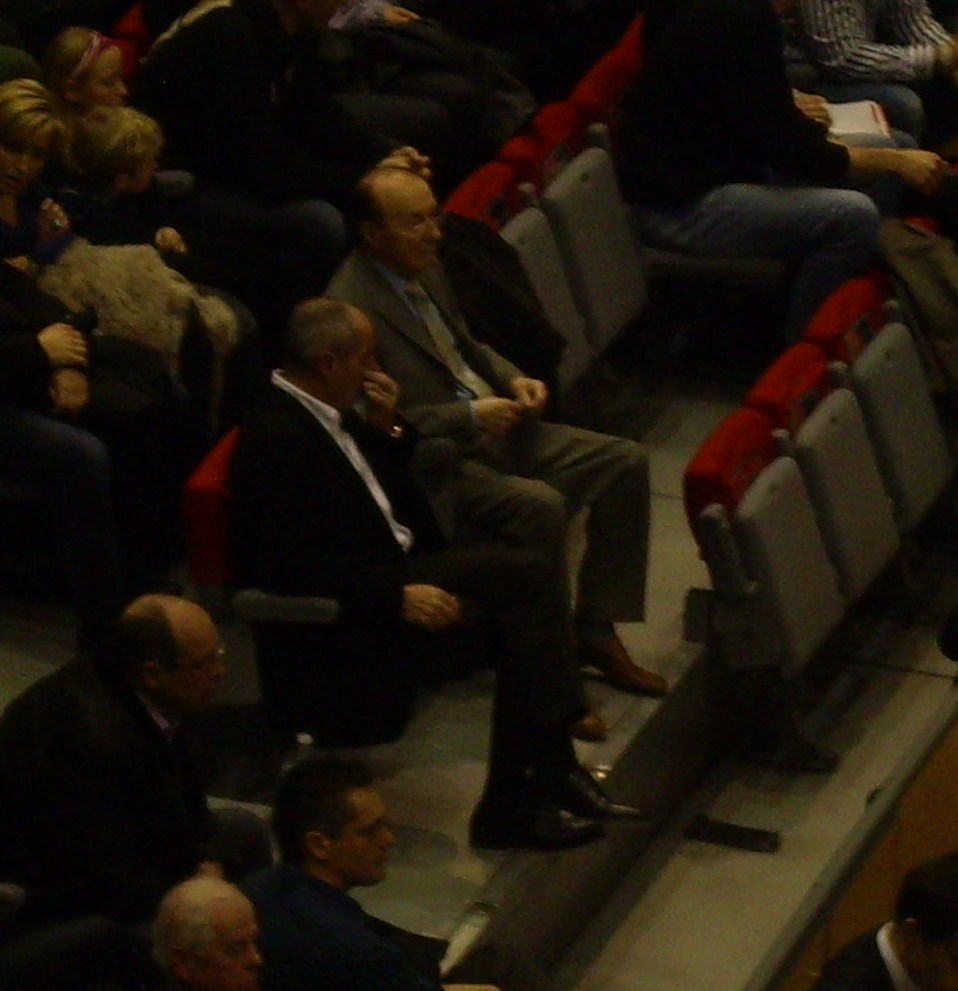
Dominique Juillot et Gabriel Bernard.

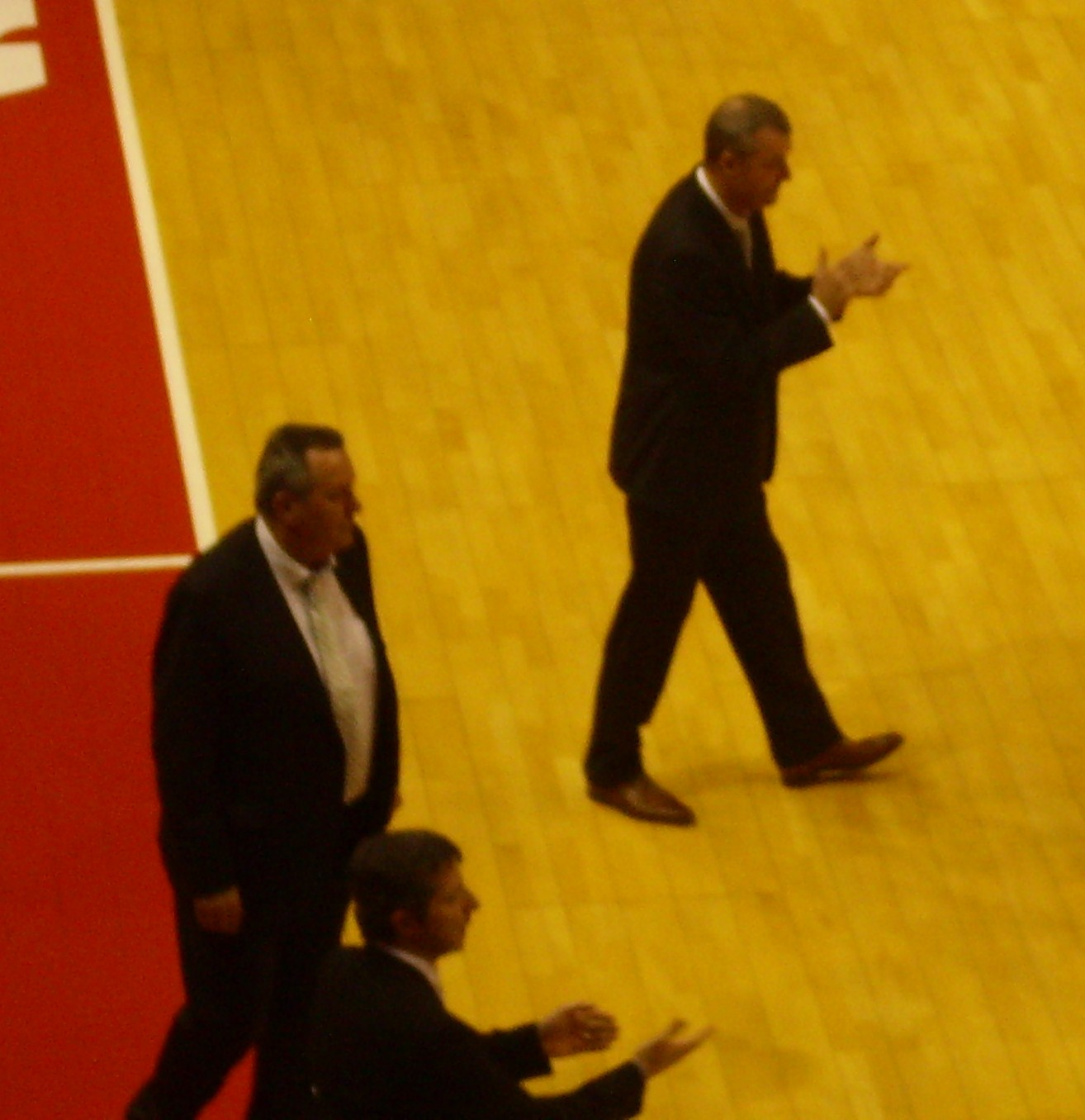
Gregor Beugnot (en haut), Yves Duvernois (au milieu) et Thierry Authier (en bas) en 2011.

### Président
Vincent Bergeret prend la présidence du club le 1er septembre 2021. Dominique Juillot est président de 1993 à 2021. Il a mis en place la Société d'économie Mixte (SEM) en 1994 permettant au club de se structurer au fur et à mesure des deux montées (« Pro B » et « Pro A ») tout en pérennisant le club. En tant qu'ancien joueur, il intervient plus ou moins dans les décisions de recrutement. Gabriel Bernard, actuellement président d'honneur, fut président du club de 1969 à 1993. Qualifié de pionnier, il a permis au club de monter jusqu'en Nationale 2 dans les années 1970. Comme dirigeant, il a toujours été un peu seul à prendre les décisions importantes. Et surtout, il s'est quelque peu heurté aux élus de l'époque (Roger Lagrange maire de Chalon-sur-Saône et René Bèche président du « Comité régional olympique du sport » (CROS) de Bourgogne), qui n'ont pas voulu le suivre pour faire de l'Élan Chalon un club pouvant évoluer en Nationale 1.
| Identité          | Période     |
| ----------------- | ----------- |
| Gabriel Bernard   | 1969 - 1993 |
| Dominique Juillot | 1993 - 2021 |
| Vincent Bergeret  | 2021 -      |

### Manager, directeur sportif, entraîneur et membre médical
Rémi Delpon est l'actuel manager général du club depuis 2007. Yves Duvernois a été directeur sportif de 1998 à 2013. Denis Poyol fut manager général du club (de 1994 à 2004). Philippe Hervé est inclus dans les personnalités du club en tant qu'ancien joueur et entraîneur. Gregor Beugnot est aussi compris dans ces personnalités en tant qu'entraîneur. Bernard Sangouard rentre dans ces personnalités, en tant qu'ancien joueur et assistant-entraîneur de Gregor Beugnot. Pour finir, en tant que membre de l'encadrement médical, Thierry Authier est le kinésithérapeute du club depuis 1987.

### Président(e) de l'association
Jean-Claude Berthoud qui a été un ancien joueur (de 1970 à 1977) et aussi un ancien président de l'association (de 1994 à 1999). Jean-Marc Jacquet est inclus dans ces personnalités en tant qu'ancien président de l'association (de 1999 à 2010). Christine Juillot, épouse de Dominique Juillot, présidente de l'association depuis 2014.

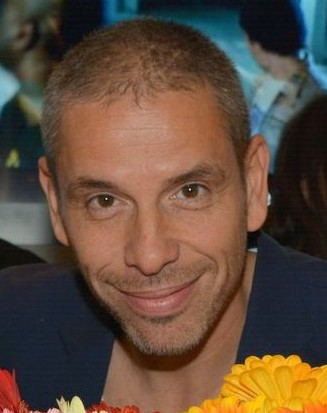
Medi Sadoun

### Célébrités
Sonia Rolland est la marraine du club entre octobre 2013 et fin octobre 2014. Medi Sadoun en devient ensuite le parrain. Philippe de Chauveron (qui a réalisé le court métrage « Respecte le bus » avec le club) est venu plusieurs fois voir jouer les Chalonnais et suit leurs résultats.

## Centre de formation

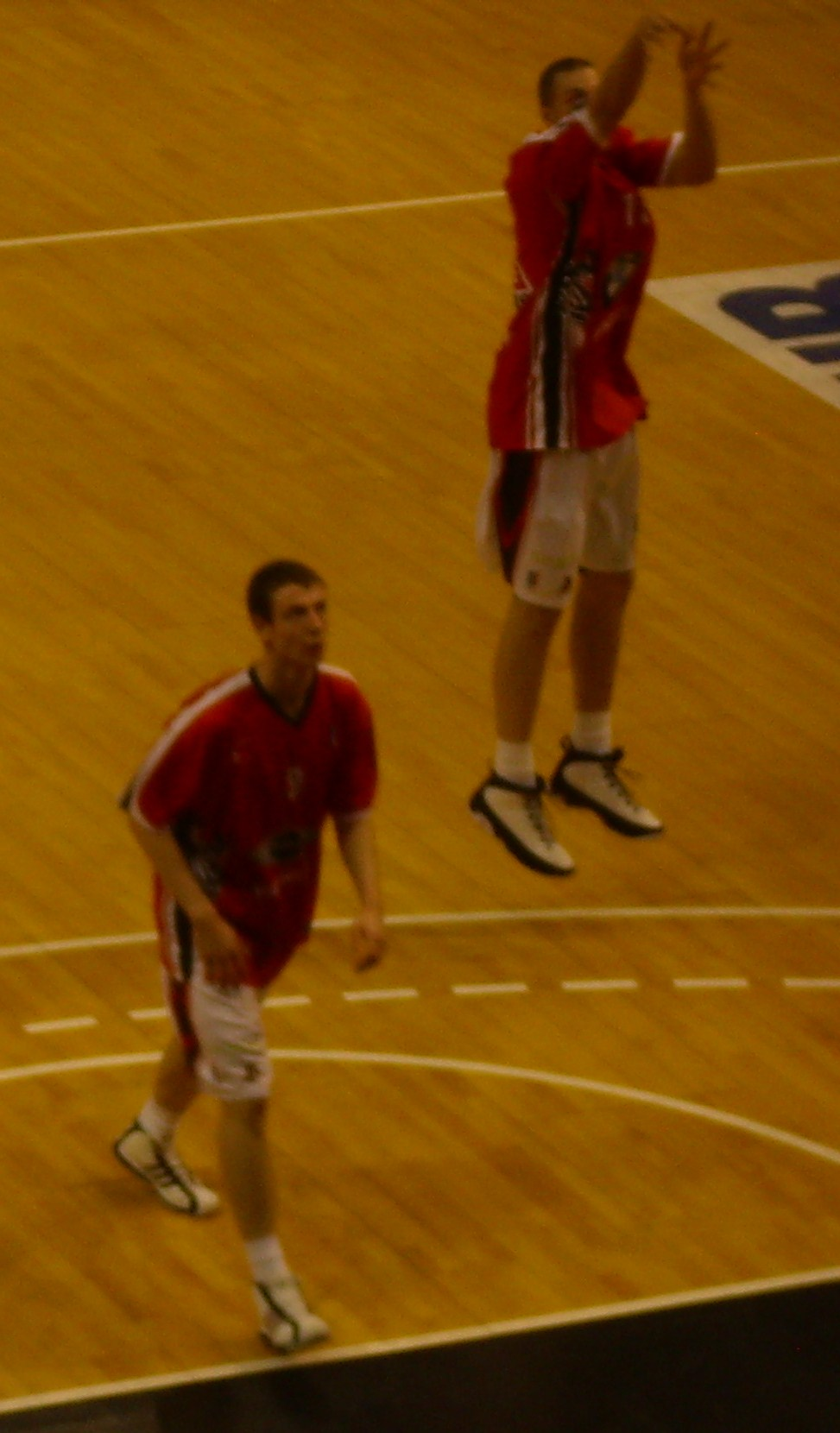
Nicolas Lang et Joffrey Lauvergne (au tir) en 2011.

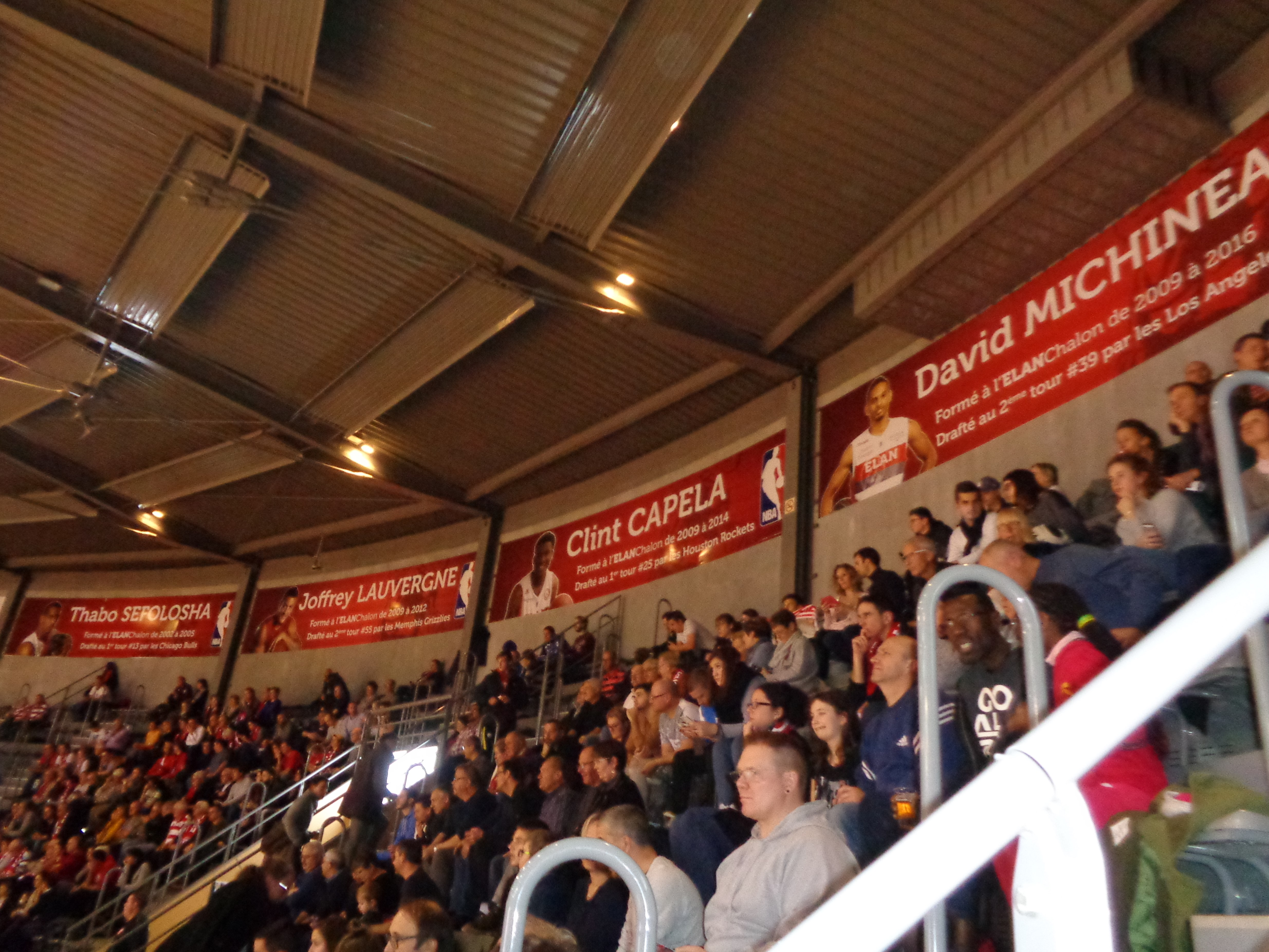
Pancarte des joueurs qui ont été formés à l'Élan Chalon et qui évoluent ou ont un rapport avec la NBA.

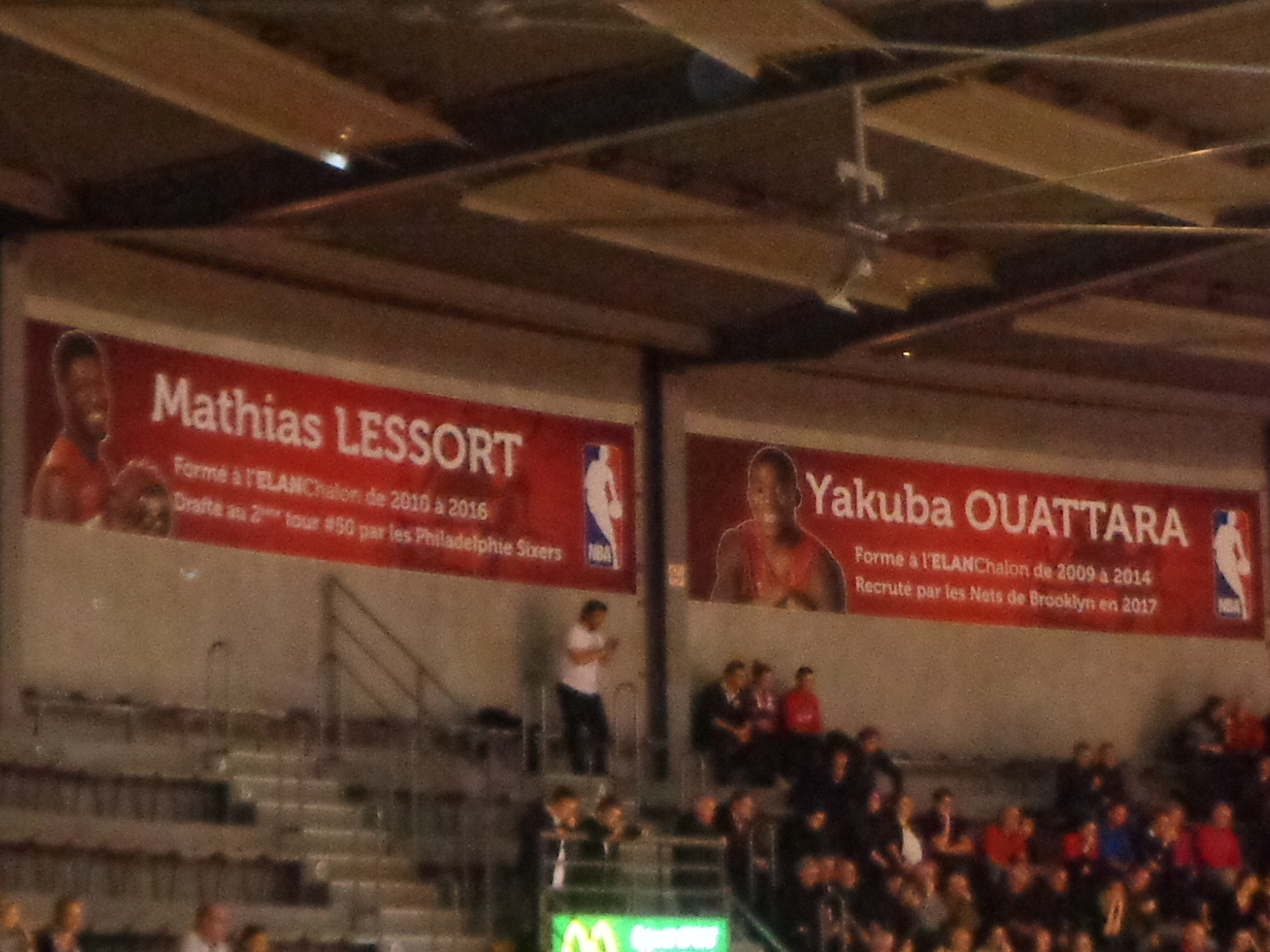
Pancarte des joueurs qui ont été formés à l'Élan Chalon et qui évoluent ou ont un rapport avec la NBA.

Créé en 1994, le centre de formation permet aux jeunes joueurs d'avoir un entraînement de haut niveau tout en poursuivant normalement leurs études. Le centre de formation, avec les équipes « Espoirs » (Championnat de France Espoirs) et « Cadets 1 » (Championnat de France cadets « Elite U18 », poule G), fait partie de la société d'économie mixte (SEM) de l'Élan Chalon. L’organisation administrative de la section professionnelle gère ces deux équipes. Cette structure accueille chaque année entre quinze et vingt stagiaires. Le budget de ce centre est de 615 000 euros en 2010-2011 ; Jean-Claude Collin en est le directeur et Maxence Broyer le responsable cette saison-là. Les joueurs du centre de formation sont scolarisés au lycée Émiland Gauthey à Chalon-sur-Saône et logés à l'internat de cet établissement, qui est réservé aux seuls sportifs chalonnais. Ces jeunes joueurs ne sont recrutés que s'ils peuvent intégrer une classe d'enseignement général (pour préparer un bac S, ES ou STG sur quatre ans en horaires aménagés),. En 2019-2020, Ali Bouziane prend la direction du centre de formation et de la tête de l'équipe espoir, il remplace Romain Chenaud.
Cinq joueurs ont été formés au club et ont été draftés en NBA : Thabo Sefolosha, Clint Capela, Joffrey Lauvergne, David Michineau et Mathias Lessort. D'autres joueurs sont passés par ce centre de formation : Billy Yakuba Ouattara, Axel Bouteille, Steed Tchicamboud, Jordan Aboudou, Philippe Braud, Nicolas Lang, Mickael Mokongo, Thomas Dubiez, Assane Ndoye, Ulysse Adjagba, Jonathan Hoyaux ou encore Jesse Delhomme.
Le palmarès de ce centre de formation est un titre de champion de France espoirs en 2013, un Trophée du Futur espoirs en 2013, quatre titres de champion de France cadets en 2007, 2012 et 2013 (1re division) et 2010 (2e division). Concernant les distinctions individuelles le palmarès est composé de Mickael Mokongo (meilleur espoir du championnat de Pro A) en 2005, Billy Yakuba Ouattara (MVP du championnat espoirs) et Romain Chenaud (meilleur entraineur de centre de formation) en 2013. En 2014, Clint Capela est élu meilleur jeune et meilleur progression en Pro A et Axel Bouteille meilleur espoir. En 2016 En mai 2016, Mathias Lessort est élu meilleur sixième homme (joueur non titulaire) de la phase retour du championnat de France.

## Élan Formation
Le club a aussi une structure nommée « Élan Formation » (créée en 1997) qui permet l'obtention du BPJEPS (anciennement Brevet d'État d'Éducateur Sportif 1er degré ou BE 1) et du DE basket, ces deux formations s'étalant sur 2 ans. Cette structure est une antenne du CFA du sport de Bourgogne, créée en 1995 et qui a formé en vingt ans (en 2015) 1 500 stagiaires. Cette antenne chalonnaise a formé depuis 1997, 230 personnes dans les métiers du basket-ball, du football et du rugby à XV. Elle a actuellement, en 2015, 33 stagiaires en formation et pour directeur depuis 1997 Jean-François Letoret. Ils sont passés par cette structure : Romain Chenaud (ancien entraineur assistant à l'Élan Chalon), Maxence Broyer (entraîneur de l'équipe espoirs du club chalonnais), Julien Mahé (entraineur de Gravelines), Kevin Brohan (entraîneur de Calais en féminines), Julien Chastagnet et Benjamin Schaub (respectivement manager général et entraineur du RC Strasbourg)…

## Association sportive

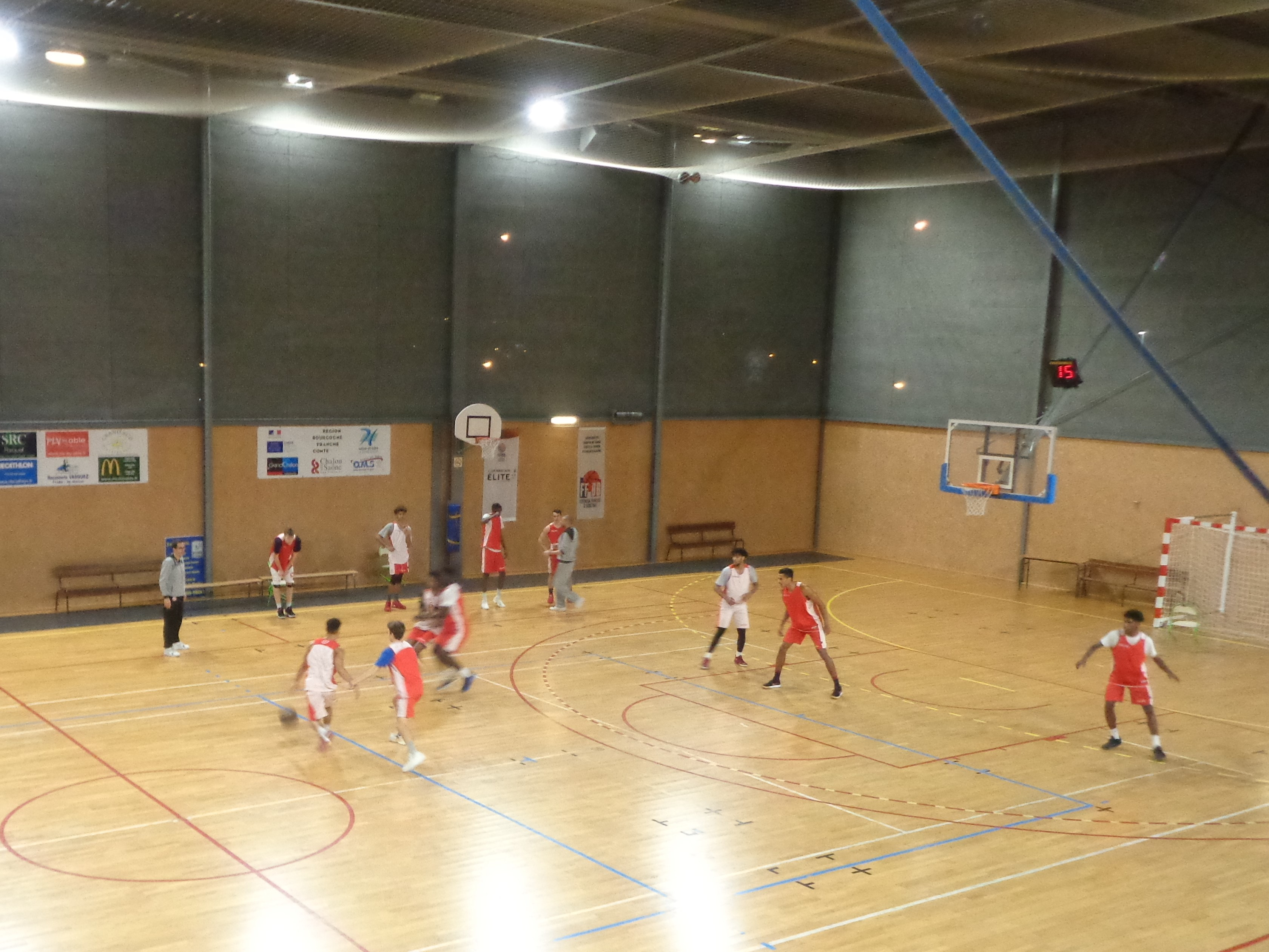
Salle annexe du Colisée avec un entrainement de jeunes

L'association sportive regroupe toutes les équipes de jeunes et de seniors en sections amateurs. Elle possède aussi une section Handibasket, une section « loisirs » et une section « Mini-Basket ». Elle accueille 480 licenciés en 2017. Le club possède cinq salles pour les entraînements et les matchs : Le Colisée (et son annexe), les gymnases de Jean-Macé, Le Devoir, Garibaldi et du LEP Bâtiment. Ce club possède 26 membres au conseil d'administration dont Christine Juillot, présidente, et 21 entraîneurs pour 35 équipes.

### Sections masculines
En 2016-2017, l'équipe « Seniors 2 » joue en « régionale masculine 2 » et l'équipe « Séniors 3 » évolue en « régionale masculine 3 » en Bourgogne . Toujours dans cette division régionale se produisent les équipes « U17 », « U13 » et « U15 ». Au niveau départemental (Saône-et-Loire) évoluent des équipes « U13 » (2), « U15 » (2), « U17 » (2)…

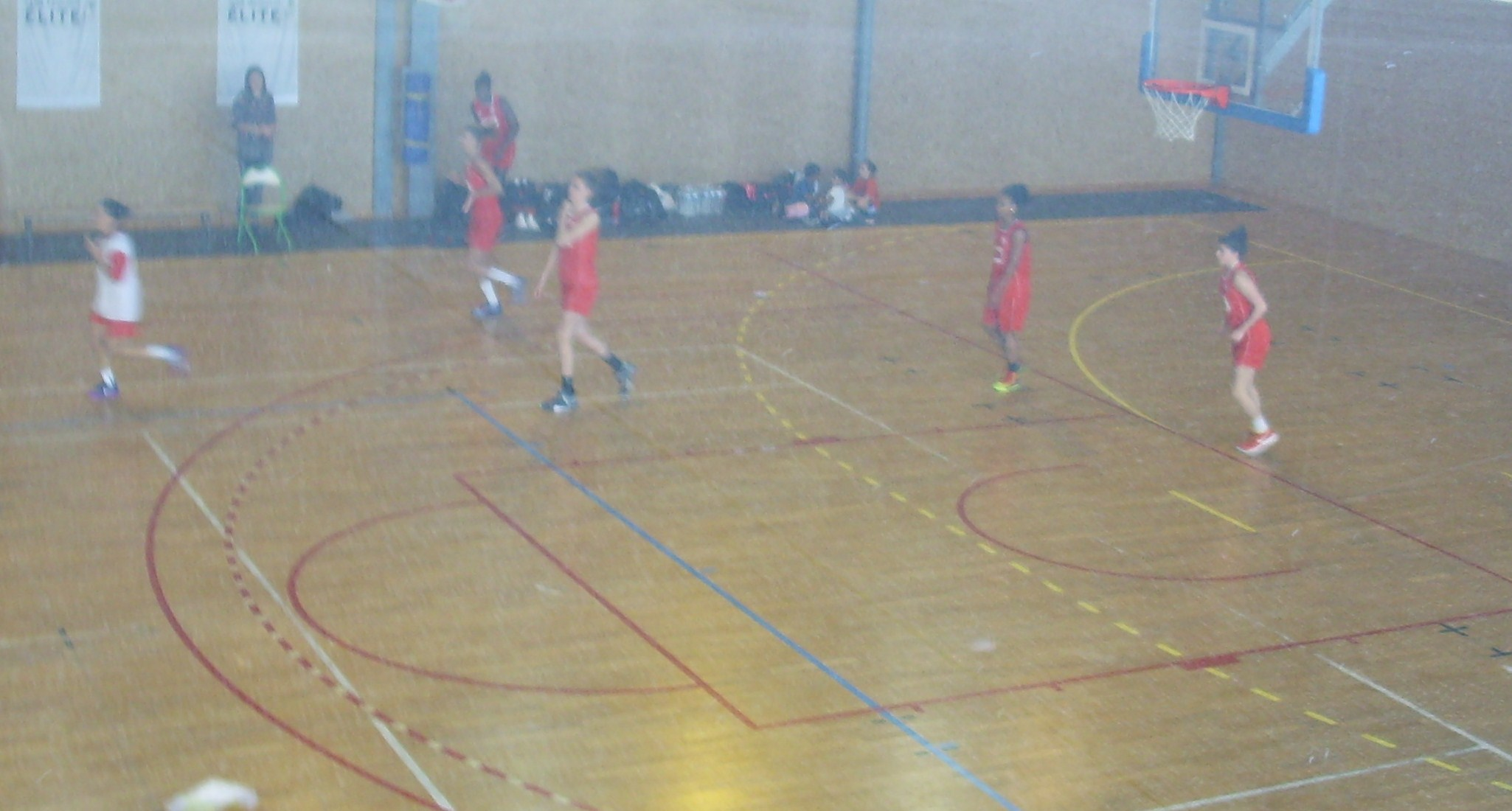
Salle annexe du Colisée avec un match de Nationale féminine 3 entre l'Élan Chalon-Le Creusot et Montferrand (échauffement).

### Sections féminines
La saison 2014-2015 voit l'union des équipes féminines de l'AB Le Creusot et de l'Élan Chalon (appelée Union Le Creusot/Elan Chalon 71) concernant trois équipes, puis en 2016-2017, les « Seniors 1 » évolue en Nationale 2 (Poule A), les « Seniors 2 » en « Pré-nationale féminine ». Mais en 2017, l'union avec Le Creusot n'est pas renouvelée, les séniors et U18 de l'Élan Chalon ont un projet d'union avec l'autre club chalonnais (le Chalon Basket Club) mais pour la saison 2017-2018, les féminines sénior en reprenant les droits du Creusot évolue en Nationale 3. Les « U18 » évolue en « Elite » (Poule H).
- Effectif 2017-2018 : Aurélie Langlais, Sandra Radnic, Jihad Messoussa, Magalie Bence, Hélène Letoret, Noémie Authier, Claire Bernard, Mathilde Letoret, Félicia Constant, Michelande Auger, Nezha Hoareau, Léa Chéné[Jsl 177].

En régionale (Bourgogne) évoluent l'équipe « U15 » et « U13 ». Au niveau départemental (Saône-et-Loire) se produisent les équipes « Seniors 2 », « U17 », « U13 » (2)…

### Section Handibasket
L'équipe d'handibasket a été créée en 2009. En 2013-2014, en « Nationale 2 » (Poule B), cette section finit 4e sur 8 avec 8 victoires pour 6 défaites. En 2014-2015, elle termine vice-championne de France de la quatrième division française et monte à l'issue de cette saison en « Nationale 1 C » (N1C) où elle évolue encore 2016-2017 dans la poule A. Elle finit la saison 4e avec un bilan de 9 victoires et 5 défaites. La même année, le Colisée est l'hôte du final four de N1C, remporté par le CH Forezien devant Anglet et Coudekerque, Cambrai finissant quatrième. En 2017 (saison 2017-2018), l'équipe monte en Nationale B (Poule A) soit la deuxième division nationale. Le club handibasket obtient le maintien lors de ses deux premières saisons dans cette division (2017-2018 et 2018-2019).
- Effectif 2019-2020 : Aubin Barillon-Mettler, Valérie Ita, Annabelle Alixe-Picut, Guillaume Legendre, Gregory Prost, Yann Moniere, Simon Farre, Abdé Bouroga, Gregoriy Milyutin, Maxence Humbert, R.Damoizeau, L.Clary, A.Djallali, S.Mohamed-Khalil.

Cette section qui en 2009 comptait huit licenciés , compte 26 licenciés (dont 8 enfants) en 2013-2014, 30 licenciés en 2014-2015 puis 35 licenciés en 2015-2016. L'équipe réserve évolue en Nationale 2 (Poule C) pour la saison 2019-2020;
L'équipe remporte le titre en Nationale 1 en dominant la saison 2022-2023, devant Meylan Grenoble Handibasket, et accède pour la première fois de son histoire à l'élite nationale, en plus de se voir qualifiée sur la scène européenne pour le tour préliminaire de l'Eurocup 3.
Le club finit 4e lors de sa première saison après sa victoire 58 à 56 contre Toujouse IC en première division et est éliminé en demi finale 77 à 43 par Le Puy-en-Velay. Lors de cette saison l'équipe est éliminé au tour préliminaire (Poule A) de Coupe d'Europe des clubs de basket-ball en fauteuil roulant 2024 en terminant 2e. 
Le 14 juin 2025, le club remporte le titre de champion de France de trois points au goal-avérage contre Le Puy-en-Velay après une victoire chalonnaise a domicile 62-48 (le 7 juin) et une défaite au Puy-en-Velay 71-60 le samedi suivant.

## Impact du club
Le 8 juillet 2018, le club chalonnais obtient le Label Or de la part de la Ligue nationale de basket-ball avec une note de 406,5 sur 500. Ce label récompense tout ce qui se passe en coulisses dans les clubs et les axes forts chalonnais sont : ancrage économique, citoyen, territoriale et la formation.

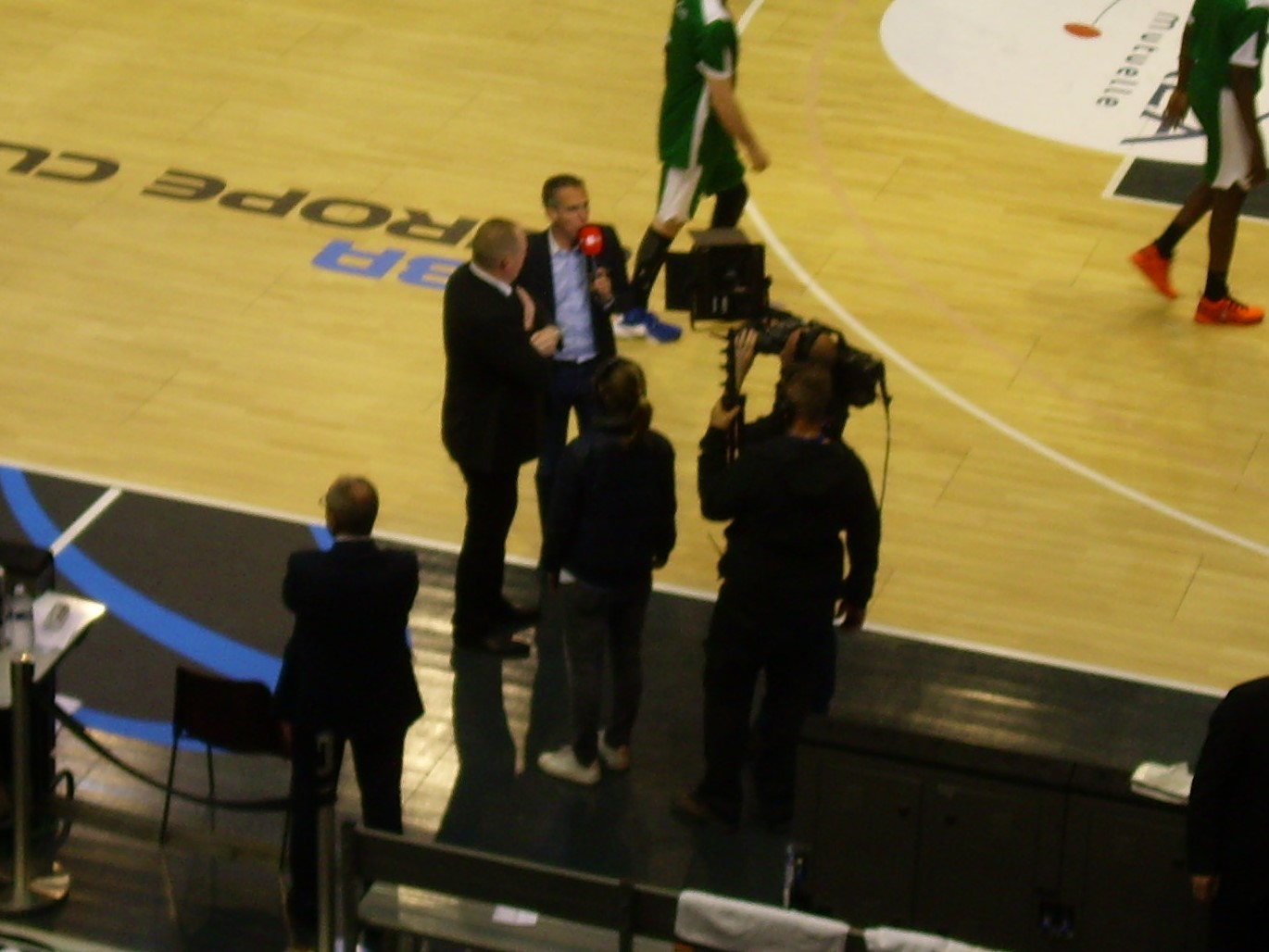
Interview de SFR Sport 2 lors d'un match en 2017.

### Dans les médias
Lors d'un match du club, Le Journal de Saône-et-Loire écrit trois ou quatre articles : un premier le jour du match pour la présentation, un deuxième le lendemain pour le résultat avec un résumé et un autre le surlendemain pour une analyse du match. La chaîne de télévision France 3 Bourgogne retransmet les résumés des matchs. En 2018-2019, la chaîne RMC Sport 2 diffusent quelques matchs de l'Élan Chalon lors d'une saison. Le journal L'Équipe donne quelques informations pour les matchs de « Pro A », comme un résumé rapide, la fiche statistique et parfois un article plus détaillé.
Le club en plus de son propre site internet, est présent sur les réseaux sociaux ; ainsi lors d'une étude au tout début de l'année 2021, il est comptabilisé en abonnés (ou followers) 26 997 personnes sur Facebook, 12 873 abonnés sur Twitter, 12 651 sur Instagram, 1 571 sur Linkedln et 1 230 sur You Tube, ce qui représente au total 55 322 abonnés, ce qui en fait le neuvième club de basket-ball en France à cette date. L'Élan Chalon a depuis fin septembre 2014, sa propre télévision sur le Web (appelé « Élan TV ») et animée par deux journalistes (Aline Picard et Pauline Pioche) et depuis septembre 2016 uniquement par Aline Picard. Cette chaine de télé compte une interview de l’entraîneur ou d'un joueur avant et après chaque match à domicile (plus quelques matchs à l'extérieur) et une fois par mois : une interview d'un joueur et un magazine (dit Le Mag) comptant trois reportages sur la vie du club en général.

### Sur la ville et la région chalonnaise

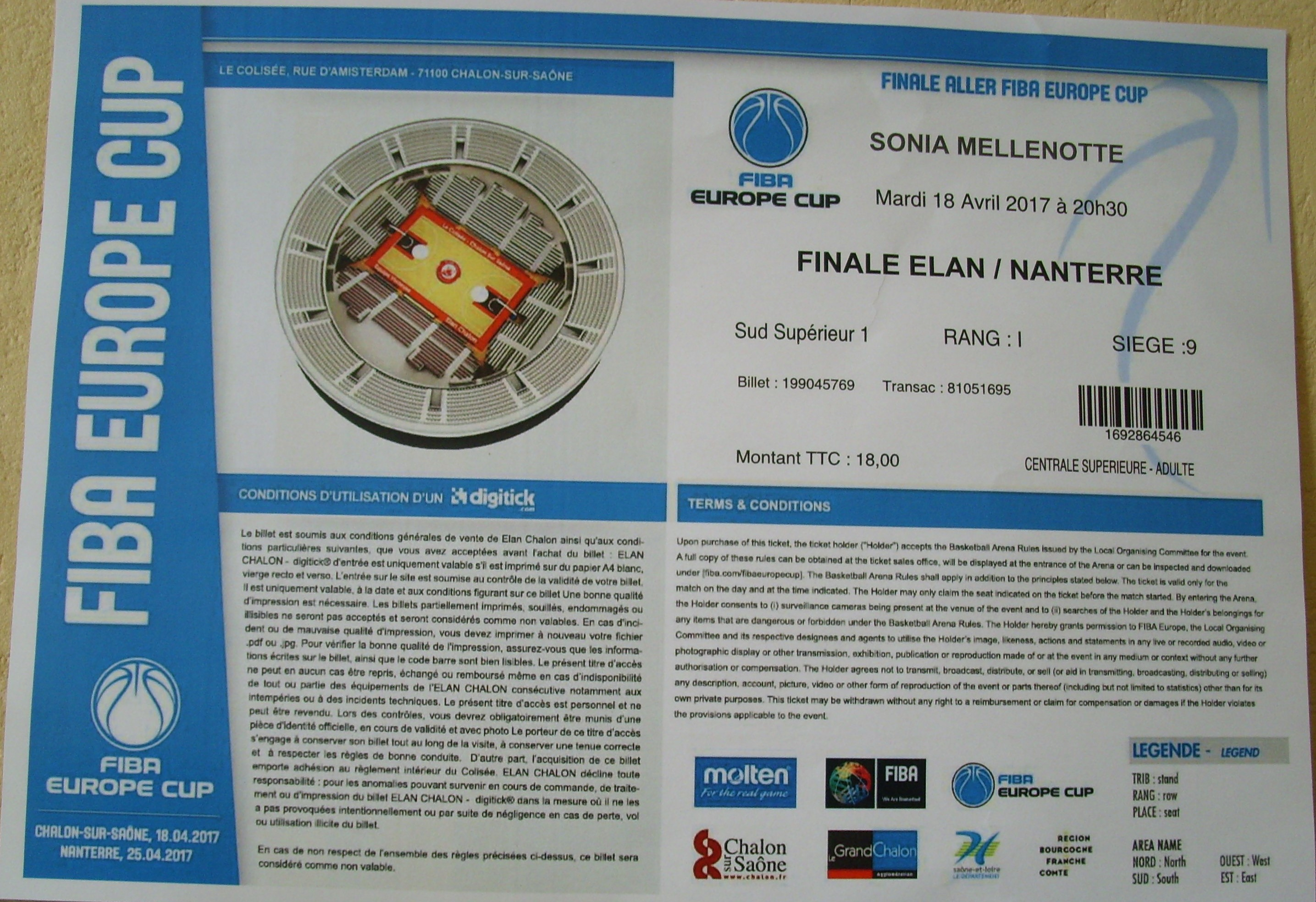
Feuille de billet de match de finale aller de Coupe d'Europe FIBA Chalon-sur-Saône - Nanterre (18 avril 2017).

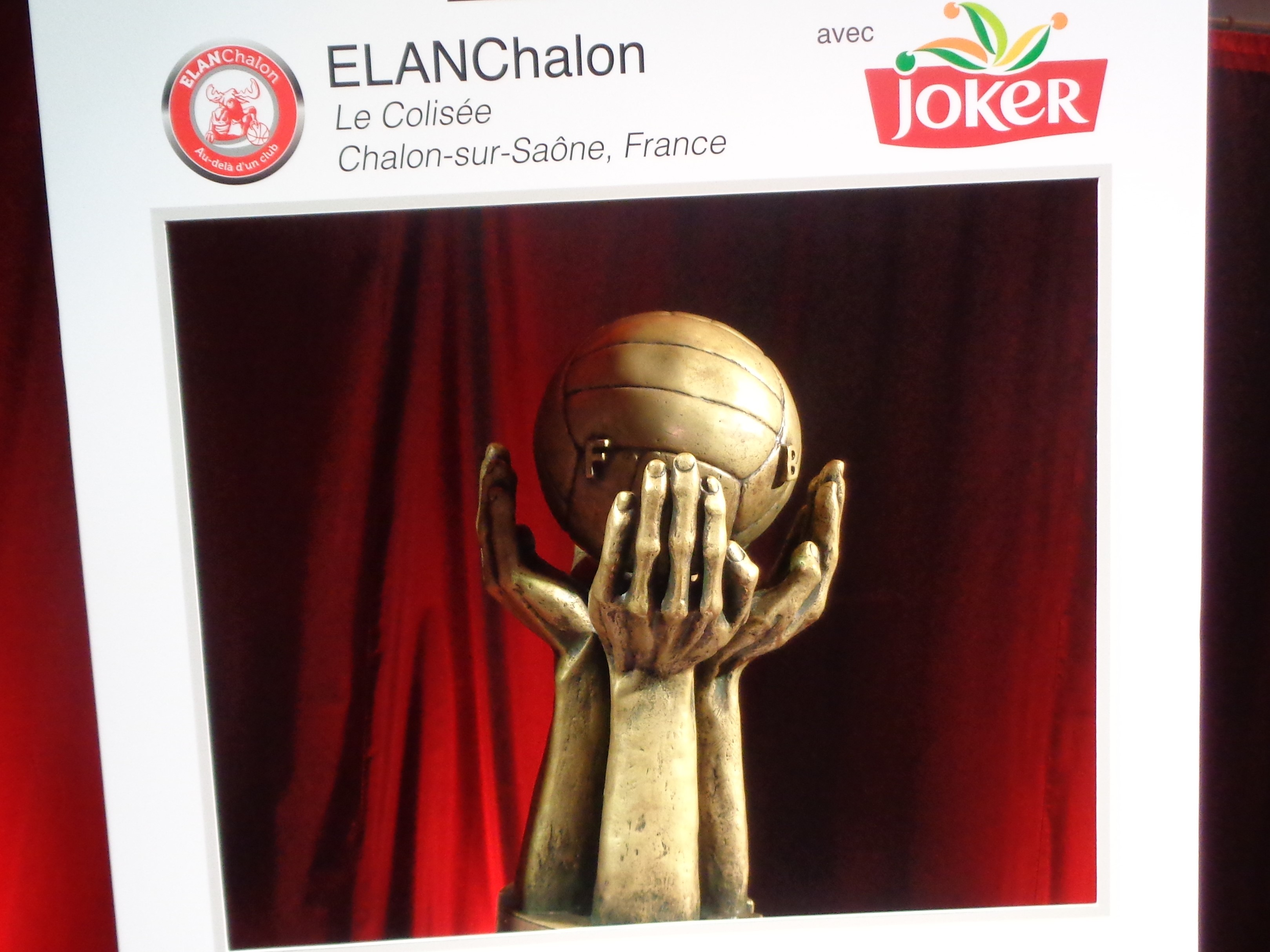
Trophée de Champion de France 2017

En 2018, l'Élan Chalon est le club sportif numéro un de la ville de Chalon-sur-Saône. Cette place de club phare dans cette ville est instaurée avec la montée en « Pro A » en 1996, lors de laquelle entre 700 et 1 000 personnes se sont rassemblées à 23 heures sur la place de l'Hôtel de Ville de Chalon (le 20 avril 1996). Le 17 avril 2001, lors de la finale de la Coupe Saporta, environ 400 personnes se sont rendues à Varsovie en Pologne,. Lors de la finale de la Coupe de France en 2011, plus de 2 500 chalonnais se sont rendues à Bercy et le lendemain environ 800 personnes se sont regroupées place de l'Hôtel de Ville de Chalon-sur-Saône pour accueillir les joueurs. Lors de la victoire chalonnaise à la Semaine des As en 2012, 150 supporters étaient à Roanne et 1 500 chalonnais présent au Colisée pour voir le match sur écran géant. Pour la finale de la Coupe de France 2012, ce sont plus de 3 000 chalonnais qui se sont rendues à Bercy. Lors du titre de champion de France en 2012, ce sont plus de 2 300 chalonnais qui se sont à nouveau rendues à Bercy et environ 1 500 supporters qui ont assisté sur écran géant à ce match au Colisée. Pour la finale aller de la Coupe d'Europe FIBA 2016-2017 au colisée, les 5 000 places ont été vendues en deux heures, le double de demande de places aurait pu avoir lieu. Pour les finales des playoffs 2017, lors du dernier match (match 5, le vendredi 23 juin 2017), il y avait 5 000 spectateurs dans la salle du Colisée et environ 2 000 au Parc des Expositions (rencontre retransmise sur écran géant). Il faut signaler qu'auparavant, à l'ouverture de la billetterie, les 5 000 places pour ce 5e match se sont arrachés en deux heures. Le dimanche 25 juin 2017, plus de 2 000 personnes sont venues applaudir et féliciter l'équipe qui se trouvait au balcon de l'hôtel de ville de Chalon-sur-Saône.
L'Élan a aussi cette place de numéro un car en 2016-2017, le club de rugby, le Racing Club Chalonnais, évoluait en Fédérale 1 (2015-2016) mais avec environ 1 million d'euros de dette début 2016 le club dépose le bilan, est forfait général pour le reste de cette saison 2015-2016 avec liquidation judiciaire le 16 février 2016 et après avoir joué deux saisons au niveau régional, le Rugby Tango Chalonnais évolue en Fédérale 3 en 2018-2019 ; le Handball Club Chalonnais évolue en Nationale 2 ; le VBCC Volley-ball Club Chalon évolue en Nationale 2 ; le Chalon Basket Club joue en Nationale 3 et le Football Club chalonnais joue en Division d'Honneur. L'ancien journaliste Jean-Pierre Rougelet dit de la ville :

« Quand on parle de Chalon, on commence maintenant par parler de son équipe de basket. »

Dominique Juillot pour la finale aller de Coupe d'Europe FIBA en 2017 : 

« Tout le monde ne parle que de ça. C'est notre deuxième victoire. Tout le monde s'intéresse maintenant au basket quels que soient sa condition et son intérêt pour le sport. »

### Sur la scène internationale, diplomatique et économique
En août 2014, le club crée des liens avec la Chine et y part faire trois matchs amicaux lors de sa préparation d'avant-saison, contre le club de Liaoning (à Shenyang, à Wafangdian et à Benxi). En dehors de côté sportif, des relations d'affaires économiques et diplomatiques se tiennent là-bas pour favoriser un partenariat au niveau du vin (Vignoble de Bourgogne et plus particulièrement le Vignoble de la Côte Chalonnaise car Chalon-sur-Saône est situé à environ dix kilomètres de ce vignoble) et de l'image (la photographie a été inventée par Nicéphore Niépce à côté de la ville chalonnaise) par rapport à la ville de Benxi (ville de l'image en Chine). Des opérations sont organisées avec Areva et Michelin (partenaires du club chalonnais) qui sont implantés aussi en Chine. Ceci dans le but de favoriser des relations des partenaires chalonnais sur le marché chinois. Le club, des élus politiques de Chalon-sur-Saône et certains partenaires ont rencontré en Chine des membres du gouvernement, des chefs d'entreprise et l'ambassadeur de France.

### Pour la vie citoyenne, solidaire, éducative et par le cinéma

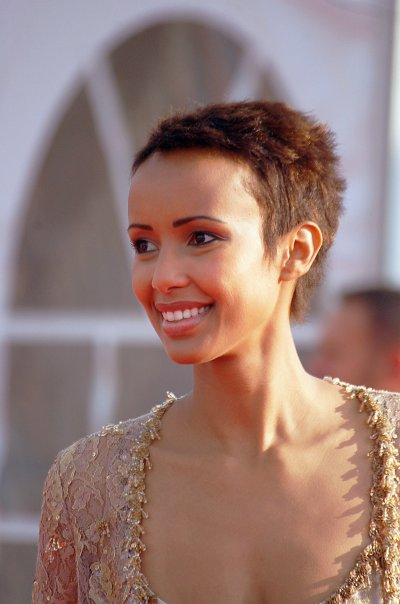
Sonia Rolland, présidente de Maïsha Africa

Par l'intermédiaire des slogans « Élan Pour Tous » (depuis 2006) et « Élan Chalon, au-delà d'un club » (depuis 2013 avec le nouveau logo). Ainsi le club chalonnais résume en 2014 cette démarche :

« Élan Chalon, au-delà d'un club. Telle est notre phrase fondatrice, déclinée sous notre logo. Depuis toujours, nous sommes convaincus des vraies valeurs du sport que sont l'esprit d'équipe, l'engagement, le fair-play, le respect des règles, la formation, la mixité. Et que finalement dans notre métier, l'important est certes de gagner, mais surtout de procurer du plaisir, de partager des émotions, de donner un sens à notre action. Pour la 8e année, le programme « Élan Pour Tous » a soutenu de nombreuses associations ou initiatives et plus particulièrement cette saison : le Pôle Pédiatrie de l'Hôpital de Chalon-sur-Saône, Maïsha Africa et Elandisport, notre section Basket Fauteuil. »

Le club en 2014 a ainsi reversé 12 240 euros aux trois entités citées plus haut. La formule se décompose pour le pôle pédiatrie de l'hôpital de Chalon-sur-Saône à 20 euros par chaque panier à trois points, pour l'association Maïsha Africa à 50 euros pour chaque dunk et pour Elandisport à 2 000 euros à chaque fois que le club chalonnais atteint les 100 points dans un match. En 2016, le club a reversé 3 800 euros au pôle pédiatrie de l'hôpital de Chalon-sur-Saône et 1 200 euros à l'association « Josespoir »  (à raison de 20 euros par panier à trois points et 50 euros par dunk). En 2017, par l'intermédiaire d'Adréa Mutuelle, lors des rencontres à domicile, les dunks et les paniers à trois points rapportent respectivement 20 euros et 50 euros. Cette action a permis de collecter 7 120 euros en tout. Le partage donne 3 000 euros à l’organisation du Final 4 basket fauteuil à Chalon, 2 000 euros au service pédiatrie de l’hôpital de Chalon et 2 120 euros à l’association « Aidons Teo ».
Depuis 2009-2010, le club chalonnais a mis en place « Anglais Pour Tous » pour les collèges et lycées de Saône-et-Loire. Les joueurs américains de l'Élan Chalon se déplacent dans ces établissements et échangent ainsi en anglais avec les élèves.

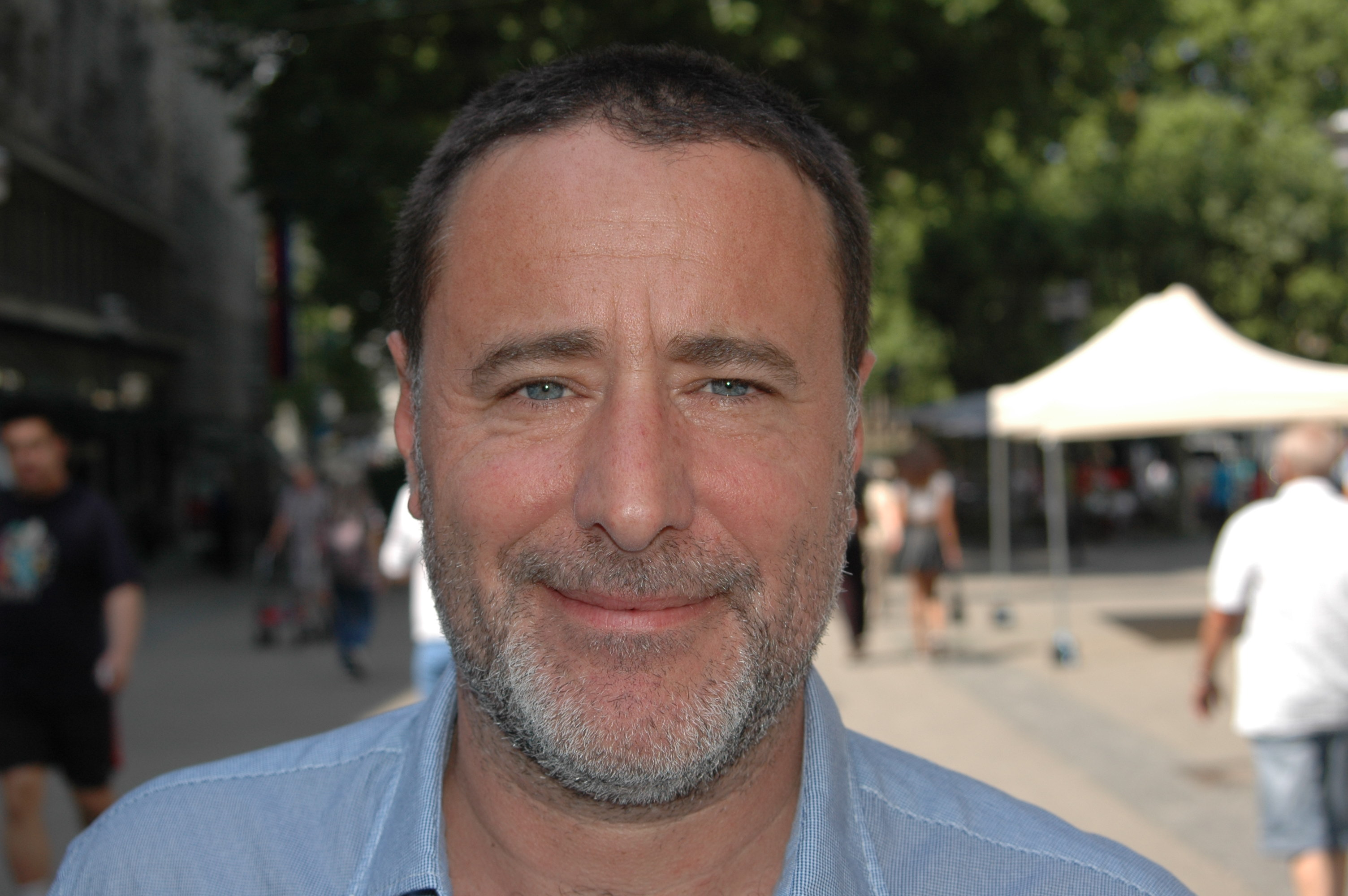
Philippe de Chauveron.

Le club chalonnais a été à l'initiative de trois courts-métrages : « Respecte le bus » en 2007 avec Philippe de Chauveron en réalisateur, « Respecte la planète » en 2012 avec Christophe Henry à la réalisation et « Joue la comme JBAM, prends le bus » de Philippe de Chauveron et Christophe Henry pour l'année 2013. Le premier court-métrage avec Mamoutou Diarra, John Best, Geoff Lear et Jermaine Guice en joueur-acteur chalonnais, met l'accent pour inciter les jeunes à respecter les personnes utilisant les bus ainsi que le chauffeur. Le deuxième court-métrage qui utilise Gregor Beugnot, Ilian Evtimov, Blake Schilb et Steed Tchicamboud, est réalisé pour sensibiliser les jeunes et moins jeunes au respect de la planète, par la promotion de petits gestes quotidiens qui vont dans le sens du tri sélectif. Le troisième court-métrage avec Steed Tchicamboud, Clint Ndumba-Capela, Jordan Aboudou, JBAM, Gregor Beugnot et Philippe Maillard (responsable de la société basket fauteuil de l'Élan Chalon) vise à promouvoir le mode de transports urbains qu'est le bus (réseau de bus de la STAC).
En 2018, pour la cinquième année consécutive le club obtient Le Label FFBB Citoyen 2 étoiles (Argent) pour tout ce qui tourne autour de la citoyenneté. La récompense de cette année pour ce label met en avant les interventions du club dans les écoles et la vidéo « Respecte le bus ».

### Sources, bibliographie
- Le Journal de Saône-et-Loire, éditions du 1 décembre 1975, 19 mars 1980, 3 novembre 1980, 12 avril 1992, 8 octobre 1992, 10 octobre 1992, 17 octobre 1992, 24 octobre 1992, 25 avril 1993, 16 mai 1993, 11 novembre 1993, 20 mars 1994, 22 mai 1994, 28 mai 1994, 5 juin 1994, 12 février 1995, 4 février 1996, 21 avril 1996, 17 mars 1997, 27 janvier 1999, 17 mars 1999, 15 mars 2000, 18 avril 2001, 30 septembre 2001, 23 mars 2003, 25 mai 2003, 11 décembre 2005, 24 septembre 2006, 10 mai 2007, 8 mars 2009, 11 janvier 2010, 14 février 2010, 3 avril 2010, 25 avril 2010, 9 janvier 2011, 23 janvier 2011, 13 février 2011, 26 mai 2011, 29 octobre 2011, 14 décembre 2011, 28 décembre 2011, 7 janvier 2012, 25 janvier 2012, 18 février 2012, 19 février 2012, 20 février 2012, 29 février 2012, 2 mars 2012, 3 mars 2012, 16 mars 2012, 30 avril 2012, 21 mai 2012, 27 mai 2012, 9 juin 2012, 17 juin 2012, 8 décembre 2012, 14 décembre 2012, 12 janvier 2013, 28 avril 2013, 2 mai 2013, 19 mai 2013, 23 mai 2013, 25 mai 2013, 28 octobre 2013, 29 octobre 2013, 30 octobre 2013, 10 novembre 2013, 28 décembre 2013, 14 janvier 2014, 6 février 2014, 15 mai 2014, 16 mai 2014, 28 mai 2014, 23 août 2014, 25 août 2014, 28 août 2014, 1er octobre 2014, 7 octobre 2014, 16 octobre 2014, 19 octobre 2014, 20 octobre 2014, 26 novembre 2014, 22 janvier 2015, 27 janvier 2015, 11 février 2015, 19 avril 2015, 17 mai 2015, 21 juin 2015, 30 septembre 2015, 10 janvier 2016, 17 janvier 2016, 2 février 2016, 4 février 2016, 13 février 2016, 20 février 2016, 21 février 2016, 22 février 2016, 3 mars 2016, 17 mars 2016, 24 mars 2016, 11 mai 2016, 28 juin 2016, 1er juillet 2016, 1er octobre 2016, 10 octobre 2016, 18 octobre 2016, 7 novembre 2016, 11 décembre 2016, 21 janvier 2017, 22 janvier 2017, 23 février 2017, 10 mars 2017, 19 mars 2017, 22 mars 2017, 6 avril 2017, 17 avril 2017, 18 avril 2017, 19 avril 2017, 26 avril 2017, 29 avril 2017, 2 mai 2017, 6 mai 2017, 7 mai 2017, 17 mai 2017, 18 mai 2017, 23 mai 2017, 3 juin 2017, 17 septembre 2017, 20 septembre 2017, 30 septembre 2017, 23 octobre 2017, 3 novembre 2017, 5 novembre 2017, 20 novembre 2017, 4 décembre 2017, 18 janvier 2018, 21 janvier 2018, 6 février 2018, 7 février 2018, 30 mars 2018, 16 mai 2018, 21 septembre 2018, 6 octobre 2018, 28 octobre 2019, 13 novembre 2018, 23 décembre 2018, 13 mai 2019, 28 mai 2019, 7 juin 2019, 17 juillet 2019, 6 novembre 2019, 28 décembre 2019, 29 décembre 2019, 15 janvier 2020, 8 mars 2020, 2 octobre 2020, 9 octobre 2020, 4 février 2021, 16 juin 2021, 20 juin 2021, 1 septembre 2021, 9 novembre 2021, 28 janvier 2023, 13 mai 2023, 29 mai 2023, 1 juin 2023, 8 juin 2023, 11 juin 2023, 14 juin 2023, 24 avril 2024 et du 13 mai 2024.
- Maxi-Basket no 130, 132, 141, 144, 148, 151, 155, 163, 166, 174, 24 H, 186, 191, 206, 210, 210, 223, 224, 228, 234, 236, 238, 240, 242, 245, 247, 250, 258, 261, 265, 268, 269, 271, 280, 283, 291, 293, 305, 24S, 25, 27, 30, 41 et 45S.
- Le magazine ou plaquette Élan Chalon édité chaque fin de saison (1975, 1980, 1989, 1990, 1991, 1992, 1997, 1998, 1999, 2000, 2001, 2002, 2004, 2005, 2006, 2007 et 2008).
- Basket Hebdo (nouveau) no 4, 11, 17, 21, 23, 26, 28, 35, 36, 37, 38, 39, 44, 57, 67, 68, 71, 73, 75, 77, 92, 102, 119, 140, 142, HS 1, HS 3, HS 5 et HS 9.
- Basket News no 322, 418, 422, 439, 448, 451, 483, 484, 486, 491, 500, 533, 539, 552, 566, 592, 605, 627, 632, 637, 640 et HS 9.
- Thomas Berjoan : Basket 2017 Le Livre d'Or, édition : Solar, 2017, 120 pages,  (ISBN 978-2-263-15079-1).
- Olivier Furon : Le livre d'or du basket 1983, édition : Solar, 1983, 128 pages,  (ISBN 2-263-00783-0).
- Journal spécial Élan Chalon : 1992-1993 et 1994-1995.
- Basket no 1, 10, 12, 23, 34, 45, 49, 56 et 67.
- Basket Hebdo (ancien) no 39 et 88.
- Maxi Basket-News no 12.